# Berchtesgadener Land
| Basisdaten Berchtesgadener Land                                               | Basisdaten Berchtesgadener Land                                                                                 |
| ----------------------------------------------------------------------------- | --- |
| Bundesland:                                                                   | Bayern |
| Regierungsbezirk:                                                             | Oberbayern |
| Fläche:                                                                       | 467 km² |
| Einwohner:                                                                    | 24.081 (31. Dez. 2019)                                                                                          |
| Bevölkerungsdichte:                                                           | 97,6 Einwohner je km²                                                                                           |
| Höchster Punkt:                                                               | 2713 m ü. NHN (Watzmann-Mittelspitze)                                                                           |
| Niedrigster Punkt:                                                            | 471 m ü. NHN Berchtesgadener Ache am Grenzübergang Hangendenstein (D) Marktschellenberg – (A) Grödig (Salzburg) |
| Kfz-Kennzeichen:                                                              | BGL, Altkennzeichen: BGD, Wunschkennzeichen (seit 2016): BGD, LF, REI                                           |
| Gliederung:                                                                   | fünf Gemeinden, zwei gemeindefreie Gebiete                                                                      |
| Karte                                                                         | |
| Das Berchtesgadener Land (rot) innerhalb des Landkreises Berchtesgadener Land | |

Das Berchtesgadener Land ist eine Region im äußersten Südosten Bayerns, die von den Berchtesgadener Alpen umrahmt wird und wie eine Halbinsel vom österreichischen Bundesland Salzburg eingefasst ist. Seine Gebietsfläche entsprach bereits ab 1155 dem „geschlossenen Waldbezirk“ bzw. dem Kernland des Klosterstifts Berchtesgaden, das 1380 zur Reichsprälatur und 1559 zur reichsunmittelbaren Fürstpropstei Berchtesgaden erhoben wurde. Auch nach der Säkularisation von 1803 und der damit verbundenen Auflösung der Fürstpropstei hat sich das Berchtesgadener Land bis heute eine kulturgeschichtliche und soziokulturelle Eigenständigkeit bewahrt. Dazu gehören u. a. Bräuche wie das Weihnachtsschießen, das Buttnmandllaufen oder die eigene Berchtesgadener Tracht wie auch das Alleinstellungsmerkmal, die kleineren Ortsteile noch immer als Gnotschaften zu bezeichnen.
Das Berchtesgadener Land bildet heute mit den fünf Gemeinden Berchtesgaden, Bischofswiesen, Marktschellenberg, Ramsau und Schönau am Königssee sowie den gemeindefreien Gebieten Eck und Schellenberger Forst den südlichen Teil des nach ihm benannten Landkreises Berchtesgadener Land.
Seine viel besuchten Sehenswürdigkeiten wie Kehlsteinhaus, Königssee, Salzbergwerk und Ramsauer Kirche zählen zu den wichtigsten Urlaubszielen in Bayern. Über das Gebiet des Berchtesgadener Landes erstreckt sich zudem das 1990 mit dem Prädikat „UNESCO-Biosphärenreservat“ ausgezeichnete Biosphärenreservat Berchtesgaden (auch Alpenpark Berchtesgaden), das sich aus dem Nationalpark Berchtesgaden und dem Nationalparkvorfeld zusammensetzt und 2010, nun den ganzen Landkreis einbeziehend, zum Biosphärenreservat Berchtesgadener Land erweitert wurde.
Höchste Erhebung im Berchtesgadener Land ist der 2713 m ü. NHN hohe Watzmann, dessen markante Silhouette über dem Berchtesgadener Becken zum Wahrzeichen der Region geworden ist.

## Geografie

### Lage und Grenzen
Das Berchtesgadener Land, eingebettet in die Nördlichen Ostalpen, bildet die Südhälfte des Landkreises Berchtesgadener Land im äußersten Südosten Bayerns und wird wie eine Halbinsel von der deutsch-österreichischen Landesgrenze eingefasst. (→siehe auch Abschnitt: Nachbarregionen)
Seine Abgrenzung kann unter naturräumlichen (→ siehe: Naturräumliche Gliederung der Berchtesgadener Alpen (934.3) in Berchtesgadener Alpen) und geologischen Gesichtspunkten (→ siehe Abschnitt: Geologische Entwicklung) sowie im Sinn einer Bedeutungserweiterung des Begriffs „Berchtesgadener Land“ (→ siehe Abschnitt: (Geplante) Bedeutungserweiterungen des Begriffs) über die historische und soziokulturelle Kernregion des einstigen Landes Berchtesgaden hinausgehen.

### Kulturlandschaft(seinheit) „Berchtesgadener Land“
Von den historischen und kulturgeschichtlichen Abgrenzungen abweichend und ein größeres Gebiet einschließend, bildet das Berchtesgadener Becken zusammen mit der sich nördlich daran anschließenden Untereinheit des Reichenhaller Beckens sowie den östlichen Ausläufern der Chiemgauer Alpen und den südwestlichen Teilen des glazial überprägten Salzach-Hügellandes eine Landschaftseinheit, die vom Bayerischen Landesamt für Umwelt 2011 erst in einem Entwurf, seit 2013 explizit als Kulturlandschaftseinheit „Berchtesgadener Land“ (Nr. 61) bezeichnet bzw. zusammengefasst wird. Innerhalb dieser neudefinierten Kulturlandschaftseinheit werden vom Landesamt im besiedelten Gebiet zwei kulturhistorisch „bedeutsame Kulturlandschaften“ hervorgehoben, die unter 61-A als „Berchtesgadener Land“ und unter 61-B als „Königssee mit St. Bartholomä“ ausgewiesen sind. Das „Berchtesgadener Land“ bzw. das Teilgebiet 61-A besitzt demnach „insbesondere aufgrund seiner Prägung als dauerhaft besiedeltes Bergbauerngebiet einen einzigartigen Charakter in den bayerischen Alpen“ und umfasst hier allein die besiedelten Gebiete der im Abschnitt Kommunalpolitische Gliederung aufgeführten fünf Gemeinden, von denen wiederum ein Teil der Gemeinde Schönau am Königssee unter 61-B besondere Hervorhebung als bedeutsame Kulturlandschaft „Königssee mit St. Bartholomä“ findet.

### Landschaftsformen

#### Berge

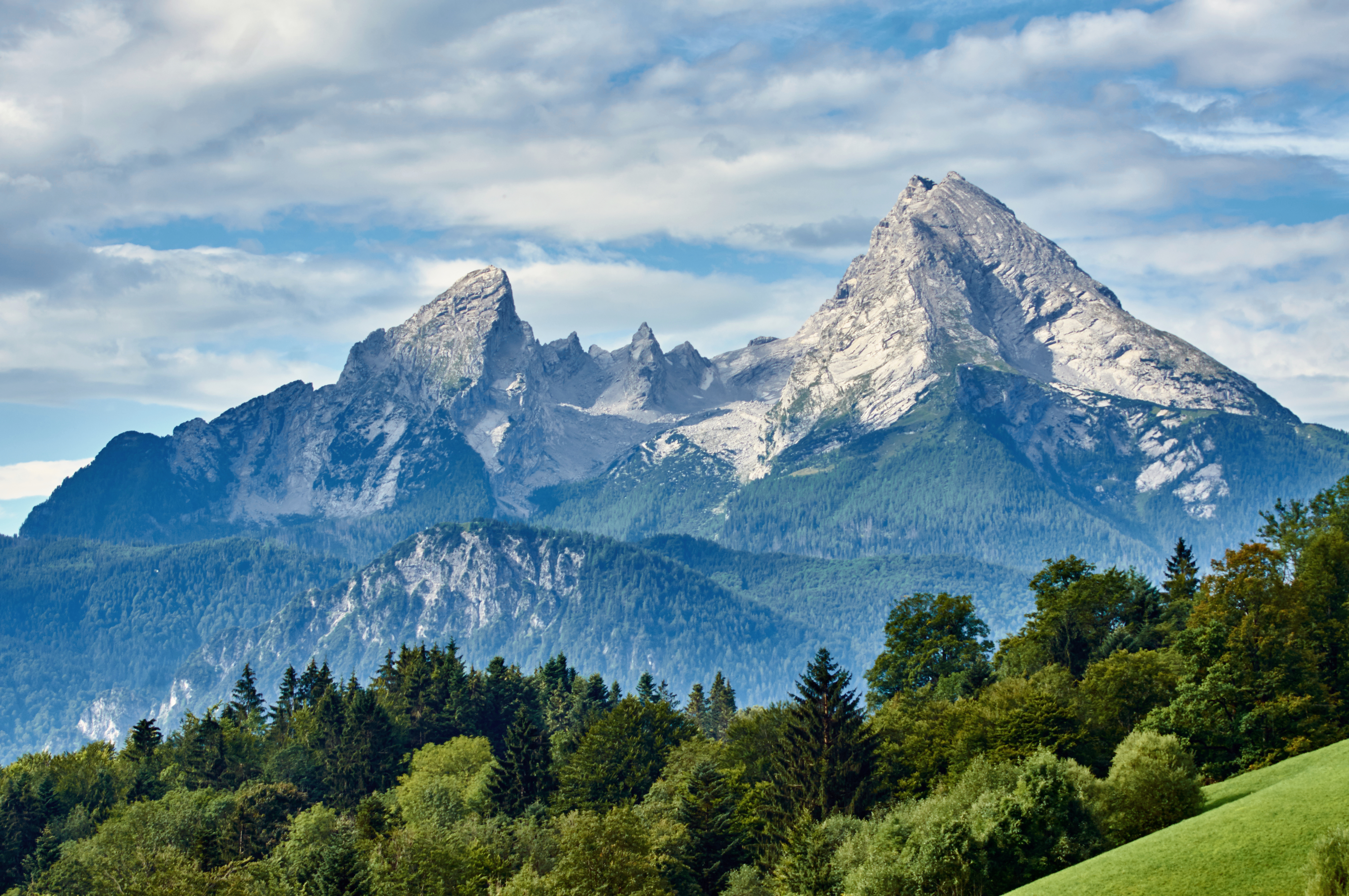
Watzmann

Die historische Landschaft Berchtesgadener Land ist nahezu vollständig von den Berchtesgadener Alpen umschlossen. Den niedrigsten Zugang innerhalb des deutschen Staatsgebiets bildet der Pass Hallthurm, der auf 693 m ü. NHN die Bergstöcke von Lattengebirge und Untersberg trennt. Noch niedriger ist der Zugang über österreichisches Staatsgebiet, der am Hangendensteinpass und dem einstigen Passturm Schellenberger Turm vorbei auf 471 m ü. NHN parallel zur Berchtesgadener Ache nach Marktschellenberg führt.
Von den Gebirgsstöcken der Berchtesgadener Alpen gehören große Teile zum österreichischen Land Salzburg. Lediglich die Gebirgsstöcke von Watzmann (2713 m), Hochkalter (2607 m) und Lattengebirge (1738 m) sowie der Gotzenberge (2171 m) als Teil des Hagengebirges befinden sich vollständig auf dem Gebiet des Berchtesgadener Landes. Damit ist der Watzmann der höchste Berg, dessen Wände, Flanken und Gipfel sich vollständig auf deutschem Boden befinden. Seine Mittelspitze ist zudem der höchste Punkt des Berchtesgadener Landes.

#### Fließgewässer

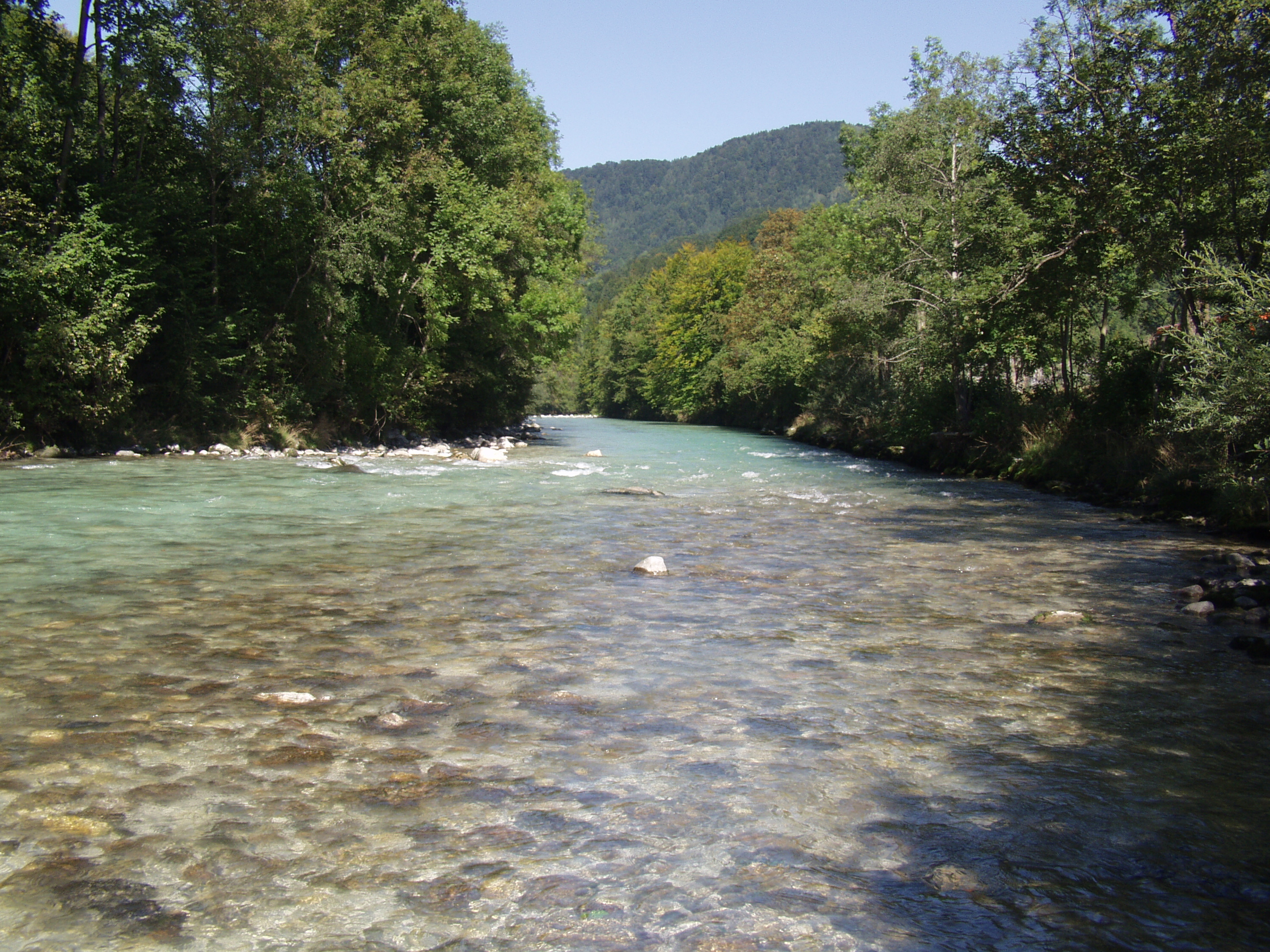
Berchtesgadener Ache

Die größten Fließgewässer des Berchtesgadener Landes sind Achen. Gespeist von Seen und zahlreichen Quellbächen, vereinigen sich die Königsseer Ache, Ramsauer Ache und Bischofswieser Ache zur Berchtesgadener Ache, die vom Südwesten aus Richtung Norden über Marktschellenberg die deutsch-österreichische Staatsgrenze passiert, um dann ab Grödig als Königsseeache in Salzach, Inn, Donau und am Ende ins Schwarze Meer abzufließen.
Im Nordwesten des Berchtesgadener Landes entspringt zudem die Quelle des Schwarzbaches unweit des Passes Schwarzbachwacht in Ramsau, der dann jedoch außerhalb der Region im Ortsteil Unterjettenberg der Gemeinde Schneizlreuth in die Saalach mündet.
Die Achen des Berchtesgadener Landes und ihre wichtigsten Zuflüsse sind (nach Flusssystem und Zuflusshöhe geordnet):
- Berchtesgadener Ache wird hinter deutsch-österreichischer Staatsgrenze zur Königsseeache

- Weißbach
- Rothmannbach
- Tiefenbach
- Almbach mit Almbachklamm
- Kainbach
- Larosbach
- Bergbach
- Gernerbach
- Weiherbach
- Anzenbach

- Berchtesgadener Ache

| - Königsseer Ache - Abfluss nördliches Ufer des Königssees | - Ramsauer Ache - Bischofswieser Ache - Weißbach - Frechenbach - Hängendstein-, Schwarzen- und Bichlgraben und weitere Nebenbäche - Wimbach mit Wimbachklamm - Sillersbach (Abfluss des Hintersees) - Klausbach |

#### Seen

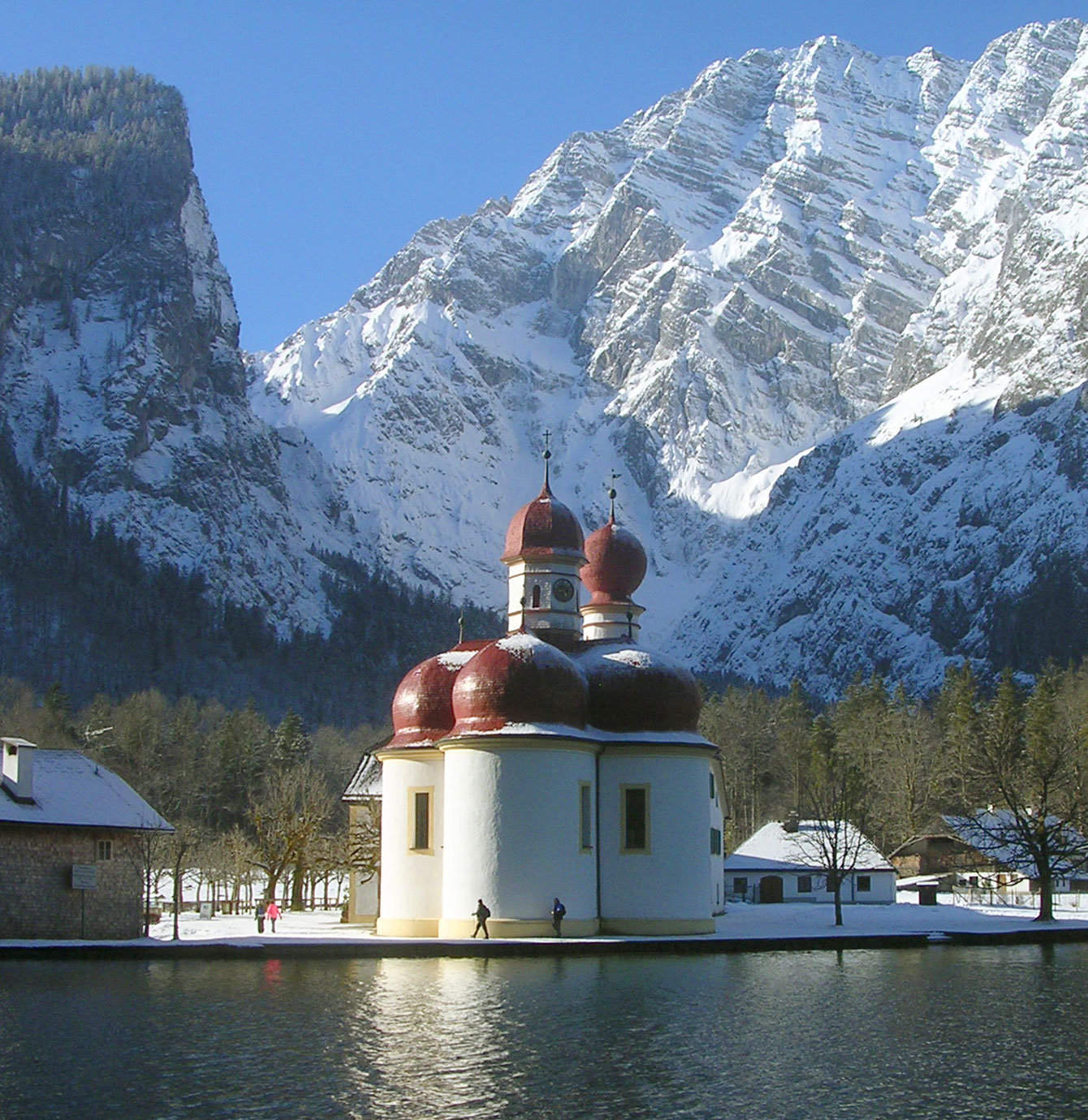
St. Bartholomä am Ufer des Königssees vor Watzmann-Ostwand

Die größten Seen im Berchtesgadener Land sind der Königssee (Fläche: 5,22 km², maximale Tiefe: 190 m), der sich direkt daran anschließende Obersee (57 ha, 51 m) und der Hintersee (16,4 ha, 18 m) in Ramsau. Weitere kleinere Stillgewässer sind der Böcklweiher und der Steinbergsee in Bischofswiesen und in den Bergen bei Schönau u. a. der Labsee (bzw. das Laubseelein), der Seeleinsee und die Karstseen Funtensee, Grünsee und Schwarzensee. Darüber hinaus sind noch der Aschauer Weiher und der Schornweiher zu nennen, die von den Fürstpröpsten des Berchtesgadener Landes bereits im 17. Jahrhundert oder auch davor als künstliche Teiche für die Fischzucht angelegt worden waren. Während der Schornweiher 1931 komplett ausgebaggert und zum Schornbad umgebaut wurde, existiert der Aschauer Weiher nach wie vor und wird seit 1880 nur zum Teil als Aschauerweiherbad genutzt.
Der Königssee gilt hinsichtlich der Wasserqualität als einer der saubersten Seen Deutschlands und zusammen mit der Wallfahrtskirche St. Bartholomä samt Jagdschlösschen und Gasthaus an seinem Ufer als eines der touristischen Highlights im Berchtesgadener Land.

### Kommunalpolitische Gliederung

#### Gemeinden

Das Berchtesgadener Land (rot) innerhalb des Landkreises Berchtesgadener Land

Innerhalb des Landkreises Berchtesgadener Land, der zur Planungsregion Südostoberbayern gehört, bildet das Berchtesgadener Land „im engeren Sinne“ mit den Gemeinden Berchtesgaden (7888 Einwohner), Bischofswiesen (7500 Einwohner), Marktschellenberg (1741 Einwohner), Ramsau (1747 Einwohner) und Schönau am Königssee (5544 Einwohner) sowie den gemeindefreien Gebieten Eck (12,60 km²) und Schellenberger Forst (17,01 km²) den Südteil des Landkreises, weshalb es auch als Südlicher Landkreis oder Innerer Landkreis bezeichnet wird.
Berchtesgaden ist ein Markt und mit seinen 7781 Einwohnern nicht nur die einwohnerstärkste Gemeinde der Region, sondern fungiert auch als Mittelzentrum des südlichen Landkreisteiles. Historisch war Berchtesgaden Gründungs- und später Hauptort inkl. Residenz (heute: Königliches Schloss Berchtesgaden) des „Landes Berchtesgaden“, das als Reichsprälatur bzw. Zepterlehen bereits ab 1380 reichsunmittelbar war und als Fürstpropstei Berchtesgaden (1559–1803) und damit eigenständiges Fürstentum u. a. eine Virilstimme im Reichsfürstenrat innehatte. Bekannt ist Berchtesgaden u. a. auch für seinen seit 1972 eingemeindeten Ortsteil Obersalzberg, in dem das Kehlsteinhaus und das Führersperrgebiet für NSDAP-Größen inkl. Adolf Hitler errichtet wurde.
Bischofswiesen wurde am 8. Mai 1155 durch einen Gütertausch zwischen Erzbischof Eberhard I. von Salzburg und Berchtesgaden Propst Heinrich I. Teil des Berchtesgadener Landes, und der Erzbischof erhielt für das „pratum Bisvolfeswisen“ einen Hof in Landersdorf. Im Ortsteil Stanggaß befand sich von 1937 bis 1945 die Reichskanzlei Dienststelle Berchtesgaden (auch Kleine Reichskanzlei genannt). Ebenfalls ab 1937 wurde im Ortsteil Strub die heutige Jägerkaserne erbaut sowie eine von der NSDAP Mitte der 1930er Jahre eingerichtete BDM-Reichssportschule, die seit 1951 als Altenheim („Lebenswelt Insula“) genutzt wird. Nach dem Zweiten Weltkrieg nahm die Gemeinde Bischofswiesen zahlreiche Flüchtlinge aus den Ostgebieten des ehemaligen Deutschen Reiches auf.
Marktschellenberg, 1191 erstmals erwähnt, wird der Ort „schellenberch“ 1211 zum ersten Mal schriftlich bezeugt. Neben Berchtesgaden war Schellenberg Standort einer Saline, die bis 1805 in Betrieb war. Nachdem 1286 zudem ein erst von Laien beziehungsweise einem „Hallinger“ (salinarius) geleitetes Salzamt eingerichtet wurde, erhielt Schellenberg Marktrechte, wenn auch vermutlich nur sehr eingeschränkt. Ein erster fürstlich benannter Marktrichter für die „Niedergerichtsbarkeit“ ist für 1334 nachweisbar, womit sich der Ort zum zweiten Hauptort des „Landes Berchtesgaden“ entwickelte.
Ramsau bei Berchtesgaden ist nicht zuletzt auch wegen seiner vielfach gemalten und fotografierten Kirche St. Sebastian (1512) bekannt, und auch dafür, das über die Hälfte des Gemeindegebietes Teil des Nationalparks Berchtesgaden ist. Relativ spät ausreichend besiedelt und noch heute die Gemeinde mit der geringsten Bevölkerungsdichte, wurde Ramsau erst mit Beginn des 13. Jahrhunderts zu einer Filiale der Pfarrei Berchtesgaden, zählt aber dennoch zu den acht „Urgnotschaften“ des Berchtesgadener Landes. Die Reformation fand in Ramsau im Gegensatz zu den meisten anderen Gnotschaften des Berchtesgadener Landes von Anfang an nur sehr wenige Anhänger – umso mehr die Gegenreformation. Noch heute liegt der Anteil evangelischer Christen in Ramsau unter 6 Prozent.
Schönau am Königssee ist nicht zuletzt durch seinen fjordartig eingebetteten, bis zu 190 m tiefen Königssee und der an seinem Ufer stehenden Wallfahrtskapelle St. Bartholomä mit seinem benachbarten ehemaligen Jagdschloss bekannt, in dem bis 1803 die Berchtesgadener Fürstpröpste Einkehr hielten. Wie in Ramsau liegt ein Großteil der Gemeindefläche innerhalb des Nationalparks Berchtesgaden. Der WSV Königssee zählt wie der RC Berchtesgaden zu den erfolgreichsten Rodelvereinen der Welt und kann nach mehreren Teilnahmen an Olympischen Winterspielen, Weltmeisterschaften und Europameisterschaften auf einen beeindruckenden Medaillenspiegel und viele prominent gewordene Sportler verweisen.

#### Gnotschaften

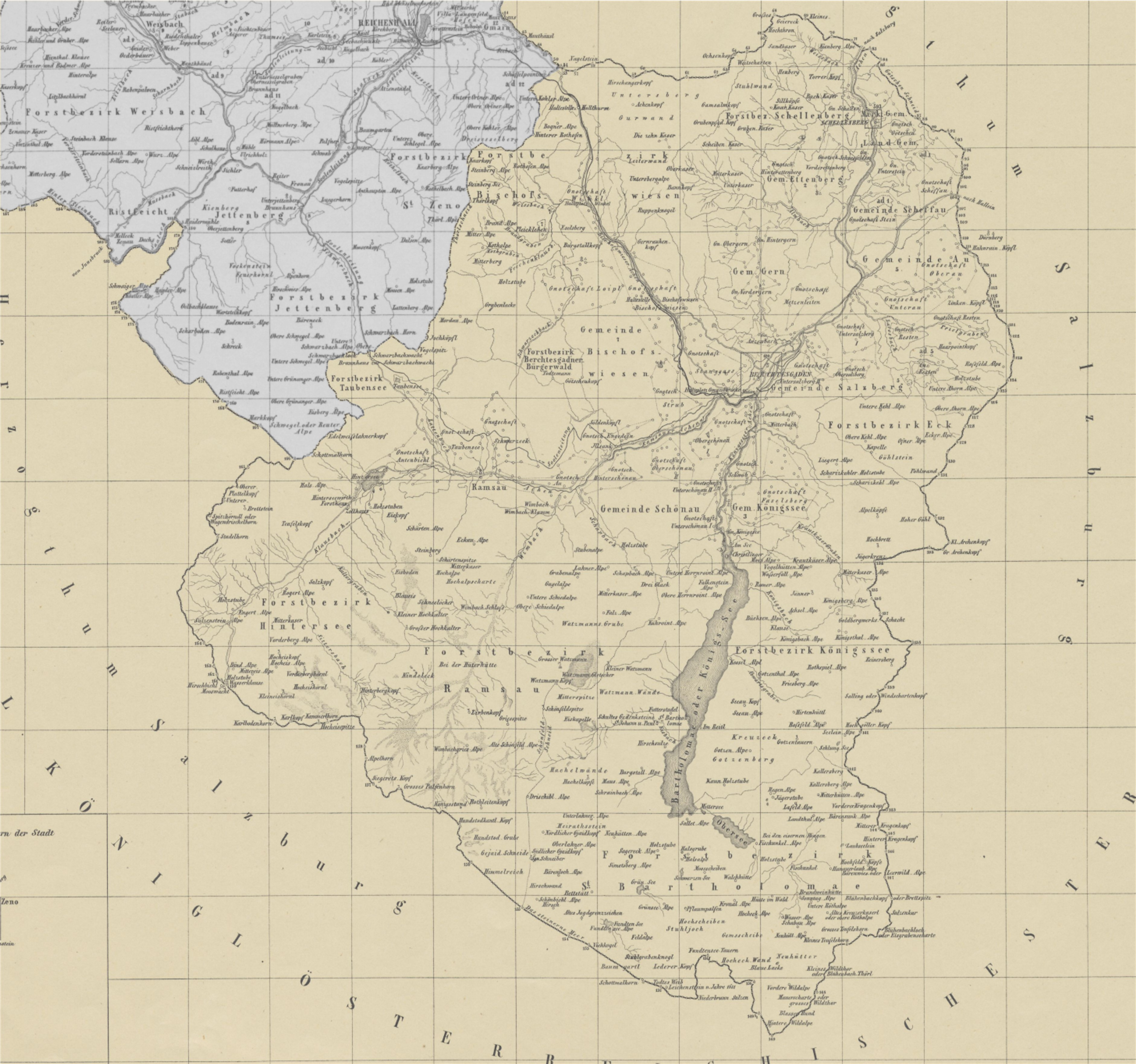
Gemeinden mit ihren Gnotschaften innerhalb des Amtsgerichts Berchtesgaden (grau: das angrenzende, nur teilweise angezeigte Amtsgericht Reichenhall), Kartenausschnitt von 1896

Die meisten Gemeinden bzw. Gemeindeteile des Berchtesgadener Landes haben das Alleinstellungsmerkmal, dass sie aus Gnotschaften hervorgingen, die ab 1377 kurz vor der Erhebung des Berchtesgadener Landes zur Reichsprälatur Berchtesgaden entstanden sind. Im „Land Berchtesgaden“ gruppierten sich acht „Urgnotschaften“ um die Hauptorte des Berchtesgadener Kernlandes – dem zentralen Markt Berchtesgaden mit seinem Landgericht und dem Markt Schellenberg mit Salzamt und Marktrichter (Niedere Gerichtsbarkeit) – und hatten bis zur Säkularisation im Jahre 1803 Bestand. Ab 1817 in acht „Gemeinden“ umgewandelt, sind sie nach der Gebietsreform in Bayern von 1971 bis 1980 samt ihren „Gnotschafterbezirken“ in den jetzigen fünf Gemeinden aufgegangen. Die Bezeichnungen der einstigen „Gnotschafterbezirke“ dienen jetzt als Gemeindeteilbezeichnungen der fünf Gemeinden, werden aber von Einheimischen noch immer als „Gnotschaften“ bezeichnet.

#### Gemeindefreie Gebiete
Gemeindefreie Gebiete im Berchtesgadener Land sind Eck (12,60 km²) und der Schellenberger Forst, der mit einer Fläche von 17,01 km² das größere der beiden verbliebenen gemeindefreien Gebiete ist.
Innerhalb des Staatsforstes Eck liegt eine rund 100 Hektar große Enklave des Marktes Berchtesgaden mit einem Teil der Gnotschaft Resten (Gemarkung Au) und mit der Siedlung Buchenhöhe (Gemarkung Salzberg). Daneben gibt es fünf Berchtesgadener Enklaven, die zusammen mit dem Flurstück um das Kehlsteinhaus die Gemarkung Eck innerhalb des Marktes Berchtesgaden bilden.
In dem Gebiet des Schellenberger Forstes befinden sich unter anderem die Toni-Lenz-Hütte und die Schellenberger Eishöhle (Norden) sowie die Almbachklamm (Süden).

### Nachbarregionen
Das Berchtesgadener Land grenzt dem Uhrzeigersinn nach im Nordwesten und im Norden an die ebenfalls zum Landkreis Berchtesgadener Land gehörenden Gemeinden Schneizlreuth und Bayerisch Gmain, weiter nördlich Bad Reichenhall und die Gemeinden des südlichen Rupertiwinkels, und ist im Nordosten, Osten, Süden und Südwesten von den Randgemeinden der Regionen Flachgau, Tennengau, Pongau und Pinzgau des österreichischen Bundeslandes Salzburg umgeben.

### Klima
Die fünf Gemeinden des Berchtesgadener Landes führen wegen seines Reizklimas das „Prädikat eines Heilklimatischen Kurorts und bilden zusammen mit dem Nationalpark Berchtesgaden das einzige zusammenhängende Heilklimatische Kurgebiet Deutschlands“.
Jedoch insbesondere sind die als Skigebiete bekannten Gemeinden Berchtesgaden, Ramsau bei Berchtesgaden und Schönau am Königssee mittlerweile wie viele Orte in den Alpen von der globalen Erwärmung auch dadurch betroffen, dass Schneefälle seit Jahren nur noch gering ausfallen und Wintersport auf den Pisten nur noch mithilfe von Schneekanonen möglich war. Auf dem Jenner in Schönau am Königssee wurde der klassische Skibetrieb seit Februar 2024 komplett eingestellt.

### Einwohnerentwicklung und Bevölkerungsdichte
| Berchtesgaden                                              | 7623  | 210    |
| Bischofswiesen                                             | 7199  | 119    |
| Marktschellenberg                                          | 1751  | 96     |
| Ramsau bei Berchtesgaden                                   | 1736  | 13     |
| Schönau am Königssee                                       | 5668  | 41     |
| Summen:                                                    | 23977 | ⌀ 95,8 |
| 1) Lt. fortgeschriebenem Zensus 2011, Stand: 31. Dez. 2022 |       |        |

Laut Koch-Sternfeld könnten in dem „geschlossenen Bezirk von Berchtesgaden“, also dem mit dem Berchtesgadener Land deckungsgleichen Kernland der Fürstpropstei Berchtesgaden, Ende des 13. Jahrhunderts 3500, Ende des 16. Jahrhunderts bereits etwa 7500 und kurz nach dem Ende seiner Eigenständigkeit im Jahr 1803 etwa 10.000 „Seelen“ gelebt haben. Zwischenzeitlich erlebte das Berchtesgadener Land jedoch einen Einbruch seiner Einwohnerentwicklung, als im April 1733 sich mehr als 1100 von seinerzeit etwa 9000 Einwohnern im Zuge der Gegenreformation gezwungen sahen, nahezu ohne Hab und Gut die Fürstpropstei zu verlassen. (Siehe hierzu auch den Abschnitt: Religion)
Siehe nebenstehende Tabelle hat sich die Einwohnerzahl des Berchtesgadener Landes von 1803 bis 2015 mit zwischenzeitlichen Einbrüchen um das knapp 2,5-fache erhöht. Nach dem Zweiten Weltkrieg erlebten insbesondere die Gemeinden Berchtesgaden und Bischofswiesen einen nachhaltigen Zuwachs durch geflüchtete Deutschböhmen und Schlesier („Heimatvertriebene“).
Am Beispiel der Einwohnerentwicklung Berchtesgadens lässt sich erkennen, dass die Einwohnerentwicklung der Gnotschaften bzw. Gemeinden durch die Eingemeindungen stark divergieren kann. Das mit ⌀ 97,6 errechnete Mittel der Bevölkerungsdichte für das Berchtesgadener Land ist (siehe Tabelle) angesichts einer Spreizung von 216 Einwohnern je km² in Berchtesgaden und 13 Einwohnern je km² in Ramsau bei Berchtesgaden für sich allein wenig aussagekräftig.

## Geologische Entwicklung

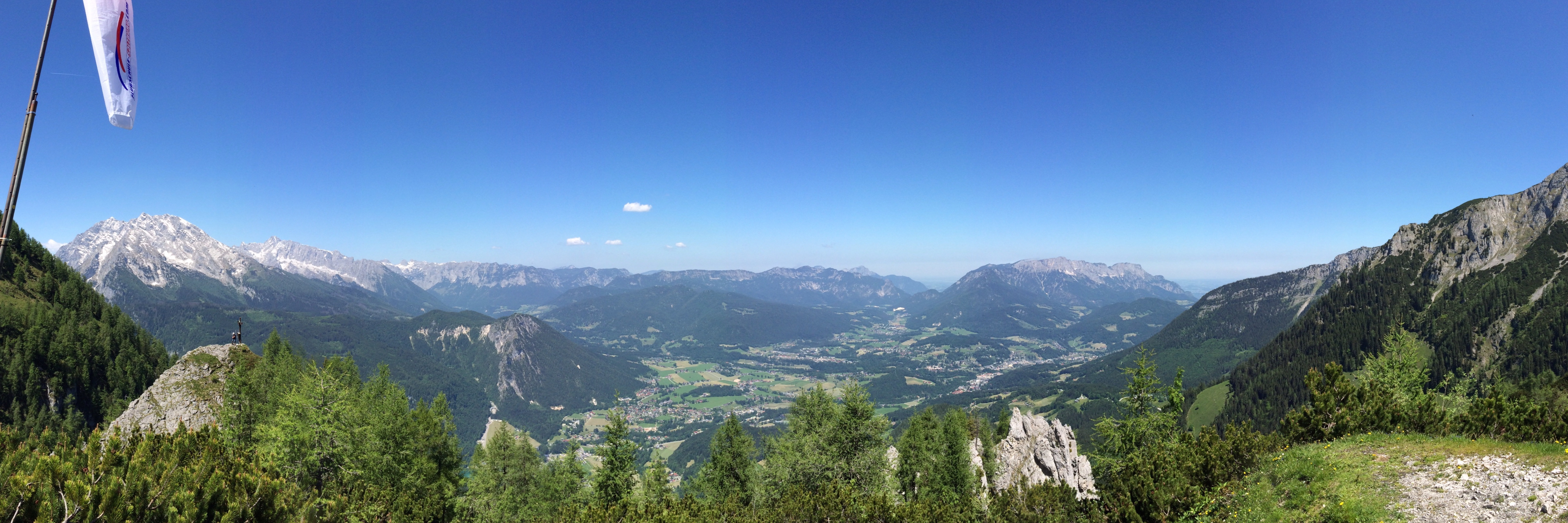
Blick vom Jenner in Richtung Untersberg mit dem zentralen Berchtesgadener Talkessel

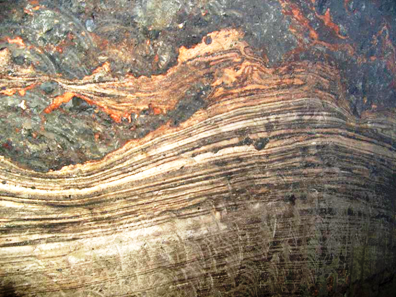
Salztone im Salzbergwerk Berchtesgaden

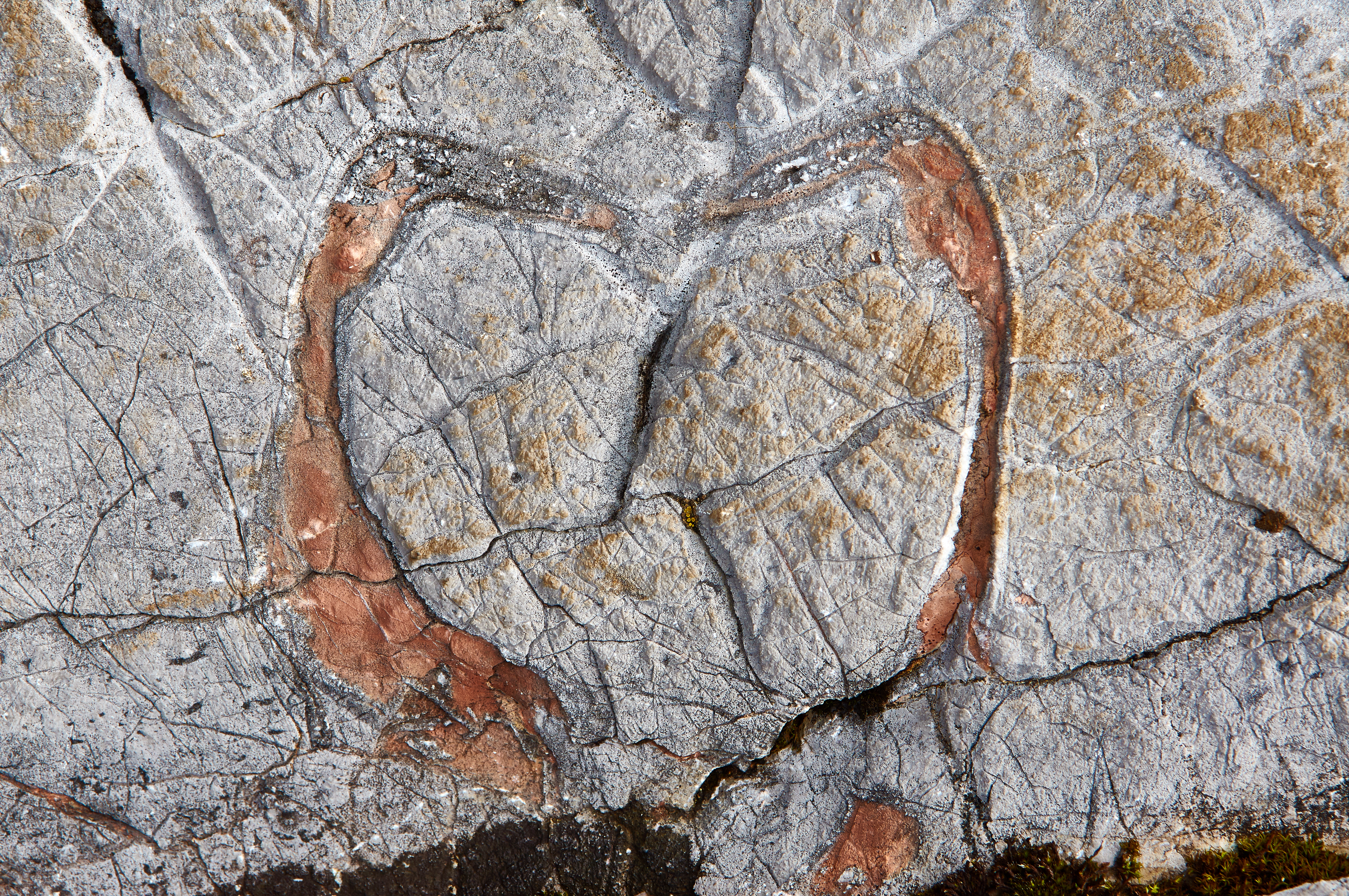
Kuhtrittmuschel (Megalodont) im Dachsteinkalk des Steinernen Meeres

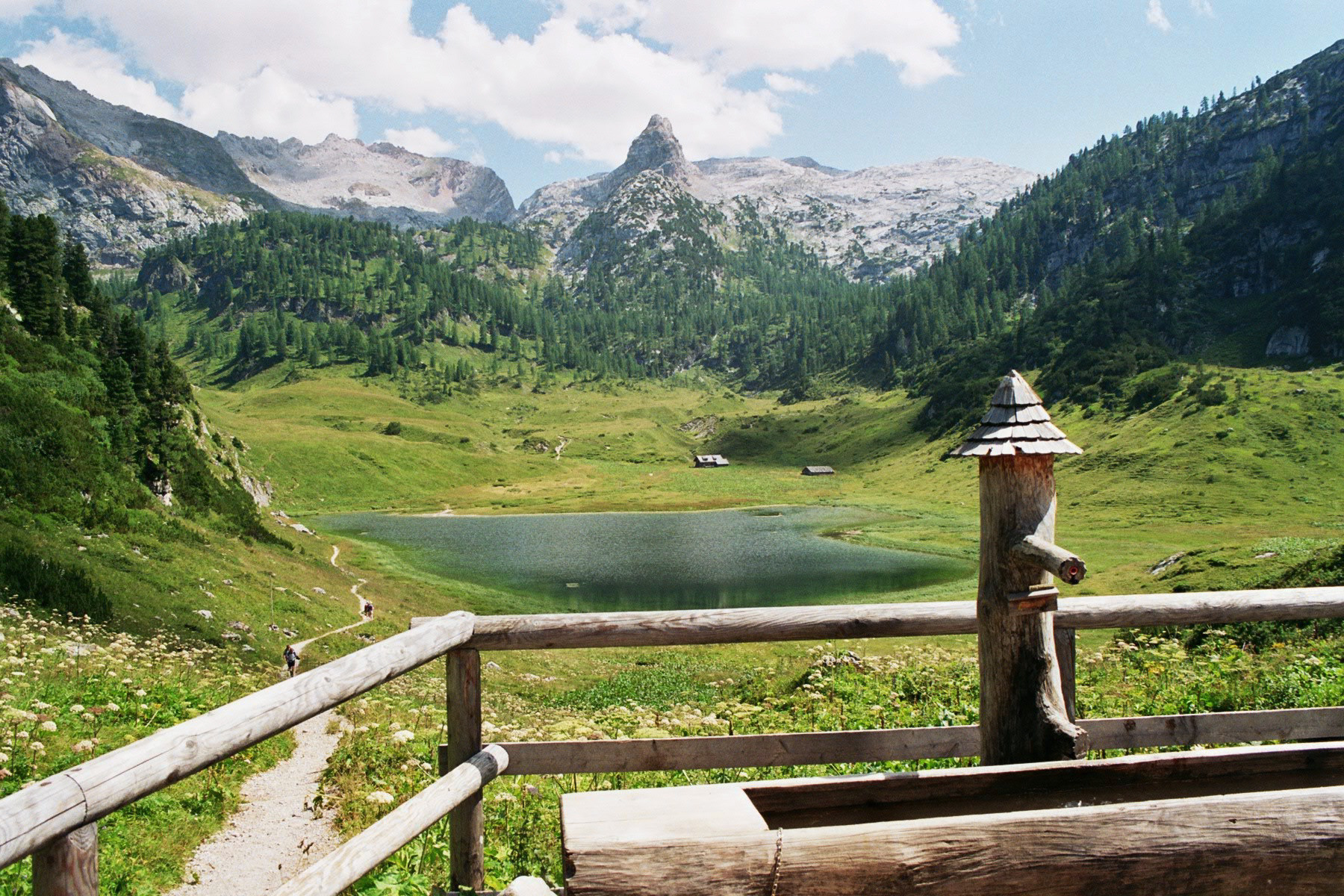
Funtensee-Uvala

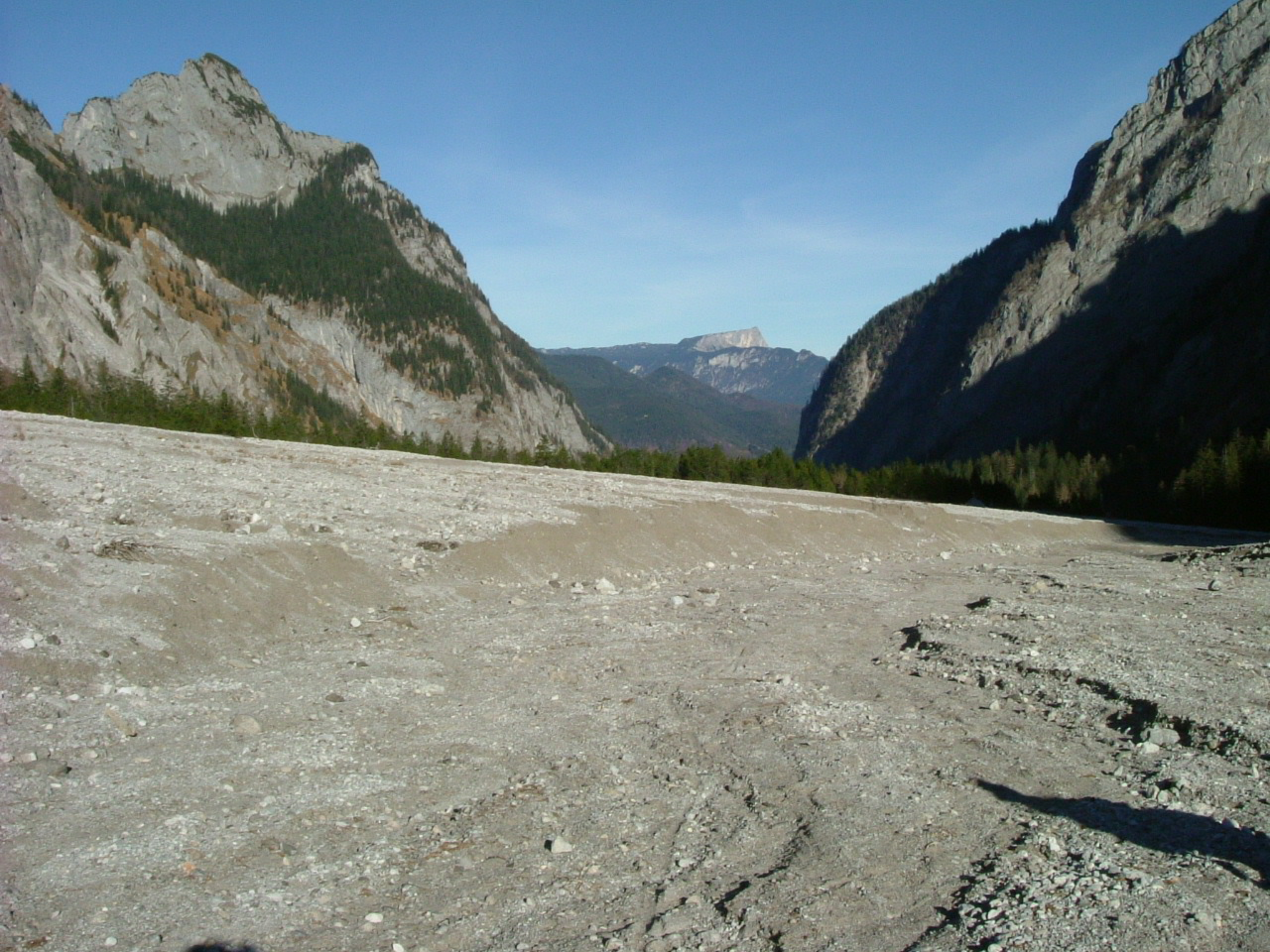
Schuttkörper des Wimbachgries

In seiner geologischen Ausweitung ist die Fläche des Berchtesgadener Landes nahezu identisch mit der „Beckenlandschaft“ des Berchtesgadener Kessels bzw. der geomorphologischen Einheit Berchtesgadener Talkessel, die von den Hochgebirgsmassiven der Berchtesgadener Alpen umrahmt wird und während der quartären Inlandsvereisung durch den Salzach-Vorlandgletscher morphologisch überprägt worden ist.
Der Untergrund des Berchtesgadener Landes wird geologisch durch die Berchtesgadener Alpen, einer Einheit der Nördlichen Kalkalpen gebildet. Strukturell ist diese Einheit komplex aufgebaut und durch zahlreiche Überschiebungen gekennzeichnet. Die Sedimente, die die Berchtesgadener Alpen aufbauen wurden in der Trias bis in der jüngeren Jura auf einem Schelfgebiet des Hallstatt-Meliata-Ozeans und später am Nordrand der Adriatischen Platte abgelagert. Während des Auffaltung der Alpen – insbesondere im Alttertiär kollidierte die Afrikanische mit der Europäischen Kontinentalplatte. Dabei wurden die Gesteinseinheiten der Nördlichen Kalkalpen gemeinsam mit ihrer paläozoischen Unterlage vom Untergrund abgeschert und in mehreren Deckenstapeln nach Norden überschoben, deformiert und zerschert. Im Oligozän und Miozän erfolgte eine bruchtektonische Beanspruchung der Gesteine mit einem seitlichen Versatz.
Den tektonischen Bau des Berchtesgadener Landes dominieren zwei tektonische Einheiten: das unterlagernde Tirolikum bildet die großen Kalksteinmassive, wie z. B. das Steinerne Meer und das Hagenmassiv. Überlagert wird diese tektonische Einheit durch die Berchtesgadener Masse (Hochjuvavikum). Die Stellung und tektonische Position dieser Einheiten wurde in der Literatur in der Vergangenheit äußerst kontrovers diskutiert. Während man früher von einer Untergliederung in Tirolikum, Hallstätter Decke (Tiefjuvavikum) mit auflagernder Berchtesgadener Decke (Hochjuvaikum) ausging, sieht man die Berchtesgadener Masse heute als eine lokal überschobene Baueinheit innerhalb des Tirolikums an. Das Tiefjuvavikum interpretiert man heute als Hallstätter Melange, die aus bis zu große kilometergroßen Gesteinskomplexen besteht, die während des Jura in die Sedimente des Tirolikums eingelagert wurden.
Die ältesten Gesteine im Berchtesgadener Land stellen die permo-skythischen Salzformationen dar, die im Haselgebirge in der Nähe von Berchtesgaden Gegenstand eines jahrhundertelangen Salzbergbaus waren. Die Salze des 4,5 km langen und 1,5 km breiten und ca. 600 m mächtigen Berchtesgadener Salzstocks bestehen aus einer Wechsellagerung von Salztonen, Gipsen und Anhydrit. Die triassische Schichtenfolge im Tirolikum beginnt mit den 300 bis 500 m mächtigen Werfener Schichten, die an der Basis mit den flachmarin abgelagerten Sandsteinen der Unteren Werfener Schichten beginnen, die zum Hangenden allmählich in die Kalksteine der Oberen Werfener Schichten übergehen, in die lagenweise Sandstein- sowie Kalk- und Mergellagen eingeschaltet sind. Diese Schichtenfolge findet sich häufig in Unterhanglagen in der Ramsau. Die darauffolgenden 200 m mächtigen Gutensteiner Schichten sind durch gebankte Dolomitsteine gekennzeichnet, in die in den unteren Partien noch bituminöse Kalkbänke eingelagert sind. Die Schichtenfolge leitet im Hangenden in den 500 bis 700 m mächtigen Ramsaudolomit über, der seine Typuslokalität im Wimbachtal besitzt. Lokal wird im Tirolikum der Ramsaudolomit durch den Wettersteinkalk vertreten. Die Steilhänge der Kalksteinmassive der Berchtesgadener Alpen werden durch den Karnisch-Norischen Dolomit und den ca. 1000 m mächtigen Dachsteinkalk (Norium) gebildet, die durch eine schmale, markante Sandsteinentwicklung – den Raibler Schichten (Karnium) – von den älteren Ramsaudolomiten getrennt werden. Charakteristisches Merkmal des massigen oder gebankten Dachsteinkalk ist das Auftreten von großen Muscheln, den Megalodonten und die tiefgründige Verkarstung, die zur Bildung von Höhlen und ausgebildeten Karrenfeldern geführt hat. In der Umrandung der Berchtesgadener Masse sind zahlreiche Gesteinsformationen aufgeschlossen, die während der Jura-Zeit überschoben wurden. Neben den Salzen des Haselgebirges gehören die obertriassischen, bunten Hallstätter Kalke, die unterjurassischen Hierlatz- und Adneter Kalke, die mitteljurassischen Fleckenmergel und Radiolarite, oberjurassischen Trauglbodenschichten zu den Gesteinen, die in der Umrandung der Berchtesgadener Masse aufgeschlossen sind.
Kreidezeitliche Ablagerungen sind im Berchtesgadener Land in Obersalzberg und am Roßfeld, östlich von Marktschellenberg, am Gosaukamm, im Lattengebirge und am Untersberg verbreitet. Während am Roßfeld vorwiegend geröllführende unterkretazische Sandsteine verbreitet sind, findet man in der Gosau und am Untersberg oberkreidezeitliche Riffkalksteine, die auch als Untersberger Marmor abgebaut wurden. Lokal – unter anderem am Westhang des Untersberges und am Eisenrichterstein – setzt sich die Sedimentation noch als Riffe bis ins Eozän fort. Ebenfalls im Tertiär wurden auf den Hochflächen der Hochalpen sogenannte Augensteine abgelagert, die als Schotter interpretiert werden, die durch Flüsse aus dem zentralen Alpenraum nach Norden transportiert wurden. Diese ehemals 50 bis 100 m mächtige Schotterdecke ist heute bis auf einige Relikte in morphologisch geschützten Lagen erodiert worden.
Im Quartär wurden vor allem mächtige Lockergesteinsbildungen im Berchtesgadener Land abgelagert. Die ältesten quartären Gesteine sind rißzeitliche Fernmoränenablagerungen, die in der Ramsau, am Schwarzeck und im Lattenbachtal zu finden sind. Als interglaziale Bildungen werden der Ramsauer Mühlstein (ein verfestigtes Konglomerat), der interglaziale Nagelfluh (häufig verbreitet in der Ramsau) sowie in der Umgebung von Sommerau und dem Wimbach die Dachsteinbrekzie angesehen. Da in der Würm-Kaltzeit die flächendeckende Vergletscherung nicht mehr den Hirschbichlpass überwinden konnte, sind im Berchtesgadener Land während dieser Kaltzeit Lokalmoränen und Moränenwälle abgesetzt worden, die heute die flacheren Gebiete und die mäßig steilen Talhänge bis 1450 m überdecken. Seetone, in die periglazialen Bereich gebildet wurden, dichten einige Seeböden im hochalpinen Bereich ab und führten so unter anderem zu Bildung der Funtensee-Uvala. Gesteinsbildungen, die mit der flächenhaften Erosion und Verkarstung der Alpen in Zusammenhang stehen sind: Erratische Blöcke (besonders im Tal der Königsseer Ache), Hangschutt und Schuttfächer sowie Bergstürze, bei denen große Mengen an Gesteinsmaterial abrupt ins Tal gestürzt sind. Der größte Bergsturz – heute bekannt als Zauberwald – führte zum Aufstau des Hintersees. Die jüngsten Ablagerungen im Berchtesgadener Land stellen neben den anthropogenen Ablagerungen die Talschotter der Flüsse und Bäche dar.
Viele der geologischen Besonderheiten werden heute als Geotope ausgewiesen und geotouristisch erschlossen.
Darüber hinaus entdeckte 1954 der Geophysiker R. Gaenger die Berchtesgadener Anomalie, bei der als erste innerhalb eines Mitteleuropäischen Gürtels magnetischer Anomalien eine starke Störung im Erdmagnetfeld durch hohe Magnetische Suszeptibilität des Gesteins unterhalb der Nördlichen Kalkalpen gemessen wurde.

## Natur und Umwelt

### Fauna

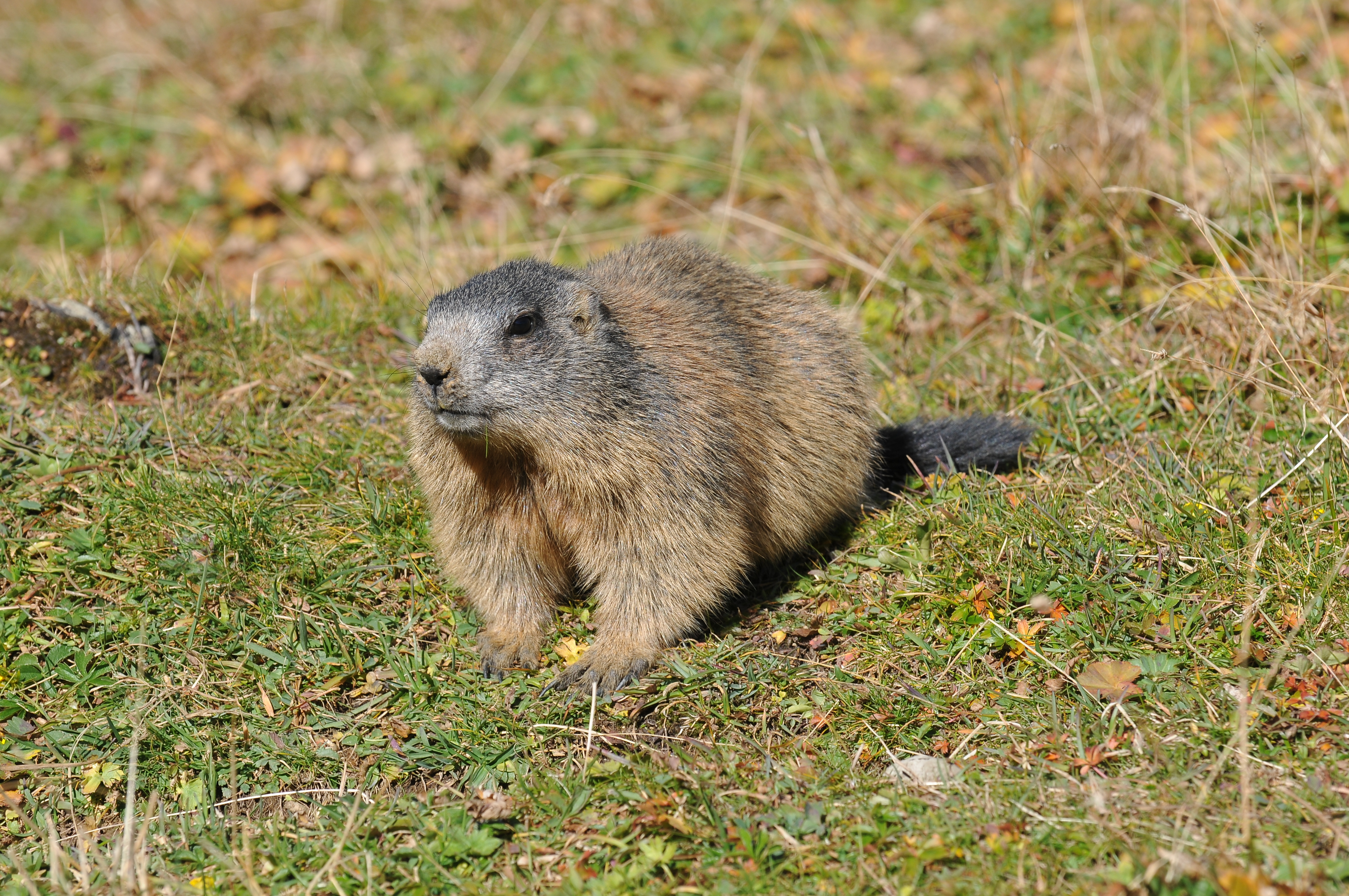
Alpenmurmeltier

Im Nationalpark Berchtesgaden als Teilgebiet des Berchtesgadener Landes sind laut Monitoring an 60 Quellen derzeit 700 Tierarten nachgewiesen, darunter:
- größere Säugetiere: Reh, Rothirsch, Gämse und Alpensteinbock (seit den 1930ern wieder eingeführt)
- kleinere Säugetiere: Alpenmurmeltier, Schneehase, Schneemaus.
- 100 Vogelarten, darunter: Steinadler, Raufußkauz, Sperlingskauz, Haselhuhn, Birkhuhn, Auerhuhn, Alpenschneehuhn, Kolkrabe, Alpendohle, Tannenhäher, Mauerläufer. Daneben auch gelegentliche Sichtungen von Gänse- und Bartgeiern, letztere werden auch ausgewildert.
- 16 Amphibien- und Reptilienarten, darunter gefährdete Arten wie: Kreuzotter, Schlingnatter, Ringelnatter, Alpensalamander, Feuersalamander, Alpenkammmolch, Gelbbauchunke
- 15 Fischarten, darunter Seesaibling und Seeforelle.
- Für die Region typische Insektenarten sind Alpenbock und Apollofalter.
- 2001 wurden bei einer Untersuchung 118 Spinnenarten gezählt, davon 34 Spinnenarten auf den Roten Listen Deutschlands und/oder Bayerns sowie 3 Arten, die in Deutschland vorher noch gar nicht nachgewiesen wurden.[39]

In der Vergangenheit gab es in der Region auch Wisente, Luchse, Braunbären, Wölfe und Fischotter. In absehbarer Zeit scheint bei einigen dieser Arten eine Einwanderung aus angrenzenden Gebieten möglich, gezielte Auswilderungen sind hingegen nicht geplant.
Darüber hinaus wurde vermutlich bereits ab Mitte des 19. Jahrhunderts auf den Almen des Berchtesgadener Landes eine mit der Berchtesgadener Katze eigens für die Hochgebirgsbedingungen der Region geeignete Rinderrasse gezüchtet, die jedoch mittlerweile ausgestorben bzw. spätestens in den 1950ern in anderen Züchtungen aufgegangen ist.

### Flora
Die Flora des Berchtesgadener Landes ist gekennzeichnet von Laub- und Mischwäldern, Almweiden, Hochheiden, Mooren und Auwäldern sowie von einer bäuerlichen Kulturlandschaft. Besonders groß ist die Pflanzenvielfalt auf den Almen, hier finden sich u. a. Arnika, Silberdistel, Bewimperte Alpenrose („Almrausch“) und Clusius-Enzian.
Das Vorkommen der auf kalkreichem Untergrund wachsenden Moosart Arnellia fennica ist in Deutschland auf den Landschaftsraum des Berchtesgadener Landes beschränkt.

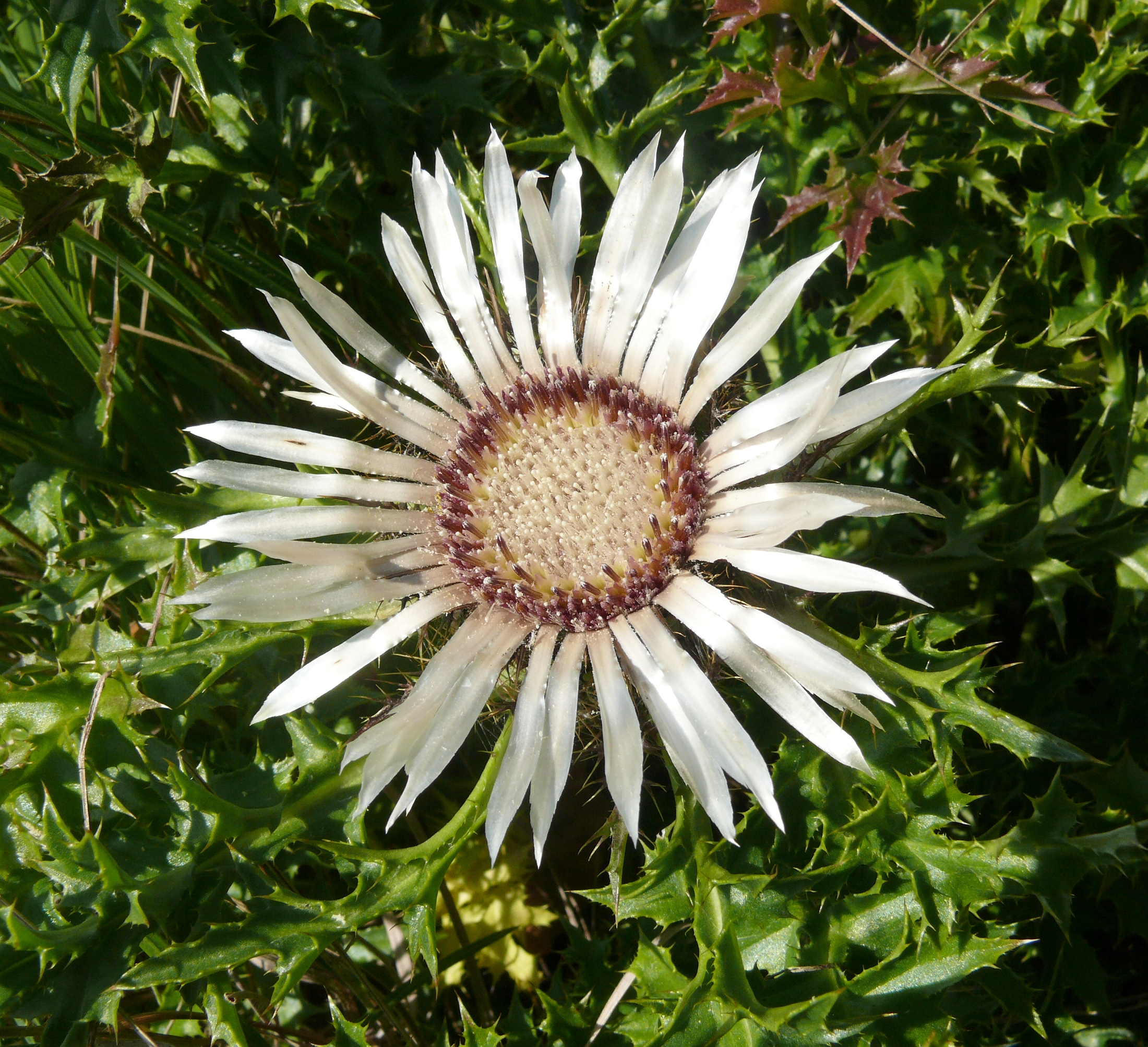
Silberdistel
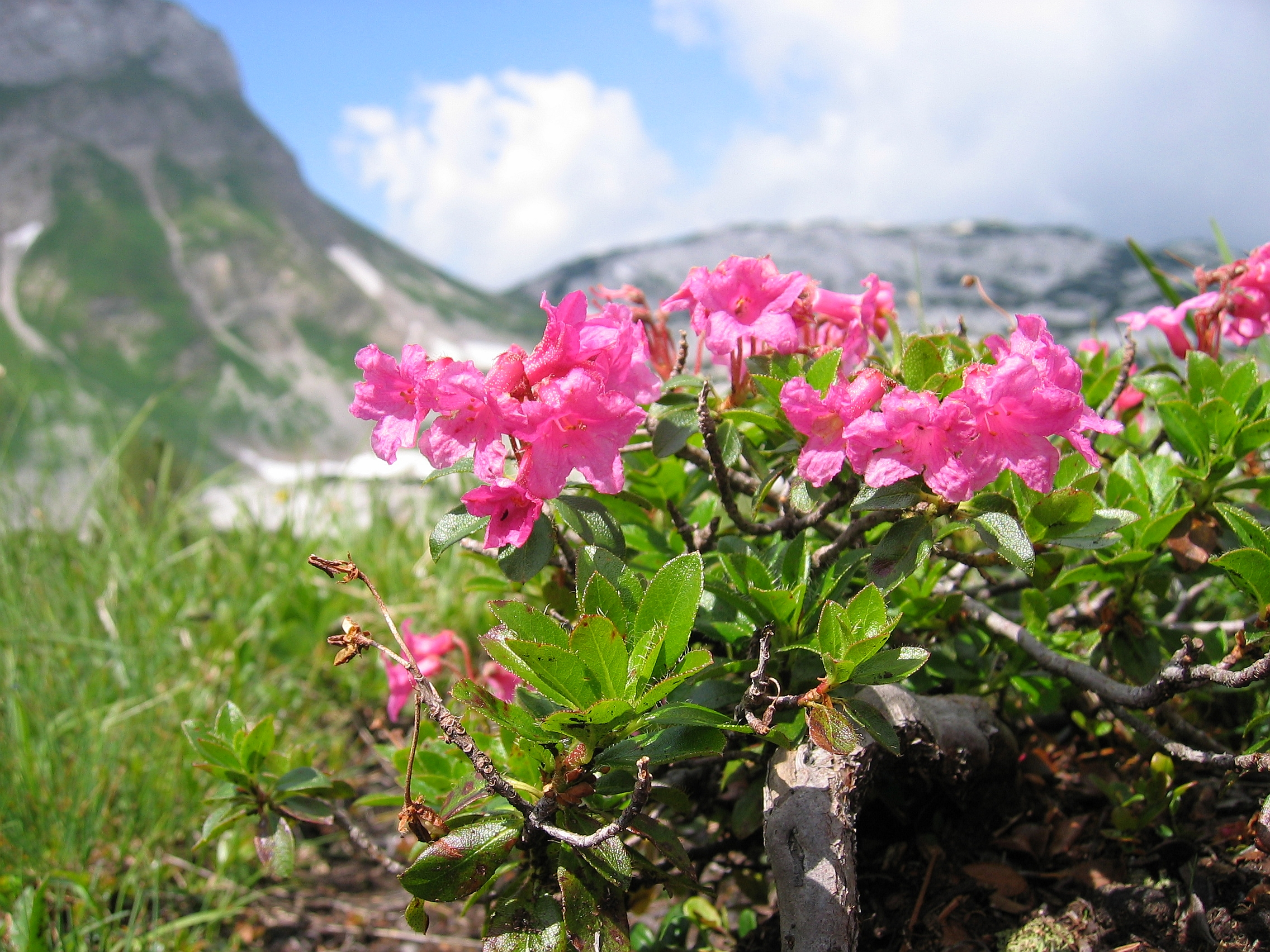
Bewimperte Alpenrose (Almrausch)
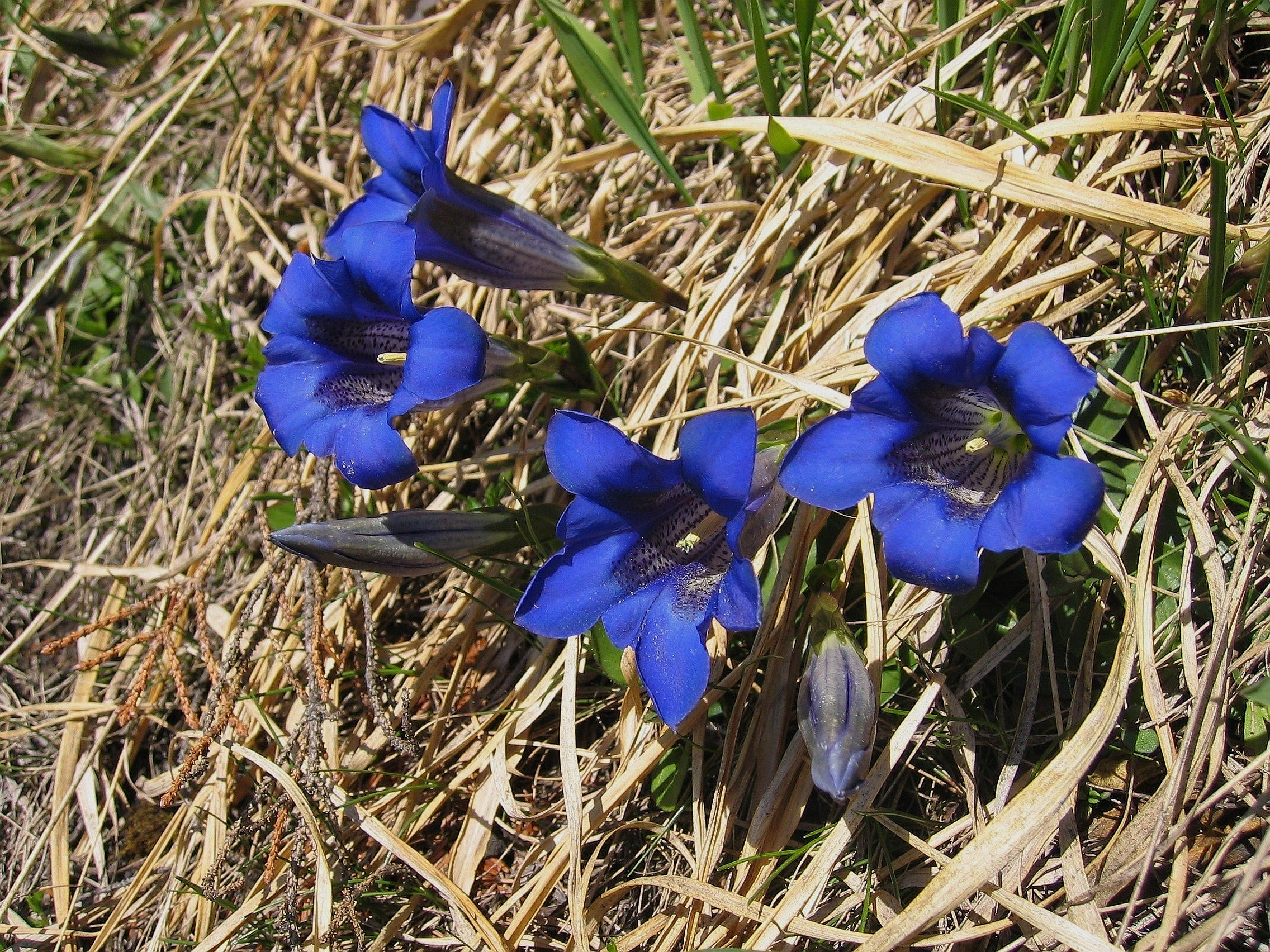
Clusius-Enzian

### Schutzgebiete

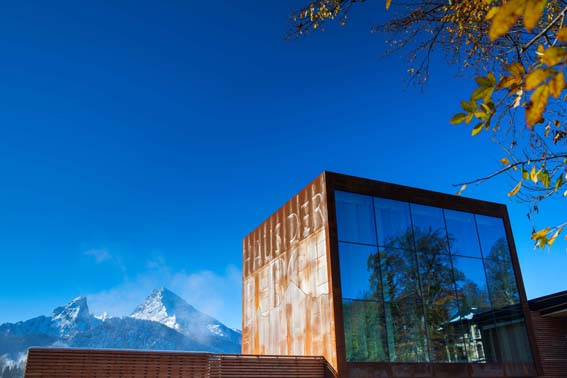
Haus der Berge, Informations- und Bildungszentrum des Nationalparks Berchtesgaden

#### Nationalpark Berchtesgaden
Der Nationalpark Berchtesgaden mit 208 km² Gebietsfläche ist der einzige deutsche Nationalpark in den Alpen, dessen Höhenunterschiede von 603,3 (Königssee) bis 2713 m ü. NN (Watzmann) reichen. Er erstreckt sich über einen Großteil der Gemeindeflächen von Ramsau bei Berchtesgaden und Schönau am Königssee sowie über einen kleinen Teil des südöstlichen Gemeindegebietes von Berchtesgaden.
Nach Schließung des Nationalpark-Hauses (1988–2013) in den Räumen des Franziskanerklosters Berchtesgaden wurde am 24. Mai 2013 in der Hanielstraße ein neues Umweltbildungs- und Informationszentrum des Nationalparks Berchtesgaden als Haus der Berge eröffnet.

#### Alpenpark Berchtesgaden
An den Nationalpark schließt sich seit 1978 im Norden das rund 259 km² große Nationalparkvorfeld an. Dieses Nationalparkvorfeld umfasst neben den restlichen Gemeindeflächen von Ramsau, Schönau und Berchtesgaden nun auch die Gemeinden Bischofswiesen und Marktschellenberg. Beides zusammen, der Nationalpark Berchtesgaden und das Nationalparkvorfeld wurden begrifflich zusammengefasst als „Alpenpark Berchtesgaden“, der mit einer Gebietsfläche von 467 km² in etwa die Fläche des Berchtesgadener Landes abdeckt. (Nach anderen Quellen gehören seit 1978 auch bereits Teile der Stadt Bad Reichenhall und der Gemeinden Bayerisch Gmain und Schneizlreuth zum Alpenpark Berchtesgaden, der auch als Biosphärenreservat Berchtesgaden bezeichnet wurde.) Der Alpenpark Berchtesgaden wurde am 20. November 1990 von der UNESCO das Prädikat „UNESCO Biosphärenreservat“ verliehen.
Seit 2010 ist der Alpenpark Berchtesgaden Teil der „Biosphärenregion Berchtesgadener Land“, deren Fläche mit insgesamt 840 km² nunmehr den ganzen Landkreis Berchtesgadener Land einschließt.
Für die Schutzgebiete bzw. deren Erweiterungen musste jeweils im Vorfeld auf zum Teil heftige Proteste der einheimischen Bevölkerung eingegangen werden, die wirtschaftliche Einbußen und Einschränkungen befürchtete.

## Geschichte

### Vor- und Frühgeschichte
Zur Früh- beziehungsweise Vorgeschichte der Region um Berchtesgaden existieren lediglich Streufunde (vorwiegend Lochäxte) aus der Jungsteinzeit, die den Aufenthalt von Fischern und Jägern vor 4000 Jahren belegen. Ein Münzfund aus der Latènezeit (5. bis 1. Jahrhundert vor Chr.) könnte auch durch Verschleppung erklärt werden, da bislang keine Siedlungsreste aus dieser Zeit nachgewiesen werden konnten.

### Mittelalter

#### Namensgebung und Ersterwähnung
Im Frühmittelalter gehörte das Gebiet des Berchtesgadener Landes zum baierischen Stammesherzogtum. Der einstige Salzburggau war in mehrere Grafschaften unterteilt, von denen eine Grafengaden war. Zu ihr gehörte das Berchtesgadener Waldgebiet, in dem im 10. und 11. Jahrhundert das edelfreie Geschlecht der Aribonen lebte.
Der erste Teil des Namens „Berchtesgaden“ könnte sich entweder von der Perchta oder einem Siedler mit dem Namen Perther ableiten, der zweite Teil von Gaden, einem umzäunten Wohnsitz. Nach Helm und Feulner könnte dieser Perther auch ein Aribone gewesen sein, der dort ein einstöckiges Haus beziehungsweise eine Jagdhütte unterhielt, in deren Nähe auch einige Hütten für Dienstleute standen.
Erstmals urkundlich erwähnt wurde Berchtesgaden im Jahre 1102. Seiner Gründung war vermutlich im Frühjahr 1101, womöglich aber auch schon weit früher ein Gelübde der Gräfin Irmgard von Sulzbach vorangegangen, das sie zur Initiative gebenden Mitstifterin des Augustiner-Chorherrenstifts Berchtesgaden werden ließ. Der Legende nach wollte sie als Dank für die Errettung ihres Ehemannes Graf Gebhard II. von Sulzbach nach einem Jagdunfall bei dem Felsen, auf dem jetzt die Berchtesgadener Stiftskirche steht, ein Kloster stiften.

#### Gründung des Klosterstifts Berchtesgaden

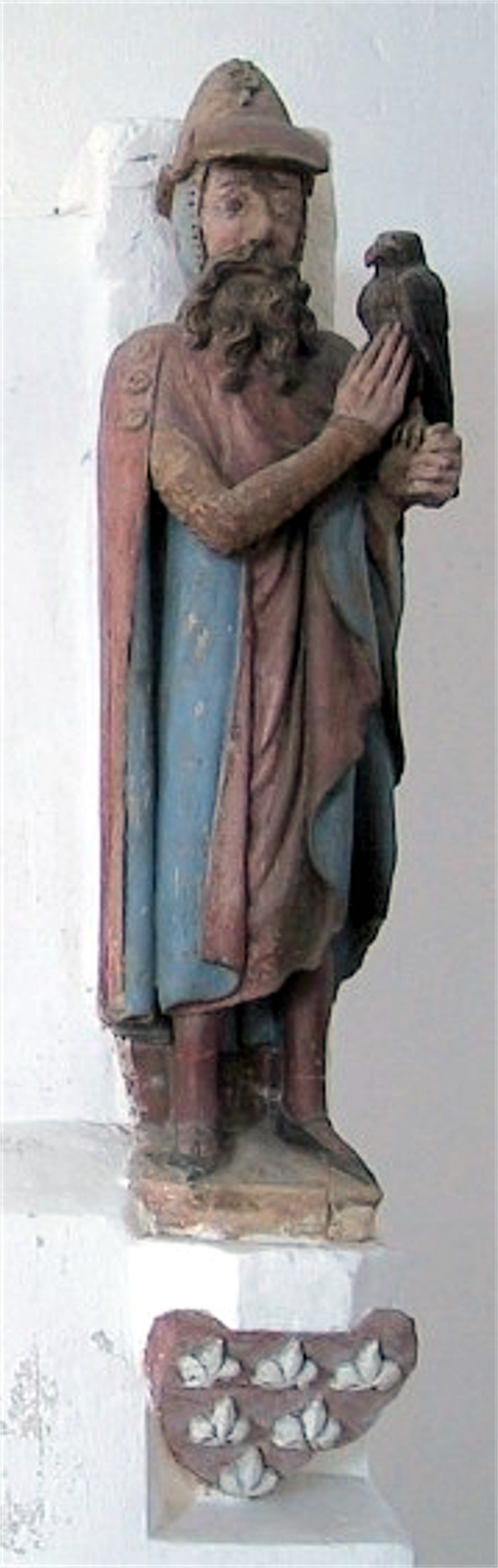
Berengar I. von Sulzbach († 1125) mit Jagdfalke und Wappen im Kloster Kastl

Berengar I. von Sulzbach, ein enger Vertrauter Kaiser Heinrichs V. und Anhänger eines kirchlichen Reformkreises (→ Siehe auch: Hirsauer Reform), begann schon bald nach dem Tod seiner Mutter Irmgard am 14. Juni 1101 ihr Gelübde in die Tat umzusetzen. Er gründete das Berchtesgadener Klosterstift und ernannte den Kanoniker Eberwin zum Stiftspropst. Unter dessen Führung entsandte er drei Augustiner-Chorherren und vier Laienbrüder aus dem Kloster Rottenbuch nach Berchtesgaden. Gemeinsam mit seinem Halbbruder Kuno von Horburg-Lechsgemünd setzte sich Berengar I. anschließend für die päpstliche Bestätigung der Klostergründung ein. Vermutlich 1102 (spätestens 1105) reiste Kuno von Horburg im Auftrag Berengars II. zusammen mit Eberwin nach Rom. Papst Paschalis II. hatte „sehr wahrscheinlich“ am 7. April 1102 das gräfliche Eigenkloster berthercatmen unter seinen Schutz gestellt und dieses „Privileg“ Berengar I. und Kuno von Horburg schriftlich bestätigt.
1107/09 wurden Eberwin und seine Mönche zwar für das ebenfalls von Berengar gegründete Kloster Baumburg im Norden des heutigen Landkreises Traunstein abgezogen, sie kehrten aber ca. 1116 (lt. Helm zwischen 1106 und 1112, lt. Feulner vermutlich um 1116, laut Albrecht und Weinfurter zwischen 1116 und Mitte 1119) nach Berchtesgaden zurück, das nun besser ausgestattet war und womöglich auch bereits auf erste Salzquellen Zugriff hatte. Der Stiftspropst veranlasste die ersten größeren Rodungen sowie den Bau der Stiftskirche, und die Augustiner-Chorherren ließen sich endgültig dort nieder. Zeitgleich wurde im Nonntal unterhalb des Locksteins, wie nach dem Verständnis der Augustiner im frühen 12. Jahrhundert üblich, ein Augustinerinnen-Frauenkloster eingerichtet, und erst 1564, weil bedeutungslos geworden und bereits nahezu verwaist, von Fürstpropst Wolfgang II. Griesstätter zu Haslach wieder aufgelöst.
Zwischen 1125 und 1136 wurde der erste Gründungsbericht des Klosterstifts Berchtesgaden in der Fundatio monasterii Berchtesgadensis niedergelegt, die Historiker als Primärquelle für den in diesem Artikelabschnitt behandelten Zeitraum nutzen.
Bezeugt und angebahnt durch Graf Gebhard III. von Sulzbach, dem Sohn und Nachfolger Berengars I., und von Propst Heinrich I. (1151–1174) mit ausgehandelt, bestätigte Kaiser Friedrich Barbarossa im Freiheitsbrief von 1156 dem Klosterstift das Recht, seine Vögte zu wählen und ggf. auch abzuwählen sowie Bestandsschutz für die Gebietsgröße des Stifts, das inzwischen als kleines geistliches Territorium in das baierische Stammesherzogtum eingebunden war. Ferner gewährte er dem Klosterstift mit dieser Goldenen Bulle die Forsthoheit. Die in dem kaiserlichen Privileg enthaltenen Garantien, die darüber hinaus 1180 mit einer nachträglich erweiterten Verfälschung (Verunechtung) der Urkunde um die Schürffreiheit auf Salz und Metall (Salzregal) erweitert wurde, sorgten für einen ersten wirtschaftlichen Aufschwung – und gleich nach dem Tod des Kaisers 1190 für erste Überfälle auf das Berchtesgadener Land. Die „Salzirrungen“ sollten sich über Jahrhunderte hinziehen, denn die Salzburger Erzbischöfe, beginnend mit Adalbert III., sahen im Salzabbau Berchtesgadens eine Konkurrenz für das Salzbergwerk in Dürrnberg und der seinerzeit noch salzburgischen Saline in Reichenhall. Die Pröpste suchten sich u. a. mit Befestigungsanlagen abzusichern, von denen am Pass nach Reichenhall der Hallthurm (1194), am Hangendensteinpass an der Grenze zu Salzburg der 1252 erstmals urkundlich erwähnte Schellenberger Turm als weiterer Wehr- bzw. Passturm zum Schutz der Salzlieferungen übriggeblieben sind.

Privileg von Papst Paschalis II. für Berchtesgaden
Gründungsbericht des Stifts Berchtesgaden
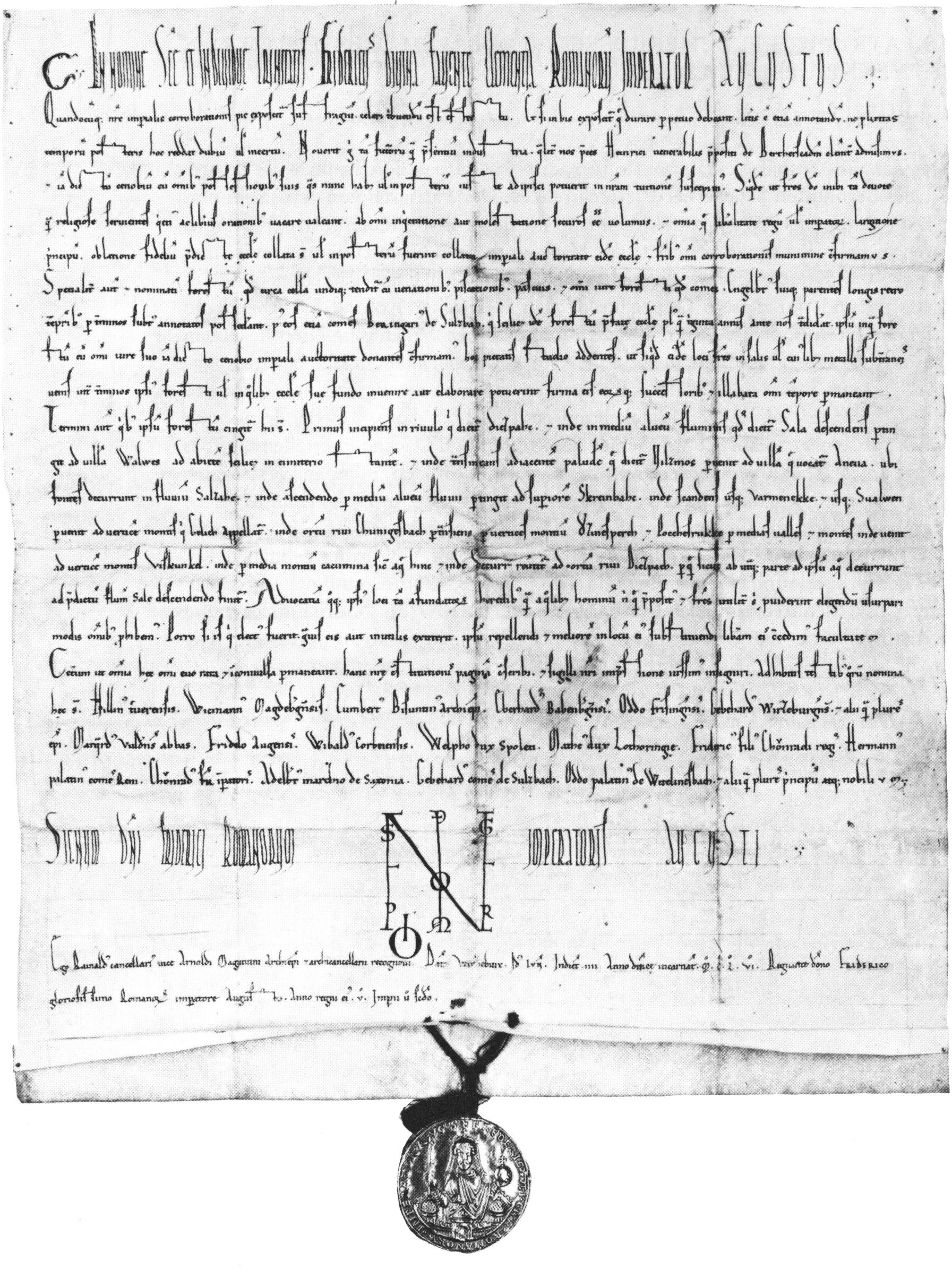
Die Goldene Bulle Friedrich Barbarossas

#### Hohe Gerichtsbarkeit und „Landesherrlichkeit“
1194 erlangte die Propstei einen „enormen Machtzuwachs“ dank einer Urkunde, die als „Magna Charta der Berchtesgadener Landeshoheit“ bezeichnet wurde. Darin verfügte der Kaiser Heinrich VI., dass Propst Wernher I. und seine ihm nachfolgenden Stiftspröpste als Landes- und Gerichtsherren nicht nur die niedere, sondern auch die hohe Gerichtsbarkeit durch einen Vogt ihrer Wahl ausüben lassen konnten. Alle Rodungsgebiete und deren Bauern waren nun von jeder Landrichter- und Grafengewalt befreit und unterstanden allein den Stiftspröpsten.
1209 wurde das Recht der freien Jurisdiktion über alle Laien innerhalb seines Immunitätsgebietes auch durch Papst Innozenz III. bestätigt. Papst Alexander IV. bestätigte ebenfalls diese Privilegien, ging 1255 aber noch einen Schritt weiter – er infulierte Propst Heinrich III. und gewährte damit zugleich auch den nachfolgenden Pröpsten „für alle Zeiten“ das Tragen der Insignien Mitra, Ring und Sandalen, was sie nahezu den Bischöfen gleichstellte. Allerdings blieben sie im seelsorgerischen Bereich (Spiritualien) nach wie vor dem Salzburger Erzbischof als Ordinarius unterstellt. Erst 1455 gelang es dem Stift, sich von der Metropolitangewalt Salzburgs zu befreien; sie waren danach in geistlichen Dingen allein dem Papst unterstellt.

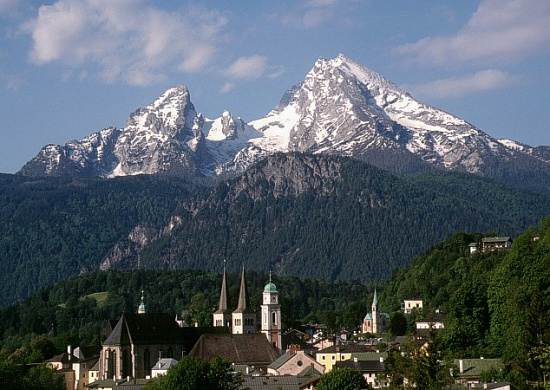
Blick auf Berchtesgaden mit Stifts- und St.-Andreas-Kirche, dahinter das Watzmannmassiv

Berchtesgaden als zentraler Hauptort der Propstei war bereits 1201 zur Pfarrei erhoben, die alsbald mit Filialen in Ramsau, Grafengaden und Schellenberg erweitert wurde. Nachdem in Schellenberg ebenfalls eine Saline und 1286 ein von einem „Hallinger“ (salinarius) geleitetes Salzamt eingerichtet worden war, entwickelte sich Schellenberg zum zweiten Hauptort und erhielt vermutlich ebenfalls bald die Marktrechte; ein erster fürstlich ernannter Marktrichter ist jedoch erst für 1334 nachweisbar. Die ersten „Hallinger“ waren noch Laien, im ausgehenden Mittelalter jedoch hatte sich dieses Salzamt als wichtigster Verwaltungsposten der Propstei entwickelt und wurde aus den Reihen der Chorherren besetzt.
1294 manifestierte sich unter Propst Johann Sax von Saxenau, später Bischof von Brixen, die weltliche Eigenständigkeit der Stiftspropstei durch die Erlangung der Blutgerichtsbarkeit für schwere Vergehen. Mit dieser „Ausbildung der Landesherrlichkeit“ wurde wenig später im Jahr 1306 das Gebiet der Stiftspropstei Berchtesgaden auch als „lant ze berthersgadem“ bezeichnet.
Nach neuerlichen Salzirrungen zwischen dem Klosterstift und dem Erzbistum Salzburg, zuletzt 1332, sagte der Salzburger Erzbischof Friedrich III. dem Propst Konrad Tanner zu, dass Erzeugung und Ausfuhr des Schellenberger Salzes durch das Gebiet des Erzstifts ungehindert vor sich gehen dürfe.

### Frühe Neuzeit

#### Erhebung zur Reichsprälatur
Als das Klosterstift 1380 zum Zepterlehen und damit zur Reichsprälatur aufstieg, waren die Berchtesgadener Stiftspröpste fortan mit Sitz und Stimme im Reichstag vertreten und den Reichsprälaten gleichgestellt.
Die Chorherren lebten jedoch in großem Luxus, so dass selbst die reichen Erträge des Klosterstifts für ihre Ausgaben nicht ausreichten. Die Schuldenlast erreichte eine „phantastische Höhe“, das Land verarmte zusehends. Dem suchte Propst Ulrich I. Wulp bereits bei seinem Amtsantritt im Jahr 1377 mit einem Landbrief zu begegnen, indem er seinen leibeigenen Untertanen die Güter und Lehen des Stifts vererbbar zum Kauf anbot. Obwohl davon ausgiebig Gebrauch gemacht wurde, konnten die Finanzen nicht saniert werden. Als Wulp auch die Ausgaben des Stifts reduzieren und den Ordensregeln wieder zu mehr Geltung verhelfen wollte, stießen diese Reformbestrebungen bei einem Teil der Augustiner-Chorherren auf heftigen Widerstand. 1382 kam es zum Schisma und Erzbischof Pilgrim II. von Puchheim ließ den Konvent seinen Vertrauensmann Sieghard Waller als neuen Propst wählen. Dieser wurde aber von Wulp nicht anerkannt; das „kleine“ Schisma in Berchtesgaden währte zwei Jahre und führte zu einem Kampf zwischen Bayernherzog Friedrich und dem Salzburger Erzbischof, der erst den Passturm vor Schellenberg und schließlich auch Berchtesgaden besetzte. Nach Vermittlung des Bischofs von Freising, Berthold von Wehingen, endeten diese Kämpfe und das Schisma 1384 in einem Kompromiss, nach dem Ulrich I. Wulp und Sieghard Waller als Pröpste bestätigt und dann gleichzeitig abgesetzt wurden.
Bereits seit der Einsetzung des ersten Stiftspropsts Eberwin wegen gegenseitiger Gebietsansprüche im Konflikt, vermochte das nahe Erzbistum Salzburg sich als Gläubiger der Stiftspropstei erst die Schellenberger Saline als Pfand und von 1393 bis 1404 die lukrativen Ländereien der Stiftspropstei schließlich ganz zu inkorporieren.

##### Schuldenabbau und Wiederherstellung der Eigenständigkeit

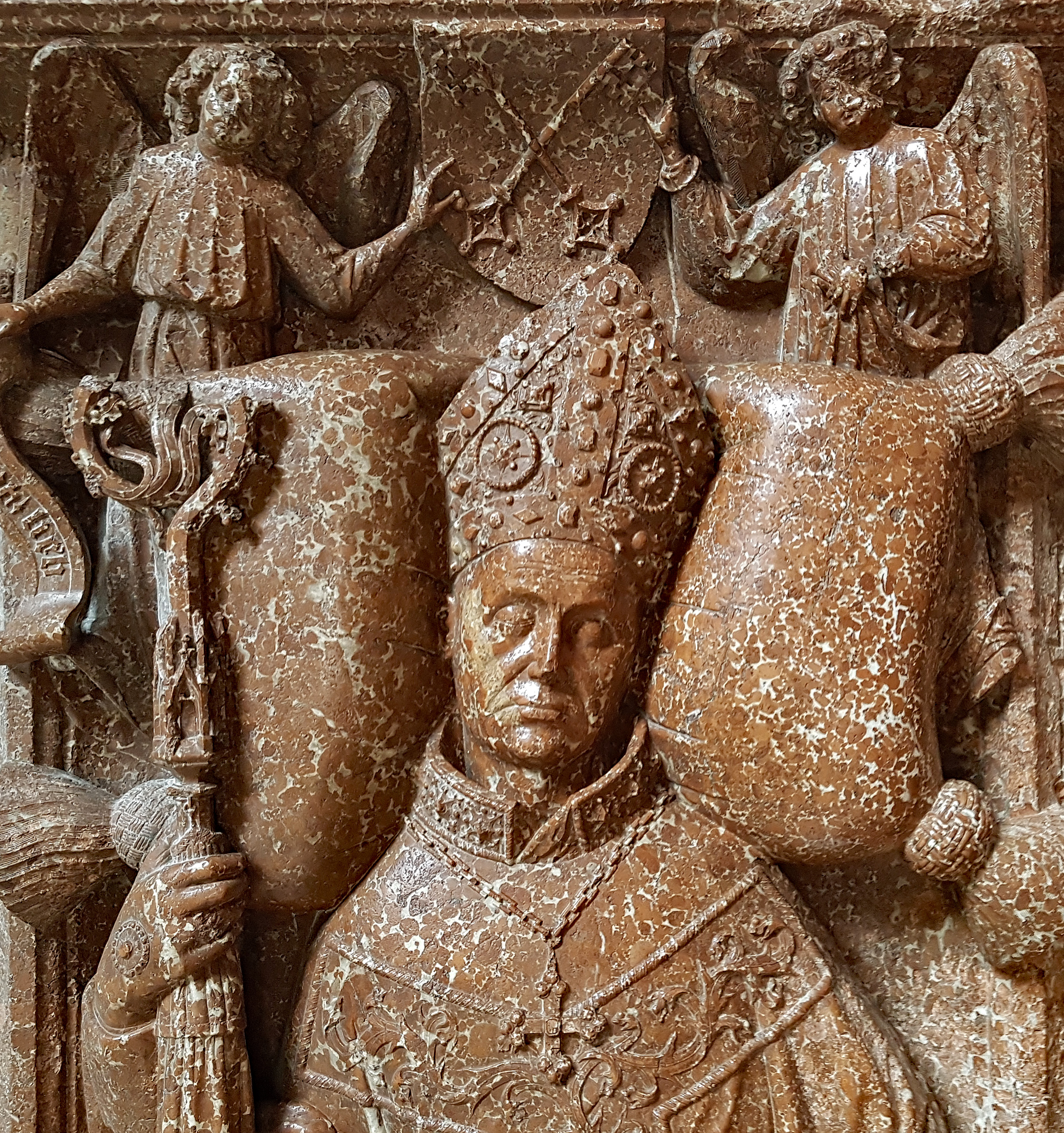
Propst Peter II. Pienzenauer (Epitaph)

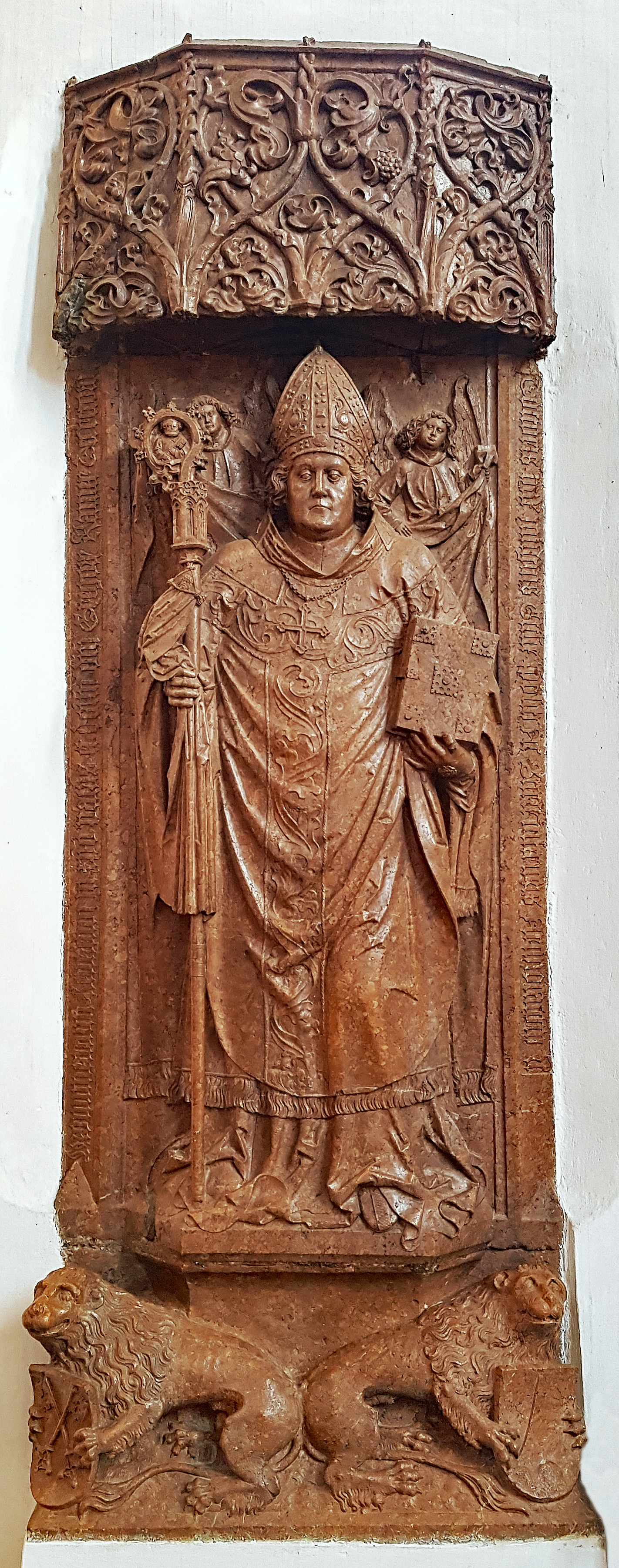
Propst Gregor Rainer (Grabdenkmal)

Als Peter II. Pienzenauer 1404 sein Amt als wieder eigenständiger Propst des Klosterstifts antrat, ging es ihm und seinen Nachfolgern vor allem darum, die Schulden abzutragen – nicht zuletzt auch an Salzburg – und „sein Stift wieder in die Höhe zu bringen.“
Unter dem von 1446 bis 1473 amtierenden Propst Bernhard II. Leoprechtinger waren die Schulden bereits knapp zur Hälfte getilgt und 1449 wurde das zwar nach wie vor an Salzburg verpfändete Schellenberg mit seiner Saline wieder in die Verwaltung des Klosterstifts überführt. Ihm gelang es auch, die Propstei ab 1455 von der „Metropolitangewalt“ des Fürsterzbistums Salzburg zu befreien und sie damit in geistlichen Dingen (Spiritualien) dem Papst direkt zu unterstellen.
Da die Verpfändungen nicht ausreichten, verkaufte Erasmus Pretschlaiffer in seiner Amtszeit von 1473 bis 1486 auswärtige Stiftsgüter und begann von den Berchtesgadener Bauern hohe Steuern zu erheben. Darin wurde er auch zum Vorbild für die Pröpste Ulrich II. Pernauer und Balthasar Hirschauer. Gegen Hirschauers Steuererhebungen legten die Bauern Beschwerde beim kaiserlichen Hofgericht in Innsbruck ein. Zwar wurden ihre Forderungen durch den beauftragten Hauptmann von Kufstein, Degen Fuchs von Fuchsberg, mit einem Brief von 1506 abgewiesen, doch das bei diesem Rechtsstreit geschlossene Auftreten der „Untertanenschaft“ verlieh dem „Fuchsbrief“ den Charakter eines rechtsverbindlichen Vertrags in Schriftform zwischen Herrschaft und „Landschaft“.
In die Regierungszeiten Balthasar Hirschauers und Gregor Rainers fiel der Höhepunkt eines wirtschaftlichen Aufschwungs des Berchtesgadener Landes. Die Vertriebszahlen der Berchtesgadener War hatten ihren höchsten Stand erreicht; Berchtesgadener Holzwarenverleger gab es in Antwerpen, Cádiz, Genua, Venedig und Nürnberg. Neben Bauaufträgen für die Kirchen Pfarrkirche St. Andreas, Stiftskirche und Franziskanerkirche, ließ Gregor Rainer 1512 für die Ramsauer Gnotschaftsbezirke die Kirche St. Sebastian errichten und sie von Berchtesgaden aus seelsorgerisch betreuen. Wirtschaftlich am bedeutendsten waren jedoch Rainers Erkundungen einer Salzabbaumöglichkeit in unmittelbarer Nähe seines Regierungssitzes. Sie fanden 1517 mit dem Anschlagen des Petersberg-Stollens und der Gründung des bis heute ertragreichen Salzbergwerks Berchtesgaden ihren erfolgreichen Abschluss.
Mit Beginn seiner Regentschaft wurden ihm auch als erstem Berchtesgadener Stiftspropst die „Ausschreibungen“ zu Kreis- und Reichstagen zugestellt. Demgegenüber standen aber auch kostenintensive Verpflichtungen wegen seines Ranges als Reichsprälat. Nach dem Reichsmatrikel des Reichstags zu Worms 1521 hatte er als erster Berchtesgadener Regent zwei Mann zu Pferd und 34 Mann zu Fuß bereitzustellen. (Zum Vergleich: Die Aufgebote Bayerns und Salzburgs umfassten jeweils 60 Ritter und 272 Fußsoldaten.) Zehn Jahre später waren schon doppelt so viele Landsknechte vorzuhalten. Dennoch war es Rainer gelungen, viele Schulden des Klosterstifts zu tilgen.

##### Bauernkrieg und erste Handwerksordnungen mit Gesetzeskraft

Propst Wolfgang Lenberger (Grabdenkmal)

Die Amtszeit von Wolfgang I. Lenberger (1523 bis 1541) war bestimmt vom Großen Salzburger bzw. Deutschen Bauernkrieg. Im Zuge dieses Bauernaufstandes kam es auch im Klosterstift zu Plünderungen. Urkunden und Schriften wurden zerfetzt und die im Graf-Wicka-Weiher auf Anweisung Lenbergers in Fässern versteckten Kostbarkeiten wurden zur willkommenen Beute der Aufrührer.
Nach dem Bauernkrieg widmete sich Lenberger der inneren Verwaltung der Stiftspropstei und erließ 1529 eine schriftliche Waldordnung und für die Holzhandwerker-Zunft (Sebastiani-Bruderschaft) eine Handwerksordnung mit Gesetzeskraft. Wer dieser Zunft beitreten wollte, bedurfte der Zustimmung des Propstes und des Zunftmeisters. Den Verlegern beziehungsweise den Aufkäufern der Berchtesgadener War war es verboten, Fertigwaren mit Rohmaterial oder Naturalien zu bezahlen.

#### Erhebung zur Fürstpropstei

Fürstpropstei Berchtesgaden und Umgebung (Nord-Ost), zusammengesetzt aus zwei Kartenausschnitten bzw. Holzschnitten von Philipp Apian aus dem Jahr 1568

Im Jahr 1559 wurde unter der Regentschaft von Kaiser Ferdinand I. Wolfgang Griesstätter zu Haslach zum Fürstpropst und das Stift zur Fürstpropstei erhoben. Griesstätter und seine Nachfolger saßen nunmehr als gefürstete Vertreter des kleinsten Fürstentums und der einzigen Fürstpropstei des Bayerischen Reichskreises in den Reichstagen und nahmen bis in das 17. Jahrhundert auch an den Salzburger Landtagen teil.
Nachdem in Bischofswiesen an der Tann eine Salzquelle und an der Gmündbrücke Steinsalz entdeckt worden war, schloss Griesstätter mit Herzog Albrecht von Bayern im Jahr 1555 einen für das Berchtesgadener Land vorteilhaften Vertrag. Danach sollte alles im Berchtesgadener Land abgebaute Salz zu einem festen Preis ausschließlich an Bayern gehen. Damit war der Absatz des Salzes auf lange Zeit gesichert – auch gegen die Bestrebungen des Fürsterzbistums Salzburg.
1556 war auch das Jahr, in dem Griesstätter den Rest der seit 167 Jahren bestehenden Schuldenlast an Salzburg zu tilgen und damit Schellenberg aus der Salzburger Pfandschaft zu lösen vermochte. Der Vertrag unter Mitwirkung des Bischofs von Eichstätt ist als Eichstätter Kompromiss bekannt und war auch als Friedensvertrag mit Salzburg zu verstehen.
Dennoch hatte Griesstätter finanzielle Sorgen, war er doch als Reichsfürst nach wie vor verpflichtet, einen nicht geringen Beitrag zur Rüstung und zur Türkensteuer zu leisten.

##### Reformation
Im 16. Jahrhundert fand die Lehre Martin Luthers auch im Berchtesgadener Land eine wachsende Anhängerschaft, deren Schicksal sehr eng mit Ereignissen im Fürsterzbistum Salzburg verknüpft war. Um 1521 trat Jacob Strauß als evangelischer Prediger in Berchtesgaden auf, begleitet von Christoph Söll, einem „Gesellpriester“ und späteren Straßburger Prediger, der dem Stift Berchtesgaden angehört hatte. Zudem verbreiteten einheimische Salz- und Holzhändler reformatorische Gedanken und Schriften, mit denen sie auf ihren Reisen in die protestantischen Städte Augsburg, Nürnberg und Regensburg in Berührung gekommen waren.
Während im Bistum Salzburg bereits zu Beginn der Reformationszeit unter dem Erzbischof Matthäus Lang die Verfolgungen der Protestanten eingesetzt hatten, setzte die Fürstpropstei diesen Entwicklungen auf ihrem Herrschaftsgebiet vorerst nichts oder nur wenig entgegen. Der nach „Visitationen“ des Öfteren mit Geldstrafen belegte Besitz lutherischer Schriften und die 1572 durch Fürstpropst Jakob Pütrich veranlasste erste Vertreibung von Protestanten am Dürrnberg vermochte der Ausbreitung der neuen Lehre keinen Abbruch zu tun. Sie fand zuerst in den Gnotschaften Au, Scheffau, Schellenberg und Gern, etwas später auch in Bischofswiesen und vereinzelt „sogar“ in Schönau und Ramsau ihre Anhänger.

##### Unter kurkölnischer Administration

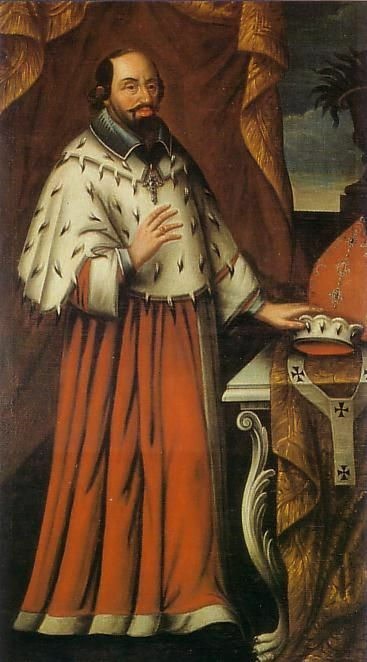
Ferdinand von Bayern als Erzbischof von Köln

1587 machte der neu gewählte Erzbischof Wolf Dietrich von Raitenau einen neuen Versuch, seinem Bistum Salzburg das Berchtesgadener Land samt seinen Pfründen einzuverleiben. Deshalb suchte Fürstpropst Jakob Pütrich (1567–1594) Unterstützung bei dem noch jungen Prinzen Ferdinand von Bayern, setzte 1591 den erst zwölfjährigen Ferdinand als Koadjutor durch, worauf dessen Vater Herzog Wilhelm V. die Truppen des Erzbischofs aus dem zukünftigen Besitz seines Sohnes vertrieb. Infolgedessen kam nach dem Tode Pütrichs die Fürstpropstei Berchtesgaden vereinbarungsgemäß in dessen kurkölnische Administration.
Die Fürstpropstei unterstand somit von 1594 bis 1723 der Obhut des bayerischen Hauses Wittelsbach, das als erster von drei Regenten Ferdinand von Bayern mehr als 50 Jahre vertrat. Als Kurfürst und Erzbischof von Köln konnte sich Ferdinand jedoch nur wenig um die Belange der Fürstpropstei kümmern.
In Ferdinands Regierungszeit fielen ein weiterer Versuch des Erzbistums Salzburg, sich die Fürstpropstei Berchtesgaden einzuverleiben, der 1611 im Ochsenkrieg eskalierte sowie der Dreißigjährige Krieg (1618–1648), in dem Berchtesgaden von Zerstörungen verschont blieb. Es musste dafür aber wiederholt größere Zahlungen leisten, um die kriegsbedingten Schäden in Köln beheben zu können. Im Spanischen Erbfolgekrieg besetzten hingegen österreichische Truppen 1704 die von Joseph Clemens von Bayern regierte Fürstpropstei.

##### Wiederherstellung der Eigenständigkeit
Das Stift war wegen der nur seltenen Anwesenheit der kurkölnischen Administratoren, insbesondere aber zuletzt unter Joseph Clemens von Bayern „auf eine abschüssige Bahn geraten“. Sein Nachfolger hatte einen Schuldenstand von 120.000 Gulden zu übernehmen. Diese Schulden beruhten wie schon zuvor dem luxuriösen und „unwürdigen“ Lebenswandel der Augustiner-Chorherren. Zum Bruch kam es erst, als Joseph Clemens von Bayern den Stiftsdekan Julius Heinrich von Rehlingen-Radau wegen seines und seiner Mit-Kapitulare ruchbar gewordenen lockeren Lebenswandels aus der Berchtesgadener Regierung ausschloss. Als er zudem auf mehr geistliche Zucht (disciplinam religiosam) des ganzen Stifts bestand, beschloss das Kapitel wegen seines verbrieften Rechts auf freie Wahl künftig keinen Auswärtigen und vor allem keinen Wittelsbacher Prinzen mehr zu ihrem Regenten zu wählen. Von Rehlingen wurde erst zum Koadjutor und nach dem Tode von Joseph Clemens 1723 zum Fürstpropst gewählt, nach dem Grundsatz: „dem heiligen Geist, nicht mehr dem Geist des bayerischen Hofes folgend“. Daraufhin stellte das gekränkte Bayern die Getreideausfuhr nach Berchtesgaden ein und minderte den Salzpreis. Als von Rehlingen im Gegenzug erklärte, dass er lieber das Salzbergwerk Berchtesgaden schließe als weiterhin im Preis gedrückt zu werden, lenkte Bayern jedoch wieder ein.

##### Gegenreformation, Vertreibungen und Emigration

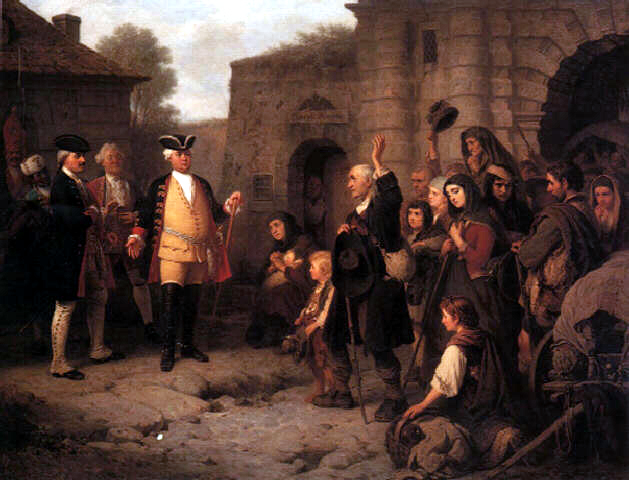
Empfang der ein Jahr vor den Berchtesgadenern vertriebenen Salzburger Protestanten in Berlin am 30. April 1732

Nach der brutalen, sehr kurzfristig anberaumten Vertreibung von etwa 21.000 Salzburger und Dürrnberger Protestanten in den Jahren 1731/32 bemühten sich die Berchtesgadener Protestanten um Aufnahme in ein protestantisch regiertes Land. Gestützt durch das innerhalb des Regensburger Reichstags anerkannte Corpus Evangelicorum hatten 2000 Einwohner des Berchtesgadener Landes den Mut, sich öffentlich zur protestantischen Konfession zu bekennen und im September 1732 um ihre Ausreise zu bitten.

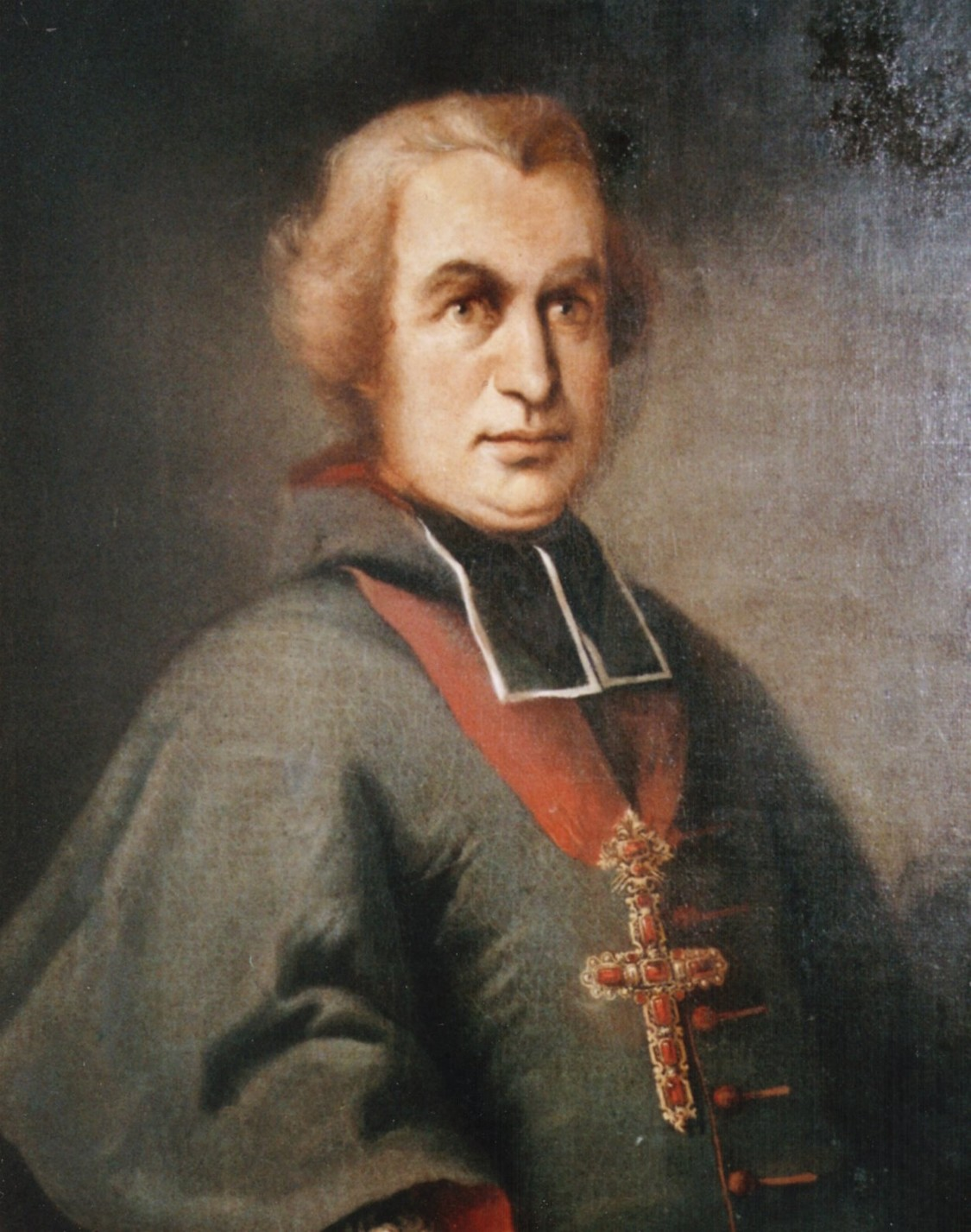
Cajetan Anton Notthafft als Stiftskapitular

Der gerade erst zum Fürstpropst gewählte Cajetan Anton Notthafft von Weißenstein sah sich noch vor seiner Amtseinsetzung von einem Aufstand bedroht und erließ deshalb – wie schon ein Jahr zuvor der Salzburger Erzbischof Leopold Anton von Firmian – am 26. Oktober 1732 ein Emigrationspatent. Danach mussten binnen dreier Monate – eine Frist, die jedoch aufgrund des herannahenden Winters bis in den April verlängert wurde – alle Protestanten Berchtesgaden verlassen. Gekoppelt wurde dieses Dekret an die Bezahlung von fünf Gulden für den Freikauf aus der Leibeigenschaft sowie an die Forderung, nach Ungarn zu ziehen. Letzteres sollte verhindern, dass die Holzhandwerker in ihrer neuen Heimat eine Konkurrenz bildeten. Diese Forderung wurde aber nach heftigen Protesten der Ausreisewilligen auf ein Ansiedlungsverbot in Nürnberg geändert. Kurhannover und Preußen entrichteten als einzige bereitwillig die Gebühr von fünf Gulden für die Unvermögenden unter den Protestanten und bildeten so die Schwerpunkte für deren Neuansiedelung. Im April 1733 machten sich die Berchtesgadener aus den verschiedenen Gnotschaften auf den Weg nach Ostpreußen und Kurhannover. Insgesamt verließen damals mehr als 1100 von etwa 9000 Einwohnern die Fürstpropstei. Ihr Besitz wurde vom Stift eingezogen und verkauft, der Erlös floss in eine so genannte Emigrantenkasse. Nicht wenige der Emigranten, auch Exulanten genannt, kamen in der Fremde zu Wohlstand und Vermögen. Gerade auch dank den Fertigkeiten der einstigen Schnitzer und Drechsler der Berchtesgadener War, die später meist doch trotz ihres geleisteten Schwurs dahin zogen, nahm die Nürnberger Spielwarenindustrie einen großen Aufschwung.
In den folgenden Jahren taten sich besonders die Berchtesgadener Franziskaner-Reformaten als Re-Missionare hervor. Im Jahr 1788 hieß es dann, dass „jeder Schatten von verdächtigem Glauben“ aus dem Fürstpropsttum verschwunden sei. Doch auch die Wirtschaftskraft war stark geschwächt, die Einkünfte, insbesondere im Holzhandwerk, gingen zurück. Ludwig Ganghofer hat diese Thematik in seinem Roman Das große Jagen verarbeitet.

##### Ende der Fürstpropstei
Joseph Konrad von Schroffenberg-Mös als letzter Fürstpropst hatte von seinen Vorgängern wieder eine hohe Schuldenlast hinterlassen bekommen und suchte die Wirtschaftskraft der Fürstpropstei zu erhöhen. Insbesondere seine Sparsamkeit am eigenen Hofe wurde von den Einwohnern des Berchtesgadener Landes sehr geschätzt. Seine Bemühungen wurden jedoch in den Jahren 1786 und 1787 durch Überschwemmungen der Salinen Schellenberg und Frauenreut sowie den dadurch zum Teil gänzlich zerstörten Triftanlagen und Wasserklausen wieder nahezu zunichtegemacht. Trotzdem nahm er sich erfolgreich des Bildungswesens mit seinen Winter- und Winkelschulen an und ließ 1792 eine erste Hauptschule bzw. Normalschule und 1793 eine Baumwoll-Spinnschule einrichten. Unter ihm verbesserten sich auch die Beziehungen zu Bayern wieder. Um das Land auf wirtschaftlich gesicherte Beine zu stellen, schloss er mit Bayern am 28. April 1795 einen Vertrag, wonach Bayern gegen Zahlung von jährlich 50.000 Gulden und 200 Gulden für jeden Kapitular alle Berchtesgadener Salinen überlassen wurden. Im Vorfeld maßgeblich an diesem Vertrag beteiligt war Joseph von Utzschneider, der im Anschluss daran zum ersten Administrator des im Schloss Adelsheim neu eingerichteten Kurfürstlichen Hauptsalzamts Berchtesgaden ernannt wurde.
Infolge der durch die Säkularisation bedingten politischen Umwälzungen verlor Schroffenberg seinen Herrschaftsbereich als Fürstpropst und als Fürstbischof von Freising und Regensburg. Die Fürstpropstei Berchtesgaden kam 1803 zum Herzogtum Salzburg, so dass er letzter Fürstpropst des bis dahin eigenständigen Lentells Berchtesgaden war.

### Neuzeit

#### Säkularisation, Anschluss an Bayern

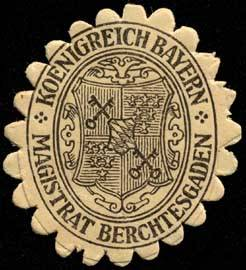
Zwischen 1850 u. 1918 genutzte Siegelmarke

Mit der Säkularisation und dem damit verbundenen Ende der pröpstlichen Herrschaft im Jahre 1803 war das neugegründete Kurfürstentum Salzburg Herr über das Berchtesgadener Land, nach dem Frieden von Pressburg 1805 das Kaiserreich Österreich und 1809 für kurze Zeit Frankreich unter Napoleon. Mit der Neuordnung Europas 1810 kam es zusammen mit Salzburg zum Königreich Bayern und verblieb dort, anders als Salzburg, das 1816 wieder zu Österreich überging.
Nach seiner Einverleibung in das Königreich Bayern wurde das Berchtesgadener Land von einem Landgericht verwaltet, allerdings nur noch von einem Bayerischen Landgericht II. Klasse. Seinen Sitz hatte es in der vormals fürstpröpstlichen Residenz (heute: „Königliches Schloss Berchtesgaden“), der erst 1828 in ein anderes Gebäude verlegt wurde.
Bis 1817 war das Landgericht Berchtesgaden dem Salzachkreis, anschließend dem Isarkreis und ab 1837 dem bis heute bestehenden Regierungsbezirk Oberbayern angegliedert. 1862 kam es zu einer Trennung von Justiz und Verwaltung, und die Aufgaben der Landgerichte wurden geteilt in Amtsgericht und Bezirksamt.
Das Bezirksamt Berchtesgaden wurde im Jahr 1862 durch den Zusammenschluss der Landgerichte älterer Ordnung Bad Reichenhall und Berchtesgaden neu gebildet. Es umfasste bis 1905 insgesamt 24 Gemeinden. Bis zu seinem Übergang in den Landkreis Berchtesgaden ab 1939 reduzierte sich deren Anzahl durch Zusammenschlüsse und Eingemeindungen auf 19 Gemeinden. Bereits mit dem Zusammenschluss der Landgerichte stand das Berchtesgadener Land also nicht mehr für sich allein, sondern wurde Teil einer erweiterten politischen Verwaltungseinheit, von der die Stadt Bad Reichenhall von 1929 bis 1940 und von 1948 bis 1972 als kreisfreie Stadt ausgenommen war.

#### Bahnanbindung und erster Tourismus
Die bayerischen Könige nutzten Berchtesgaden seit seiner Zugehörigkeit zu Bayern als Sommerresidenz und bauten das Chorherrenstift zu einem königlichen Schloss aus. Insbesondere Prinzregent Luitpold von Bayern (1821–1912), der jeden Herbst zum Jagen kam, war bei den Einheimischen als Gönner und Wohltäter sehr beliebt.

Pension Moritz um 1900

Nach dem Ende des Deutsch-Französischen Krieges 1870/71 und der Anbindung an das Eisenbahnnetz mit dem 1888 eröffneten Bahnhof Berchtesgaden entwickelte sich der Fremdenverkehr mit rapide steigenden Gästezahlen. Auch zahlreiche Industrielle sowie Künstler und Schriftsteller besuchten Berchtesgaden und seine Umgebung. Bei den Malern waren der Ort, die direkte Umgebung und der Blick auf das Watzmann-Massiv als Motive beliebt. Carl Rottmann hatte bereits in den 1820ern Gemälde der Berchtesgadener Alpen geschaffen; siehe auch das davon inspirierte Watzmann-Gemälde (1824/25) von Caspar David Friedrich. Stammgäste waren unter anderen Ludwig Ganghofer, der eine ganze Reihe seiner Romane im Berchtesgadener Land spielen ließ, sowie die norwegischen Schriftsteller Jonas Lie und Henrik Ibsen.
Nachdem das Holzhandwerk beziehungsweise der Vertrieb von Berchtesgadener War an Bedeutung verloren hatte, begann sich neben dem Salzabbau der Tourismus zu einer wichtigen Einnahmequelle zu entwickeln. Als erstes Quartier für zahlende Gäste eröffnete Mauritia Mayer 1877 die Pension Moritz in Obersalzberg, in der sich Jahrzehnte später, noch vor seiner Machtergreifung, auch Adolf Hitler mehrere Male aufgehalten hat.

#### Nationalsozialismus und Zweiter Weltkrieg

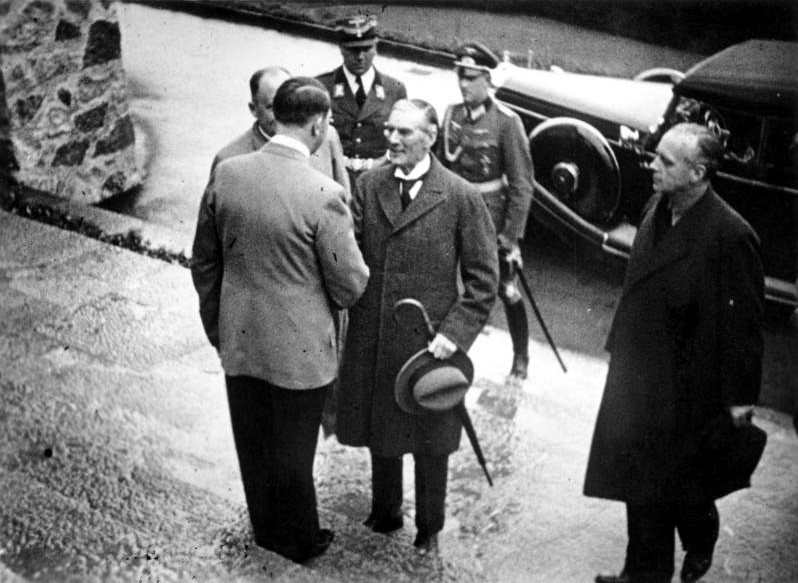
Hitler empfängt Chamberlain auf dem Berghof, Vorbereitung des Münchener Abkommens

Nach der Machtergreifung erklärte das Regime Obersalzberg, heute ein Ortsteil Berchtesgadens, zum Führersperrgebiet mit dem Berghof im Zentrum, auf dem auch viele Staatsgäste empfangen wurden. Das Kehlsteinhaus und der überdimensionierte Bahnhof Berchtesgadens sind weitere Zeugnisse nationalsozialistisch geprägter Architektur. Die weitreichenden Baumaßnahmen in Obersalzberg wie auch die 1937 im benachbarten Bischofswiesener Ortsteil Stanggaß eingerichtete Reichskanzlei Dienststelle Berchtesgaden als zweiter Regierungssitz des Deutschen Reiches waren meist mit dem Namen Berchtesgaden verbunden. Das als Berchtesgadener Abkommen bekannt gewordene Abkommen vom 12. Februar 1938 zwischen dem Deutschen Reich und dem Bundesstaat Österreich war unter Druck zustande gekommen und hatte eine Reihe von Maßnahmen zur Begünstigung der österreichischen Nationalsozialisten festgeschrieben.
Trotz der politischen Symbolwirkung Berchtesgadens beschränkte sich der Luftangriff am 25. April 1945 auf Obersalzberg. Davon abgesehen erlitten Infrastruktur und Gebäude des Berchtesgadener Landes nahezu keine Kriegsschäden. Der Abzug der bis dahin noch verbliebenen NS-Spitzen dürfte die Voraussetzung für die kampflose Übergabe an die Amerikaner gewesen sein. Bereits vor Kriegsende hatten sich die Amerikaner Berchtesgaden als einen ihrer Stützpunkte ausbedungen und unterhielten ihn dann bis 1996.
Sichtbares Zeichen einer kritischen Reflexion der Zeit des Nationalsozialismus in Berchtesgaden wurde nach dem Abzug der Amerikaner und gegen den anfänglichen Widerstand verschiedener Lokalpolitiker die 1999 eröffnete Dokumentation Obersalzberg.

#### Nachkriegszeit

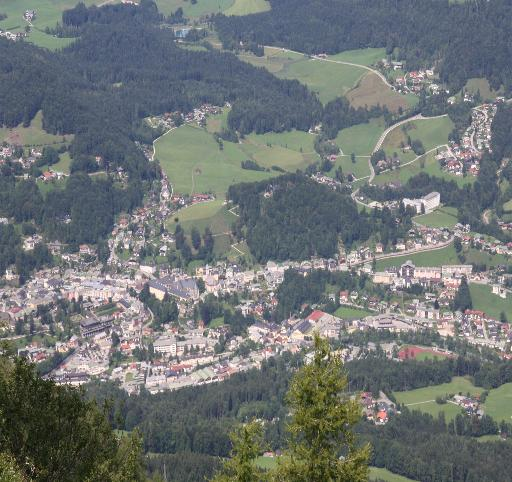
Panoramablick vom Kehlsteinhaus auf Berchtesgaden

Als Folge des Krieges nahm die Gemeinden des Berchtesgadener Landes Flüchtlinge aus den Ostgebieten des ehemaligen Deutschen Reiches auf. Dadurch veränderte sich die Zusammensetzung der Bevölkerung deutlich. Die Heimatvertriebenen, insbesondere Deutschböhmen und Schlesier, konnten anfangs nur in ehemaligen Arbeiterbarackenlagern untergebracht werden. Sie lebten u. a. zum Teil bis in die 1960er-Jahre in Flüchtlingslagern wie dem Vockenbichl in der Oberau, das für die SS errichtet worden und dann von der US-Army belegt war, oder sie wurden in Privathäuser und -wohnungen eingewiesen. Im Ortsteil Winkl von Bischofswiesen diente ein 1944 anfangs für die Wehrmacht aufgestelltes Barackenlager nach 1945 zur Unterbringung von deutschen Kriegsgefangenen, ab 1947 lebten in diesen Baracken 1.186, 1952 sogar 1.229 Flüchtlinge. Ab 1958 waren die Flüchtlinge dann in neu gebauten Klein- und Familienwohnungen in Winkl selbst sowie in 48 neuen Wohnungseinheiten am Böcklweiher untergebracht.
Die NS-Grundstücke gingen 1947 formell in das Eigentum des Freistaates Bayern über, jedoch nutzten die Amerikaner einen Großteil der Gebäude und des Geländes weiterhin. Sie richteten im unzerstörten Berchtesgaden ab 1953 eines der drei Armed Forces Recreation Centers (AFRC) in Bayern ein.
Nach dem Krieg wies die Entwicklung der Gästeübernachtungen im Berchtesgadener Land erneut eine rapide steigende Tendenz auf. Allein in den fünf Wirtschaftsjahren von 1948/49 bis 1952/53 stiegen sie bei durchschnittlich siebentägiger Verweildauer nahezu um das Vierfache auf insgesamt 1.127.272 Übernachtungen an.
Gerade zu Beginn der 1950er-Jahre wurden auch die seinerzeit noch existierenden Hinterlassenschaften des NS-Regimes in Obersalzberg zu einem Anziehungspunkt für Touristen. Als die Sprengung und Entsorgung der Ruinen einstiger Wohnhäuser, unter anderem von Adolf Hitler, anstanden, wurden heftige Proteste seitens der Berchtesgadener laut, die „darin ausschließlich ein wirtschaftliches Problem“, ja eine „Existenzfrage“ des Fremdenverkehrs sahen. Damit das Abtragen der Ruinen nicht zum Anlass „spontaner neofaschistischer Erinnerungs- oder Abschiedsveranstaltungen“ wurde, hatte Bayerns Innenminister Wilhelm Hoegner dort 30 Landpolizisten postieren lassen. Am Ende verbuchte es Landrat Karl Theodor Jacob als Erfolg, dass das Kehlsteinhaus erhalten blieb. Dabei waren Berchtesgaden bzw. Obersalzberg keineswegs nur „Wallfahrtsstätte für Ewiggestrige“, sondern gehört regelmäßig zum Besuchsprogramm amerikanischer Salzburg-Touristen, die sich weit weniger von den Zeugnissen der Vergangenheit als zum Beispiel vom Kehlsteinhaus-Panorama „überwältigen“ ließen.

#### Verwaltungs- und Gebietsreform, Gegenwart
Bei der Gebietsreform in Bayern wurden am 1. Juli 1972 der Landkreis Berchtesgaden, der südliche Teil des Landkreises Laufen sowie die kreisfreie Stadt Bad Reichenhall zum neuen Landkreis Bad Reichenhall zusammengeschlossen. Mit der Verordnung vom 10. April 1973 im Bayerischen Gesetz- und Verordnungsblatt (GVBl) erhielt der Landkreis am 1. Mai 1973 seine heutige Bezeichnung „Landkreis Berchtesgadener Land“. Dieser Umbenennung „wegen des höheren Bekanntheitsgrades“ waren „heftige Diskussionen“ vorangegangen. Begründet wurde die Umbenennung von der Bayerischen Staatsregierung u. a. wie folgt: „Der Landschaftsname Berchtesgadener Land knüpft an das ehemalige Stiftsland Berchtesgaden an, dessen historische Bedeutung auch noch in der Gegenwart fortwirkt. (..) Die Ausstrahlungskraft, die der mit einer außergewöhnlichen Landschaft verbundene Name Berchtesgadener Land hat, rechtfertigt es, den neuen Landkreis nach diesem, die Eigenart des gesamten Kreises prägenden Gebietsteil zu benennen. Die Staatsregierung weicht deshalb von dem Grundsatz ab, den Landkreis nach dem Ort zu benennen, der Sitz der Kreisverwaltung ist.“ (→ Siehe dazu auch eine sich nur allmählich damit verbindende Bedeutungserweiterung des Begriffs „Berchtesgadener Land“ im Abschnitt: (Geplante) Bedeutungserweiterungen des Begriffs)
Eine Bürgerinitiative beantragte 2004/2005 einen Bürgerentscheid mit dem Ziel, die fünf Gemeinden des Berchtesgadener Landes zu einer Großgemeinde zusammenzulegen. Lediglich in Berchtesgaden hatte der Bürgerentscheid mit über 60 Prozent Zustimmung Erfolg. In Schönau am Königssee und Bischofswiesen scheiterte er hingegen, so dass die Initiatoren auf Abstimmungen in Ramsau und Marktschellenberg verzichteten.

### Zum Begriff „Berchtesgadener Land“

#### Allgemeines
Der Begriff „Berchtesgadener Land“ (auch: Land Berchtesgaden, Ländchen Berchtesgaden, Landschaft Berchtesgaden, Berchtesgadener Ländchen oder nur Berchtesgaden) ist in seiner Bedeutung mehrfach aufgeladen, bezeichnet aber bislang stets das gleiche Gebiet bzw. die gleiche Region, die innerhalb der Berchtesgadener Alpen „durch eine fast allseitig geschlossene Gruppierung von Plateaugebirgen um eine zentrale Beckenlandschaft abgegrenzt“ wird.

#### Für das Herrschaftsgebiet
Das „Land Berchtesgaden“ (auch: Ländchen Berchtesgaden, Berchtesgadener Land oder analog zum Gründungs- und Hauptort nur Berchtesgaden) bezeichnete erst einen „geschlossenen Waldbezirk“ als Landgut bzw. Kerngebiet des Klosterstifts Berchtesgaden mit sich immer mehr erweiternden Gerichtsbarkeiten, das später auch zum „Staatsgebiet“ bzw. einem zwar kleinen, aber reichsunmittelbaren, d. h. eigenständigen Herrschaftsgebiet wurde (ab 1380 Zepterlehen der Reichsprälatur Berchtesgaden, ab 1559 Fürstentum der Fürstpropstei Berchtesgaden). Nachfolgend dazu einige Zitate:
In einer Urkunde von 1306 findet sich für den Herrschaftsbereich des Klosterstifts Berchtesgaden erstmals die Kennzeichnung als Land:

„Uz dem lant ze Berhthersgaden ze varn.“

In einem zeitgenössischen Bericht von einem Überfall des Bayernherzogs Friedrich von 1382 wird es als „Ländchen“ vorgestellt:

„… als weilent hertzog fridreich von bayern in daz lenntel berchtesgaden viel, und sich deß unterwannt, und datz hayltum von dann fürt …“

Beide Zitate verweisen auf einen geschlossenen Rechtsraum mit eigenem Landrecht, eigener Landesherrschaft und eigener Landesverwaltung. Aufgrund des Bedeutungswandels des Begriffs Landschaft wird aus einer ursprünglich eher administrativ-organisatorischen Benennung als Land, Landl, Ländchen bzw. Landtschaft – wie im nachfolgenden Zitat als Gegenüber der Landstände zur Bürgerschaft der Stadt Salzburg, aber auch zur Landesherrschaft – allmählich eine eigenständige Landschaftsbezeichnung. So heißt es in einem Schreiben während des Bauernkriegs 1526:

„Es haben sich auch die stat Saltzburg samt der landtschafft Perchtesgaden dem Schwäbischen bunt zugesagt und willens tausend knecht dahin zu legen“

1567 bezieht sich eine Polizei- und Marktordnung u. a. auf das landt Berchtesgaden.
1792 spricht Lorenz Hübner davon, dass der sogenannte Hangende Stein, ein Felsen beim Passturm von Marktschellenberg, Salzburg vom Berchtesgadener Lande scheide.
1796 in der Beschreibung des Erzstiftes und Reichsfürstenthums Salzburg und 1797 im Geographisch statistisch-topographisches Lexikon von Baiern ist vom Ländchen Berchtesgaden die Rede.

#### Für die Landschaft
Der Begriff „Berchtesgadener Land“ (auch: Berchtesgadner Ländchen, Berchtesgadnerlandl, Landschaft Berchtesgaden, Land Berchtesgaden) dient ab dem 19. Jahrhundert nach Aufhebung der Fürstpropstei Berchtesgaden (1803) und der Eingliederung des Herrschaftsgebietes in das Königreich Bayern (1810) in der einschlägigen Literatur nunmehr zur Kennzeichnung einer in sich geschlossenen Landschaft bzw. einer Region, dessen vormals politische Eigenständigkeit noch fortwirkt – dazu nachfolgend einige Zitate und (ihre) Quellen:
Die Bayerische Landesbibliothek Online hält u. a. zwei historische Karten vor, die den Salzachkreis von 1809 sowie die „Baierische Monarchie“ von 1816 zeigen. In den erläuternden Kommentaren dazu ist jeweils vom „Berchtesgadener Land“ als Bayern zugehörig bzw. noch nicht zugehörig die Rede, und die Karten grenzen dessen Gebiet analog zu den Grenzen der aufgelösten Fürstpropstei eindeutig ein.
1822 findet sich in der Allgemeinen Encyclopädie der Wissenschaften und Künste von Joseph Ernst von Koch-Sternfeld die Bezeichnung „Landschaft Berchtesgaden“.
Die Zeitung für die elegante Welt vom 14. November 1837 eröffnet mit einem Text über das berchtesgadner Ländchen. Friedrich Wilhelm Walther setzt in seiner Beschreibung der Salzburger Alpen von 1844 beim Begriff Königsseer Gebirge in Klammern hinzu „vormals politisch: Berchtesgadner Ländchen“. In diesem Sinne beschreibt auch Das grosse Conversations-Lexicon für die gebildeten Stände von 1845 das „Berchtesgadner Ländchen“ als „das alte Gebiet der gefürsteten Pröpste von Berchtesgaden“
Franz Kobell spricht in seinem 1856 veröffentlichten Gedicht Die Urzeit der Erde vom „gemsenreichen Berchtesgadner-Land“.
Alfred von Böhm und Gustav von Bezold verwenden 1868 bzw. 1869 in ihren Beschreibungen der Berchtesgadner Alpen die Begriffe „Berchtesgadner Land“ bzw. „Berchtesgadner Ländchen“ im Sinne einer Landschaftsbezeichnung.
In seinem Buch Berchtesgaden und seine Umgebung von 1870 schreibt Adolf Bühler ausführlich über das „Land Berchtesgaden“ oder „Berchtesgadnerlandl“ wie es laut ihm „in der Sprache des Volkes heisst“, während H. Wille seinen Band von 1898 in der Bibliothek der Unterhaltung und des Wissens gleich mit Im Berchtesgadner Landl betitelt und dessen Gebietsgröße mit 7¼ Quadratmeilen bestimmt.

#### Für die Landkreisteilregion
Noch bis zur Gebietsreform von 1972, als der bereits ein größeres Gebiet umfassende Landkreis Berchtesgaden in den noch größeren Landkreis Berchtesgadener Land aufging, war völlig unstrittig, dass z. B. die seinerzeit kreisfreie Stadt Bad Reichenhall nicht zum „Berchtesgadener Land“ bzw. zu „Berchtesgaden“ gehörte. Und dass bei der Bildung des neuen Landkreises Berchtesgadener Land erst noch – und für lange Zeit – regionale Konkurrenzen untereinander aufrechterhalten blieben, beweist auch die bis April 1973 währende Erstbezeichnung des Landkreises mit „Landkreis Bad Reichenhall“. Begründet wurde dann die Umbenennung von der Bayerischen Staatsregierung u. a. wie folgt (→ siehe dazu auch den Abschnitt: Verwaltungs- und Gebietsreform, Gegenwart):

„Der Landschaftsname Berchtesgadener Land knüpft an das ehemalige Stiftsland Berchtesgaden an, dessen historische Bedeutung auch noch in der Gegenwart fortwirkt. (..) Die Ausstrahlungskraft, die der mit einer außergewöhnlichen Landschaft verbundene Name Berchtesgadener Land hat, rechtfertigt es, den neuen Landkreis nach diesem, die Eigenart des gesamten Kreises prägenden Gebietsteil zu benennen. Die Staatsregierung weicht deshalb von dem Grundsatz ab, den Landkreis nach dem Ort zu benennen, der Sitz der Kreisverwaltung ist.“

Auch nach der Gebietsreform blieb der Landschaftsbegriff „Berchtesgadener Land“ eindeutig determiniert als „jene alpine Hochgebirgslandschaft, die das [identische] Gebiet des heutigen Alpen- und Nationalparks Berchtesgaden umfasst“.
So schrieb auch der einstige Ministerpräsident Franz Josef Strauß 1985 anlässlich der Feier Berchtesgaden 175 Jahre bairisch vom „Berchtesgadener Land“ als einem Gebiet, welches 1810 „das bisherige bayerische Staatsgebiet auf harmonische Weise ergänzte und abrundete.“
Und Günter Kampfhammer stellte noch 1992 lapidar fest:

„Das Berchtesgadener Land (lassen wir uns durch die irritierende Landkreisbezeichnung im Zug der Gebietsreform nicht verunsichern!) ist die Bezeichnung des Territoriums des ehemaligen Hochstiftes Berchtesgaden. Der Gebietsumfang des Territoriums ist deshalb exakt zu bestimmen.“

#### (Geplante) Bedeutungserweiterungen des Begriffs

##### Innerhalb der Einwohnerschaft
Ob sich innerhalb der Einwohnerschaft des Landkreises eine Bedeutungserweiterung bzw. -verschiebung von „Berchtesgadener Land“ auch als Bezeichnung für den ganzen Landkreis mit seinen drei Regionen Berchtesgadener Land, Herzoglich bayerisches Reichenhall und Umland sowie Südlicher Rupertiwinkel durchgesetzt hat, ist bislang noch nicht untersucht worden. Und für den Fall, dass sich bereits eine solche Bedeutungserweiterung bzw. -verschiebung innerhalb der Einwohnerschaft ergeben hat, liegen auch keine Ergebnisse vor, ob das für alle Einwohner aller drei Regionen in gleichem oder unterschiedlichem Maße gilt und was für diesen Prozess einer Bedeutungserweiterung bzw. -verschiebung innerhalb welchen Zeitraums dann ausschlaggebend war. Denkbar wären dafür eine umgangssprachliche Verkürzung, wenn nicht zwischen Region und gleichnamigem Landkreis unterschieden werden muss, oder/und auch das, was in den beiden nachfolgenden Abschnitten dargestellt wird. Denkbar wäre aber auch, dass sich bislang (noch) keine nennenswerte Bedeutungserweiterung bzw. -verschiebung für „Berchtesgadener Land“ feststellen lässt und die meisten Einwohner des Landkreises mit der Bezeichnung nach wie vor ausschließlich die hier behandelte Region verbinden.

##### Marketingoffensive für den Landkreis
Siehe Abschnitt Verwaltungs- und Gebietsreform, Gegenwart setzte bereits die Bayerische Staatsregierung bei der Umbenennung des anlässlich der Gebietsreform in Bayern im Juli 1972 neu gebildeten Landkreises Bad Reichenhall in Landkreis Berchtesgadener Land auf die im Gegensatz zu Bad Reichenhall größere „Ausstrahlungskraft, die der mit einer außergewöhnlichen Landschaft verbundene Name Berchtesgadener Land hat“.
Nicht zuletzt die in Sachen Tourismus etwas strukturschwächeren Regionen innerhalb des Landkreises mit den vormals bereits im herzoglich bayerischen Einflussbereich liegenden Gemeinden Bad Reichenhall, Bayerisch Gmain und Schneizlreuth und den Gemeinden des einst zum Fürsterzbistum Salzburg gehörenden Rupertiwinkels sollen von der Namensgebung und den verwaltungstechnischen Synergieeffekten profitieren.
Nichtsdestotrotz vergingen mehr als 30 Jahre, bis die 2005 im Auftrag des Landkreises und seiner Gemeinden gegründete Marketinggesellschaft Berchtesgadener Land Tourismus sich erstmals zum Ziel gesetzt hatte, neue Gäste für die Region des ganzen Landkreises zu begeistern und dabei „unser Berchtesgadener Land“ mit dem Landkreis ineinszusetzen. Das heißt, die Bezeichnung „Berchtesgadener Land“ erfuhr insofern eine Bedeutungserweiterung, als sie seither offensiv als touristische Marke den ganzen Landkreis im In- und Ausland bewerben werden sollte.
Die Homepage der Marketinggesellschaft Berchtesgadener Land Tourismus bzw. der Berchtesgadener Land Tourismus GmbH untermauerte ihr Anliegen bis 2017 immerhin noch durchaus differenziert, wonach der Landkreis Berchtesgadener Land „sowohl geschichtlich und kulturell als auch wirtschaftlich eine Einheit“ bildet, denn für „alle drei Teile – das eigentliche ‚Berchtesgadener Land‘ (im engeren Sinne der ehemaligen Landesherrschaft der Fürstpropstei Berchtesgaden), die Stadt Bad Reichenhall und das Land um Laufen“ ist es wirtschaftlich gesehen, „heute immer noch der Tourismus, der für den ganzen Landkreis als Einheit von außerordentlicher Bedeutung ist, wobei man als besonders reizvoll die Vielfalt der Landschaftsformen bezeichnen kann.“ Doch spätestens seit 2018 war die Webseite mit der Geschichte des Landkreises Berchtesgadener Land – Der südostoberbayerische Landkreis unter berchtesgadener-land.com nicht mehr abzurufen und stattdessen wurde dort die hier behandelte Region Berchtesgadener Land nur noch unter dem Markennamen „Bergerlebnis Berchtesgaden“ gefasst, worunter eigenartigerweise auch u. a. „Berchtesgaden-Rupertiwinkel“ aufgeführt wird. Dies setzt sich so auch nach der am 13. Februar 2021 vollzogenen Umbenennung des regionalen Zweckverbands in Zweckverband Bergerlebnis Berchtesgaden und dessen Abschied aus der Marketinggesellschaft Berchtesgadener Land Tourismus fort – so heißt es in einer weiteren Satzungsänderung, dass auch Zweckvereinbarungen mit einigen Gemeinden im nördlichen Landkreisteil, mit denen der Zweckverband weiterhin zusammenarbeiten wird, getroffen wurden. Entsprechende Beschlüsse gefasst haben 2021 bereits Anger und Piding, die Gemeinde Teisendorf wird sich dem vermutlich ebenfalls bald anschließen.
Laut neuem Impressum der von der Marketinggesellschaft bislang für den ganzen Landkreis unterhaltenen Website berchtesgadener-land.com ist für diese Website derzeit (Stand: September 2021) die Bad Reichenhall Tourismus & Stadtmarketing GmbH (BRM) zuständig. Ob und, wenn ja, hinsichtlich welcher Aufgaben und für wen die Marketinggesellschaft darüber hinaus weiterhin aktiv bleibt, ist derzeit noch unklar.
Doch wie dünn der Firnis einer landkreisweiten Einheit bereits einige Jahre zuvor war, zeigte eine Abstimmung des Kreistags vom 22. Juli 2016: Nachdem der Bundesgesetzgeber seit 2012 auch alte Kfz-Kennzeichen neben neuen wieder zulässt, hatte sich 2013 erst noch eine knappe Mehrheit des Kreistages gegen diese Möglichkeit ausgesprochen, um drei Jahre später dann doch für diese Option zu stimmen, auch wenn sie womöglich die Dreiteilung des Landkreises „wieder manifestiert“. Nach einer Sammlung von mehreren hundert Unterschriften und dem eindeutigen Votum des Kreistags mit 32 zu 20 Stimmen werden seit dem 15. September 2016 bei der Kfz-Zulassungsstelle in Bad Reichenhall neben dem Standardkennzeichen BGL auch wieder die „Altkennzeichen“ BGD (ehem. Landkreis Berchtesgaden) REI (ehem. kreisfreie Stadt Bad Reichenhall) und LF (ehem. Landkreis Laufen) als Wunschkennzeichen ausgegeben.

##### Kulturlandschaftseinheit Berchtesgadener Land
Nach den ersten Entwürfen einer Neugliederung Bayerischer Kulturlandschaften des Bayerischen Landesamts für Umwelt von 2011 wird seit 2013 aufgrund seiner spezifischen geologischen Eigenart auch das sich vom „abgeschlosseneren, zentralen Berchtesgadener Becken“ abhebende Reichenhaller Becken explizit als Untereinheit in die Kulturlandschaftseinheit Berchtesgadener Land miteinbezogen. Demnach zählen neben den Gemeinden Bayerisch Gmain und Schneizlreuth auch die Stadt Bad Reichenhall und ihr Umland zu dieser Kulturlandschaftseinheit. Nach dieser Definition nicht miteinbezogen in die Kulturlandschaftseinheit Berchtesgadener Land bleibt jedoch der im Norden des Landkreises Berchtesgadener Land gelegene südliche Teil des Rupertiwinkels, der auch in der Neugliederung als eigenständige Kulturlandschaftseinheit ausgewiesen bleibt.

## Religion
| Gemeinden | gesamt | röm-kath.      | evangelisch   | nicht zugeordnet 1) | davon „Ausländer“ 1) |
| --- | ------ | -------------- | ------------- | ------------------- | -------------------- |
| Berchtesgaden | 7577   | 5039 (−16,3 %) | 908 (−18,7 %) | 1630                | 819 (+75,0)          |
| Bischofswiesen | 7386   | 4797 (−10,9 %) | 968 (−24,8 %) | 1621                | 396 (+27,3)          |
| Marktschellenberg | 1730   | 1314 (−13,2 %) | 144 (−2,0 %)  | 272                 | 161 (+101,3)         |
| Ramsau bei Berchtesgaden | 1727   | 1445 (−5,3 %)  | 96 (−28,4 %)  | 186                 | 90 (+73,1)           |
| Schönau am Königssee | 5349   | 3807 (−6,9 %)  | 611 (−27,2 %) | 1005                | 324 (+2,2)           |
| Summen: 2) | 23769  | 16402 (69,0 %) | 2727 (11,5 %) | 4714 (19,8 %)       | 1790 (7,5 %)         |
| 1) Bislang werden in Bayerns Statistiken der Volkszählungen lediglich Angehörige „römisch-katholischer“ und „evangelisch-lutherischer“ Religionsgemeinschaften aufgeführt. Von der nicht konkret zugeordneten Differenz zur Gesamtzahl der Bevölkerung wird nur noch die Zahl der „Ausländer“ als Teilsumme angegeben. (→ siehe zu den diesbezüglich gemachten Angaben im Zensus 2011 u. a. auch die sie einschränkenden bzw. kritisierenden Abschnitte: Haushaltebefragung, Fragen zur Religion und Wissenschaftliche Kontrolle.) 2) Die Teilsummen ergeben zusammen 100,3 % im Vergleich zur Gesamtbevölkerungszahl – womöglich sind das rundungsbedingte Abweichungen oder ein Fehler beim Übertrag einzelner Zensusangaben. |        |                |               |                     |                      |

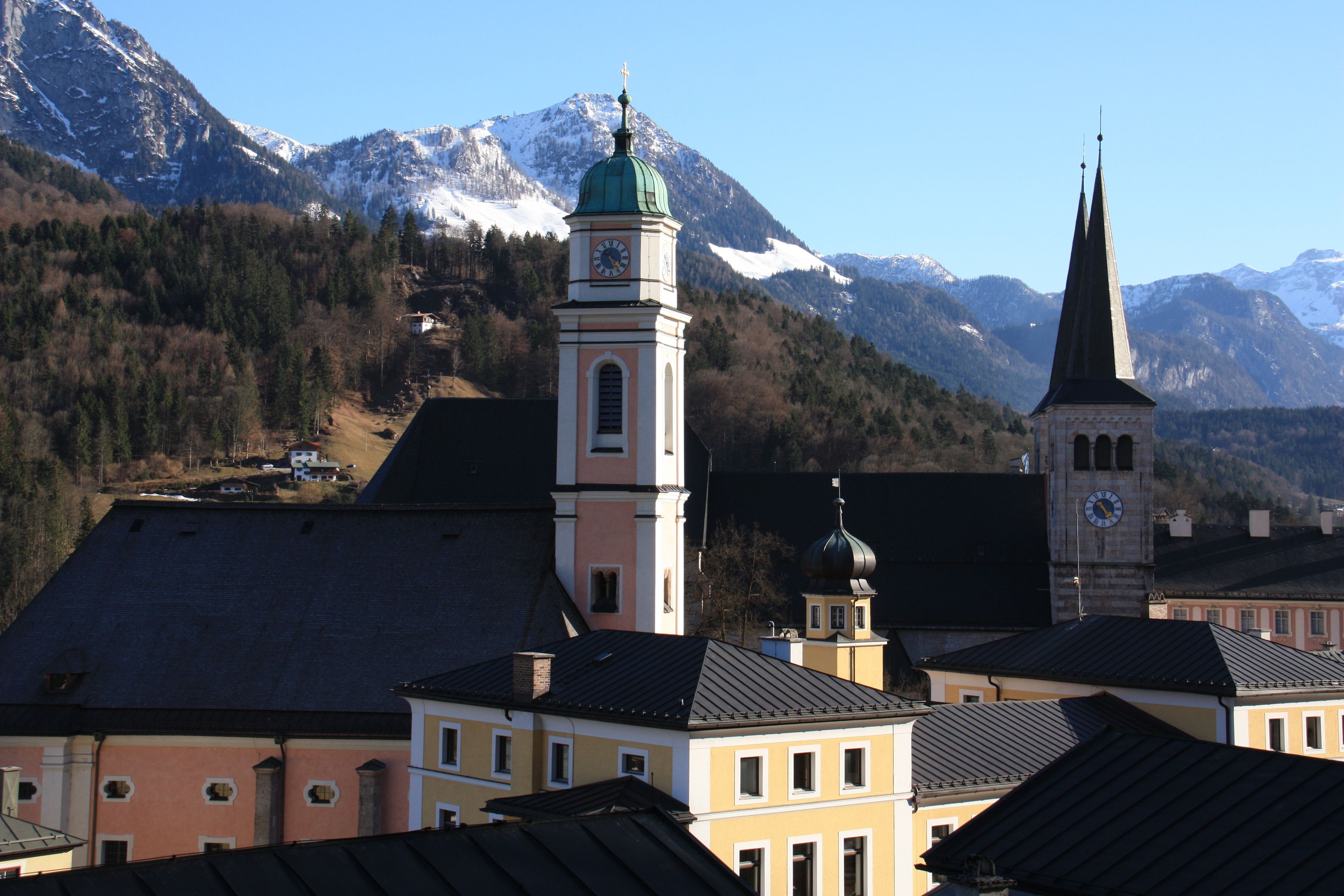
Pfarrkirche St. Andreas vor Stiftskirche in Berchtesgaden

Trotz der Austrittszahlen zwischen 1987 und 2011 gehören noch etwa 80 Prozent der Einwohner des Berchtesgadener Landes einer christlichen Religionsgemeinschaft an, ein Prozentsatz, der bis zur Säkularisation im Jahr 1803 allerdings nach 100 tendierte. Nach der Emigration mehr als der Hälfte der Protestanten in den Jahren 1732/33 und der Re-Missionierung der verbliebenen waren es zudem ausschließlich Mitglieder der römisch-katholischen Kirche. Die Edikte des Königs Maximilian I. Joseph von 1808 und 1809 und die damit verbundene Gründung einer Evangelisch-Lutherischen Kirche in Bayern ließen auch im Berchtesgadener Land eine Wiederbelebung des Protestantismus zu. Doch erst nachdem immer mehr evangelische Touristen die Region besucht und sich dort Zweitwohnsitze eingerichtet hatten, kam 1899 zu all den katholischen Kirchen mit der Christuskirche eine erste evangelisch-lutherische hinzu. Vor ihrem Bau dienten den Protestanten das Dormitorium im Königlichen Schloss und das einstige Rentamtsgebäude als Betsäle. Von Angehörigen anderer Religionsgemeinschaften und ihren etwaigen Versammlungsräumen liegen derzeit für alle Gemeinden des Berchtesgadener Landes keine Angaben vor.
→ Siehe zu diesem Absatz auch die Abschnitte: Reformation und Gegenreformation, Vertreibungen und Emigration in Fürstpropstei Berchtesgaden

### Evangelisch-Lutherische Kirchengemeinde
Die Evangelisch-Lutherische Kirchengemeinde Berchtesgaden ist neben ihrer Christuskirche als Hauptkirche in Berchtesgaden auch für die evangelisch-lutherischen Kirchengebäude in Bischofswiesen, Ramsau bei Berchtesgaden und Schönau am Königssee zuständig. Die Kirchengemeinde gehört zum Dekanat Traunstein innerhalb der Evangelisch-Lutherischen Kirche in Bayern. Angesichts des prozentual geringen Anteils ihrer Gemeindemitglieder innerhalb der genannten Gemeinden des Berchtesgadener Landes besteht sie in der Minderheitssituation einer Diaspora.
In Marktschellenberg gibt es weder eine evangelische Kirchengemeinde noch ein von evangelischen Christen genutztes Kirchengebäude. Die nächstgelegene evangelische Kirche ist die Christuskirche in Berchtesgaden.

### Römisch-katholische Kirchengemeinden
Der Strukturplan 2020 des Erzbistums München und Freising sieht seit 2012 für das Dekanat Berchtesgaden, zu dem neben den fünf Gemeinden des Berchtesgadener Landes auch Bad Reichenhall und Bayerisch Gmain gehören, die Entwicklung großräumigerer Pfarrverbände vor. Ein künftiges Dekanat Berchtesgadener Land soll die Pfarrgemeinden des ganzen Landkreises Berchtesgadener Land umfassen. Am 14. November 2013 wurden jedoch noch jeweils ein Dekan für das Dekanat Berchtesgaden (Sitz: Berchtesgaden) und das Dekanat Teisendorf (Sitz Teisendorf) gewählt. Ein konkreter Termin für die Fusionierung der beiden Dekanate wurde noch nicht genannt.
In Berchtesgaden gibt es derzeit mit St. Andreas und Au zwei römisch-katholische Kirchengemeinden. Der Pfarrer der Pfarrei St. Andreas hat zurzeit auch das Amt des Dekans inne. Die Pfarrkirche der Pfarrgemeinde St. Andreas ist die Stiftskirche St. Peter und Johannes der Täufer, die Pfarrkirche St. Andreas fungiert seit 1803 als Nebenkirche. Neben weiteren Kirchengebäuden im Ort fallen in die Zuständigkeit der Pfarrei zudem im Ortsteil Gern die Wallfahrtskirche Maria Gern und im Ortsteil Salzberg die Kirche Maria am Berg. Seit September 2012 ist eine Zusammenlegung der römisch-katholischen Pfarreien St. Andreas (Berchtesgaden), Heilige Familie (Au) und St. Nikolaus (Marktschellenberg) zu einem Pfarrverband in Planung.
Am 1. November 2015 wurde der Pfarrverband Stiftsland Berchtesgaden begründet, zu dem sich die drei Pfarreien St. Andreas Berchtesgaden, Hl. Familie Au und St. Nikolaus Marktschellenberg zusammenschlossen. Für Bischofswiesen wurde im März 2000 aus dem Seelsorgsverbund der Pfarreien Bischofswiesen und Winkl zusammen mit der Pfarrei Strub ein Pfarrverband unter der Bezeichnung „Pfarrverband Bischofswiesen“ gegründet. Am 1. Juni 2019 schloss sich dieser Pfarrverband nunmehr als Pfarrei Herz Jesu Bischofswiesen ebenfalls dem Pfarrverband Stiftsland Berchtesgaden an. (Allerdings wird die Pfarrei Herz Jesu Bischofswiesen (Stand: Mai 2023) noch immer nicht unter stiftsland.de auf der Webseite „Pfarrverband“ stellvertretend für den ehemaligen Pfarrverband Bischofswiesen angezeigt, zudem weist eine Webseite des Erzbistums nach wie vor den Pfarrverband Bischofswiesen mit Verweis auf die Katholische Pfarrkirchenstiftung Herz Jesu Bischofswiesen als zuständige Verwaltung der ihm bislang zugehörigen Kirchengemeinden aus.)
Über mehrere Jahre waren die seelsorgerische Betreuung und die Verwaltung der Pfarrei Ramsau bei Berchtesgaden dem Dekan des Dekanats Berchtesgaden als Pfarradministrator übertragen worden. Seit 2013 hat die Pfarrei wieder einen eigenen Pfarrer, der zugleich Pfarradministrator der Pfarrei Unterstein (Schönau am Königssee) ist. Mit dieser Pfarradministration hat auch der Strukturplan 2020 der Erzdiözese München und Freising hinsichtlich eines Pfarrverbandes der Pfarrgemeinden Ramsau und Unterstein bereits eine praktische Umsetzung gefunden.

## Politik

### Gemeinderäte
Aufgrund ihrer Einwohnerzahl verteilt sich der Gemeinderat zusammen mit dem (ersten) Bürgermeister in Berchtesgaden, Bischofswiesen und Schönau am Königssee auf jeweils 21 Sitze, in Marktschellenberg und Ramsau bei Berchtesgaden lediglich auf jeweils 13 Sitze. Sitzverteilungen der Gemeinderäte inkl. Bürgermeister siehe nachfolgend alphabetisch geordnete Tabelle:
| Amtliche Sitzverteilungen der Gemeinderäte seit der Kommunalwahl am 16. März 2014: | Amtliche Sitzverteilungen der Gemeinderäte seit der Kommunalwahl am 16. März 2014: | Amtliche Sitzverteilungen der Gemeinderäte seit der Kommunalwahl am 16. März 2014: | Amtliche Sitzverteilungen der Gemeinderäte seit der Kommunalwahl am 16. März 2014: | Amtliche Sitzverteilungen der Gemeinderäte seit der Kommunalwahl am 16. März 2014: | Amtliche Sitzverteilungen der Gemeinderäte seit der Kommunalwahl am 16. März 2014: | Amtliche Sitzverteilungen der Gemeinderäte seit der Kommunalwahl am 16. März 2014: |
| Fraktion                                                                           | CSU                                                                                | FWG                                                                                | GRÜNE                                                                              | SPD                                                                                | Sitze >>                                                                           | anderer Parteien                                                                   |
| ---------------------------------------------------------------------------------- | ---------------------------------------------------------------------------------- | ---------------------------------------------------------------------------------- | ---------------------------------------------------------------------------------- | ---------------------------------------------------------------------------------- | ---------------------------------------------------------------------------------- | ---------------------------------------------------------------------------------- |
| Berchtesgaden                                                                      | 10                                                                                 | 5                                                                                  | 3                                                                                  | 2                                                                                  | 1                                                                                  | Berchtesgadener Bürgergruppe                                                       |
| Bischofswiesen                                                                     | 10                                                                                 | 4                                                                                  | 2                                                                                  | 3                                                                                  | 2                                                                                  | Unabhängige Bürgervereinigung Bischofswiesen (UBB)                                 |
| Marktschellenberg                                                                  | 3                                                                                  | 4                                                                                  | 1                                                                                  | 1                                                                                  | 4                                                                                  | Ländliche Wählergemeinschaft (LWG)                                                 |
| Ramsau bei Berchtesgaden                                                           | 8                                                                                  | 0                                                                                  | 0                                                                                  | 0                                                                                  | 5                                                                                  | Ramsauer Wahlblock                                                                 |
| Schönau am Königssee                                                               | 10                                                                                 | 8                                                                                  | 2                                                                                  | 1                                                                                  | 0                                                                                  | --                                                                                 |
| Zahlen in fett enthalten jeweils den Ersten Bürgermeister                          |                                                                                    |                                                                                    |                                                                                    |                                                                                    |                                                                                    |                                                                                    |

### Wahlkreise
Die fünf Gemeinden des Berchtesgadener Landes gehören zum Bundestagswahlkreis Traunstein und zum Stimmkreis Berchtesgadener Land für Landtags- und Bezirkstagswahlen.

### Wappen / Logo
Ab dem 17. Jahrhundert ist ein Wappen des „Landes Berchtesgaden“ bzw. der Fürstpropstei Berchtesgaden überliefert, dem die Fürstpröpste (s. mittlere Abb.) bis zur Auflösung der Fürstpropstei 1803 jeweils ihr Wappen als Mittelschild anfügten.
Seit 1891 ist das ehemalige Wappen der Fürstpropstei nunmehr das Wappen der Marktgemeinde Berchtesgaden und sein Mittelschild in Anlehnung an die seit 1810 währende Zugehörigkeit des Berchtesgadener Landes zu Bayern mit weiß-blauen Rauten versehen.

Fürstpröpstliches Landeswappen ohne Mittelschild
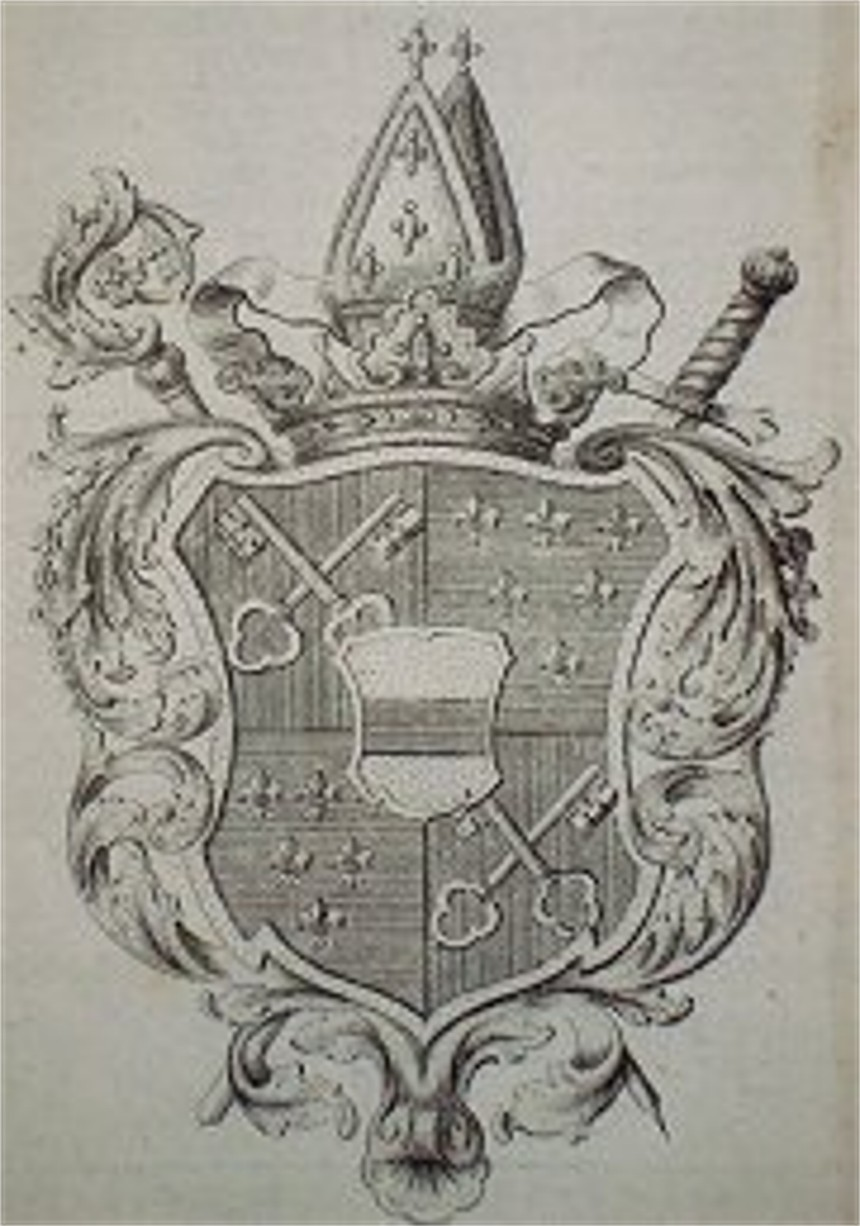
Wappen mit Mittelschild
Heutiges Wappen der Marktgemeinde Berchtesgaden

Für das Berchtesgadener Land als Südteil des Landkreises oder als Kulturlandschaft wird kein Wappen genutzt. Stattdessen wurde u. a. für die Tourismuswerbung des Gebietes von dem Zweckverband Bergerlebnis Berchtesgaden (vormals Fremdenverkehrsverband Berchtesgadener Land bzw. Zweckverband Tourismusregion Berchtesgaden-Königssee) ein Logo mit einer stilisierten Watzmannansicht als Wahrzeichen eingeführt.

## Kultur

### Kulturelle Traditionen

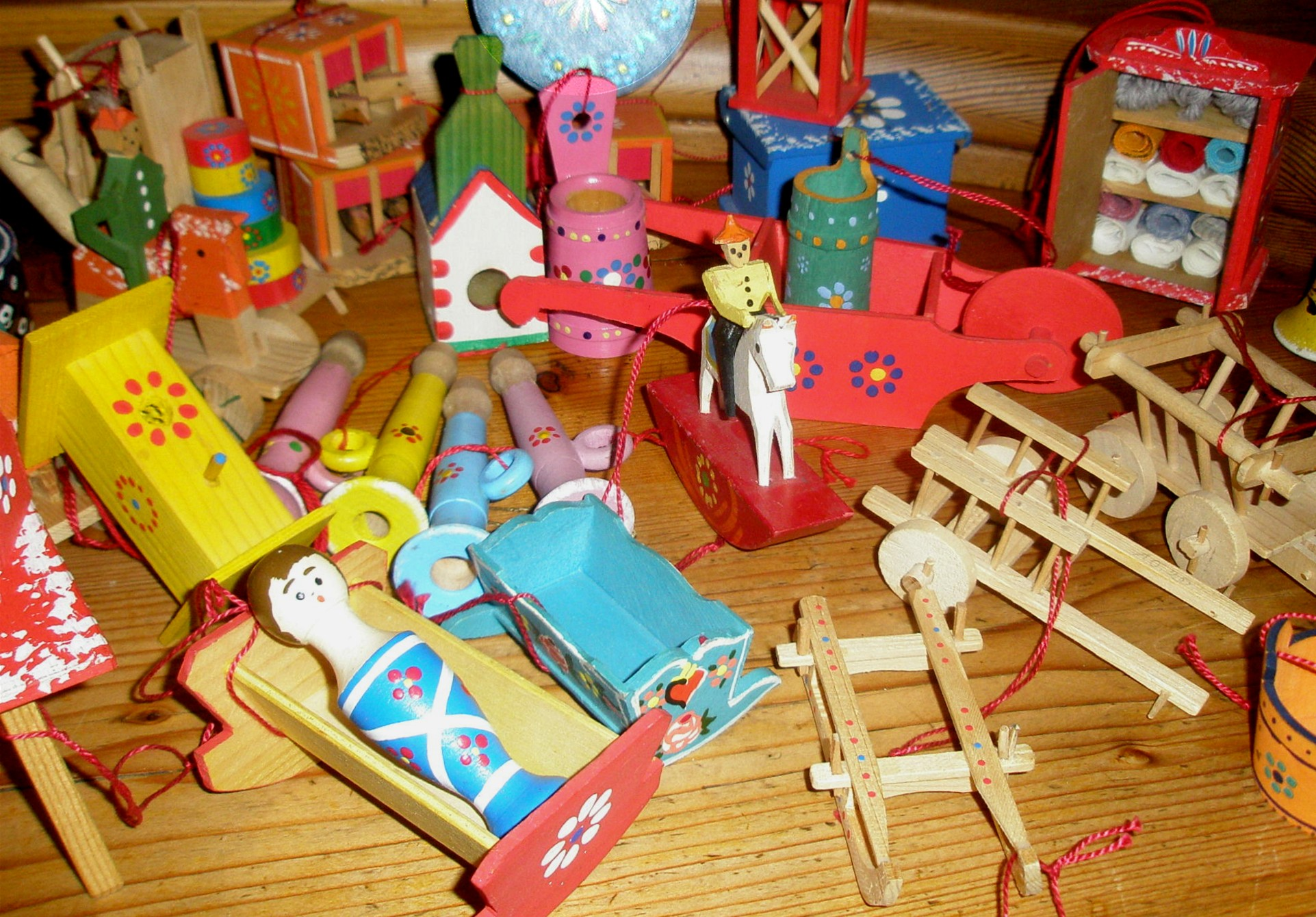
Beispiele von Berchtesgadener War

Die Berchtesgadener War ist eine ab Ende des 15. bis Anfang des 19. Jahrhunderts zu Fuß und auf Kraxen vertriebene Ware kunsthandwerklichen Holzspielzeugs aus dem einst fürstpröpstlich regierten Berchtesgadener Land. In der Region nach einer längeren Unterbrechung seit 1911 wieder in weit geringeren Stückzahlen als Souvenir und Christbaumschmuck angeboten, umfasst sie heute wie damals bemalte Spanschachteln, Holzspielzeug, Schmuckkästchen, Fein- und Grobschnitzereien, Heiligen- und Krippenfiguren, Musikinstrumente für Kinder sowie Arbeiten von Bein- und Elfenbeinschnitzern.

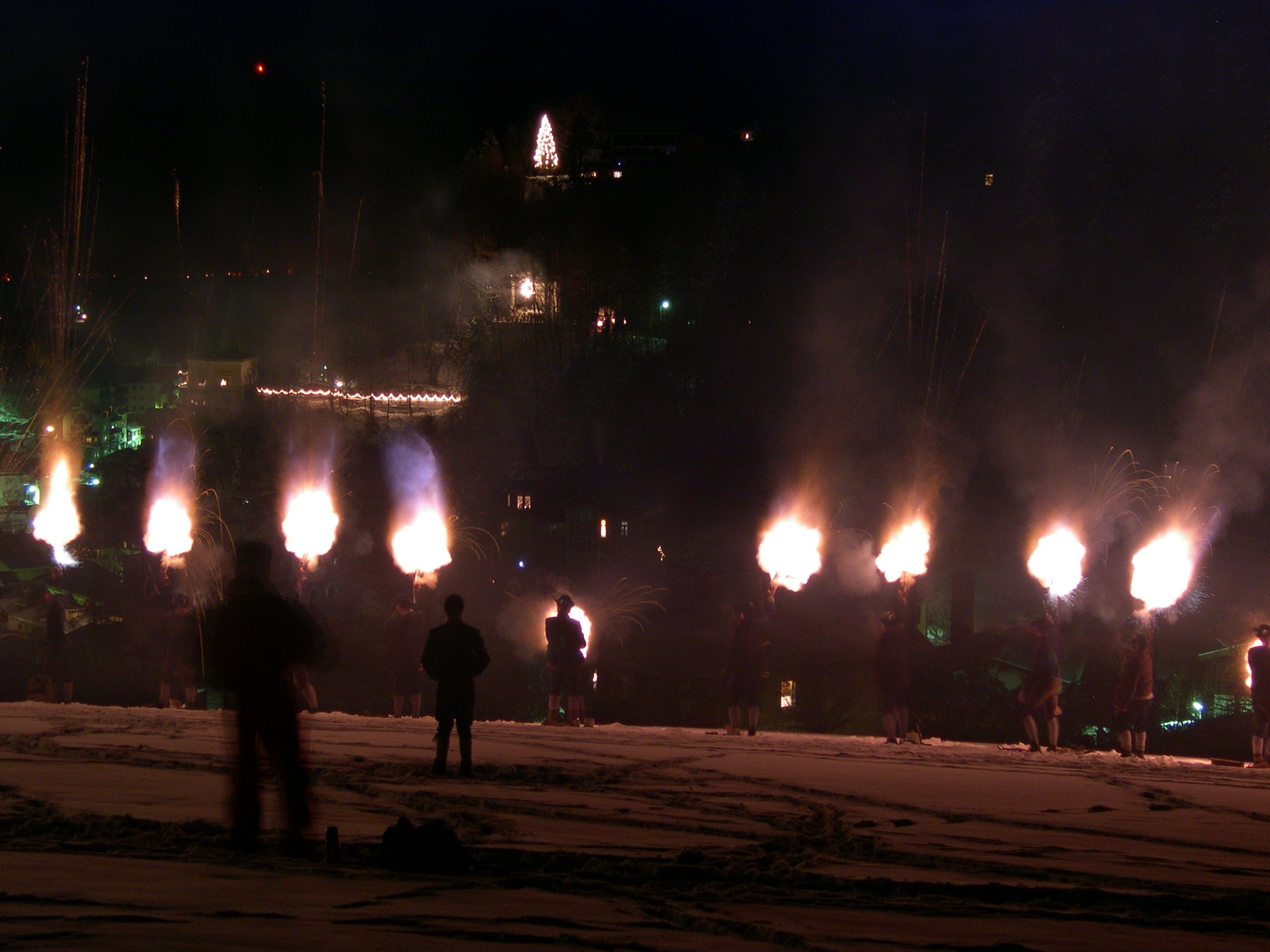
Berchtesgadener Weihnachtsschützen beim Weihnachtsschießen

Die Berchtesgadener Weihnachtsschützen wirken vorwiegend an kirchlichen Festen mit. Namensgebend ist der ausschließlich im Berchtesgadener Land gepflegte Brauch des Schießens aus Handböllern zu Weihnachten, das 1666 erstmals urkundliche Erwähnung fand. Ihre seit 1874 begründeten und 1925 als Vereinigte Weihnachtsschützen des Berchtesgadener Landes zusammengeschlossenen Vereine legen Wert auf heimatliche Traditionen, christliches Brauchtum und Geselligkeit.
Der Buttnmandllauf bzw. das Buttnmandllaufen (bairisch: buttn = scheppern, rütteln) ist ein im Advent parallel zu den „reinen“ Kramperläufen ausgeübter Einkehrbrauch, der seit ca. 1730 meist am 5. und 6. Dezember ausschließlich in den Gemeinden des Berchtesgadener Landes gepflegt wird.
Zu Beginn der Karwoche am Palmsonntag werden Palmbuschen gefertigt. Die Berchtesgadener Variante der Palmbuschen sind noch nicht blühende, mit bunten „Gschabertbandl“ bzw. gefärbten dünnen Holzspänen geschmückte Palmkätzchenzweige, die zusammen mit Lebensbaum- und Buchsbaumzweigen am oberen Ende eines rund einen Meter langen Haselnusssteckens fixiert werden.
Die nach dem Markt benannte Berchtesgadener Tracht ist (ausschließlich) im ganzen Berchtesgadener Land als Festtagskleidung an Sonn- und Feiertagen verbreitet. Die Trachtenvereine sind den 1925 gegründeten Vereinigten Trachtenvereinen des Berchtesgadener Landes e. V. und dem Gauverband I angegliedert. Diese Vereine pflegen neben dem Tragen der originalen Tracht auch das Tanzen des Schuhplattlers.
Die Dugnacht ist in der Region die Bezeichnung für die alljährliche Philippinacht bzw. Freinacht vom 30. April zum 1. Mai, in der Schabernack getrieben werden darf.
In Marktschellenberg werden alljährlich gepflegt u. a. das Maibaumaufstellen, die Schellenberger Dult und der Scheffauer Leonhardiritt.
Am 26. November 1962 wurde der Verein für Heimatkunde des Berchtesgadener Landes gegründet, dessen Name 2012 anlässlich seines 50-jährigen Bestehens in Heimatkundeverein Berchtesgaden e. V. geändert wurde. Er sieht seine Aufgabe darin, „die historische Vielfalt der Region zu entdecken, darzustellen und einer breiten Öffentlichkeit zu vermitteln“.

### Sprache
Im Berchtesgadener Land wird neben dem Hochdeutschen als Amts- und Verkehrssprache eine mehr oder weniger ausgeprägt westmittelbairische Mundart gesprochen, die sich selbst innerhalb der Gnotschaften der fünf Gemeinden noch bis etwa in die 1980er-Jahre hinein durch jeweils leicht variierende Aussprache und Begriffsetzungen (z. B. landwirtschaftlicher Gerätschaften) auszeichnete.

### Stoff und Motiv für

#### Sagen

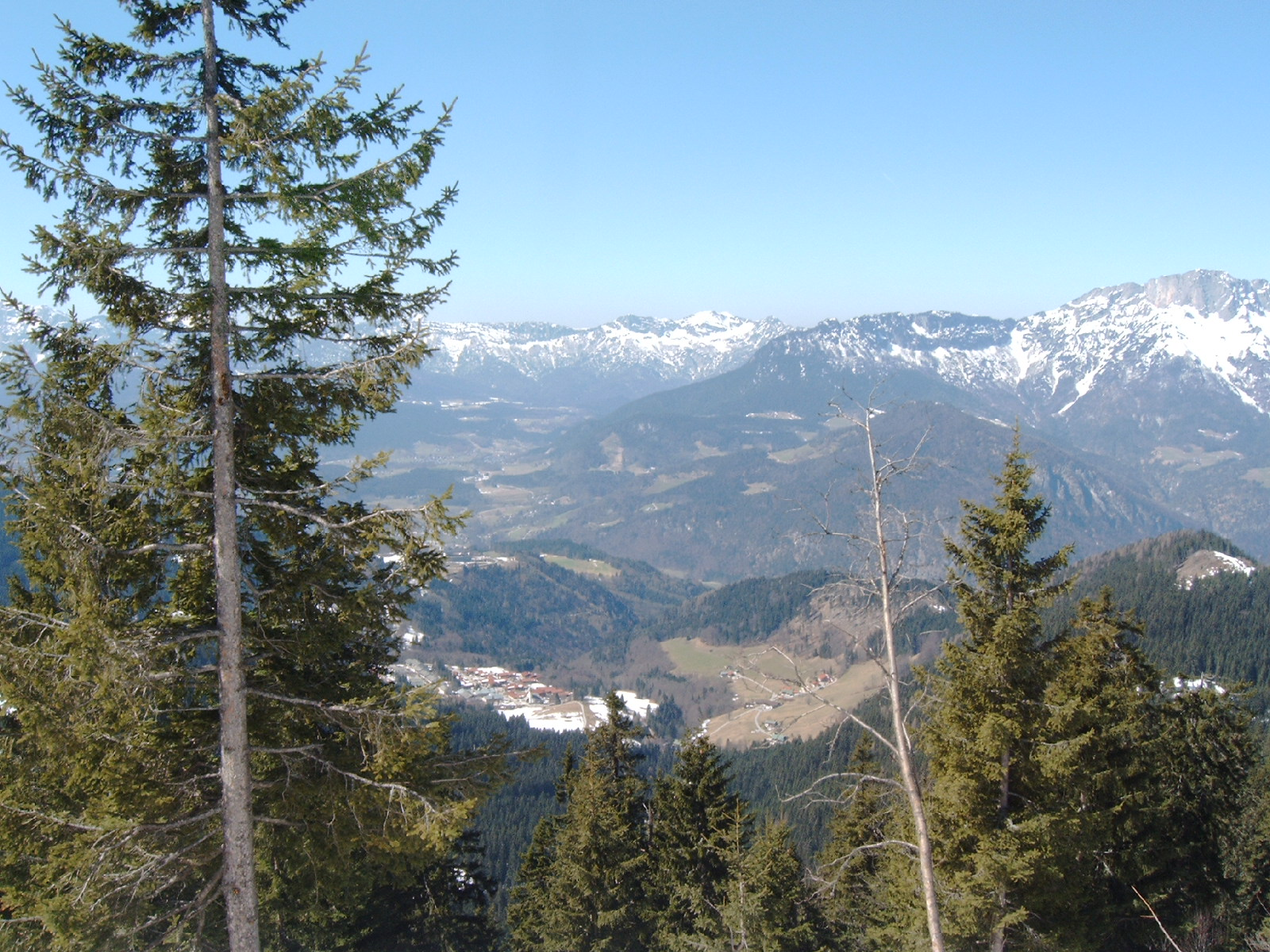
Blick auf den Untersberg

Blick vom Soleleitungsweg zur Reiteralpe

Nicht zuletzt die das Berchtesgadener Land einrahmenden Berge bilden den Hintergrund für zahlreiche Sagen:
- Allen voran ist das zum Wahrzeichen gewordene Watzmann-Massiv sagenumwoben. So werden seine neun Gipfel als Königsfamilie gedeutet, die wegen ihrer Grausamkeit versteinerte. Wobei der aus drei Gipfeln (Hocheck, Mittelspitze, Südspitze) bestehende Hauptberg den König, der gegenüberliegende Gipfel die Königin (Watzmannfrau) und die sieben dazwischen liegenden Gipfel die Kinder symbolisieren.
- Der Untersberg gegenüber, der sich ins benachbarte Salzburg erstreckt, dient der Sage nach einem Kaiser als Behausung. Je nach Erzählweise harren hier Kaiser Karl der Große oder Friedrich Barbarossa in todesähnlichem Schlaf, um beim Jüngsten Gericht oder wenn Unglauben und Gewalt den höchsten Grad erreichen mit ihrem Heer für das Gute den Sieg zu erringen. In einer anderen Version heißt es, der Kaiser schliefe dort, bis sein Bart siebenmal um den Tischfuß gewachsen sei.
- Neben diesem schlafenden Heer sollen im Untersberg aber auch Riesen (Riese Abfalter), so genannte Wildfrauen, die ähnlich den Heinzelmännchen gute Dienste leisteten, und natürlich auch Zwerge (Untersberg Manndln) gehaust und gewirkt haben.
- Nicht zu vergessen der Teufel, der die Wilde Jagd anführt und nicht nur auf einer Teufelskopf genannten Felswand der Reiteralpe seine Spuren hinterlassen hat sowie zahlreiche Geister, die auf Bergen und als ertrunkenen Seelen in den Seen zum Guten mahnen oder auch zum gespenstischen Kegelspiel einladen.
- Für den Ursprung des Namens Berchtesgaden gibt es gleich mehrere Sagen: Nach einer leitet er sich von der Sagengestalt Berchta bzw. Perchta ab, die auch mit Frau Holle gleichgesetzt wird. Eine andere behauptet, er wäre einem gewissen Berchtold zu verdanken, dem eine Nixe vom Königssee den Weg zum Salz und zur rechtschaffenen Arbeit als Bergmann im noch heute existierenden Salzbergwerk Berchtesgadens gewiesen hätte.

#### Malerei
Neben Caspar David Friedrich haben über die Jahrhunderte hinweg nicht wenige bildende Künstler, insbesondere Landschaftsmaler, Grafiker und Kupferstecher, verschiedene Orte des Berchtesgadener Landes als Motiv für ihre Ölgemälde und Buchillustrationen benutzt.
Im 19. Jahrhundert hatte sich ab den 1830ern in Ramsau bei Berchtesgaden am Hintersee eine bekannte Malerkolonie vor allem aus Vertretern der Münchner und Wiener Schule entwickelt, darunter Wilhelm Busch, Carl Rottmann, Ludwig Richter, Carl Schuch, Karl Hagemeister, Thomas Fearnley, Friedrich Gauermann, Ferdinand Waldmüller und Frederik Christian Kiærskou (1805–1891). Unter ihnen hat dann u. a. Carl Rottmann auch den See selbst zum Bildmotiv erhoben. Vielen von ihnen dienten der Gasthof Auzinger und seine Vorgängerwirtschaft Hint. See Wirth als Treffpunkt und Herberge.

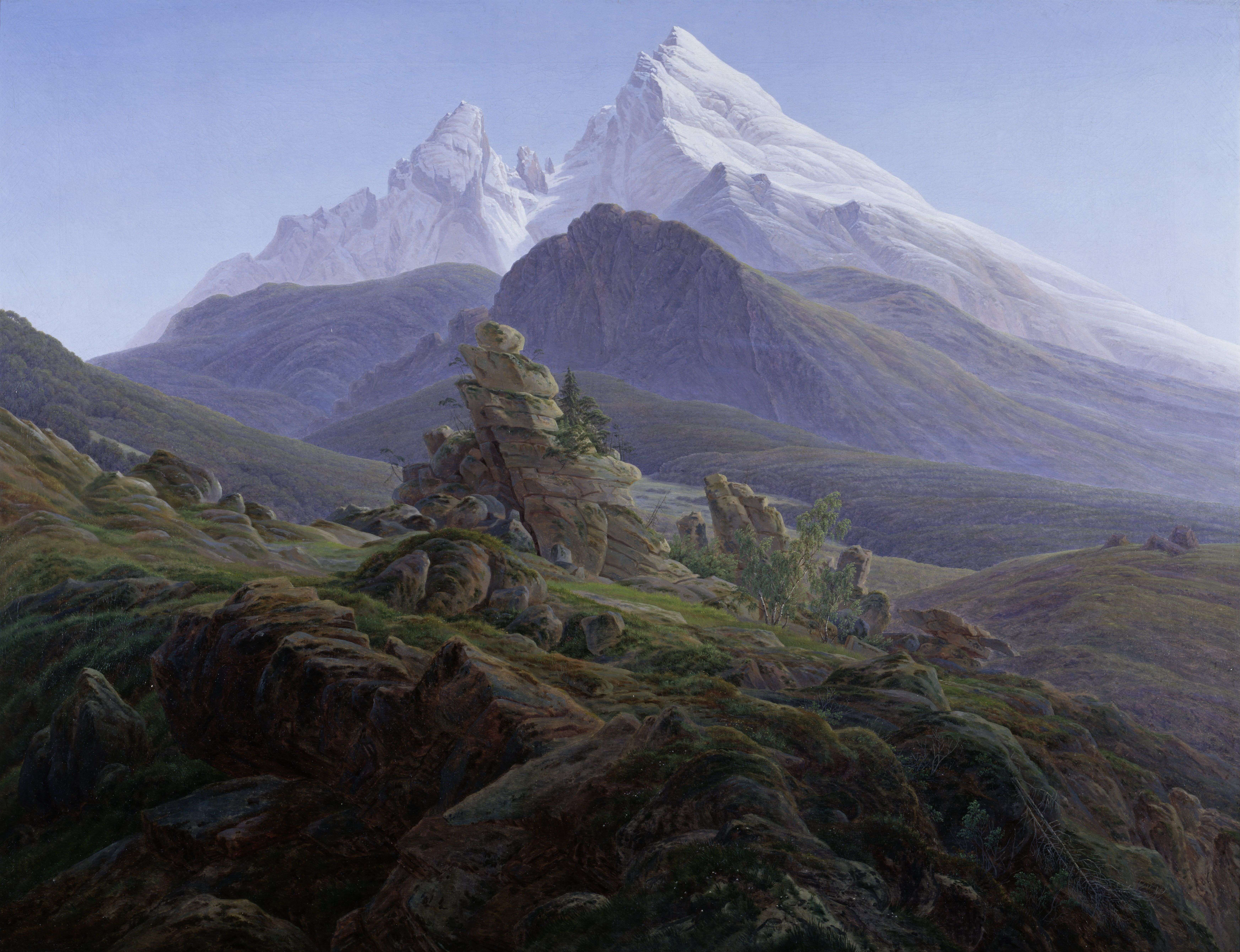
Caspar David Friedrich: Der Watzmann (entstanden 1824/25)
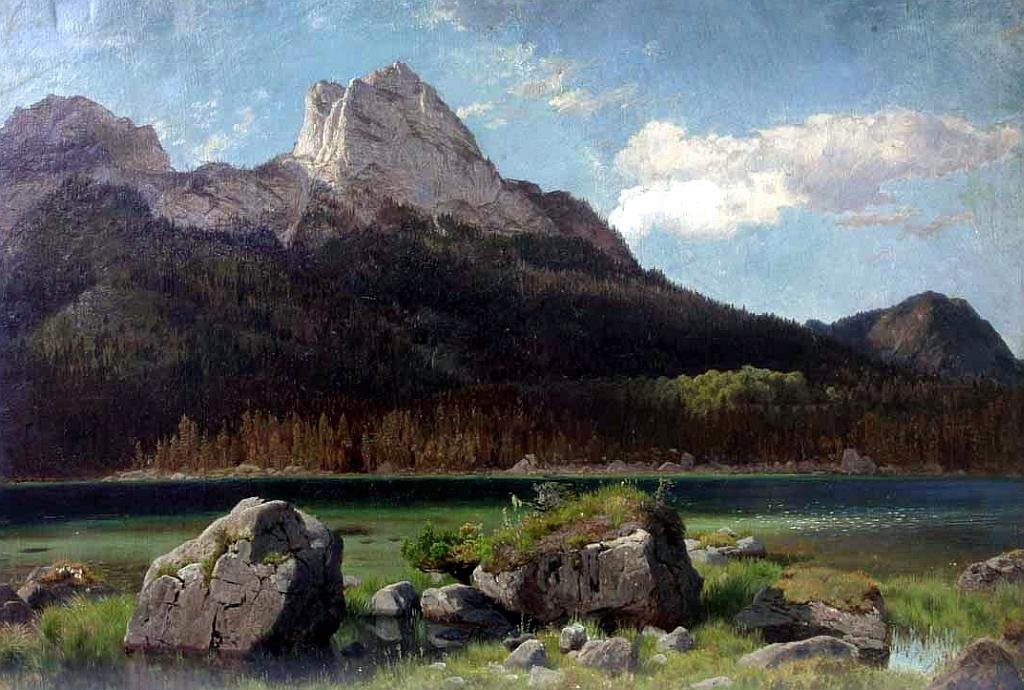
Johann Wilhelm Schirmer: Der Hintersee bei Berchtesgaden (1838)
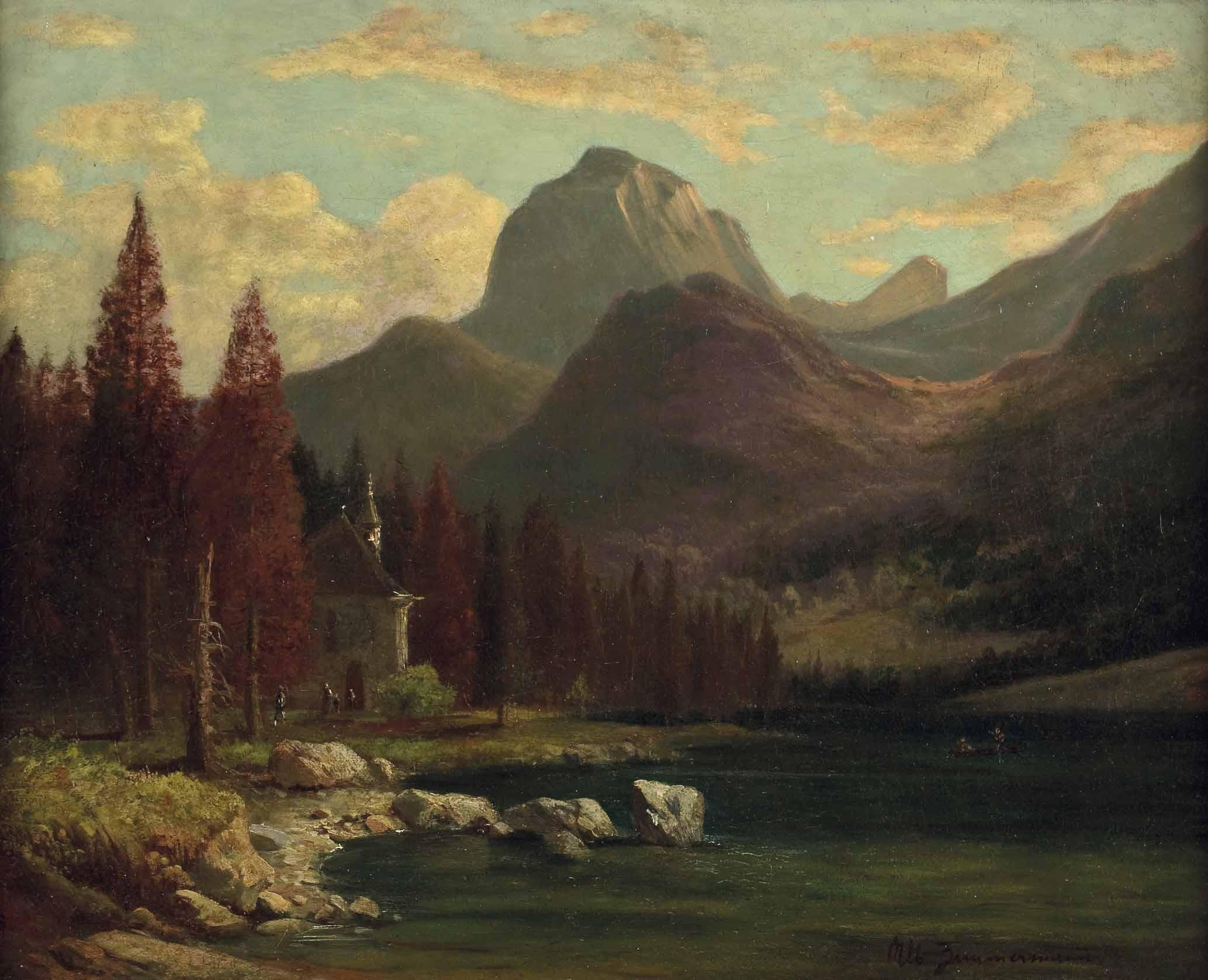
Albert Zimmermann: Kapelle am Hintersee bei Berchtesgaden (1888)

Ein äußerst beliebtes Motiv in Ramsau war die Pfarrkirche St. Sebastian, die von Malern wie Wilhelm Bendz, Thomas Fearnley, Ferdinand Laufberger, Wilhelm Busch, Ferdinand Runk, Otto Pippel und Will Klinger-Franken auf Skizzen, Zeichnungen und Gemälden festgehalten wurde. Während jedoch zum Beispiel Fearnley (1830) und Loos (1836) noch die Perspektive vom Westen her bzw. vom damaligen Dorfkern beim Gasthof Oberwirt in Richtung Kirche mit dem Göll im Hintergrund wählten, wechselte gegen Ende des 19. Jahrhunderts der Blickwinkel in die entgegengesetzte Richtung, und der heute Malerwinkel genannte Standpunkt mit Ramsauer Ache und Ertlsteg im Vordergrund sowie der Reiter Alpe im Hintergrund setzte sich durch.
Ein weiterer Malerwinkel ist am Königssee, dessen Perspektive ebenfalls spätestens seit Anfang des 19. Jahrhunderts Bildenden Künstlern wie Johann Baptist Isenring, Max Wolfinger und Arnold Forstmann einen Anreiz für die Wahl ihrer Bildmotive bildete, die wiederum neben anderen Bildmotiven in der Region auch eine erste „Werbung“ für den sich dort seit Ende des 19. Jahrhunderts entwickelnden Tourismus leisteten.
Ferner sind noch Adalbert Waagen (1833–1898), Edward Harrison Compton (1881–1960) und Friedrich Ludwig (1895–1970) zu nennen, denen das Berchtesgadener Land zahlreiche Bildmotive lieferte.

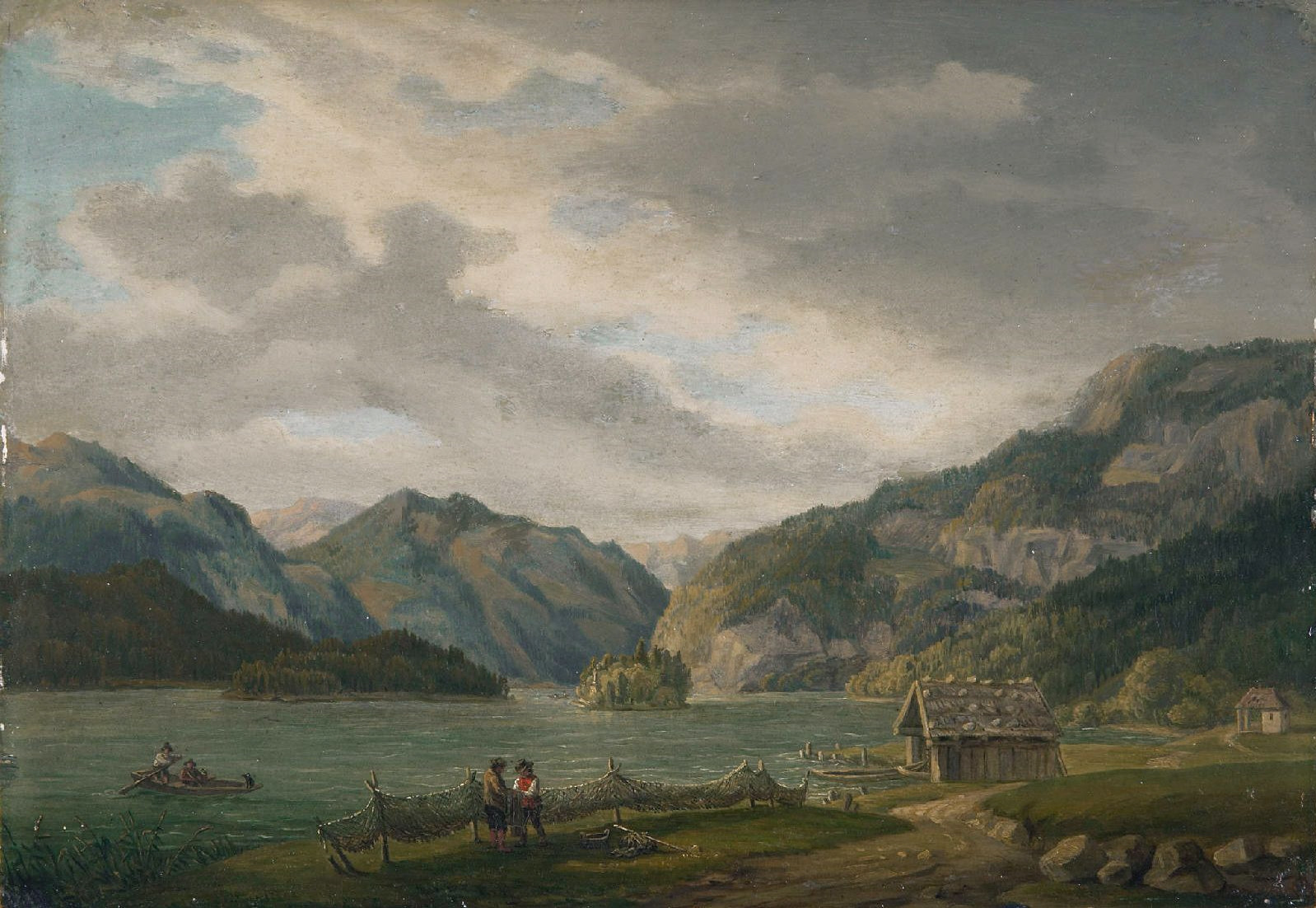
Gemälde von Johann Baptist Isenring, 1823
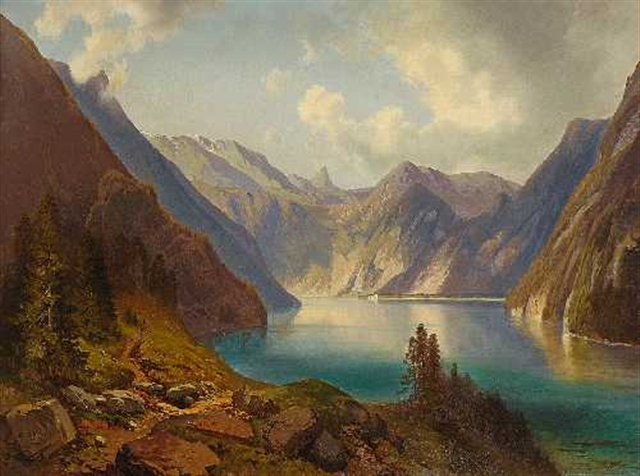
Gemälde von Max Wolfinger, 1850
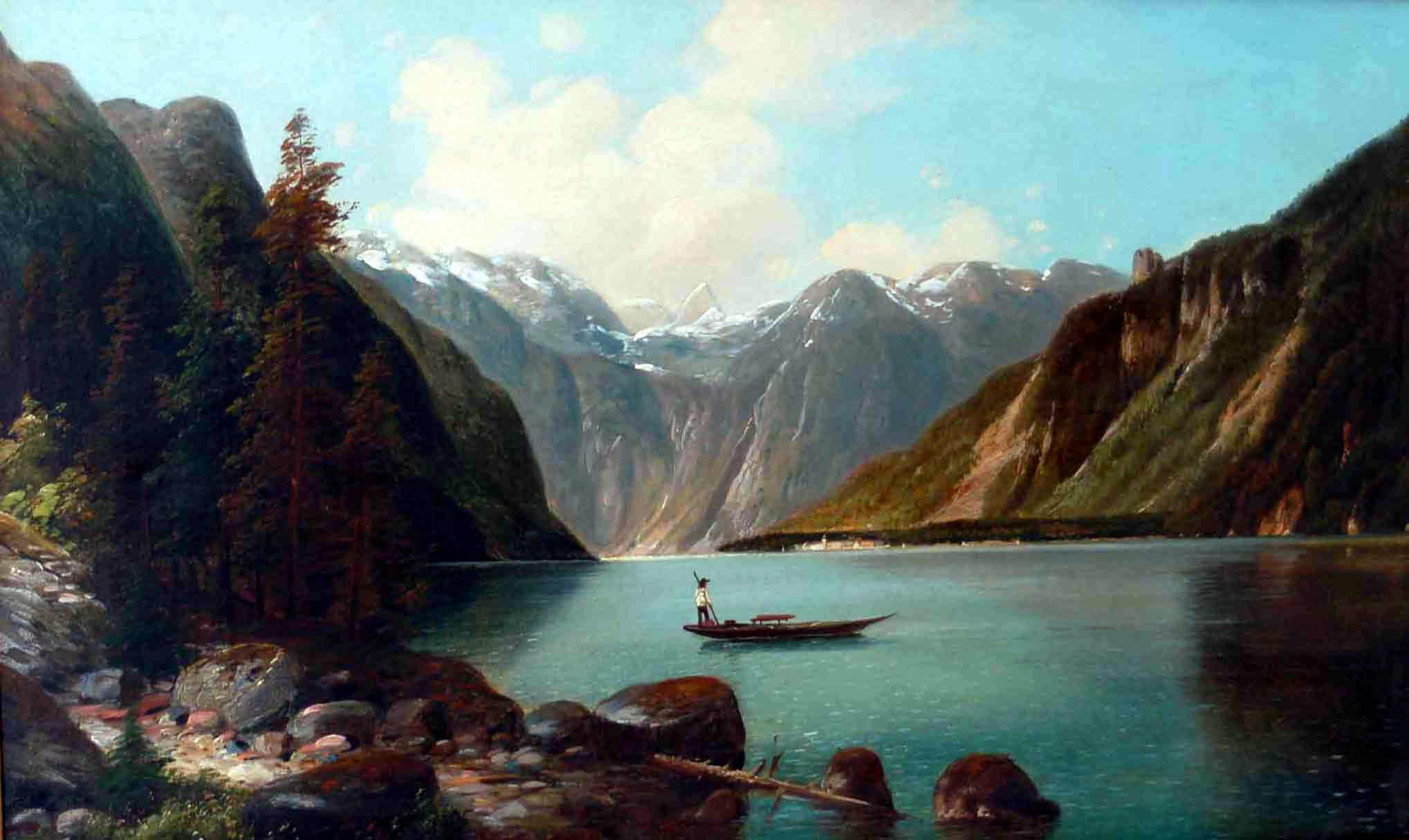
Vedutenmalerei von Arnold Forstmann, etwa aus dem Jahr 1880

Aber es gab auch einheimische Maler mit einiger Prominenz: Zu Beginn des 20. Jahrhunderts hat sich der gebürtige Ramsauer Konrad Westermayr (1883–1917) als Maler des Spätimpressionismus auch mit seinem Heimatort in Gemälden auseinandergesetzt. Desgleichen der gebürtige Salzburger, aber ab 1931 bis zu seinem Tod in Berchtesgaden lebende Fritz Richter (1904–1981) mit seinen Holzschnitten wie auch der in Veitshöchheim geborene Will Klinger-Franken (1909–1986), der ab 1960 bis zu seinem Tod in Ramsau bei Berchtesgaden lebte. Wenn auch nicht der Landschaftsmalerei verpflichtet, aber dennoch erwähnenswert ist die in Bromberg geborene Gertrud von Kunowski (1877–1960), die ab 1936 bis zu ihrem Tod in Schönau am Königssee lebte.

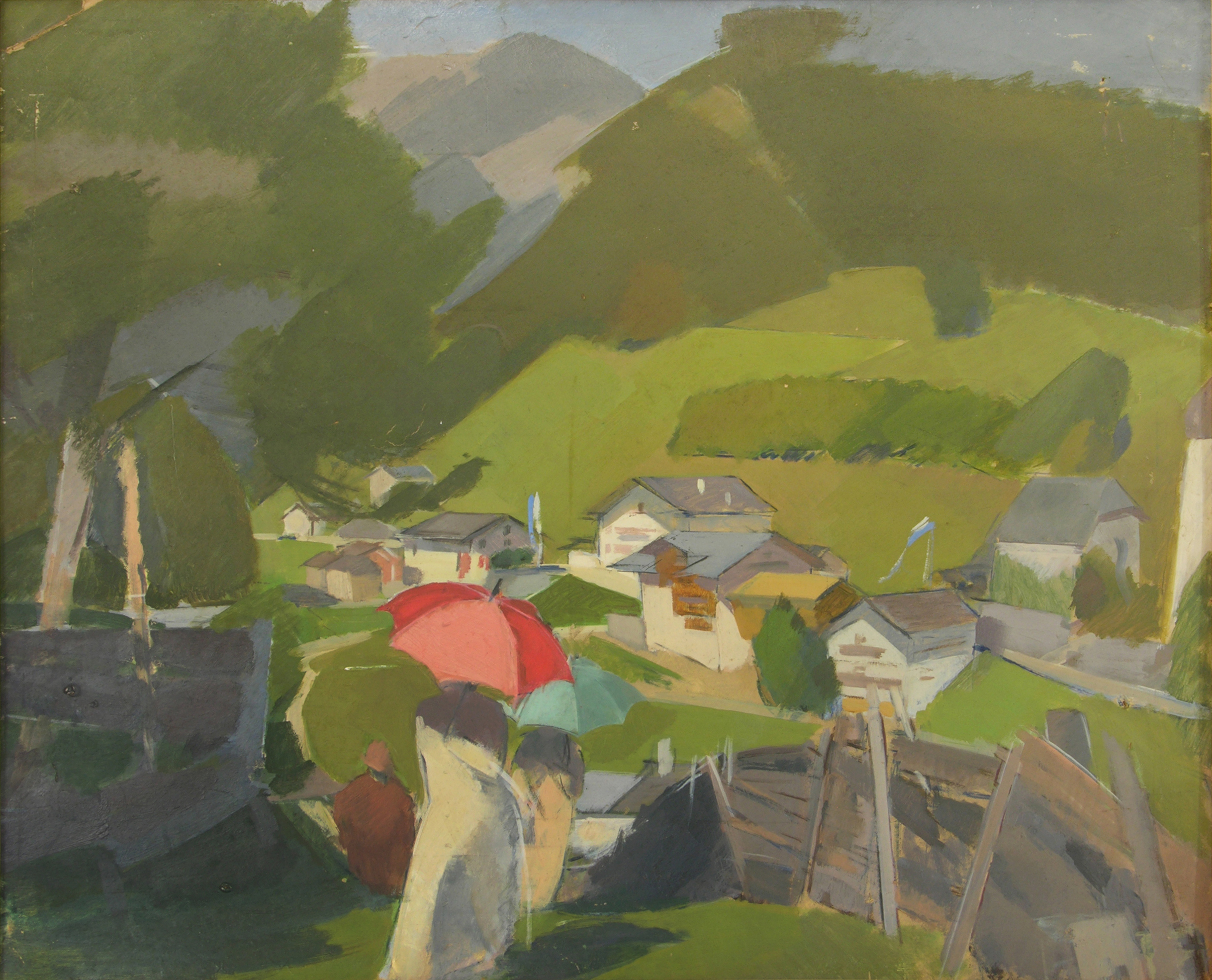
Konrad Westermayr: Ramsau, zwei Damen mit Sonnenschirm (1911)
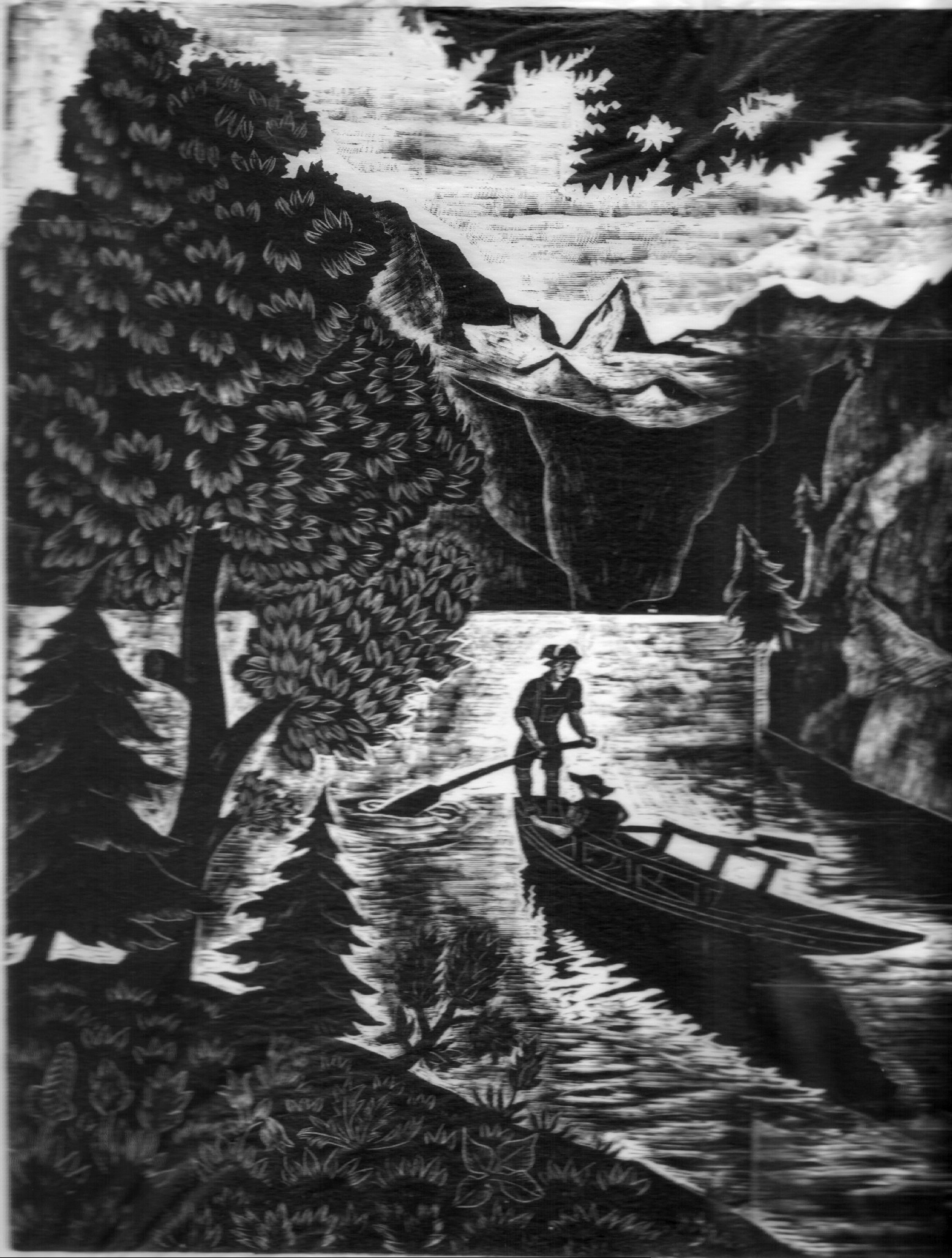
Fritz Richter: Königssee, vom Malerwinkel aus

Und seit 2010 sind alljährlich Profi- wie Amateurkünstler zu Offenen ExTempores für Bildkunst im Berchtesgadener Land abwechselnd in eine der fünf Gemeinden des Berchtesgadener Landes eingeladen, um sich dort Ende Juni innerhalb von vier Tagen an einem von zwei vorgegebenen Themen mit Bezug zur Gemeinde bzw. zur Region abzuarbeiten. Die von einer Jury anerkannten besten Werke werden mit Geld- und Hotelpreisen diverser Sponsoren prämiert, das Siegerbild von der jeweils veranstaltenden Gemeinde aufgekauft.
(→ Für Kunstwerke vor Ort siehe auch: Berchtesgaden#Bildende Kunst)

#### Filme
Insbesondere Peter Ostermayr hat zahlreiche Spielfilme im Berchtesgadener Land gedreht – darunter nicht zuletzt Verfilmungen der Romane von Ludwig Ganghofer – und wurde 1955 zum Ehrenbürger Berchtesgadens ernannt.
Daneben dienten Orte des Berchtesgadener Landes als Filmkulisse u. a. auch für Wildschütz Jennerwein – Herzen in Not. (Regie u. Hauptrolle: Hanns Beck-Gaden. Mercedes-Film, München 1929 (UA 1930)) und die Erstverfilmung von Der Brandner Kaspar schaut ins Paradies (1949), und in jüngerer Zeit für Serien wie Tierarzt Dr. Engel (1997–2002) oder Lena Lorenz (seit 2015)
Die Filmschauspielerin Magda Schneider (1909–1996) lebte mehrere Jahrzehnte bis zu ihrem Tod in Schönau am Königssee, wo auch ihre Tochter Romy Schneider (1938–1982) bis 1949 bei ihren Großeltern aufwuchs.

### Musik
Die Berchtesgadener Fleitl ist eine dreiteilige Sopran-Blockflöte, die derzeit (Stand: 2022) nur noch in Bischofswiesen gefertigt wird.
Die vermutlich Mitte/Ende des 18. Jahrhunderts komponierte Kindersinfonie (ursprüngliche Titel: Berchtoldsgaden Musick und Sinphonia Berchtolgadensis) ist neben den klassischen Orchesterinstrumenten mit Kindermusikinstrumenten aus dem Sortiment der Berchtesgadener War besetzt. Urheberschaft und Auftraggeber für dieses Werk sind unbekannt – als mögliche Komponisten galten Leopold Mozart, dessen Schüler Johann Nepomuk Rainprechter, Joseph Haydn oder dessen Bruder Michael Haydn. Nach neueren Erkenntnissen kamen Edmund Angerer oder einer der Berchtesgadener Hofmusiker und Komponisten Mathias Fembacher (1673–1748), Franz Mathias Fembacher (1709–1773) und Johann Baptist Paul Fembacher (1756–1809) als Urheber des Werkes infrage.
Der Stiftskirchenchor bewahrt ca. 150 wertvolle Handschriften, Autografe und Kopien von 60 Komponisten auf, darunter Werke von Anton Cajetan Adlgasser, Giovanni Francesco Anerio, Giovanni Battista Casali, Anton Diabelli, Josef und Michael Haydn, Antonio Lotti, Wolfgang Amadeus Mozart sowie von den Berchtesgadener Hofmusikern und Komponisten Mathias Fembacher (1673–1748), Franz Mathias Fembacher (1709–1773) und Johann Baptist Paul Fembacher (1756–1809).
Im Berchtesgadener Land gibt es mehrere Blaskapellen. Die erste war die am 30. Juni 1825 gegründete Marktkapelle Berchtesgaden, der auf Antrag des Fragners (Krämers) und Musikers Ignaz Walch die Thurmer-Conzession und damit die Erlaubnis erteilt wurde, an hohen Festtagen von den Kirchtürmen herab Choräle zu blasen. Die Blaskapelle Maria Gern wurde 1946 von Johann Rasp gegründet, eine frühere Gerer Musi ist jedoch bereits kurz nach dem Ersten Weltkrieg erwähnt worden. Die Musikkapelle Ramsau besteht seit 1909 und spielt zu allen gemeindlichen und kirchlichen Fest- und Feiertagen.
Überregional bekannte Volksmusikanten sind und waren u. a. die (Jungen) Ramsauer Sänger und Martin Schwab (1926–2012), der auch das Wirtshaus „Gerstreit“ in Ramsau führte.

### Theater
Das Berchtesgadener Bauerntheater hat seit 1905 einen festen Spielort in Berchtesgaden, seit 1937 in einem Nebengebäude des Hotel Watzmann am Franziskanerplatz. Ab 1965 wurden einige seiner Inszenierungen unter Direktor Franz Hafner für das Fernsehen aufgezeichnet. Mitte der 1990er wurde zudem unter Hafners Nachfolgerin Elisabeth Hölzl-Michalsky im Steinbruch auf dem Kälberstein (Lage) eine Freilichtbühne eingerichtet, um dort mit dem Ensemble des Berchtesgadener Bauerntheaters u. a. Stücke von Ludwig Ganghofer wie Der Jäger von Fall zu inszenieren.

### Feste

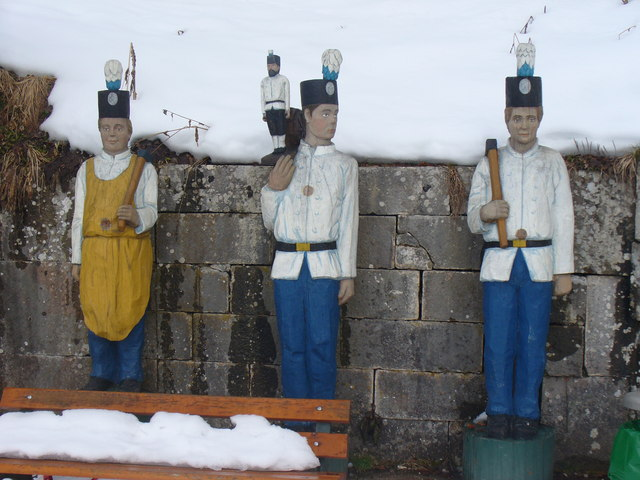
Bergknappen im Festgewand, Figuren beim Salzbergwerk

Das Bergfest bzw. der Bergknappenjahrtag wird seit dem mit Privilegien verbundenen Freiheitsbrief der Knappenzunft des Salzbergwerk Berchtesgadens gefeiert, bis 1627 nur als Lob- und Dankgottesdienst in der Stiftskirche, nach der Verleihung einer Fahne im Jahr 1628 auch durch einen Aufzug mit Trommlern und Pfeifern im Ort. Noch heute marschieren zu Pfingsten nach dem Gottesdienst die Bergknappen im Festzug durch die Straßen des Marktes Berchtesgaden.
In Ramsau bei Berchtesgaden sind die traditionellen Veranstaltungen vom kirchlichen Jahresablauf geprägt. Besonderheiten sind das Ramsauer Holzbier, der Jahrtag der Holzknechte am Rosenmontag und das Patrozinium der Pfarrkirche, der Sebastianitag am 20. Januar (Ramsauer Feiertag), an dem noch heute viele Ramsauer Unternehmen Betriebsruhe halten.
In Marktschellenberg werden alljährlich gepflegt u. a. das Annafest im Ortsteil Ettenberg mit feierlicher Messe in der Wallfahrtskirche Mariä Heimsuchung und anschließender Lichterprozession gefeiert.
Im Jahr 2002 wurde 900 Jahre Berchtesgaden u. a. am 7. April mit einem Pontifikalamt und am 14. Juli mit einem großen Festzug gefeiert.
Am 10. Oktober 2010 feierte Berchtesgaden die 200-jährige Zugehörigkeit zu Bayern mit tausenden Besuchern und einem Festzug mit 1400 Teilnehmern. Anwesend waren auch das Oberhaupt des Hauses Wittelsbach, Herzog Franz von Bayern, der bayerische Finanzminister Georg Fahrenschon, Bundesverkehrsminister Peter Ramsauer und Regierungspräsident Christoph Hillenbrand.

### Kulinarische Spezialitäten
Seit Jahrhunderten ist es ausschließlich innerhalb des Berchtesgadener Landes Brauch, dass vom 1. November (Allerheiligen) an – heute teilweise schon ab September – bis zum Nikolaustag am 6. Dezember ein semmelförmiges Roggen-Gebäck namens Stuck angeboten wird, das u. a. mit Korinthen, Gewürznelke und Zimt im Teig auf die Vorweihnachtszeit einstimmt. In den Zeiten, als die Fürstpröpste das Berchtesgadener Land regierten, war mit dem Stuck auch ein Bettelbrauch verbunden. Arme, zumeist „ältere Leute“ bettelten um a Stuck und „beteten dabei laut“. Laut dem Volkskundler Rudolf Kriss habe sich jedoch „schon 1731 der Pfarrer von Schellenberg beschwert, dass die Leute wegen des Stuckeinsammelns den Gottesdienst versäumten.“

### Sport
Der erste Olympiasieger im alpinen Skisport (Kombination) bei den Olympischen Winterspielen 1936 in Garmisch-Partenkirchen war der im Berchtesgadener Ortsteil Au geborene Franz Pfnür. Nach den Spielen wurde Pfnür von Adolf Hitler zum Kaffee in Obersalzberg geladen und trat in die SS ein.
In den 1980ern bewarb sich Berchtesgaden auf Initiative der Kommunalpolitiker aus (CSU, FWG, SPD) und mit Unterstützung hoher bayerischer Politiker, unter ihnen der damalige Ministerpräsident Franz Josef Strauß, erfolglos um die Olympischen Winterspiele 1992. Bei den erfolglosen Bewerbungen Münchens um die Vergabe der Olympischen Winterspiele 2018 (zugunsten der südkoreanischen Stadt Pyeongchang) und der von 2022 (Bürgerentscheid) scheiterte auch die Teilhabe daran mit der kombinierten Kunsteisbahn Königssee als einer von mehreren vorgesehenen Veranstaltungsorten außerhalb der Stadt.
Den Wintersport auszuüben und auf Hochleistungsebene zu trainieren, ist und bleibt dennoch ein „Markenzeichen“ des Berchtesgadener Landes. Der Nachwuchs der deutschen Wintersport-Nationalmannschaften wird hier in vier Trainingszentren des Olympiastützpunkts Bayern (→ siehe Abschnitt: Sportstätten) gefördert und von den CJD Christophorusschulen Berchtesgaden mit ihrer Eliteschule des Sports („Ski Gymnasium“) am Dürreck in Schönau am Königssee begleitet. Unter den vielen erfolgreichen deutschen Rodlern profitierte auch der gebürtige Berchtesgadener und mehrfache Olympiasieger Georg Hackl von den optimalen Bedingungen dieser Sportzentren.

#### Sportstätten

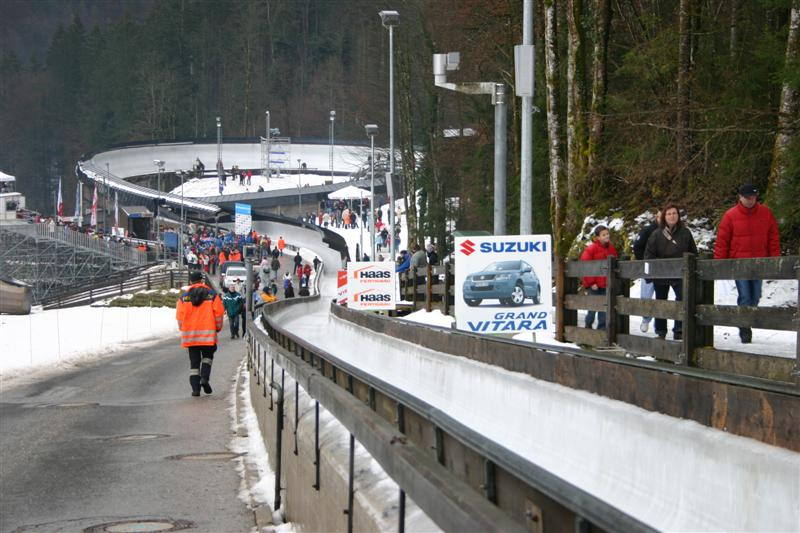
Kunsteisbahn Königssee

Das Berchtesgadener Land brachte (→ siehe Abschnitt: Persönlichkeiten sowie im Artikel zu Berchtesgaden den Abschnitt Sport und Sportvereine) zahlreiche äußerst erfolgreiche Sportler und Sportlerinnen hervor, die insbesondere im Wintersport auch Goldmedaillen bei Olympiaden und Weltmeisterschaften errangen. Innerhalb des Olympiastützpunkts Bayern sind vier Trainingszentren im Berchtesgadener Land Teil des Regionalzentrums Chiemgau / Berchtesgadener Land:
- Die Kunsteisbahn Königssee wurde 1968 fertiggestellt und ist damit die älteste Kunsteisbahn der Welt. Nationalkader, Nachwuchskader und Stützpunktmannschaften sorgen für eine hohe Auslastung des Eiskanals. Für die Bob- und Skeleton-Weltmeisterschaften 2011 wurde sie zuletzt auf den neuesten Stand gebracht.
- Im Skigebiet Götschen[225] unterhalb des Götschenkopfs ist das Trainingszentrum Götschen für Ski Alpin und Snowboard.
- Die Schanzenanlage am Kälberstein umfasst insgesamt vier mit Matten belegte Sprungschanzen (K 18, K 27, K 62 und K 90) und im Sommer wie im Winter genutzt werden. Auf den beiden großen Schanzen trainieren insbesondere die Nordischen Kombinierer und Spezialspringer, die auch die Eliteschule des Sports der CJD Christophorusschulen Berchtesgaden am Dürreck in Schönau am Königssee besuchen.
- Der Krautkaser am Jenner war jahrelang Austragungsort zahlreicher Ski-Weltcuprennen und ist seit 1973 ein Trainingszentrum für den Ski alpinen Nachwuchs in enger Verbindung mit der Eliteschule des Sports der CJD Christophorusschulen Berchtesgaden. Das Trainingszentrum nutzen neben den Alpinen auch Athleten der Disziplinen Skicross, Freestyle-Skiing und Snowboard.

#### Sportvereine

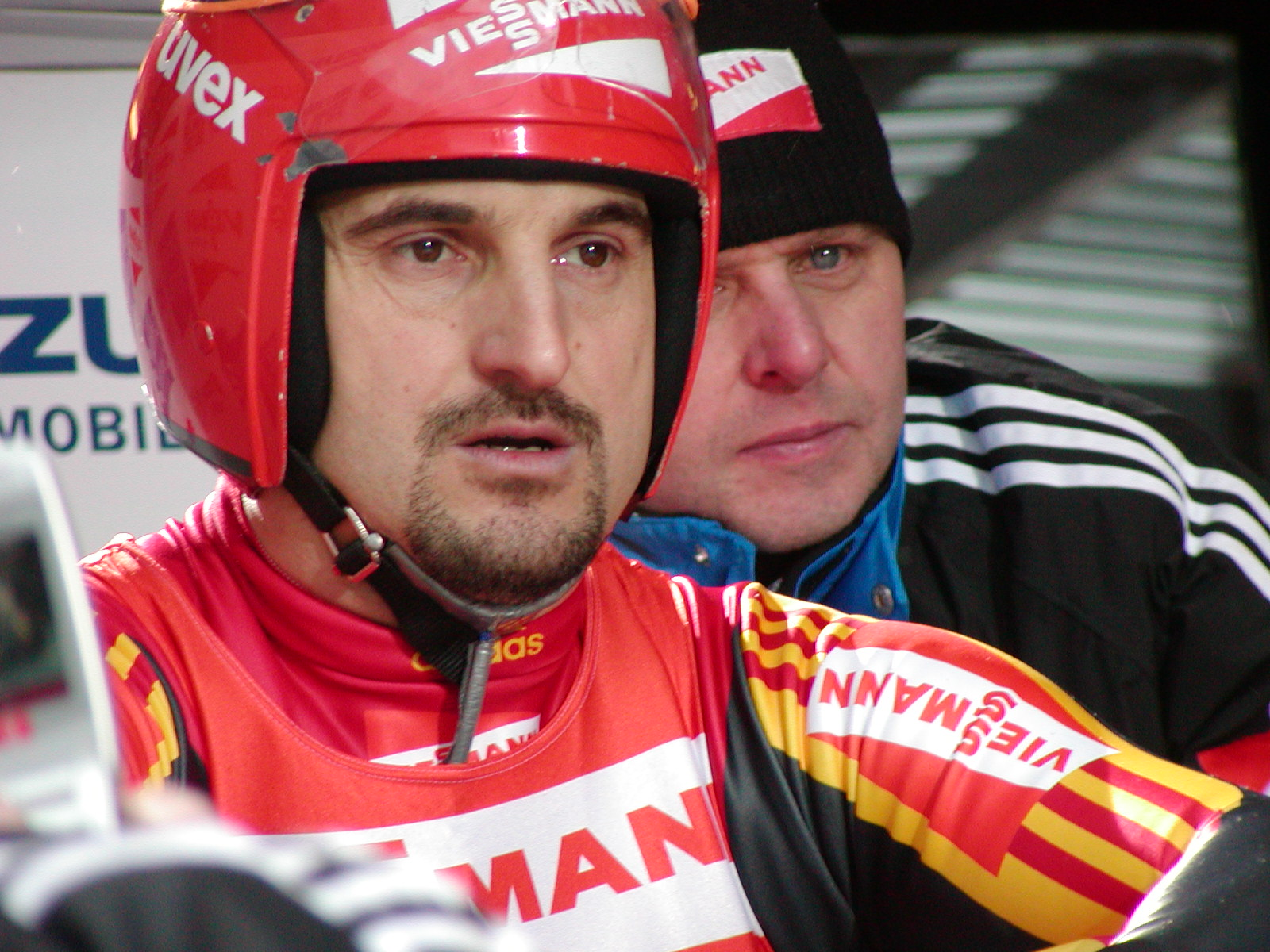
Georg Hackl, Mitglied des RC Berchtesgaden

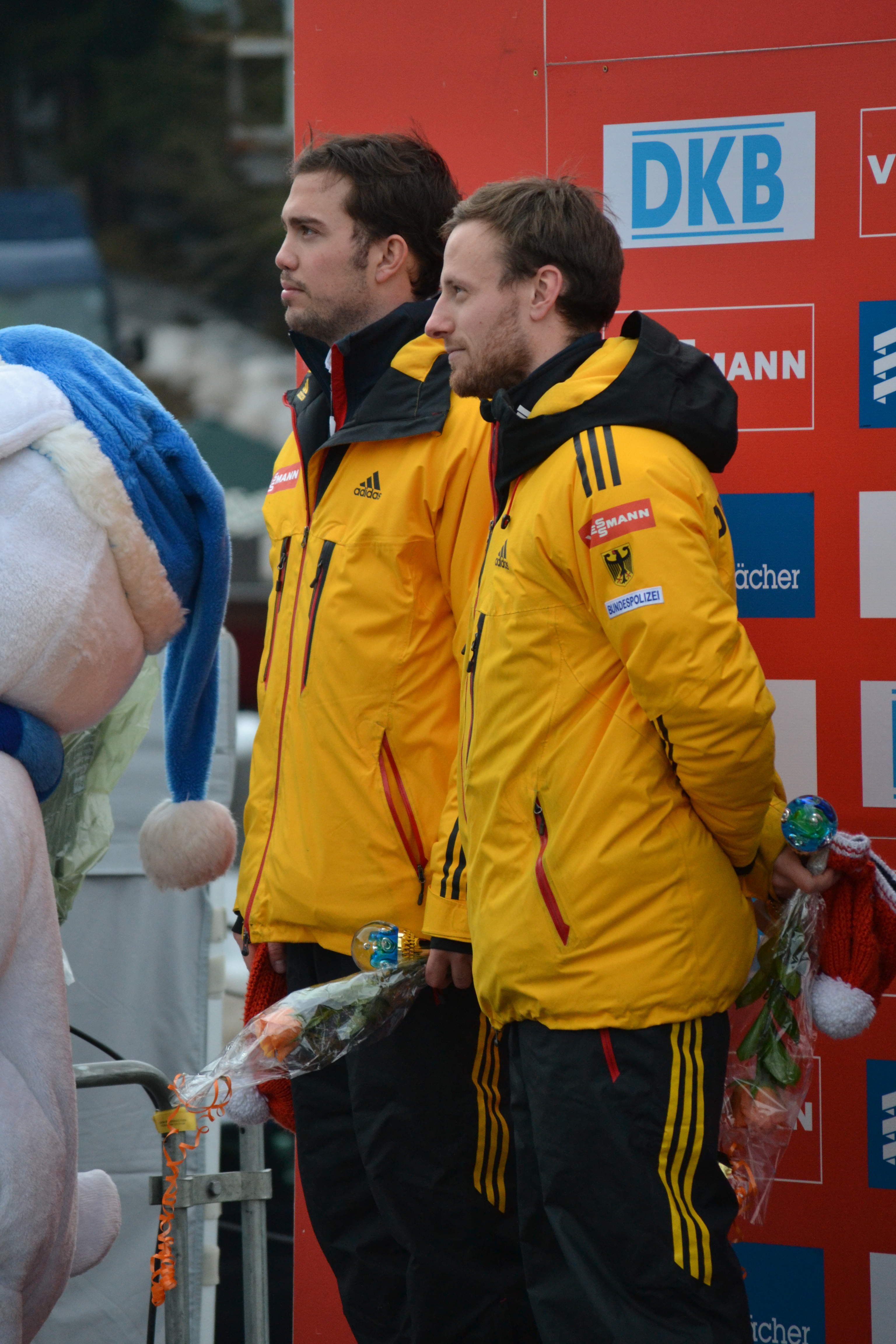
Tobias Wendl u. Tobias Arlt, Mitglieder des WSV Königssee

Der Bob- und Schlittenverband für Deutschland hat angesichts der Trainingsbedingungen in der näheren Umgebung (→ siehe Abschnitt: Sportstätten) nicht von ungefähr in Berchtesgaden seit 2000 seine Geschäftsstelle. Präsident des Verbandes ist der Berchtesgadener Josef Fendt, der einer der erfolgreichsten Rennrodler der 1970er-Jahre war.
Nachfolgend die erfolgreichsten Sportvereine des Berchtesgadener Landes:
- Der Rodelclub Berchtesgaden bzw. RC Berchtesgaden, gegründet im Februar 1923,[226] und der WSV Königssee, gegründet im Dezember 1951, gehören zu den erfolgreichsten Rodelvereinen der Welt und können beide jeweils nach mehreren Teilnahmen an Olympischen Winterspielen, Weltmeisterschaften und Europameisterschaften auf einen beeindruckenden Medaillenspiegel verweisen. Zu den prominenten Clubmitgliedern zählen u. a. Susi Erdmann, Georg Hackl, Felix Loch, Barbara Niedernhuber, Hans Stanggassinger und Franz Wembacher.
- Der Skiklub Berchtesgaden (SKB), gegründet 1906, hat die Abteilungen Ski Alpin, Ski nordisch und Biathlon sowie eine Kinder- und Jugendskischule für den Nachwuchs. Klubmitglied Friedl Däuber wurde 1932 in Cortina d’Ampezzo Slalomweltmeister und gehörte zusammen mit dem Klubkameraden Josef Ponn zur Olympiamannschaft, die 1936 an den Winterspielen in Garmisch-Partenkirchen teilnahm.[227][228]
- Der TSV Berchtesgaden, gegründet 1883, bietet als Turn- und Sportverein zwölf Abteilungen vor allem für den Breitensport. Die Abteilung Ringen erreichte zeitweise Bundesliga-Niveau.[229]

Weitere Sportvereine im Berchtesgadener Land sind u. a.: Berchtesgadener Eisstockschützen-Club (BEC), Bowling Sport Verein Berchtesgaden, Berchtesgadener Drachenflieger, Berchtesgadener Gleitschirmflieger, Eislaufverein Berchtesgaden, F.C. Hotel Watzmann e. V. FC Ramsau e. V., Golf-Club Berchtesgaden GCB, Königl.-privil. Feuerschützengesellschaft Berchtesgaden, Motorsportclub MSC Ramsau, Postsportverein-Berchtesgaden, Radgruppe BGD, Schachklub Berchtesgaden, SG Schönau (Sportgemeinschaft Schönau), SK Ramsau, Skisport-Förderverein Maria Gern, Sportgemeinschaft Au, Sportverein Post-Telekom e. V. Sportschützenverein Obersalzberg, Tennis-Club Berchtesgaden, Tauchclub Berchtesgaden e. V. und die Wanderfreunde Berchtesgaden.

## Sehenswürdigkeiten

### Touristische Hauptattraktionen (Big Five)
Die früher auch als Big Five oder Five for Fun bezeichneten touristischen Angebotsschwerpunkte im Berchtesgadener Land sind in Schönau am Königssee der Königssee (jeweils Stand 2014: 580.000 Besucher) und die Jennerbahn (200.000 Besucher), in Berchtesgaden das Kehlsteinhaus (350.000 Besucher) (siehe auch Abschnitt: Profangebäude), das Salzbergwerk (330.000 Besucher)  und die Watzmann Therme (250.000 Besucher). (Ende der Skisaison 2024 wurde jedoch der Betrieb der alpinen Skipisten auf dem Jenner endgültig eingestellt, da deren weitere Pflege und Erhaltung (u. a. mit Kunstschnee) wegen des Klimawandel bedingt anhaltenden Schneemangels nicht mehr gewinnbringend war und zudem das Risiko von Umweltschäden erhöht hätte. Und auch die Watzmann Therme hat inzwischen ihr Alleinstellungsmerkmal und die damit verbundene Anziehungskraft verloren und wird deshalb auch nur noch bis auf Weiteres im Bestand erhalten.)

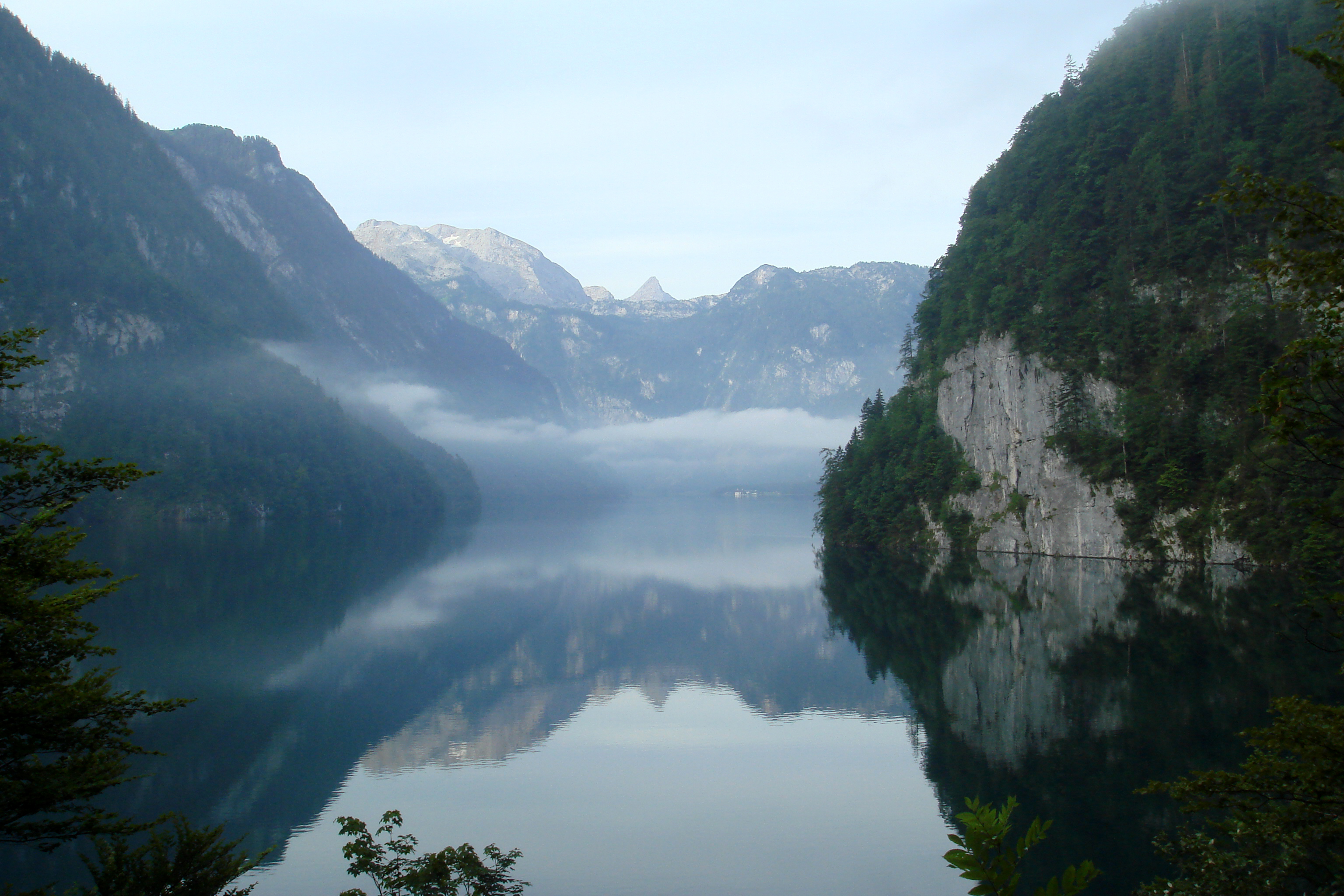
Königssee vom Malerwinkel aus gesehen
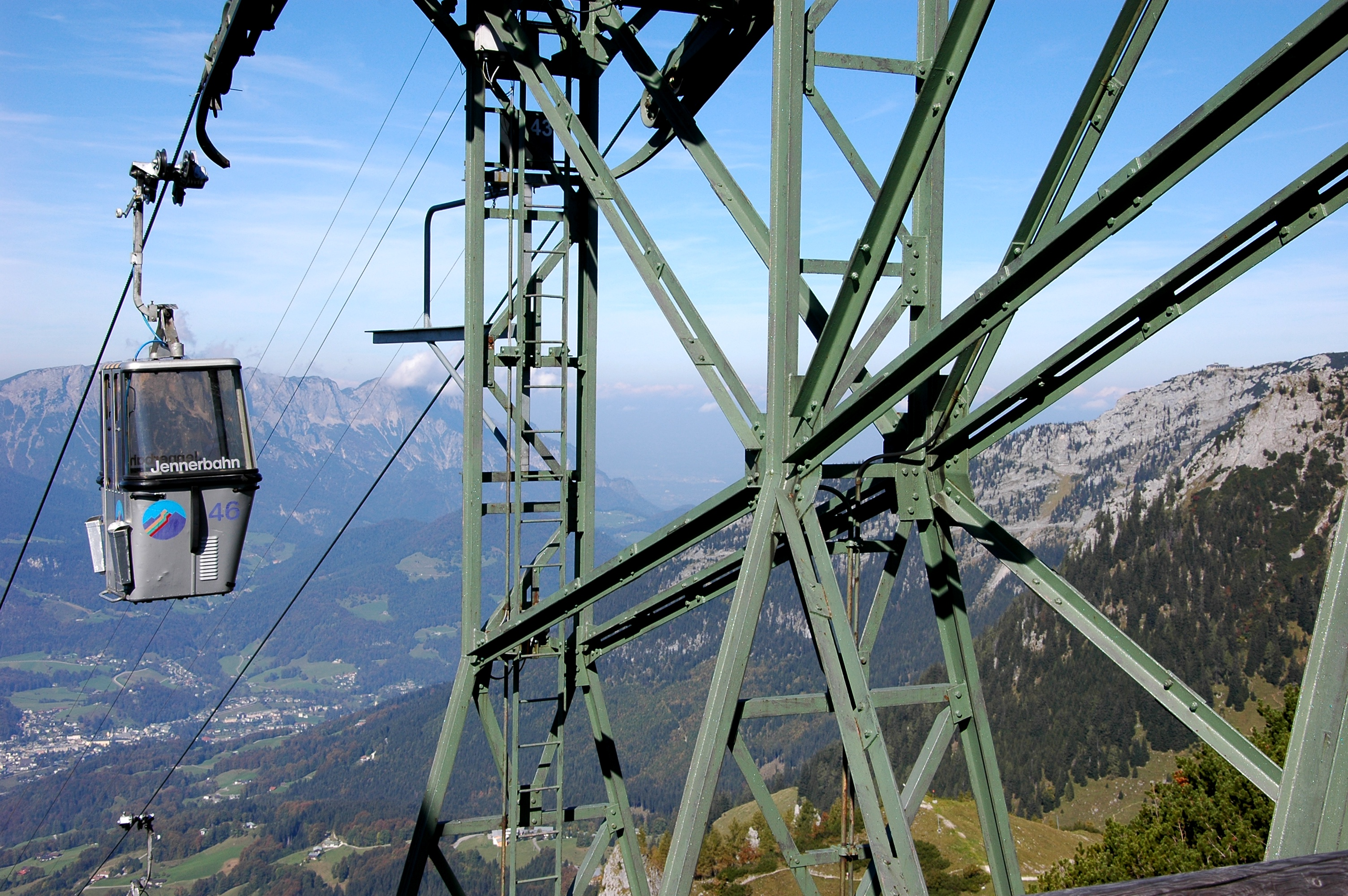
Jennerbahn-Gondel unmittelbar vor der Bergstation (2011)
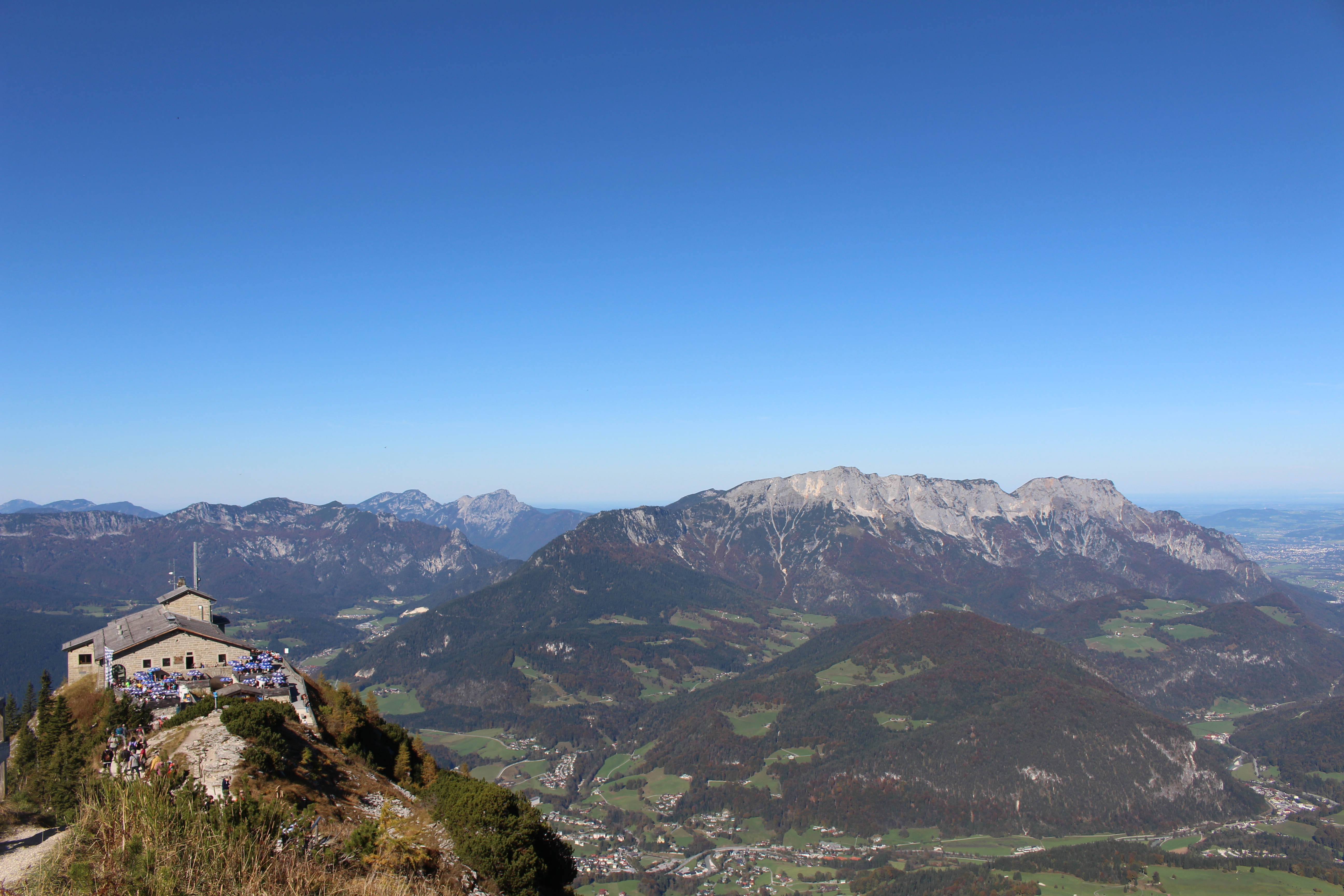
Kehlsteinhaus und Voralpen (Richtung Norden)
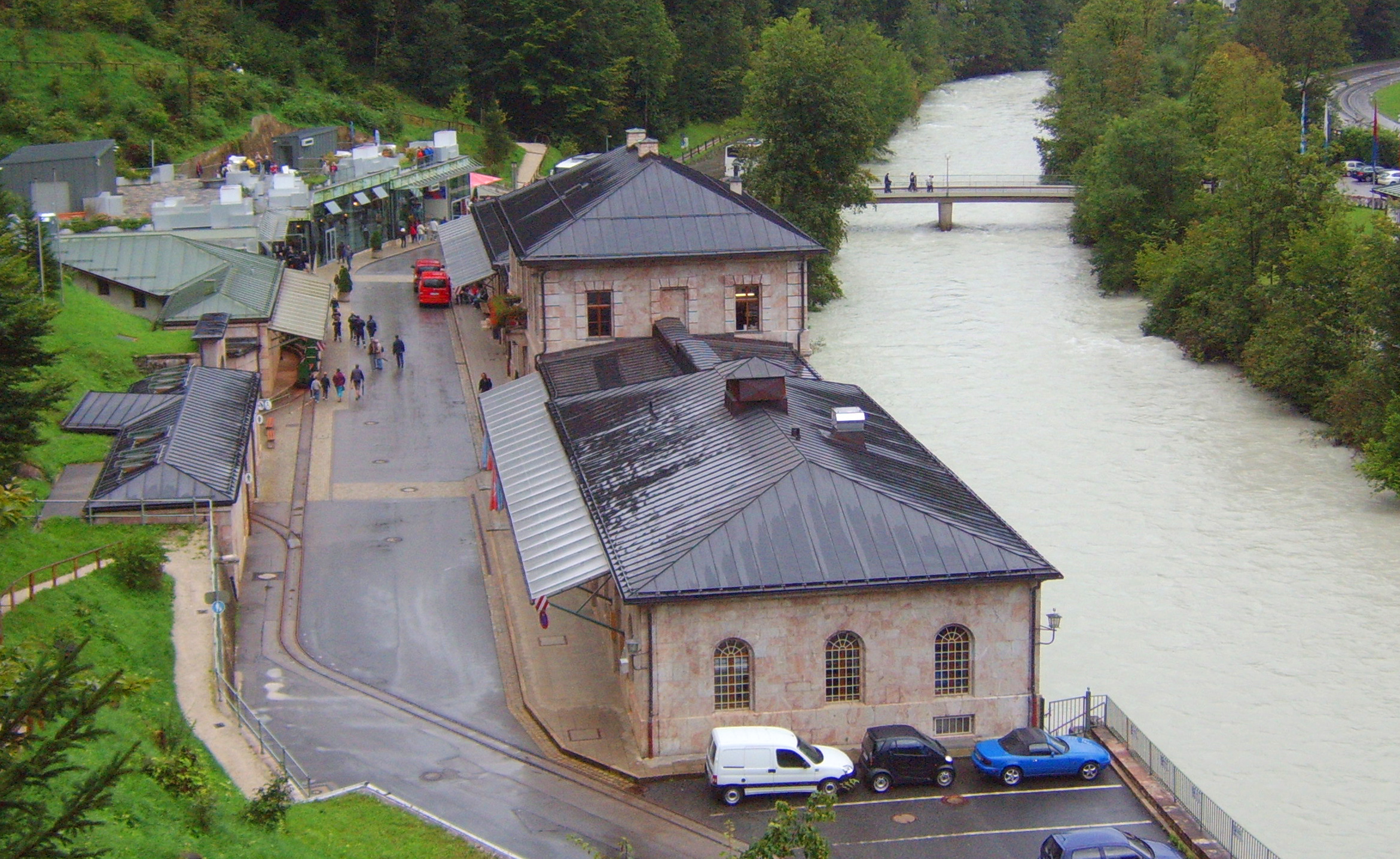
Salzbergwerk Berchtesgaden rechts: Mitterberghaus; links: Ferdinandberg Besuchereinfahrt
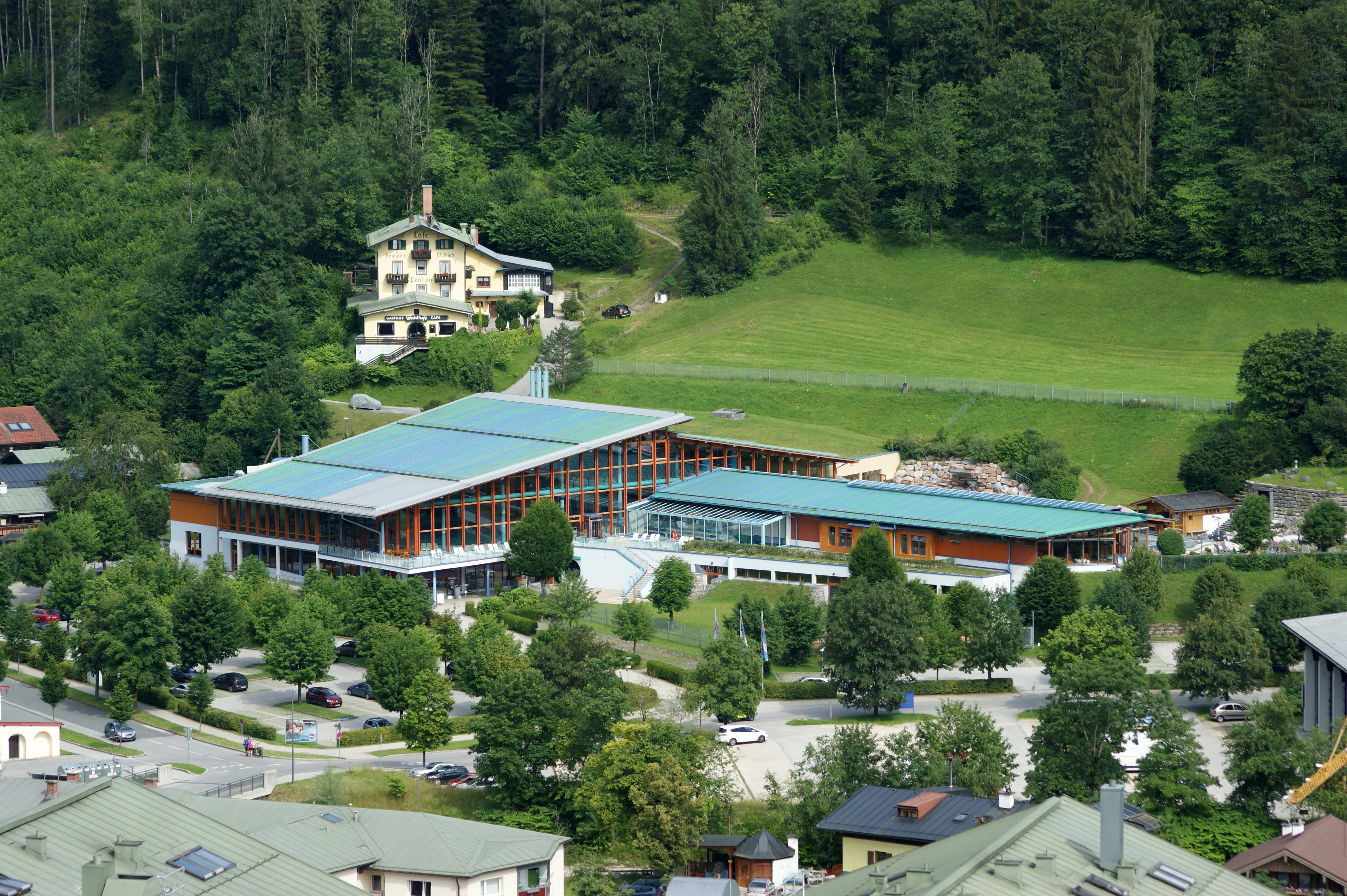
Watzmann Therme

### Historische Bauwerke
Für das Berchtesgadener Land sind siehe nachfolgende Listen zahlreiche Baudenkmäler ausgewiesen, von denen hier einige beispielhaft vorgestellt werden.

#### Profangebäude

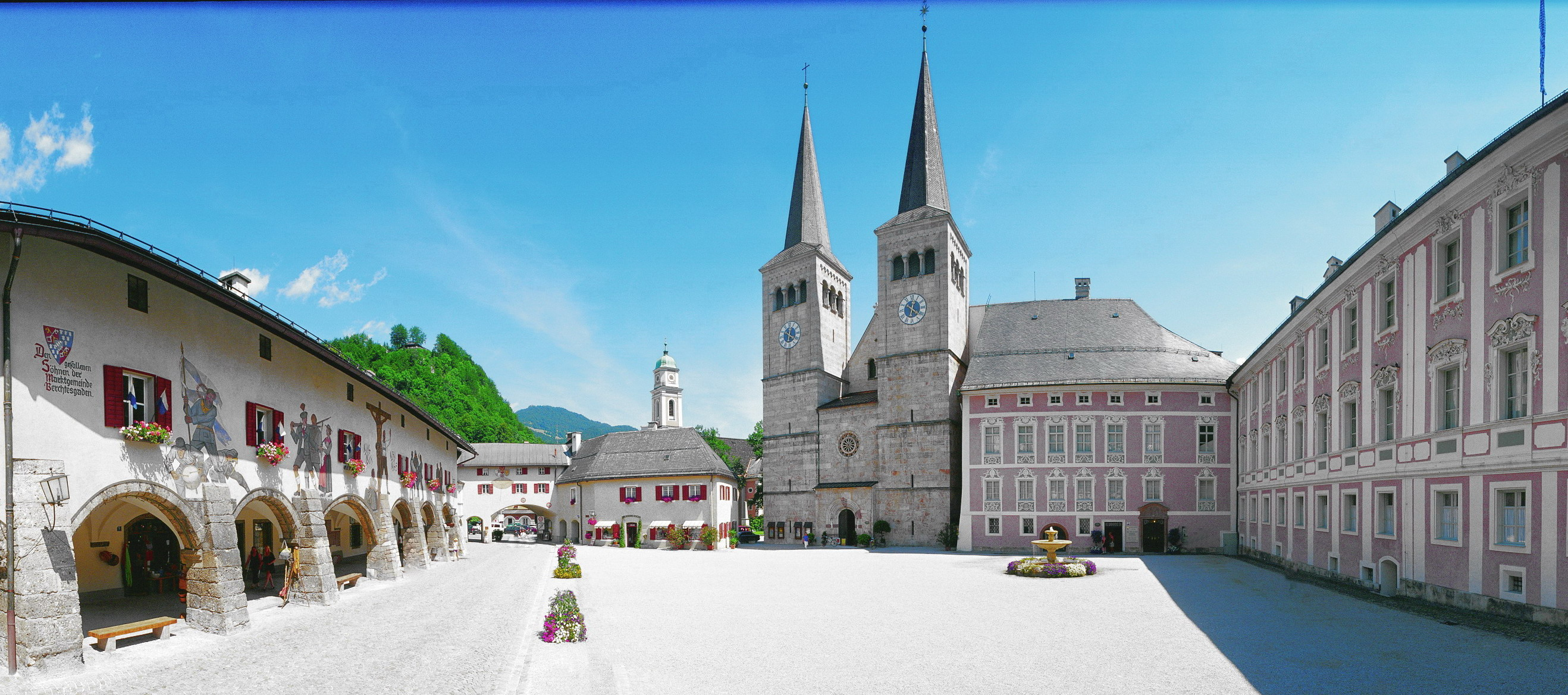
Königliches Schloss Berchtesgaden mit (v. l. n. r.) Hofbau (Marstall), Rentamtsbogen, ehem. Rentamt, Stiftskirche, Schlossgebäude und dazwischen Schlossplatz mit Kronprinz-Ruprecht-Brunnen

Die ehemaligen Klostergebäude des Augustinerchorherrenstifts Berchtesgaden gingen zusammen mit dem zu Beginn des 13. Jahrhunderts erbauten und noch vollständig im romanischen Stil erhaltenen Kreuzgang samt Kreuzgarten ab 1810 in den Besitz des Hauses Wittelsbach über, dessen Angehörige die Gebäude noch heute als Königliches Schloss nutzen. Der direkt an die Stiftskirche angrenzende Ostflügel und der sich anschließende Südflügel des Schlossgebäudes sind Teil eines in sich geschlossenen Ensembles. Ihm gegenüber liegt seit dem 16. Jahrhundert ein Hofbau, der mit seinen Arkaden als Marstall diente. Bindeglieder bilden zwei Bogentore – südlich das Schlosstor, nördlich der Rentamtsbogen (früher Kassierbogen), an den sich die schmale Fassade vom Gebäude des ehemaligen Rentamts Berchtesgaden anschließt, das vor 1803 wiederum die Stallmeisterei beherbergte. Zwischen ehemaligem Rentamtsgebäude und Stiftskirche ist ein schmaler Durchgang, der u. a. an einem Obelisken aus schwarzem Basalt zu Ehren der Gefallenen von 1870/71 vorbei zur Pfarrkirche St. Andreas führt.
Auf der Passhöhe am Rande von Bischofswiesen befindet sich noch der Hallthurm, ein Wehrturm der als Rest der 1194 errichteten Pass- und Grenzbefestigung, nachdem Salzburg und Bayern das Klosterstift Berchtesgaden angegriffen hatten. Ergänzt wurde er am Hangenden Stein im heutigen Marktschellenberg an der Grenze zu Salzburg von dem 1252 erstmals urkundlich erwähnten Schellenberger Turm als weiteren Passturm zum Schutz der Salzlieferungen aus dem Berchtesgadener Land.
Das Kehlsteinhaus ist ein Berggasthaus oberhalb Berchtesgadens, das 1937 bis 1938 von der NSDAP als Repräsentationsgebäude in Obersalzberg erbaut wurde und zu den aufwendigsten Bauprojekten innerhalb des Führersperrgebiets zählt. Es steht knapp unterhalb des Kehlsteingipfels in 1834 m Höhe auf einem Bergsporn.
Das Watzmannhaus ist eine 1888 errichtete und in den Jahren 1894 sowie 1908 bis 1911 erweiterte Alpenvereinshütte des Deutschen Alpenvereins in 1930 Meter Höhe auf dem Falzköpfl nördlich unterhalb des Watzmann-Hocheck. Es gehört zur Gemeinde Ramsau bei Berchtesgaden.

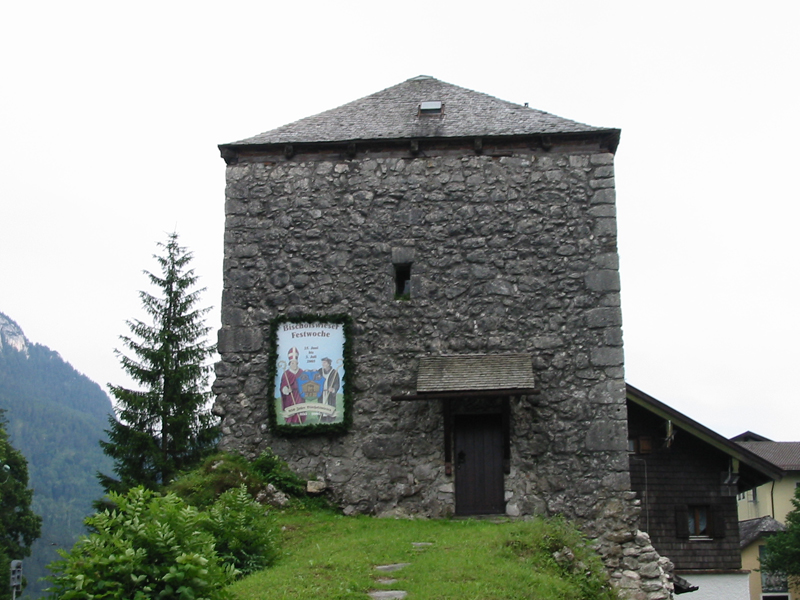
Hallthurm (Wehrturm)
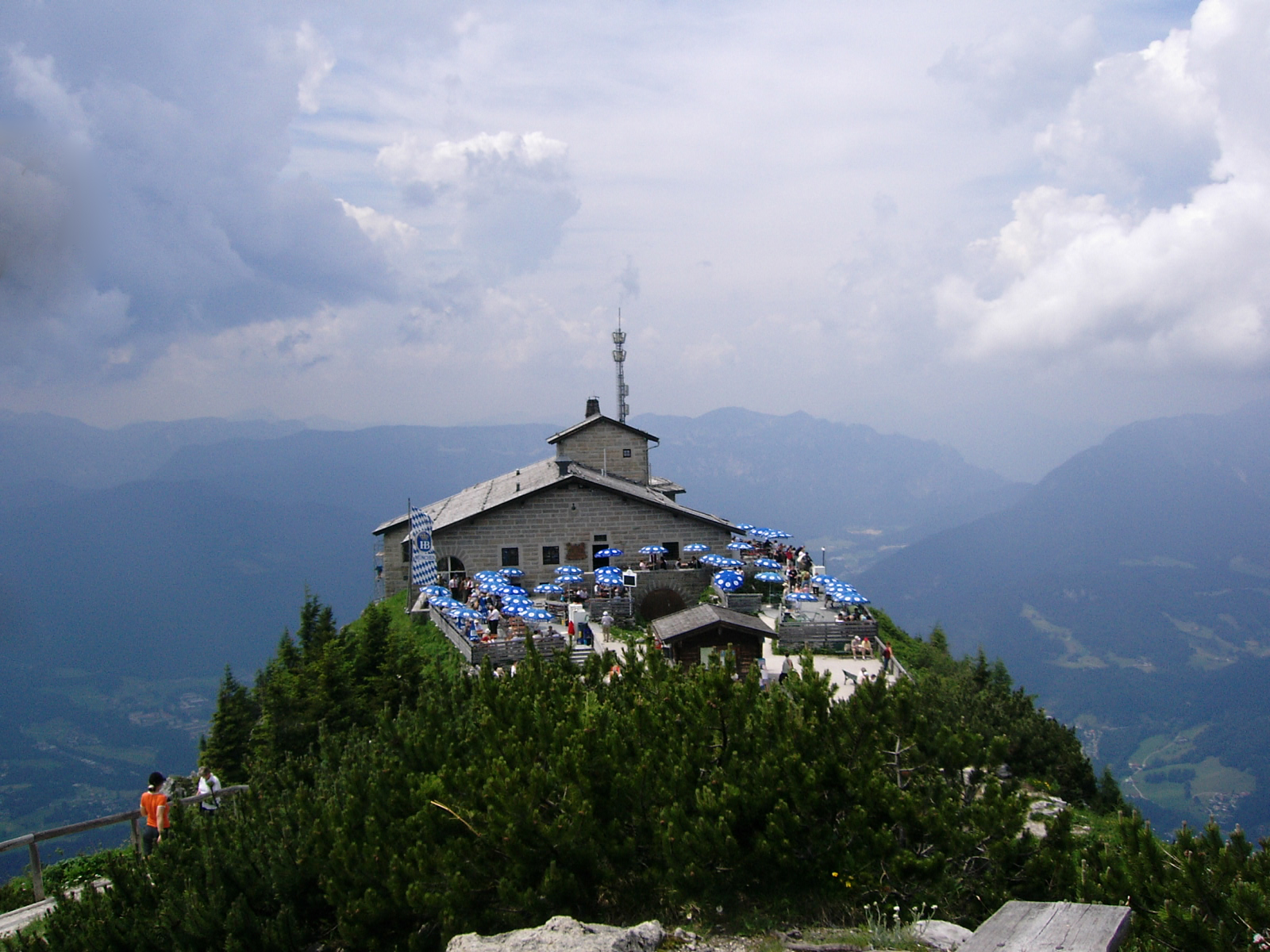
Kehlsteinhaus
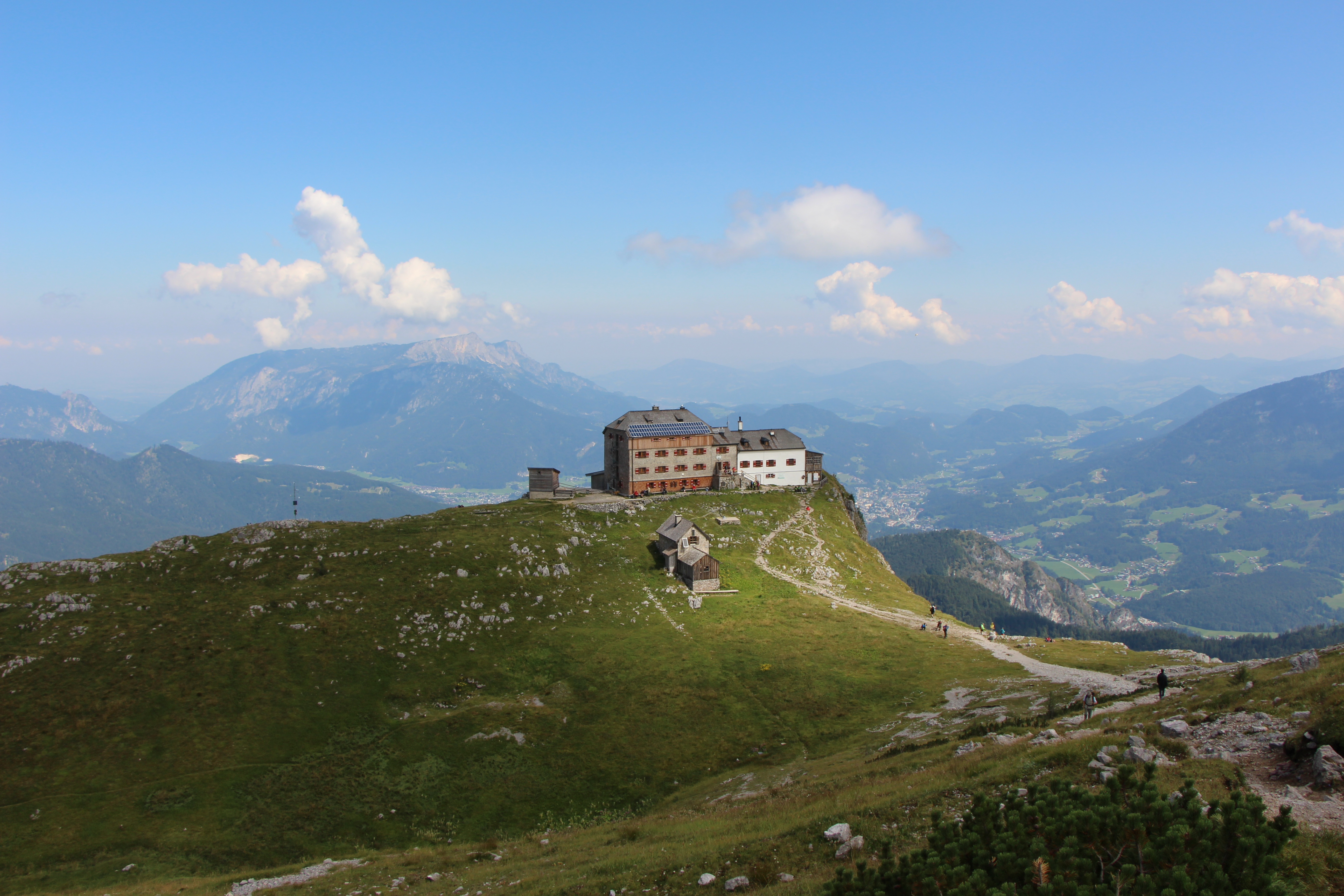
Watzmannhaus

Der Gasthof Auzinger ist ein traditionsreicher, denkmalgeschützter Gasthof nahe dem Hintersee. Im 19. Jahrhundert war es zusammen mit seinen Vorgängerbauten und deren Wirten Herberge und Anlaufstelle von Künstlern einer am Hintersee etablierten Malerkolonie.
Das Empfangsgebäude des ehemaligen Bahnhofs Königssee, erbaut 1908/09 im Jugendstil als Endbahnhof der Bahnlinie Berchtesgaden-Königssee, wird jetzt als Gaststätte genutzt.
Die Jägerkaserne ist eine Kaserne der Bundeswehr im Bischofswiesener Ortsteil Strub in Bayern. Sie wurde ab 1937 als Berchtesgaden-Strub Kaserne erbaut und erhielt am 17. Juni 1967 den Namen „Jägerkaserne“.
Die Reichskanzlei Dienststelle Berchtesgaden (auch Kleine Reichskanzlei genannt) war im nationalsozialistischen Deutschen Reich ein zweiter Regierungssitz neben der Neuen Reichskanzlei in Berlin. Die Fertigstellung aller Gebäudeteile unter dem Architekten Alois Degano erfolgte im Juli 1937.

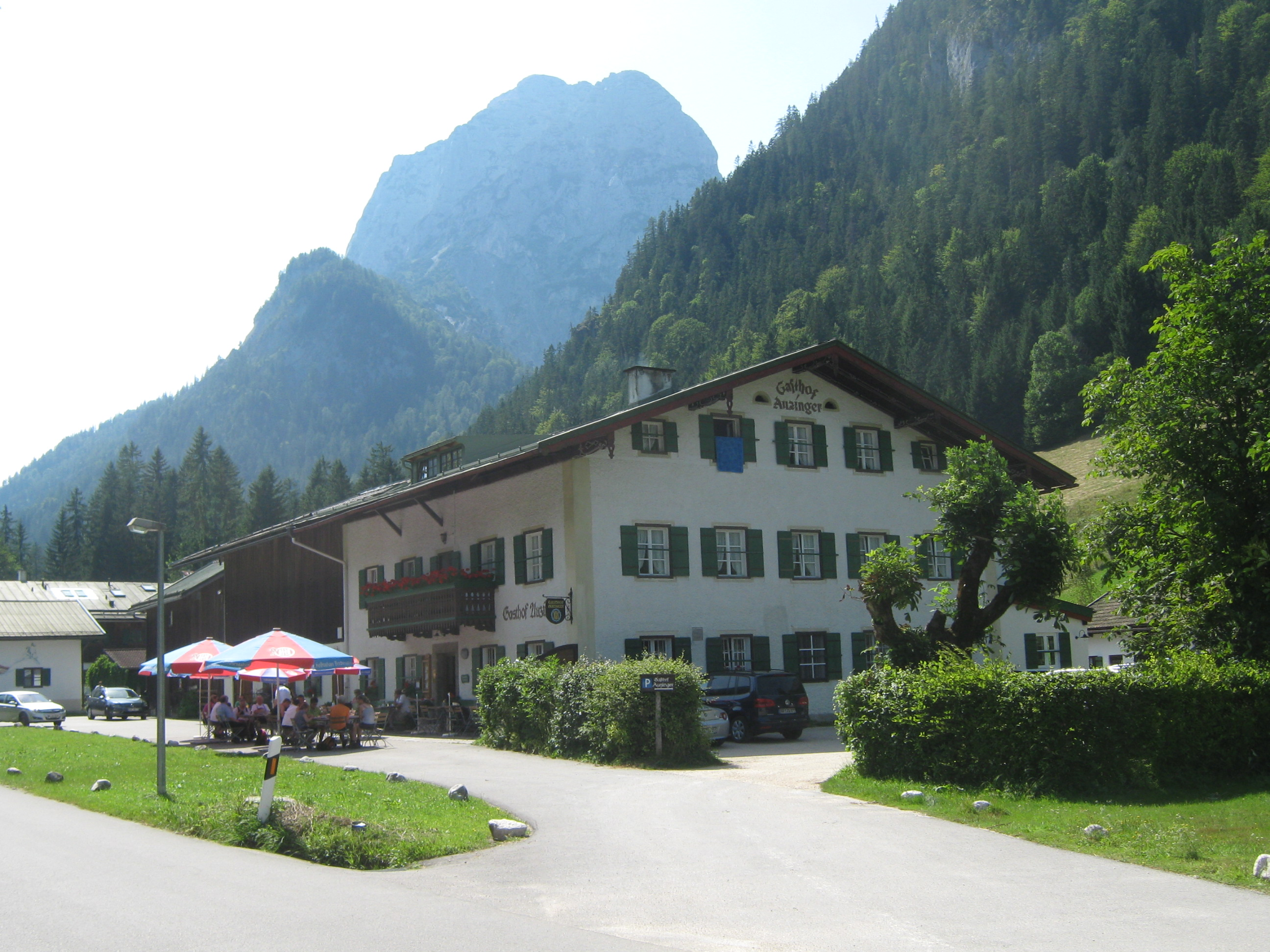
Gasthof Auzinger
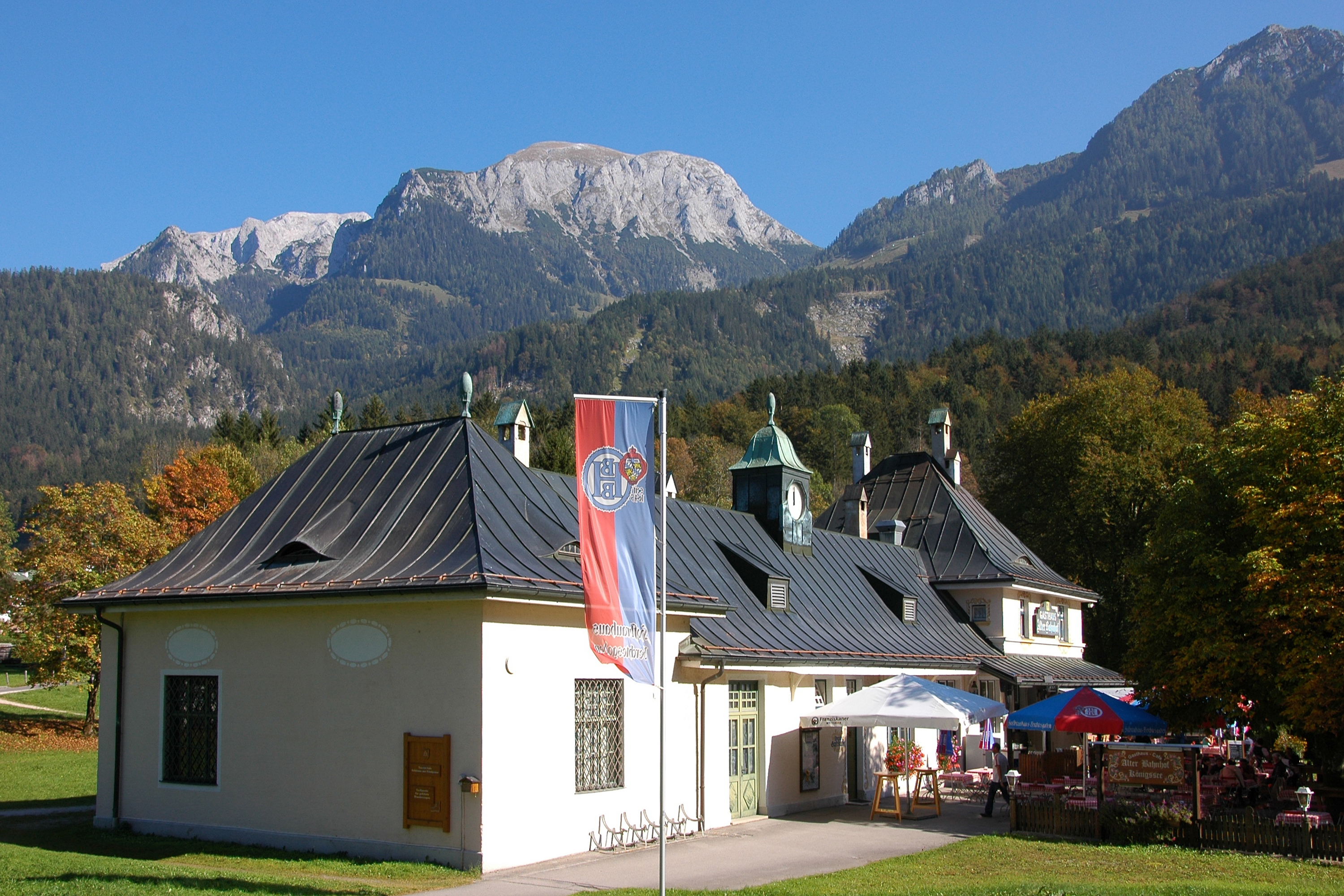
ehem. Bahnhof Königssee
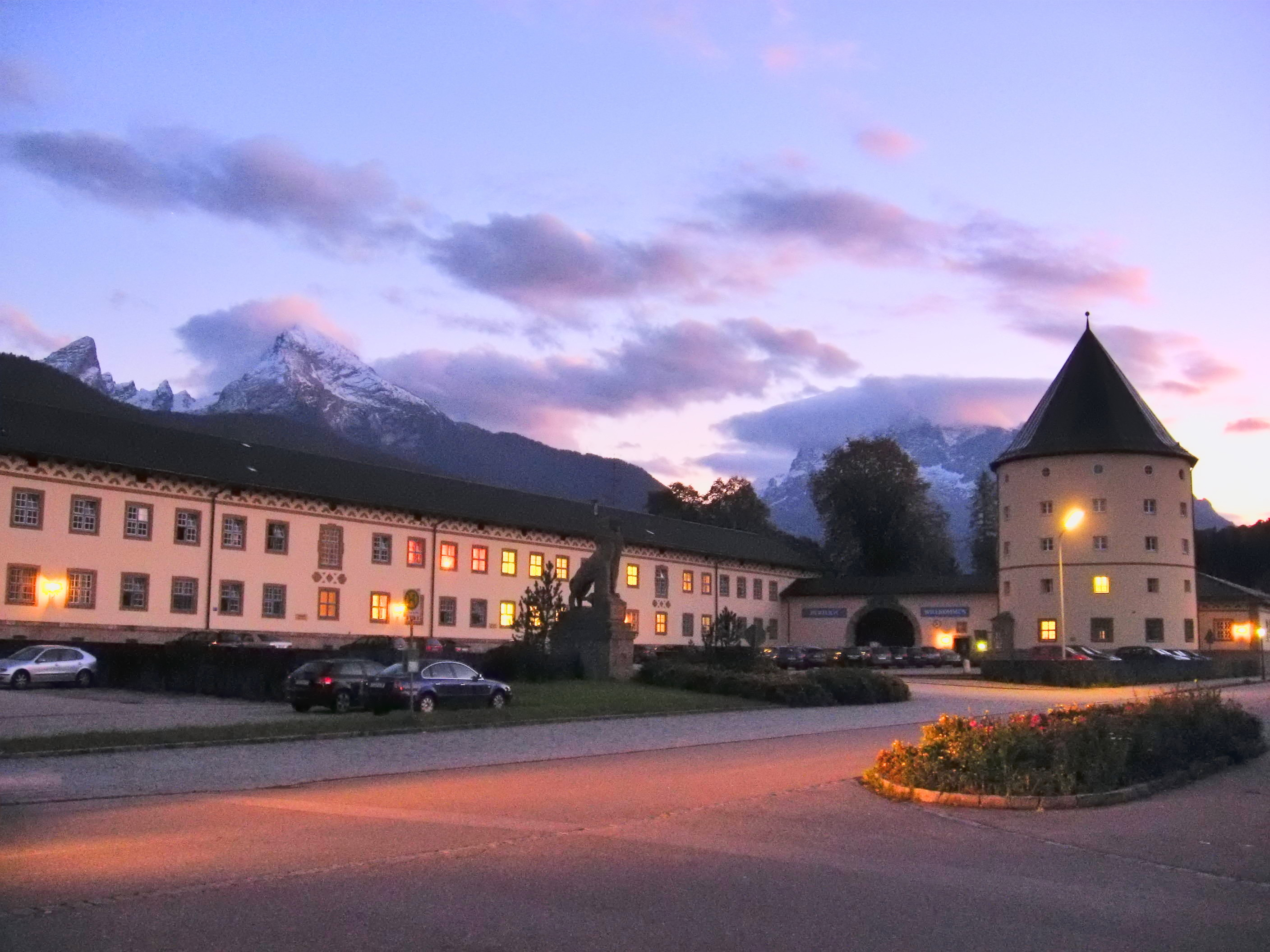
Jägerkaserne

#### Sakralgebäude

##### Evangelisch-lutherisch
Die Christuskirche wurde von August Thiersch zwischen 1897 und 1899 im neogotischen Stil aus Kälbersteinmarmor am Ende der Ludwig-Ganghofer-Straße errichtet und ist die erste und bislang einzige evangelisch-lutherische Kirche in Berchtesgaden und zugleich die Hauptkirche der Evangelisch-Lutherischen Kirchengemeinde Berchtesgaden.
Die 1951 eingerichtete Insula-Kirche in Strub ist Teil eines gleichnamigen Seniorenwohnheims und gehört Evangelisch-Lutherischen Kirchengemeinde Berchtesgaden.
Die Kirche Zum Guten Hirten in Ramsau bei Berchtesgaden wurde am 27. Juli 1958 eingeweiht und gehört zur Evangelisch-Lutherischen Kirchengemeinde Berchtesgaden.
Die Hubertuskapelle in Schönau am Königssee wurde 1761 und 1797 als römisch-katholisches Gotteshaus geweiht, 1860 jedoch an einen Privatmann verkauft, der sie zweckentfremdet nutzte. Seit 1957 dient sie als Gotteshaus der Evangelisch-Lutherischen Kirchengemeinde Berchtesgaden, die das Gebäude 2010 schließlich auch erworben hat und danach vollständig restaurieren ließ.

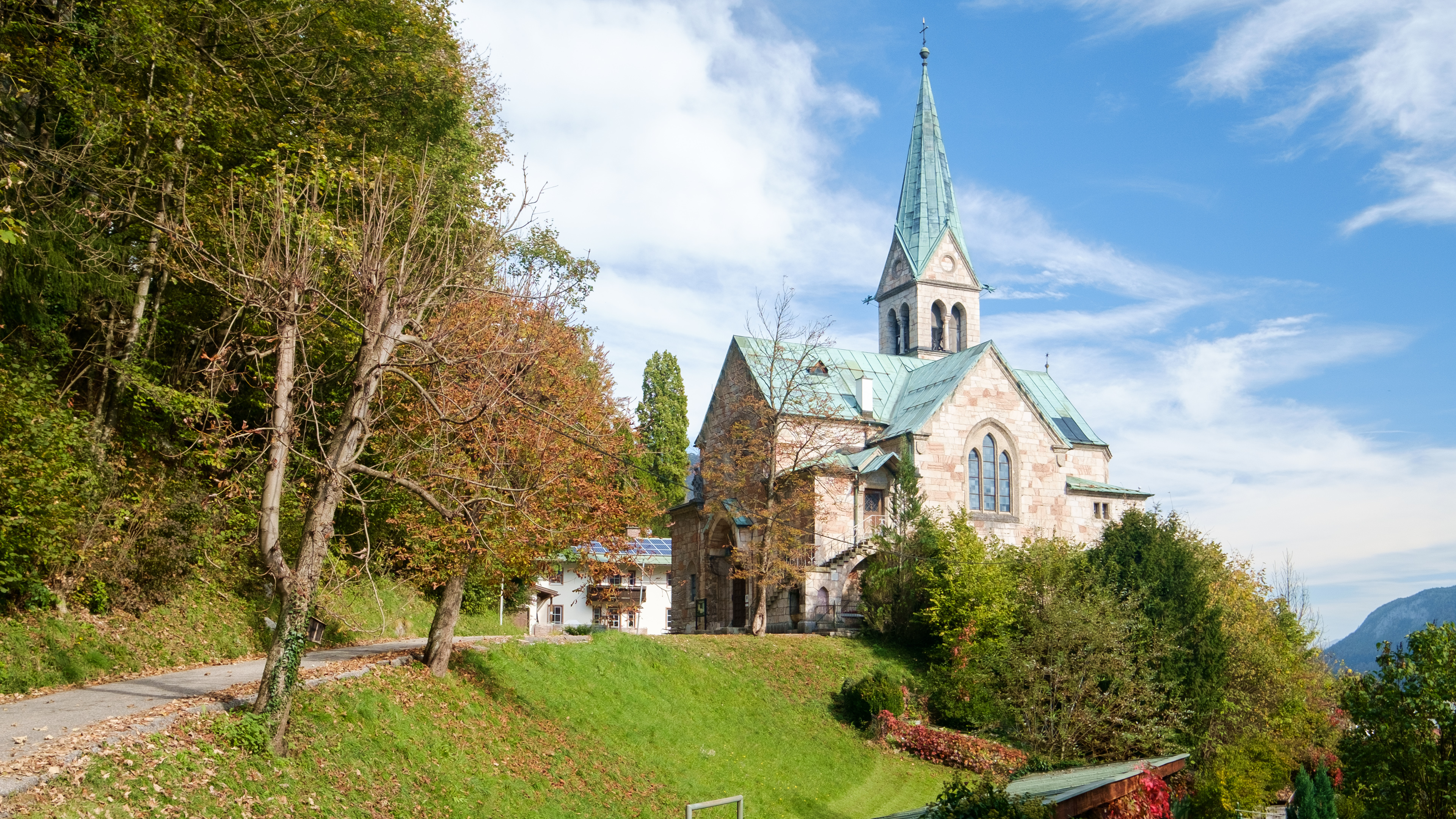
Christuskirche
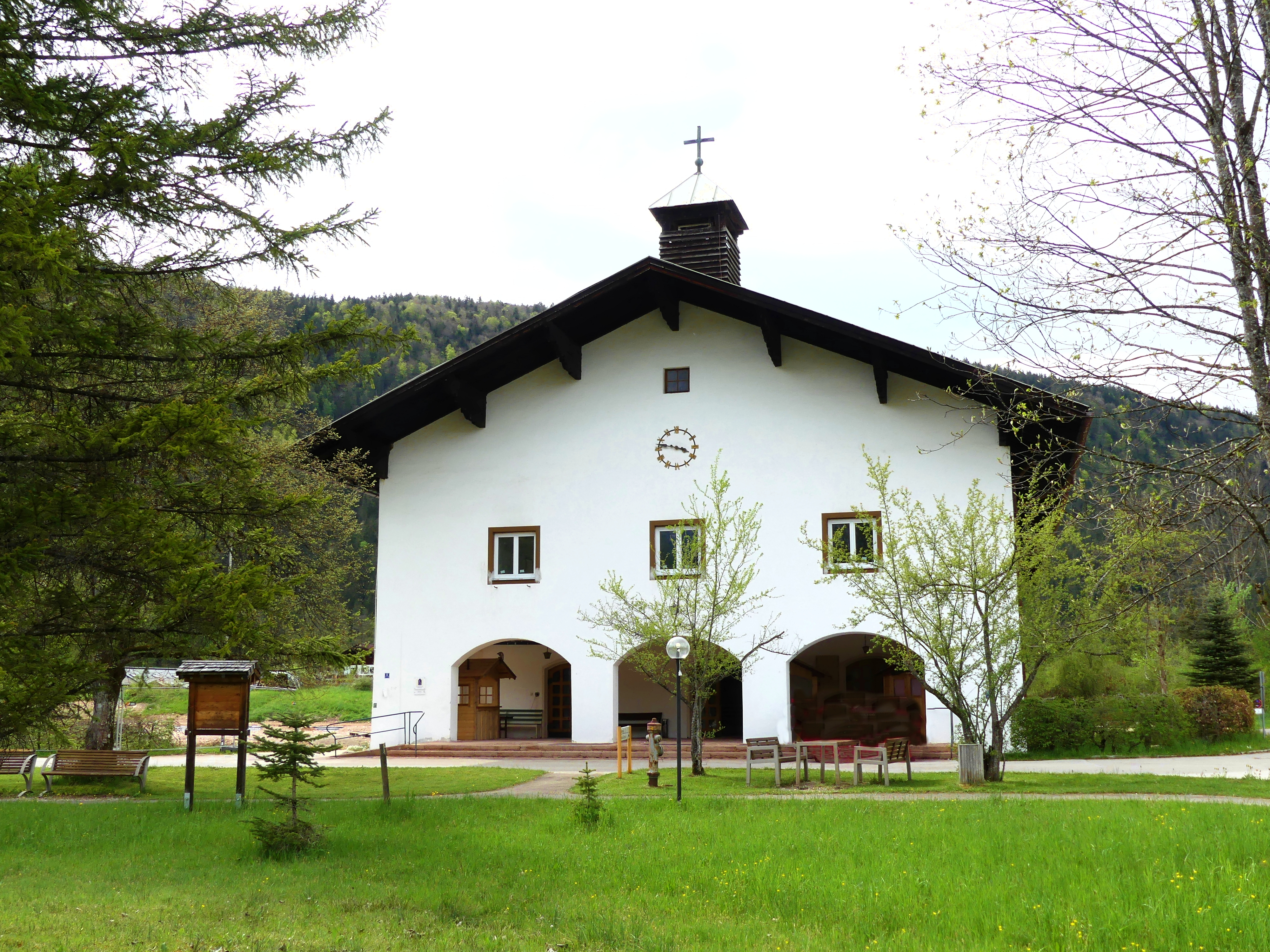
Insula-Kirche
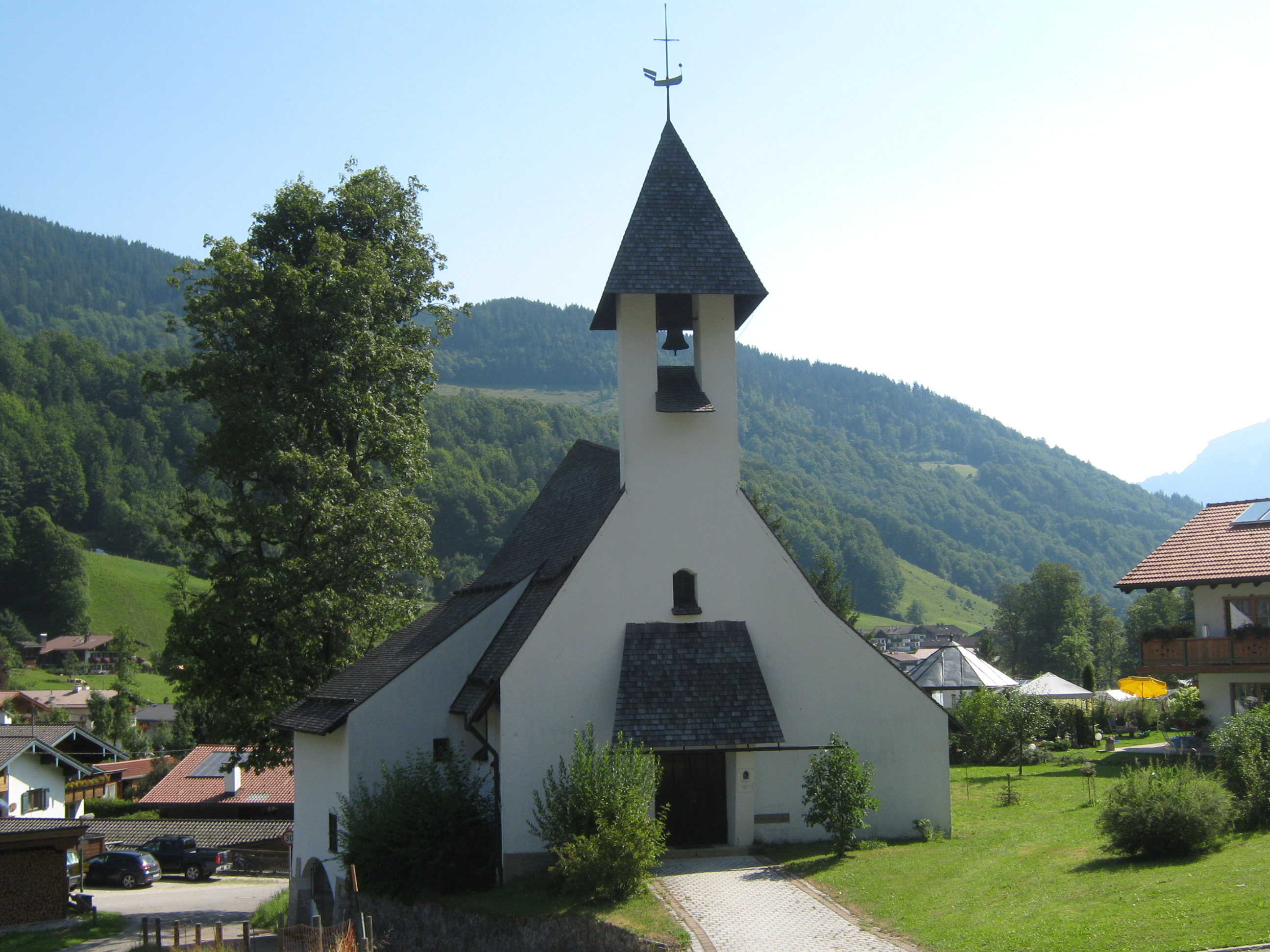
Zum Guten Hirten
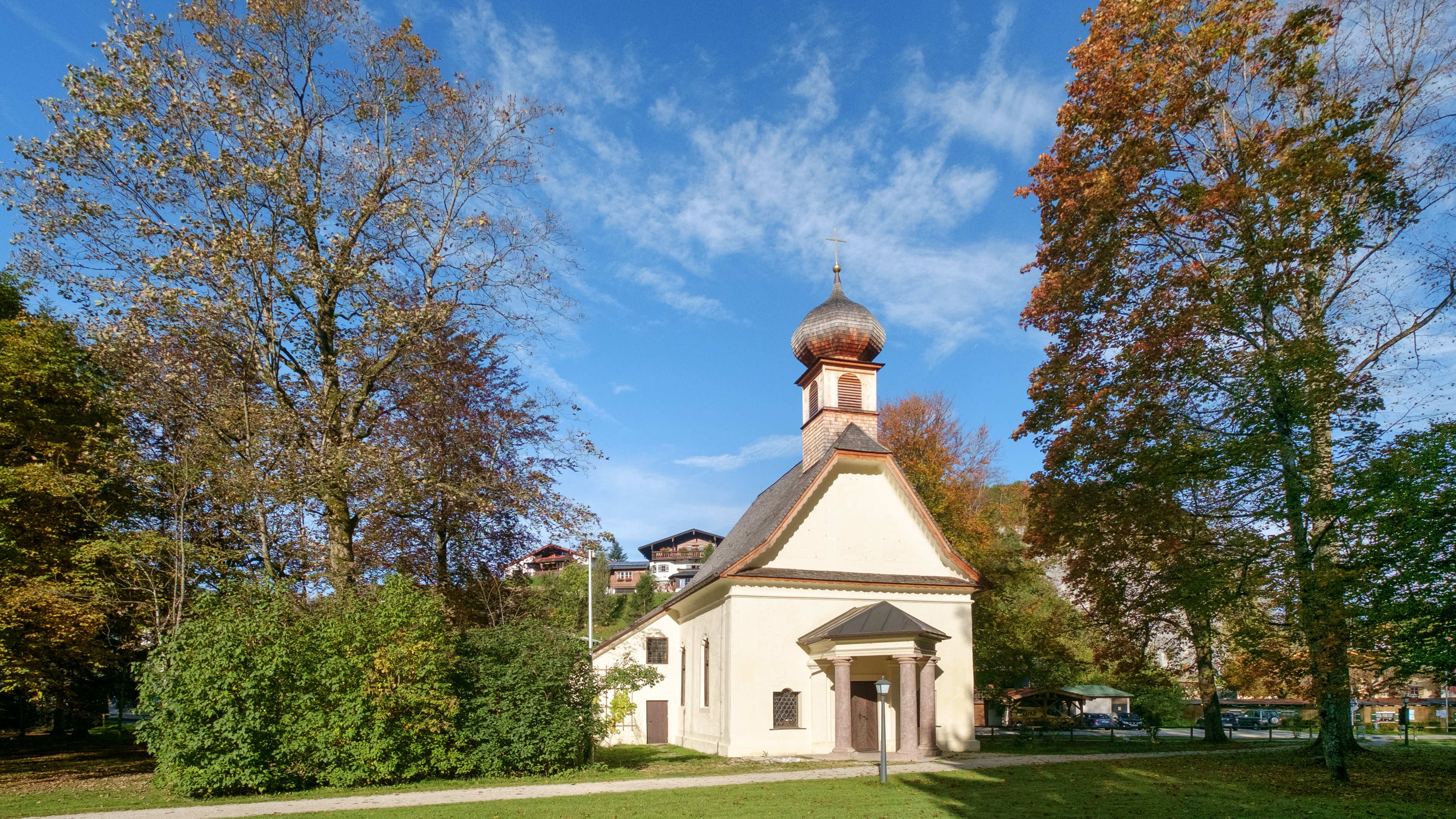
Hubertuskapelle (Eingangsseite)

##### Römisch-katholisch
Pfarrverband Stiftsland Berchtesgaden
Die Pfarreien in den Gemeinden Berchtesgaden, Bischofswiesen und Marktschellenberg bilden seit 2019 den Pfarrverband Stiftsland Berchtesgaden:
Die 1122 errichtete Stiftskirche St. Peter und Johannes der Täufer war bis 1803 Teil des Klosterstifts Berchtesgaden, das mit seinen Augustinerchorherren ab 1380 zur reichsunmittelbaren Reichsprälatur Berchtesgaden und ab 1559 zur Fürstpropstei Berchtesgaden erhoben wurde, und löste anschließend die immer noch so genannte Pfarrkirche St. Andreas als Pfarrkirche der römisch-katholischen Pfarrei St. Andreas in Berchtesgaden ab.
Die Franziskanerkirche (eigentlich: Unserer lieben Frau am Anger) am Franziskanerplatz, erbaut in den Jahren 1480 bis 1488, war bis 1575 Teil eines Frauenstifts der Augustinerinnen, deren Anlagen ab 1695 von Franziskanern als Kloster übernommen wurden.
Die als Filialkirche genutzte Hilgerkapelle (Maria Dorfen) wurde 1725 unter Fürstpropst von Rehlingen erbaut.
Den Kalvarienberg stattete Fürstpropst Michael Balthasar von Christalnigg 1760 trotz großer Schulden der Fürstpropstei Berchtesgaden mit vier Neben- und einer Hauptkapelle aus.

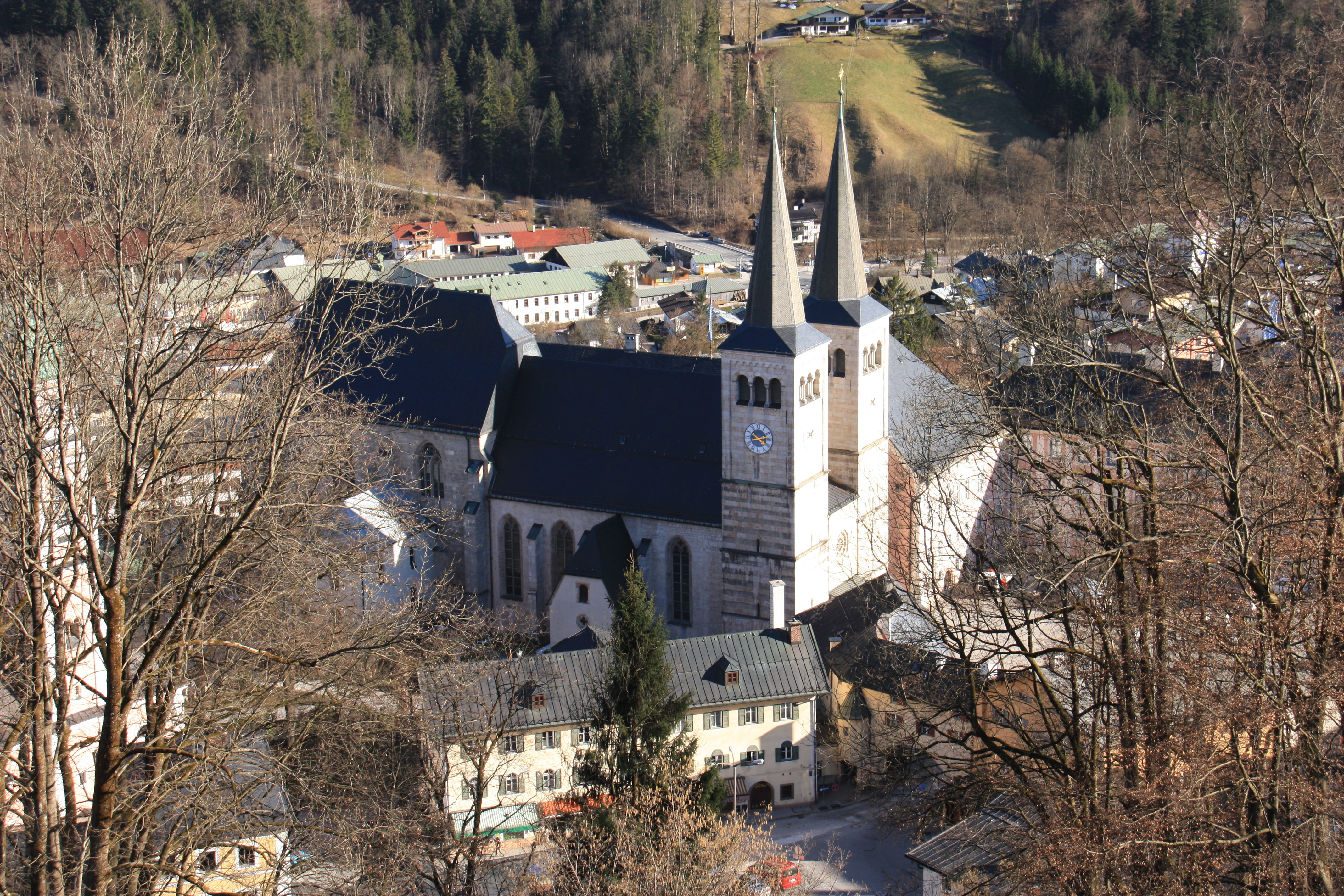
Stiftskirche St. Peter und Johannes der Täufer
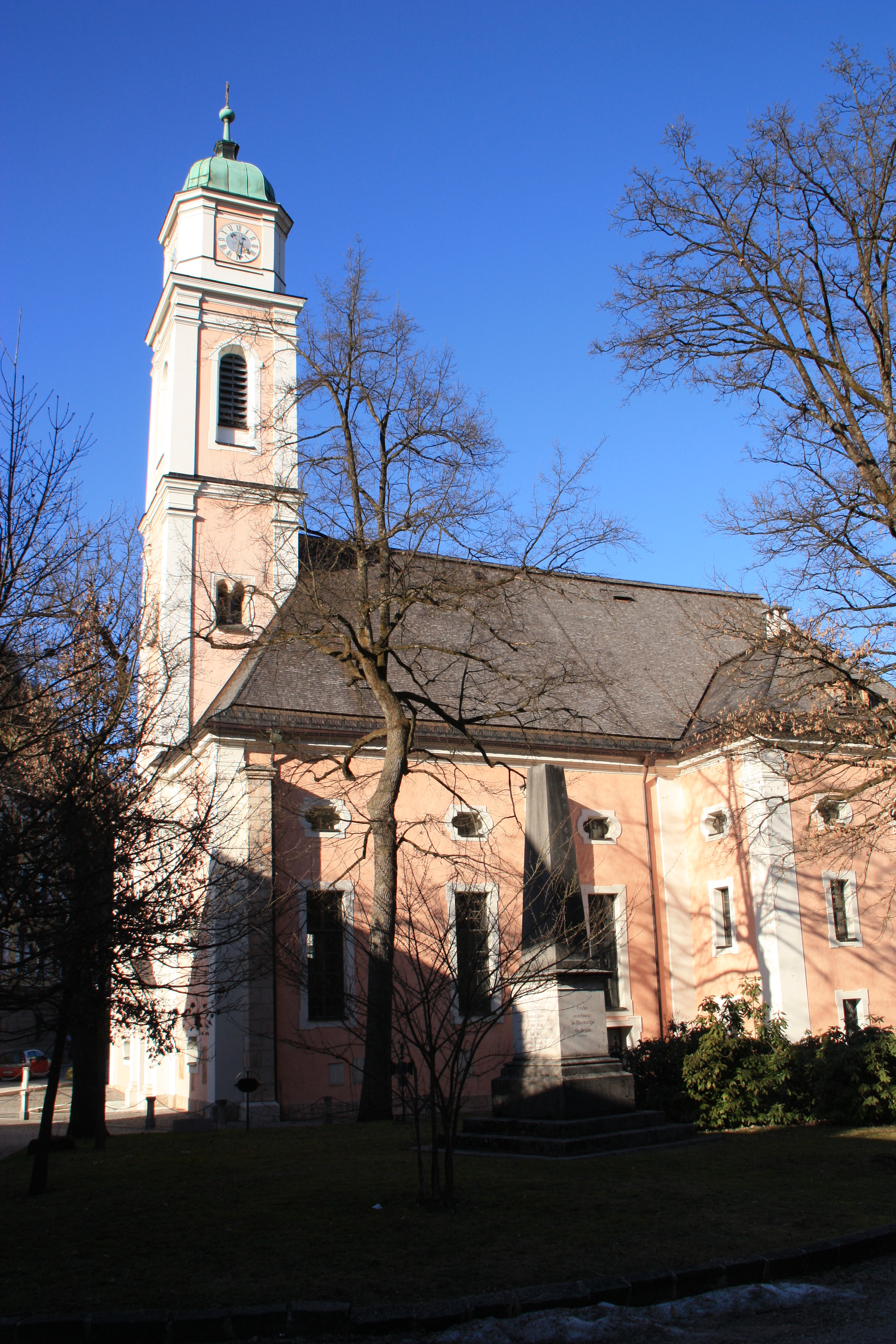
Pfarrkirche St. Andreas
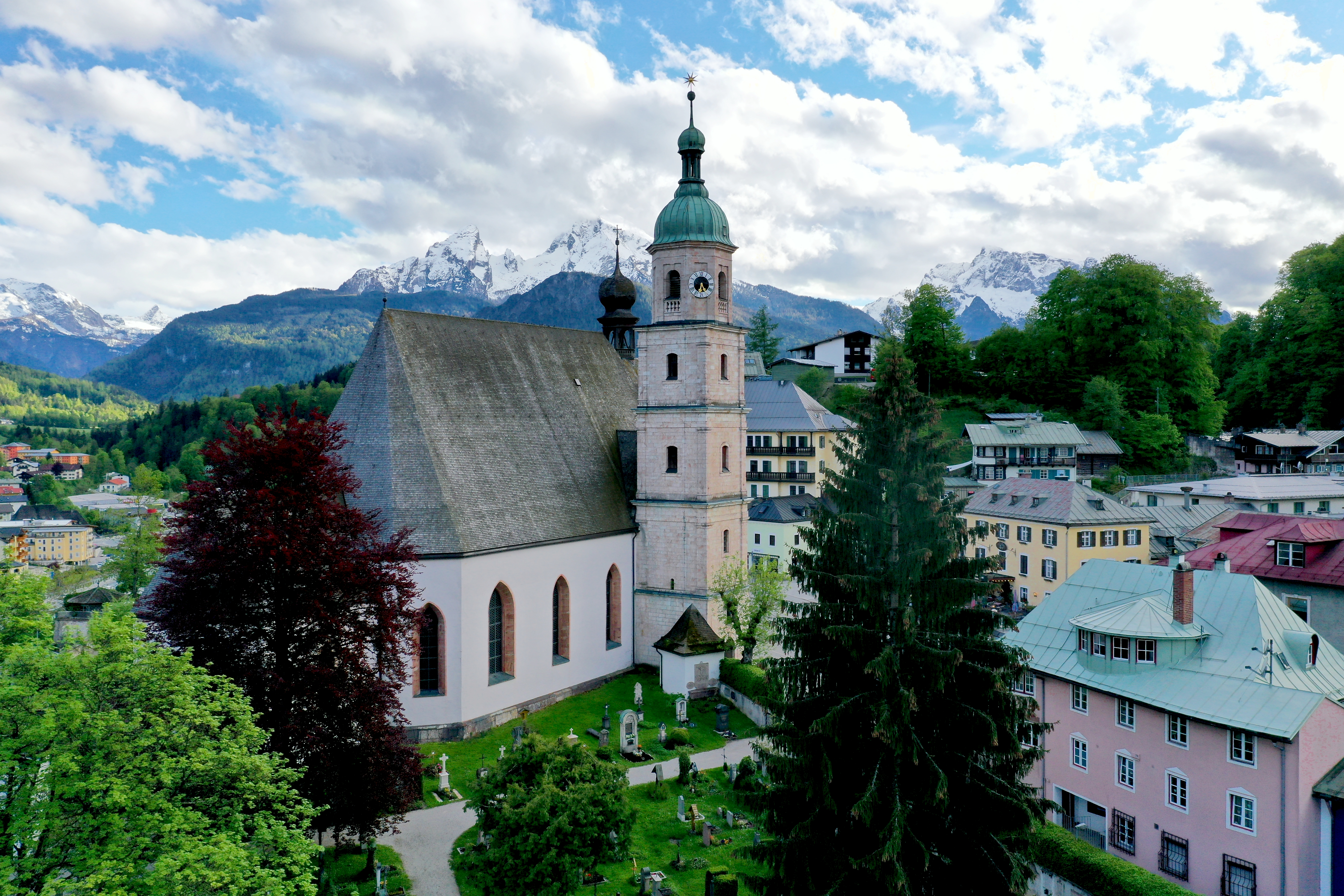
Franziskanerkirche
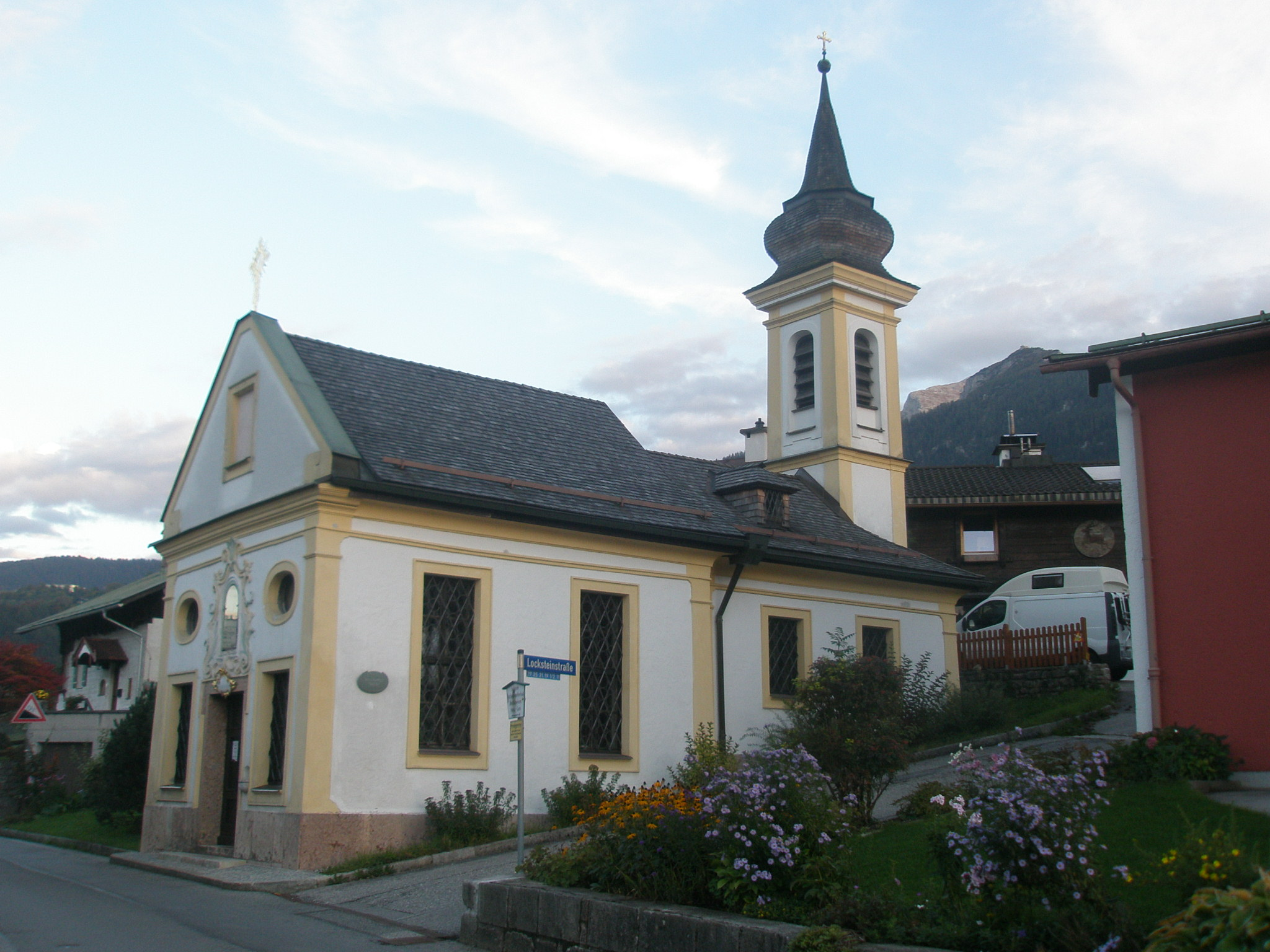
Hilgerkapelle
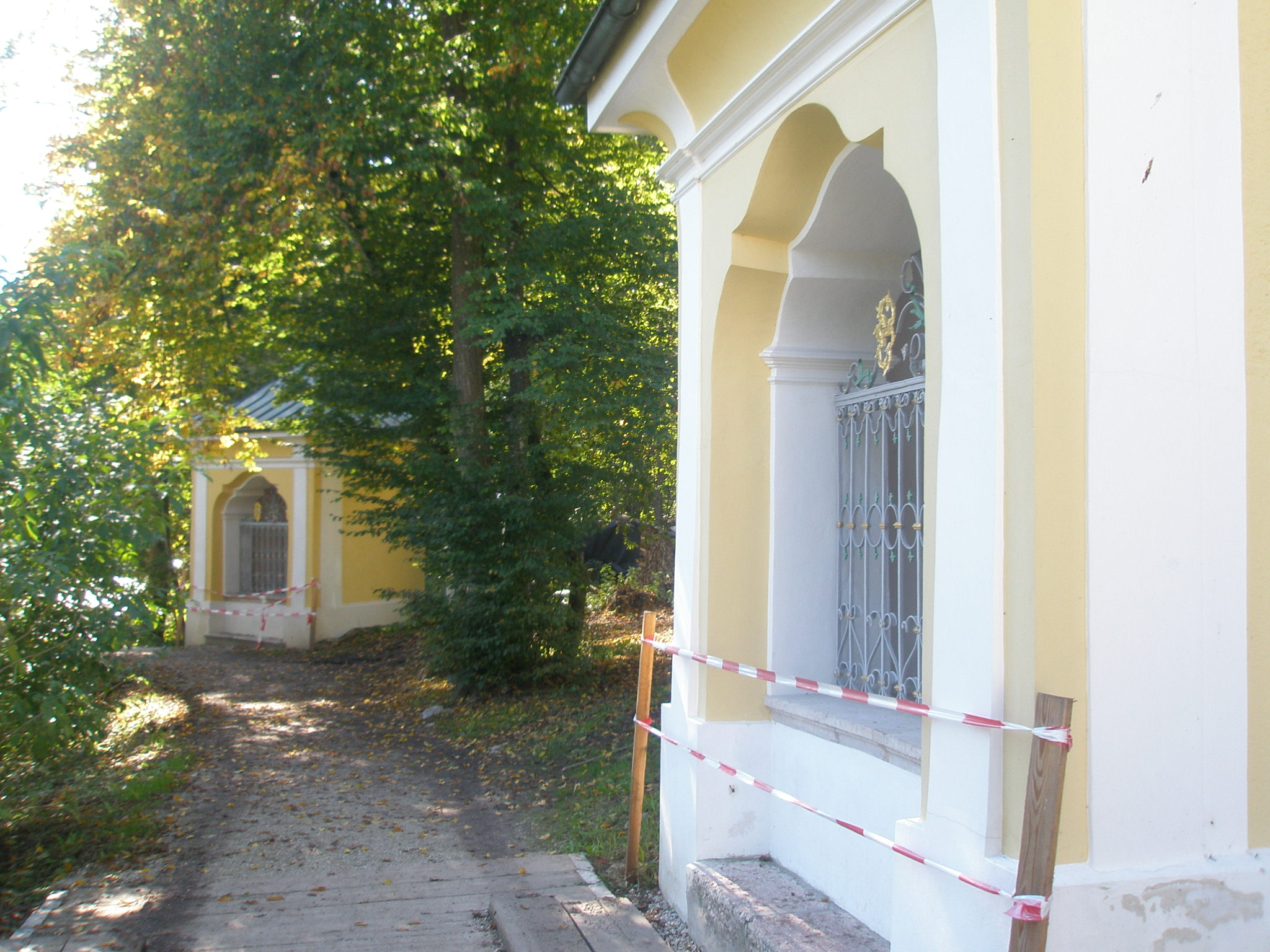
Kalvarienberg

In der Wallfahrtskirche Maria Gern, erbaut von 1708 bis 1724, befindet sich über dem Hochaltar das geschnitzte Gnadenbild einer Madonna mit Kind von 1666. Sie wird jeweils passend zum Abschnitt des Kirchenjahres mit prächtigen Barockgewändern in den entsprechenden Farben bekleidet. Bemerkenswert sind auch die zahlreichen Votivtafeln, mit denen Gläubige sich für die Erhörung ihrer Gebete bedankten.
Die Pfarrkirche Zur Heiligen Familie wurde 1908 nach einem Entwurf von Franz Rank im heutigen Gemeindeteil Au fertiggestellt. Den Altar, gestiftet von Prinzregent Luitpold von Bayern, schuf Theodor Kolmsperger, Altarbild und Leonhardaltar Waldemar Kolmsperger Junior. Seit 1992 hat die Auer Pfarrgemeinde mit der Franziskuskirche eine Filialkirche auf der Buchenhöhe.
Dank der Privatinitiative und den Eigenleistungen von Berchtesgadener Bürgern wurden in jüngerer Zeit noch folgende zwei Kirchengebäude errichtet:
- in den Jahren 1929 bis 1932 Maria am Berg auf einem Hang des Kiliansberges im Gemeindeteil Metzenleiten;[253]
- von 2007 bis 2009 die Kapelle der Seligpreisungen (auch: Kirchleitnkapelle) auf dem Lockstein, die vom Nonntal aus an neun Bronze-Plastiken auf Stelen aus Betonguss vorbei, den Abschluss eines Meditationsweges bildet.[254]

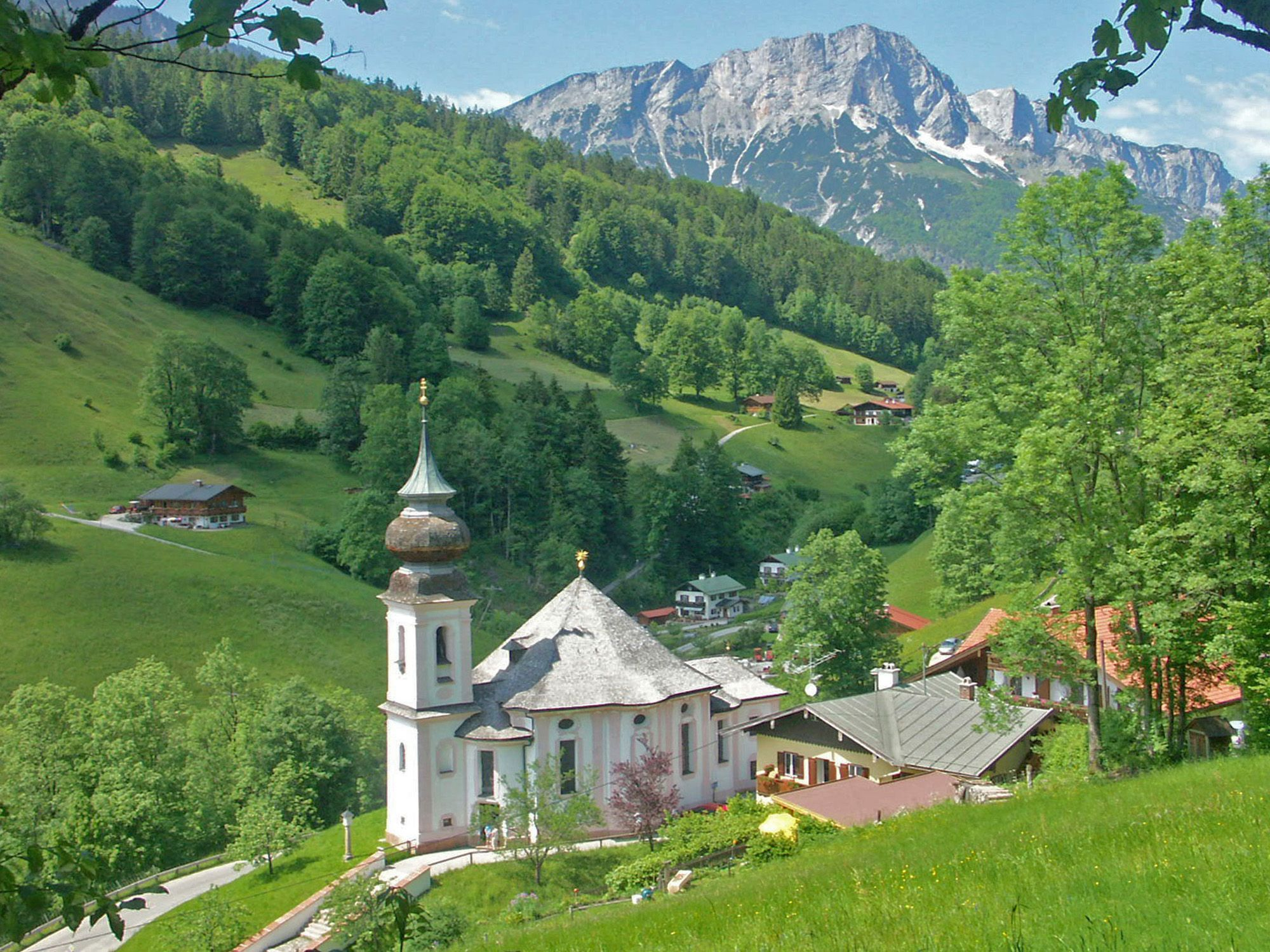
Wallfahrtskirche Maria Gern
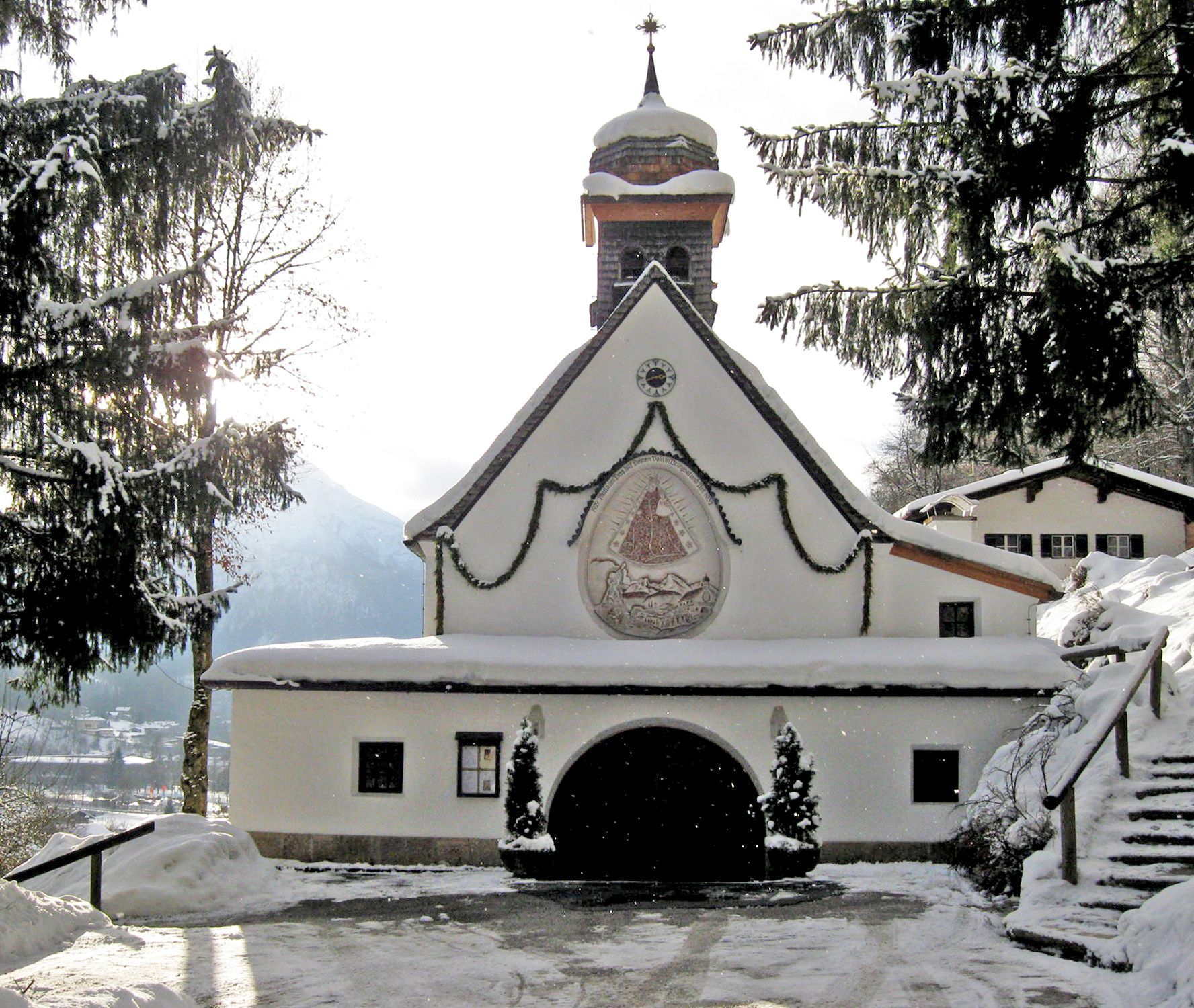
Maria am Berg
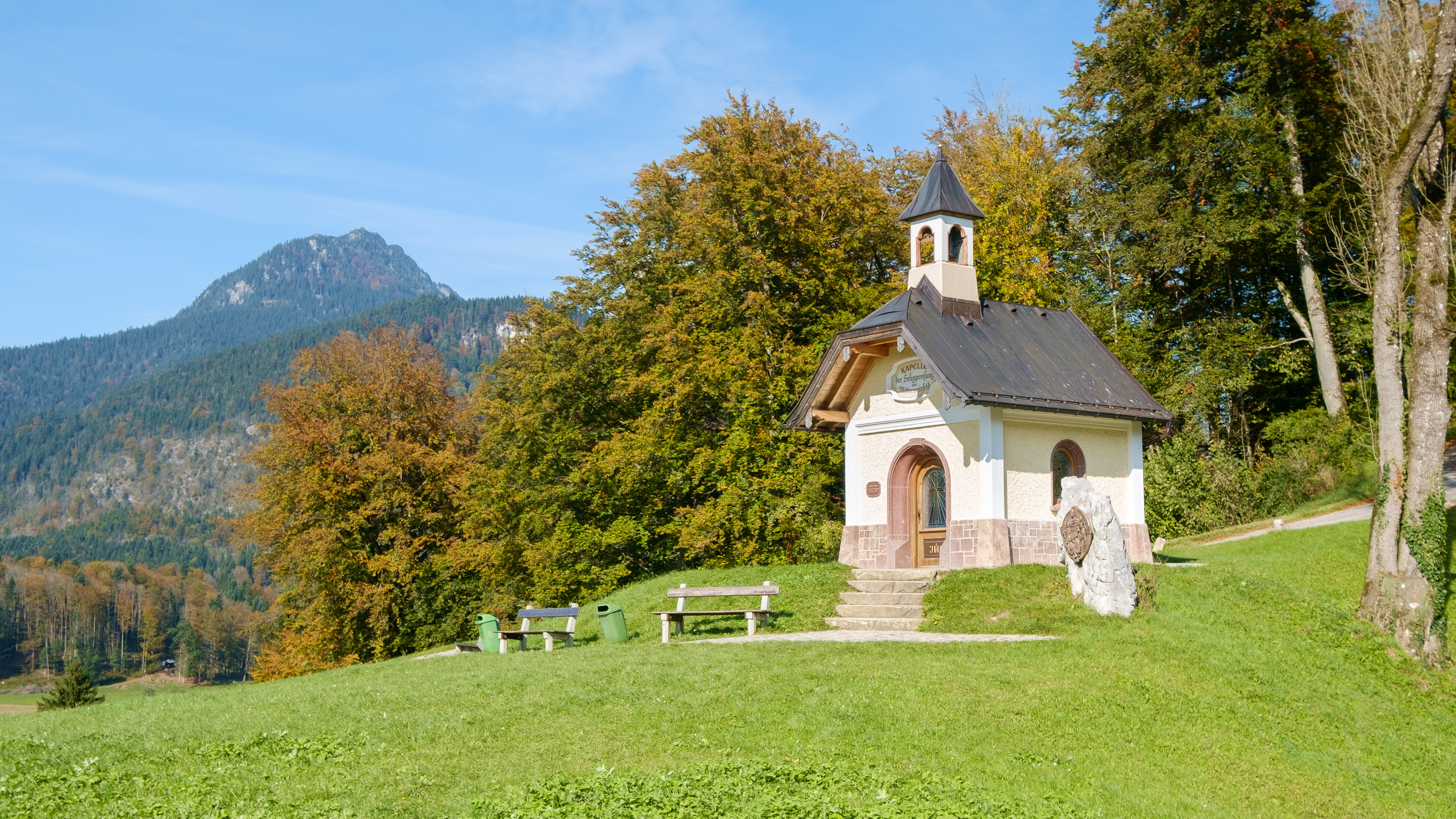
Kapelle der Seligpreisungen

Die Wallfahrtskirche Maria Hilf in der Gnotschaft Loipl wurde vermutlich 1798/99 von Loipler Bauern als Kapelle gebaut. Eingeweiht („benediziert“) wurde sie laut Brugger im Jahr 1800 von Reichsstift-Kapitular Franz Xaver Graf von Berchem. Dank eines Ablasses („Awers“) entwickelte sie sich 1805 zu einer Wallfahrtskirche, die im gesamten 19. und 20. Jahrhundert viele Pilger anzog.
Die Pfarrkirche Herz-Jesu in Bischofswiesen wurde 1926 nach Plänen von Georg Metzendorf erbaut.
Die Pfarrkirche St. Michael in Strub wurde von 1961 bis 1962 erbaut.
Die Pfarrkirche St. Johann Nepomuk in Winkl wurde 1963 geweiht.

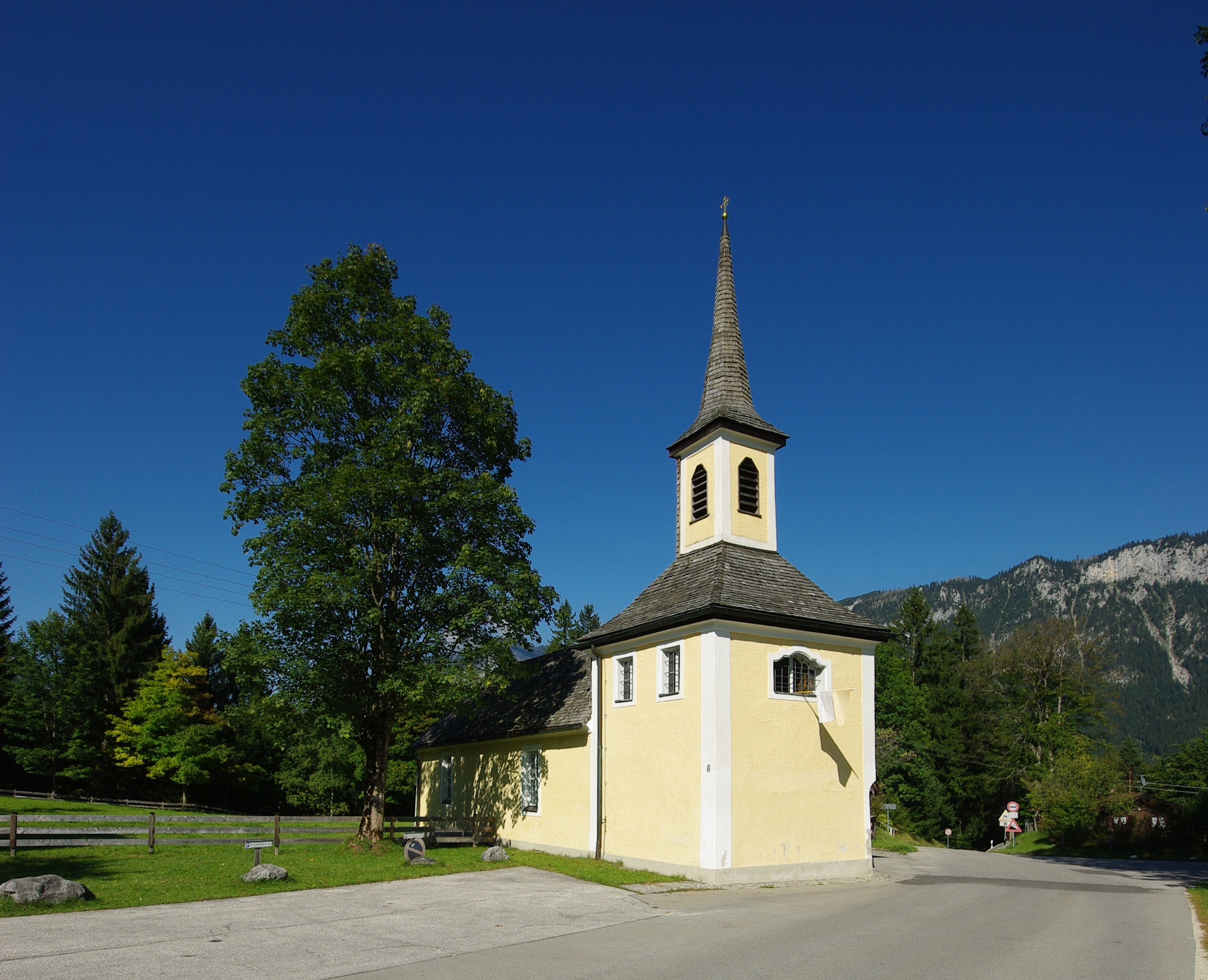
Wallfahrtskirche Maria Hilf
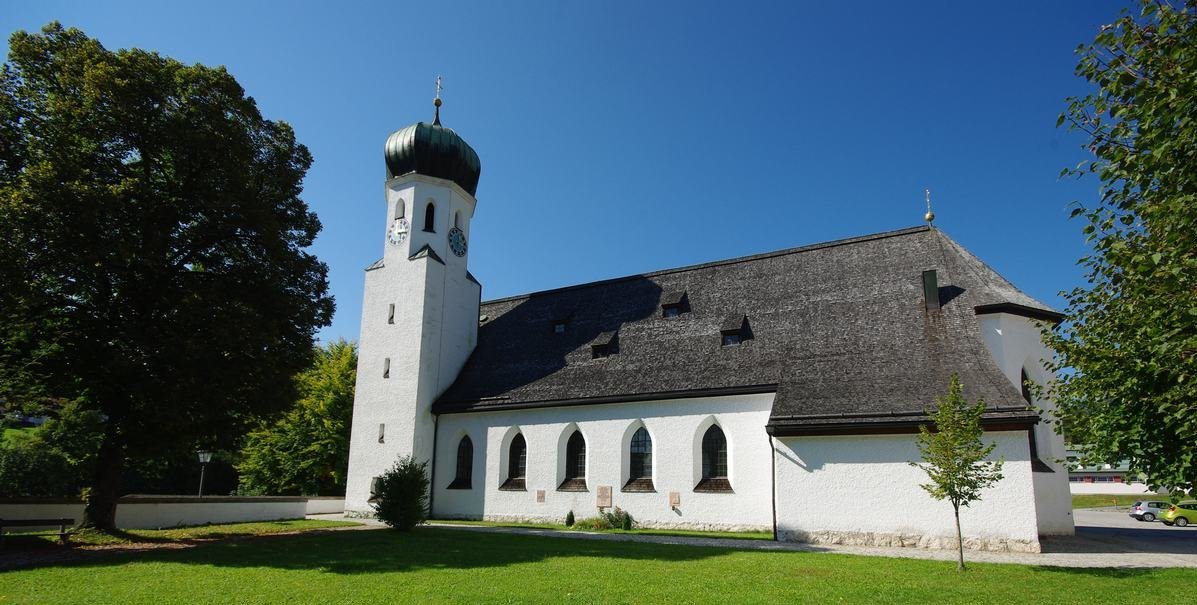
Pfarrkirche Herz Jesu
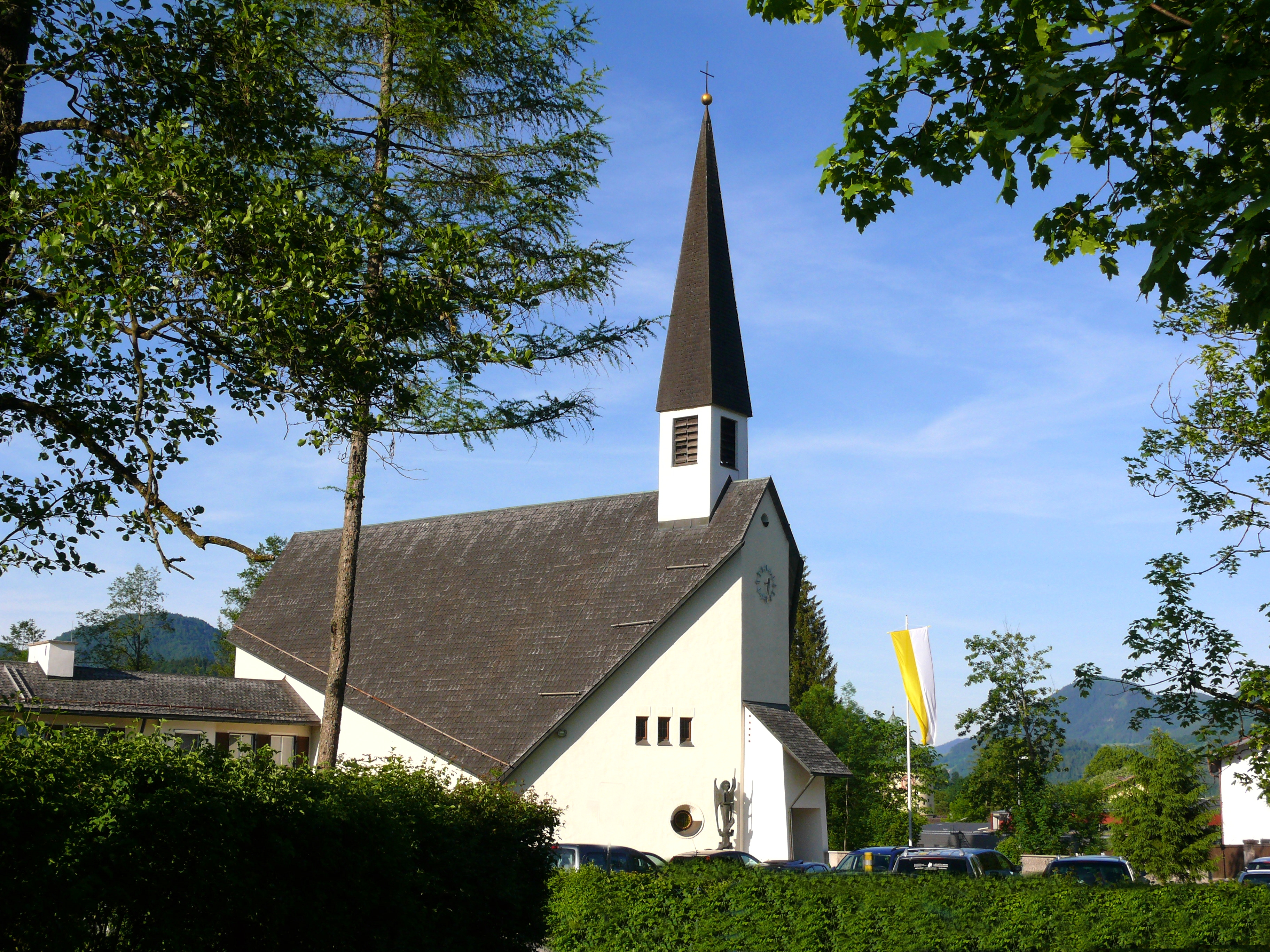
Pfarrkirche St. Michael
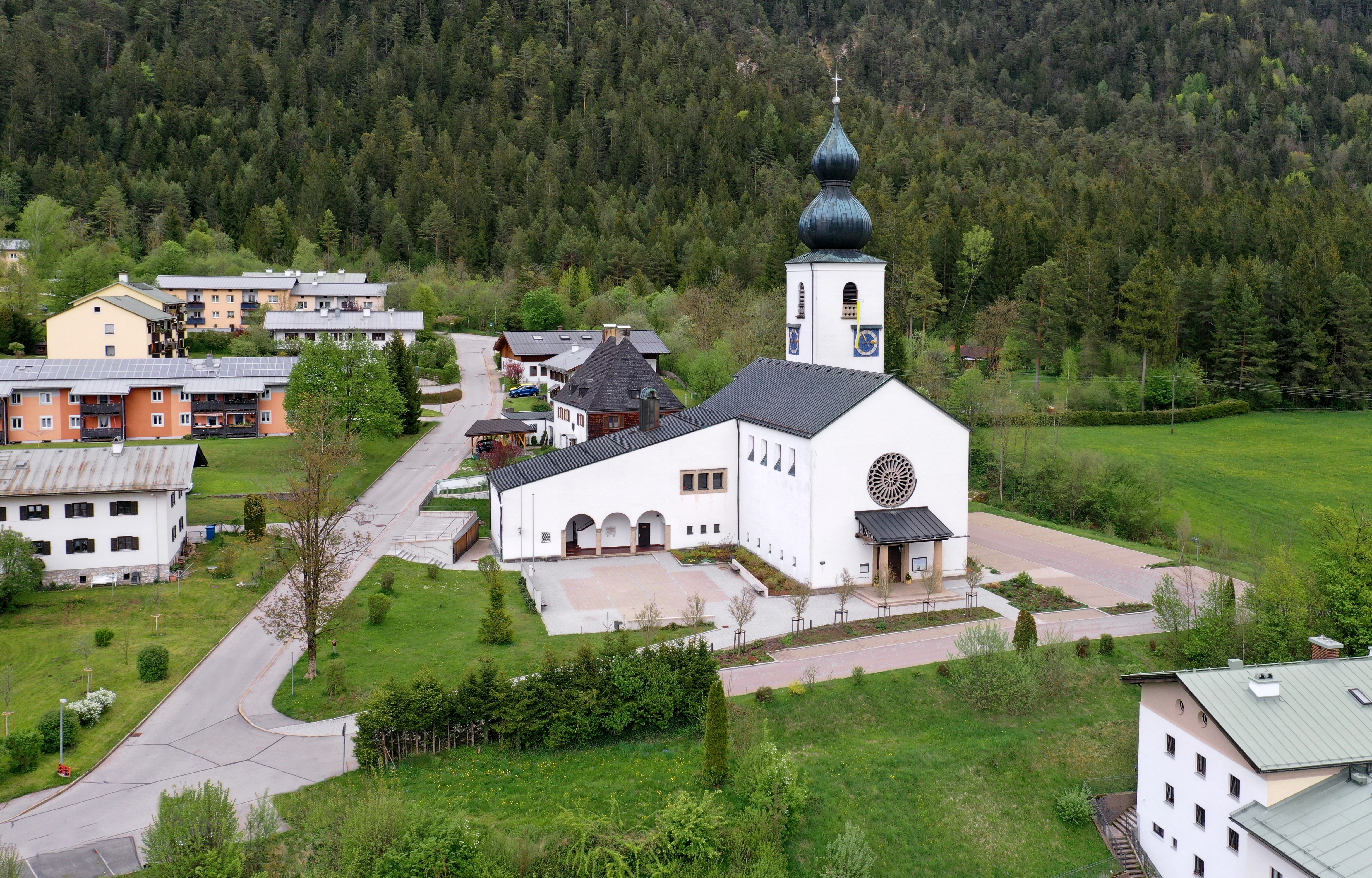
St. Johann Nepomuk

Die Wallfahrtskirche Mariä Heimsuchung auf einem Hochplateau in Ettenberg wurde zwischen 1723 und 1727 errichtet.
Die Wallfahrtskirche Maria Hilf in der Gnotschaft Loipl wurde vermutlich 1798/99 von Loipler Bauern als Kapelle gebaut. Eingeweiht („benediziert“) wurde sie laut Brugger im Jahr 1800 von Reichsstift-Kapitular Franz Xaver Graf von Berchem. Dank eines Ablass („Awers“) entwickelte sie sich 1805 zu einer Wallfahrtskirche, die im gesamten 19. und 20. Jahrhundert viele Pilger anzog.

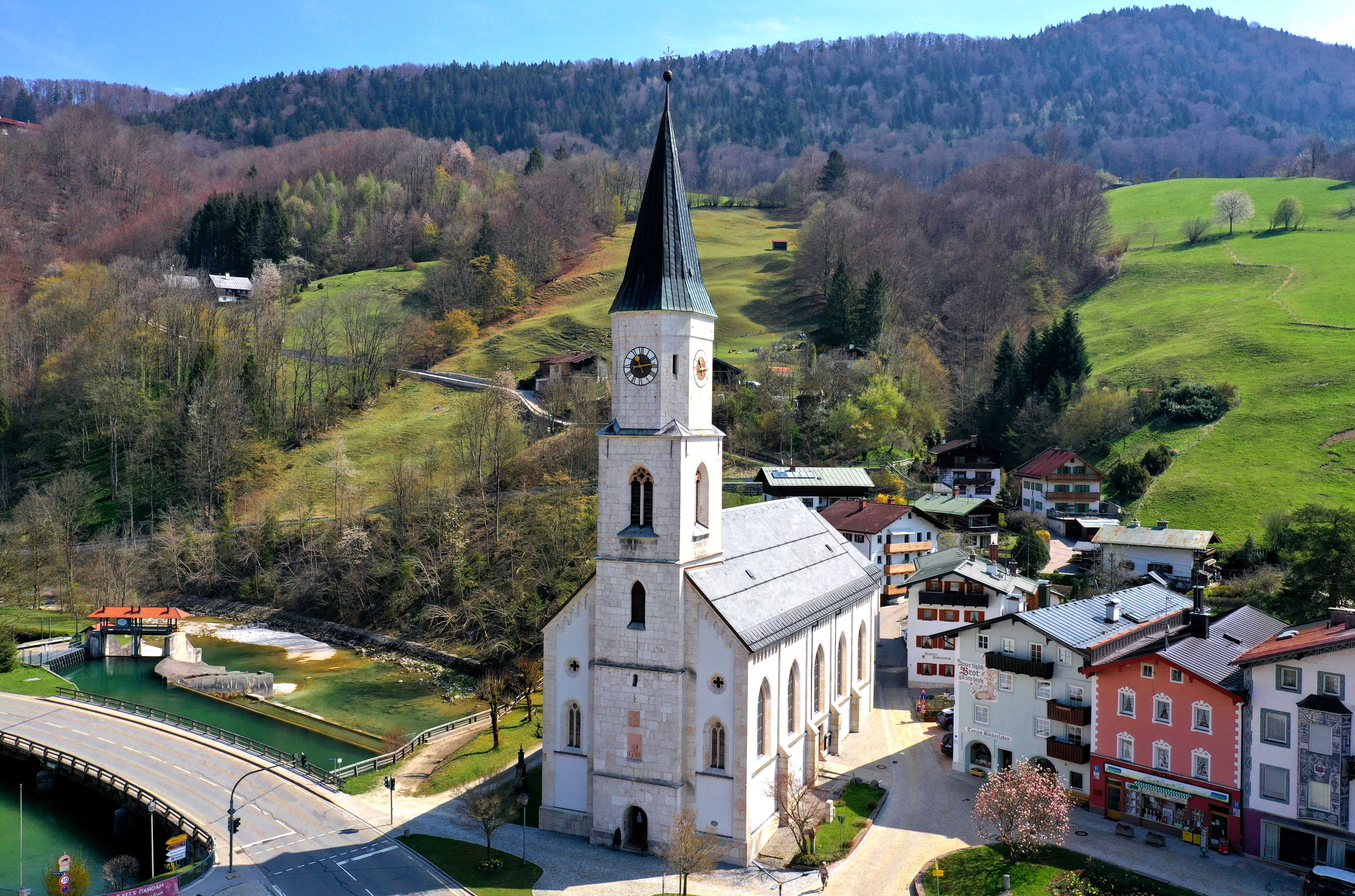
Pfarrkirche St. Nikolaus
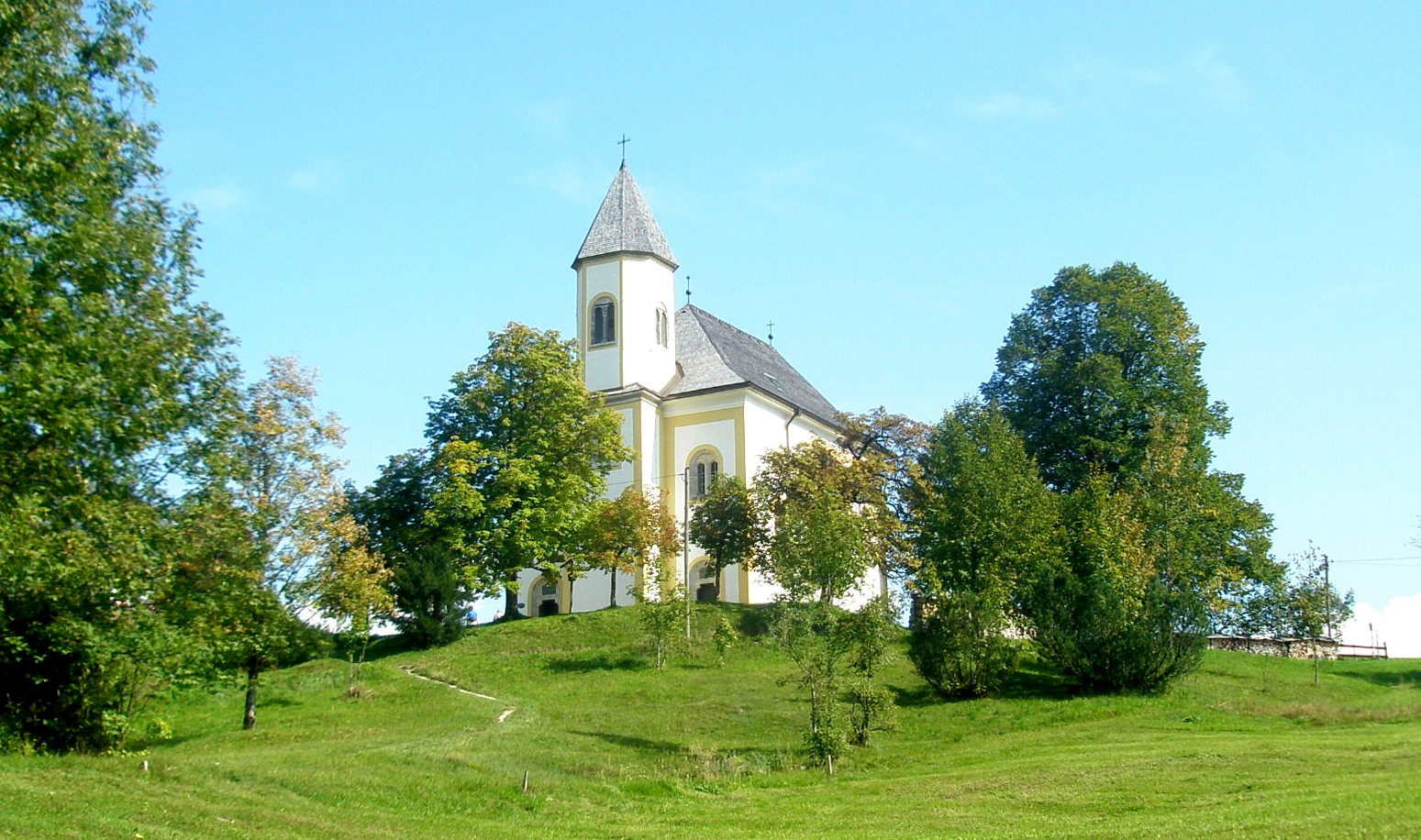
Wallfahrtskirche Mariä Heimsuchung

Pfarrverband Ramsau – Unterstein
Die Pfarreien in Ramsau bei Berchtesgaden und Schönau am Königssee bilden den Pfarrverband Ramsau – Unterstein:
Die Kirche St. Sebastian wurde 1512 erbaut, seither mehrfach erweitert und 1812 zur Pfarrkirche von Ramsau. Sie erlangte als bereits von zahlreichen Malern des 19. Jahrhunderts wie später auch auf Post- und Weihnachtskarten genutztes Bildmotiv große Bekanntheit.
Die Wallfahrtskirche Maria Himmelfahrt (auch bekannt als Maria Kunterweg) wurde 1733 fertig gestellt und gilt als eines der originellsten Werke des bayerischen Rokoko.
Die Kalvarienbergkapelle, erbaut im Stil des späten Rokoko, wurde 1774 etwa 300 m westlich der Pfarrkirche St. Sebastian als offene Ädikula errichtet und bildet Anfang bzw. Ende des Stationswegs hinauf nach Maria Kunterweg.
Die Antoniuskapelle ist eine zu Ehren des hl. Antonius von Padua geweihte barocke Kapelle aus dem späten 17. Jahrhundert am Westufer des Hintersees im gleichnamigen Gemeindeteil Hintersee

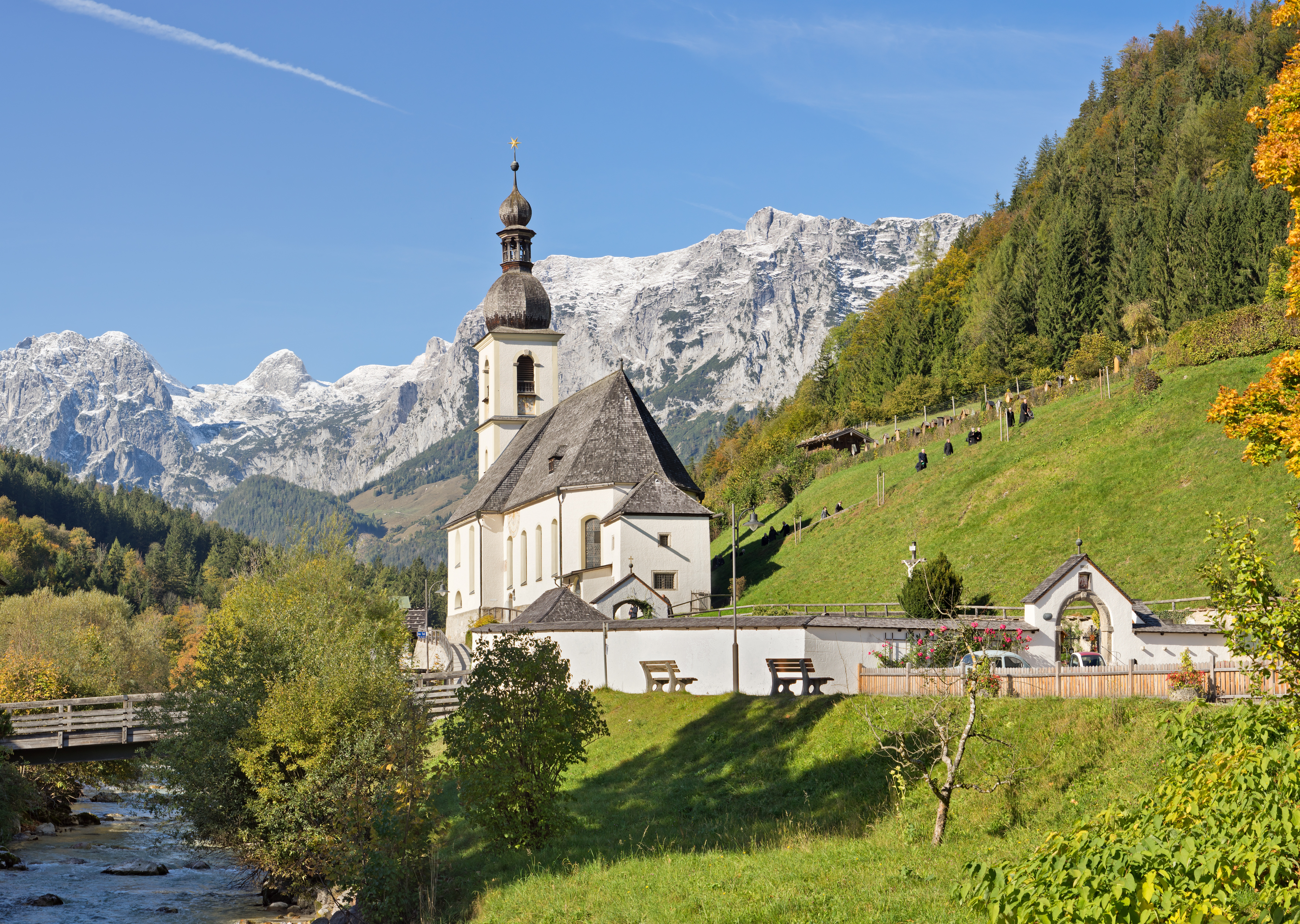
Pfarrkirche St. Sebastian vom Malerwinkel aus mit Reiteralpe
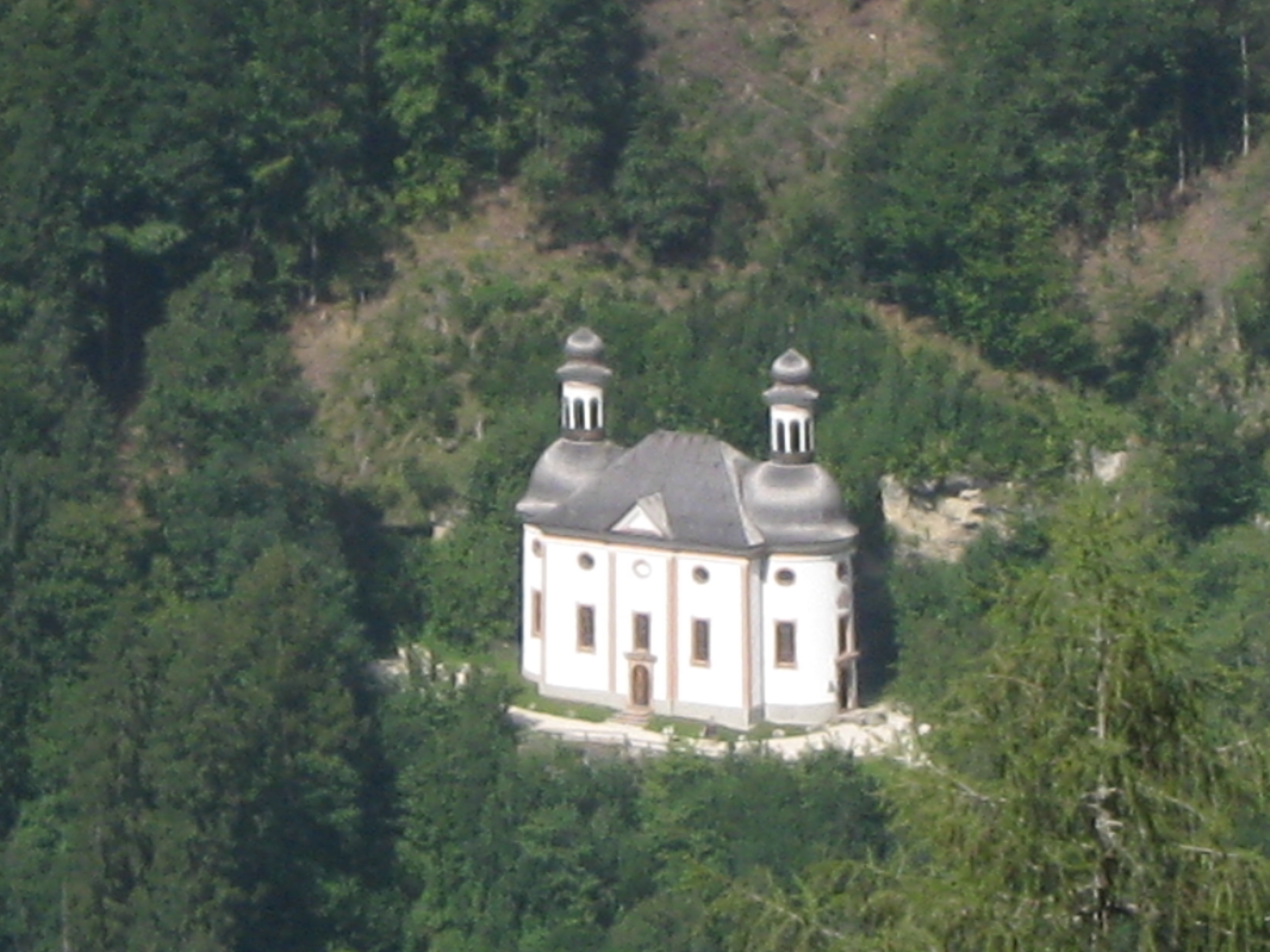
Wallfahrtskirche Maria Himmelfahrt vom Wanderweg 485 im Süden aus gesehen
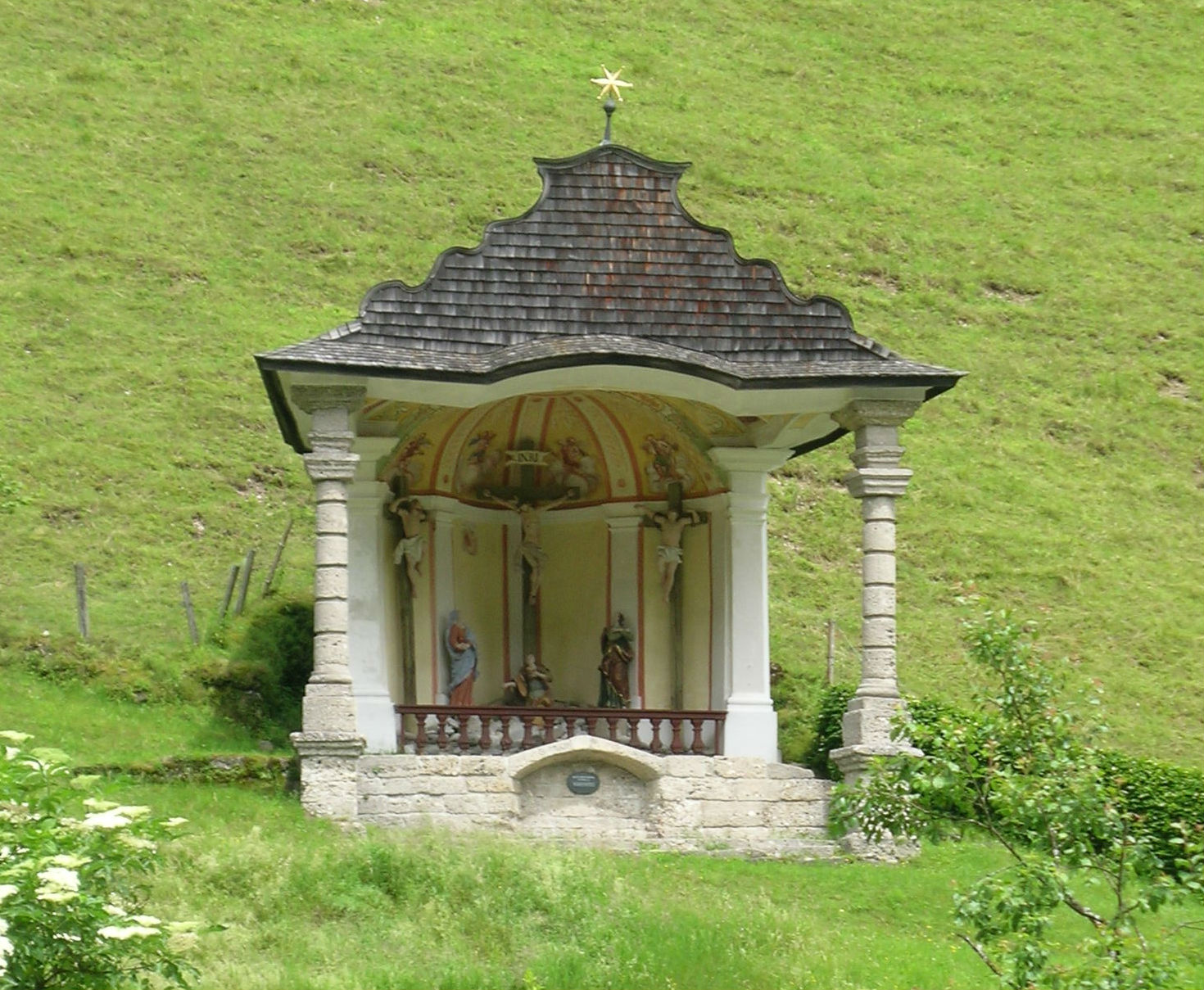
Kalvarienbergkapelle
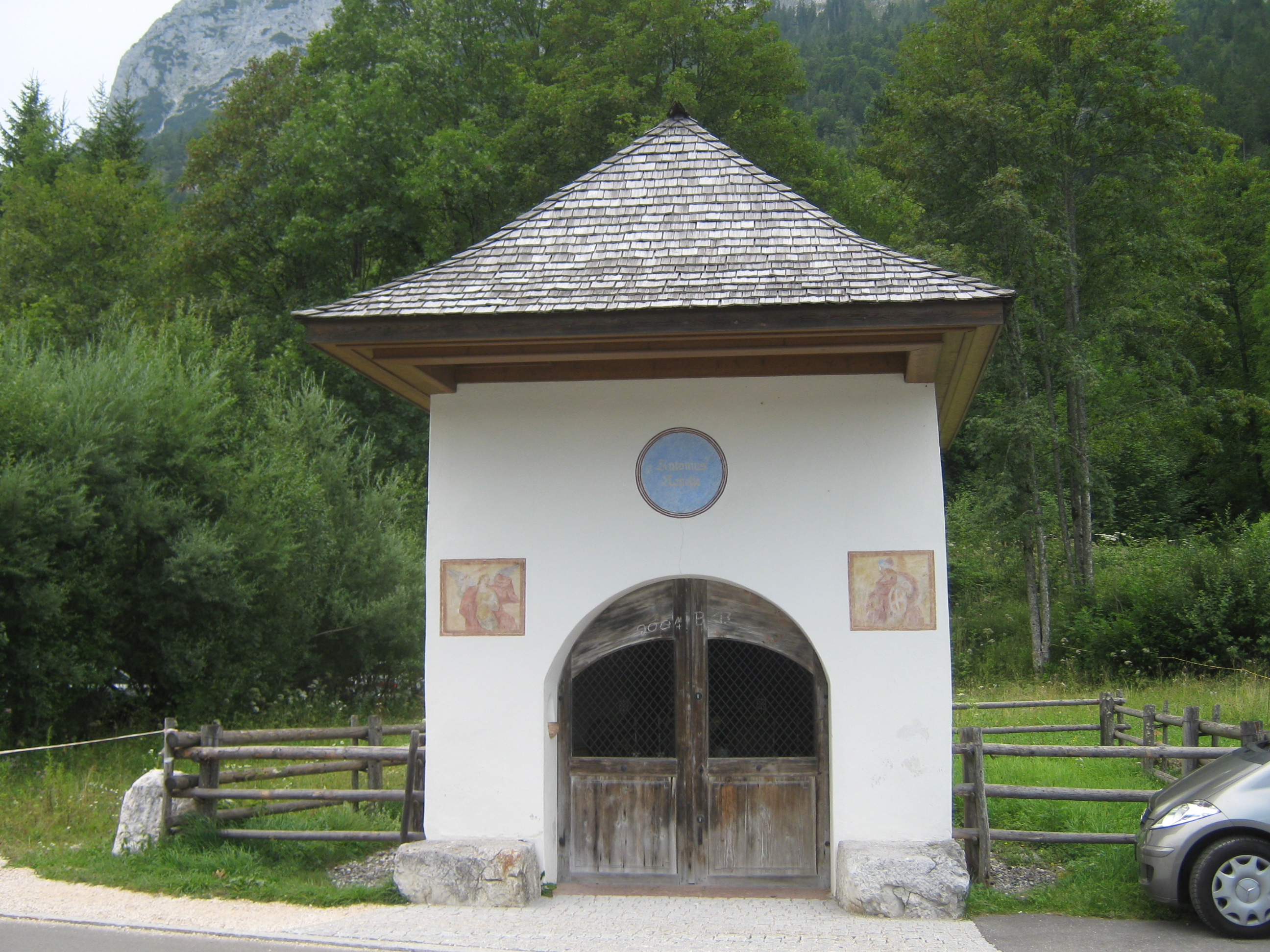
Antoniuskapelle

Mariä Sieben Schmerzen ist die Pfarrkirche der Pfarrei Unterstein im Ortsteil Unterschönau der Gemeinde Schönau am Königssee
Die Wallfahrtskapelle St. Bartholomä am Westufer des Königssees auf der Halbinsel Hirschau ist als eines der Wahrzeichen der Region das Ziel tausender Touristen. Sie stammt in einigen Teilen noch aus dem 12. Jahrhundert und ist seit dem 17. Jahrhundert im Stil des Barock gestaltet.
Die Waldkapelle St. Johann und Paul wurde zwischen 1617 und 1620 unweit von St. Bartholomä erbaut.
Die Bergopfer-Gedenkkapelle St. Bernhard wurde 1999 auf der Kührointalm eingeweiht.

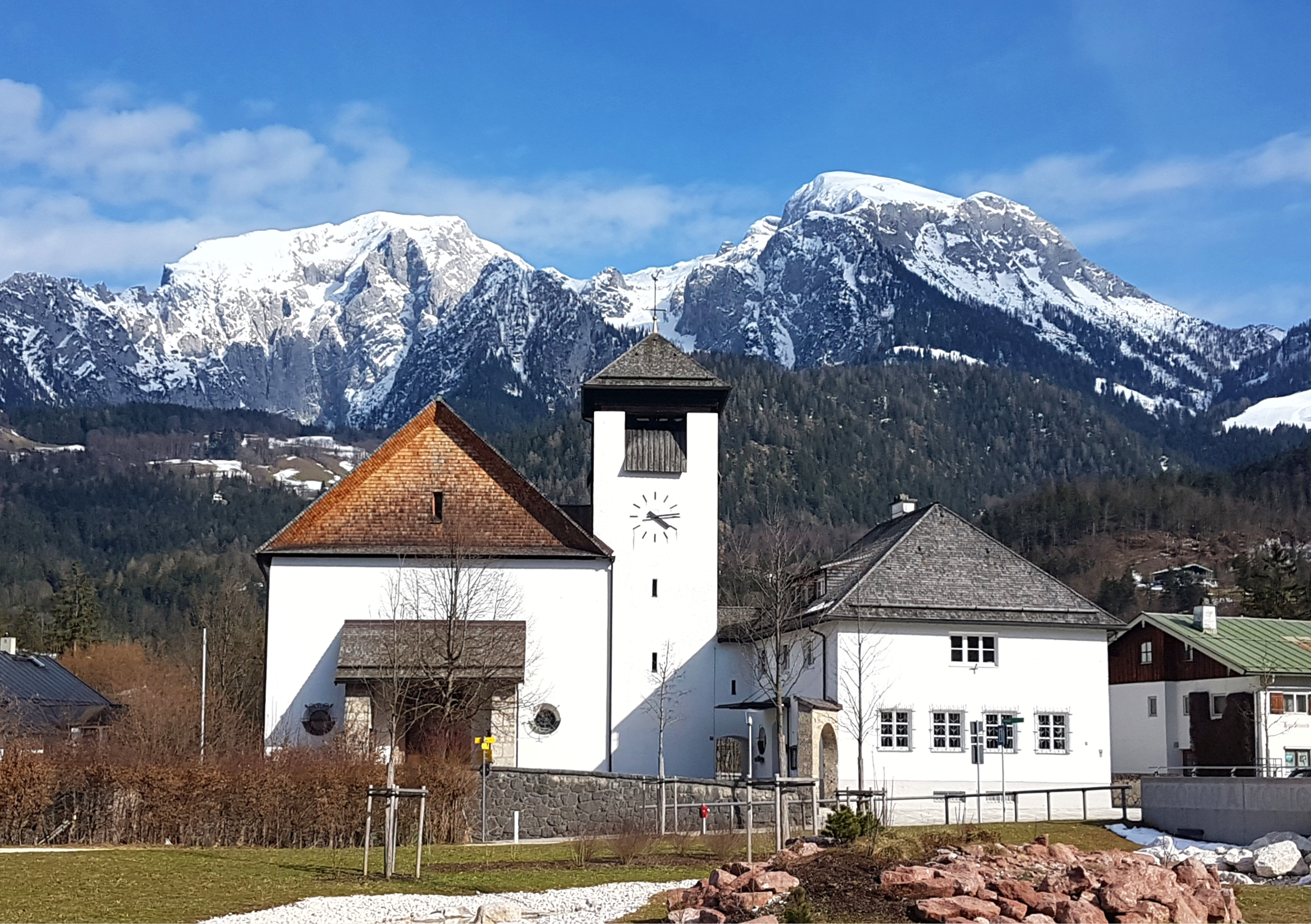
Mariä Sieben Schmerzen
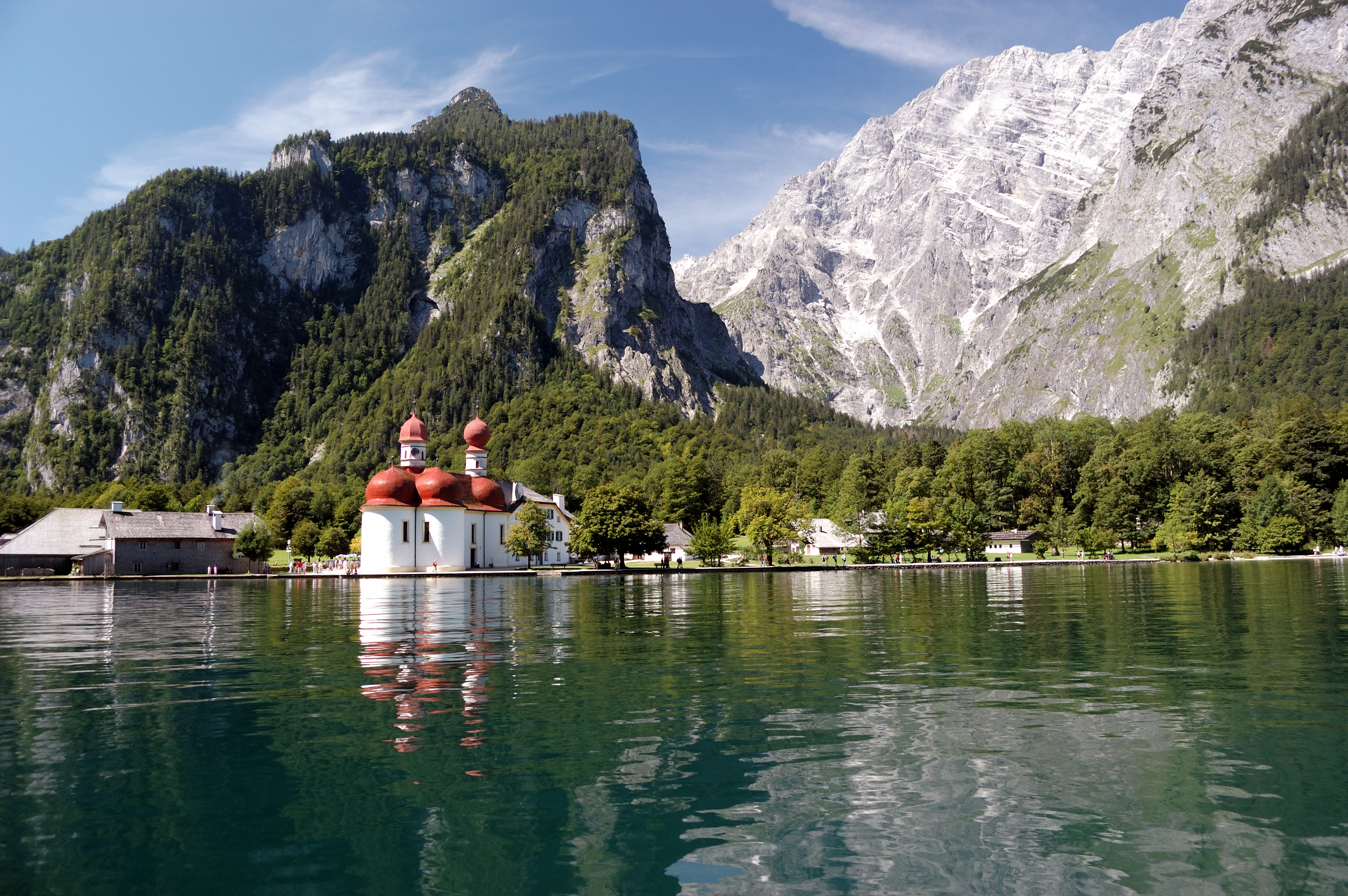
St. Bartholomä vom Schiff aus gesehen
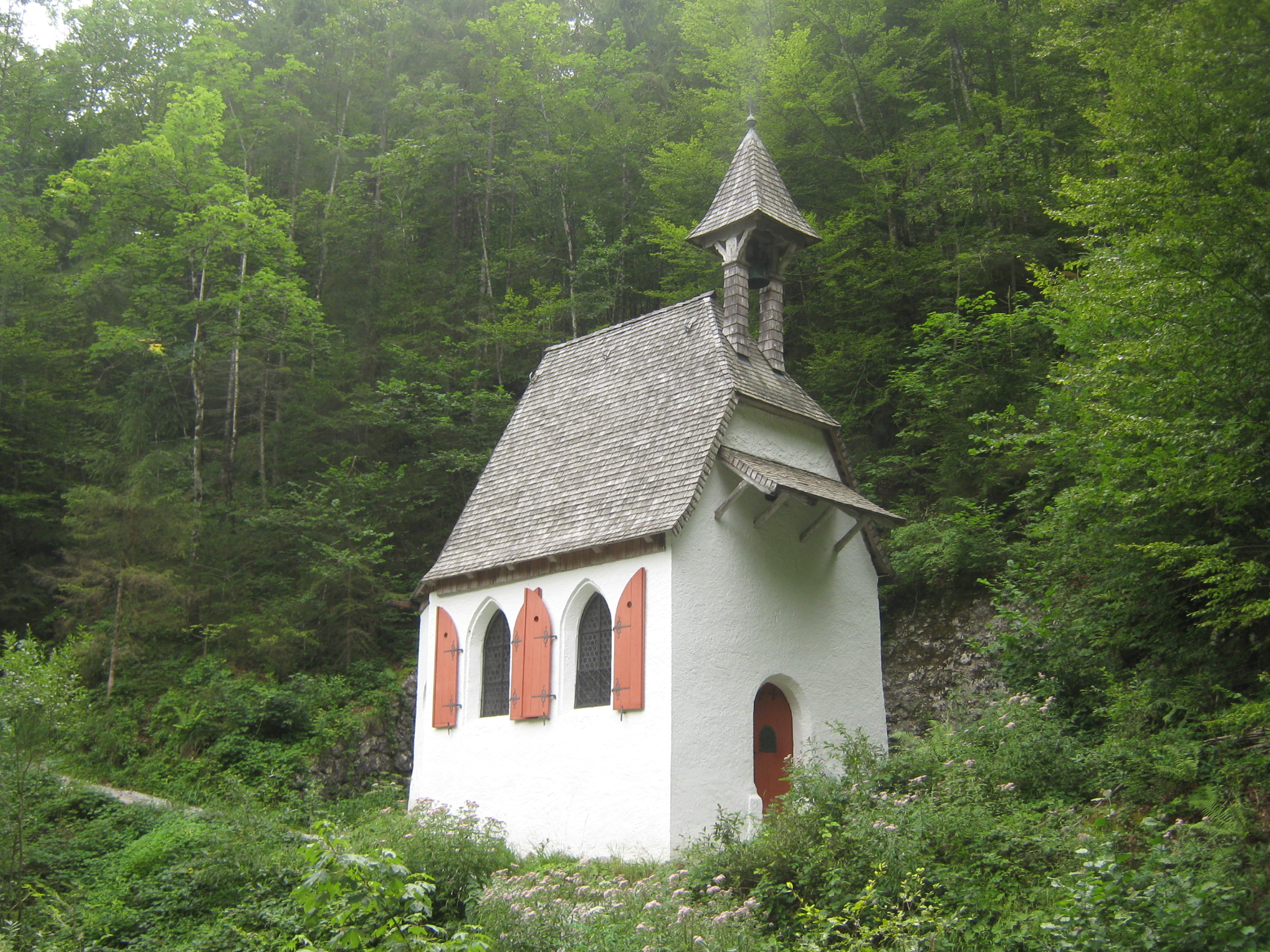
Waldkapelle St. Johann und Paul
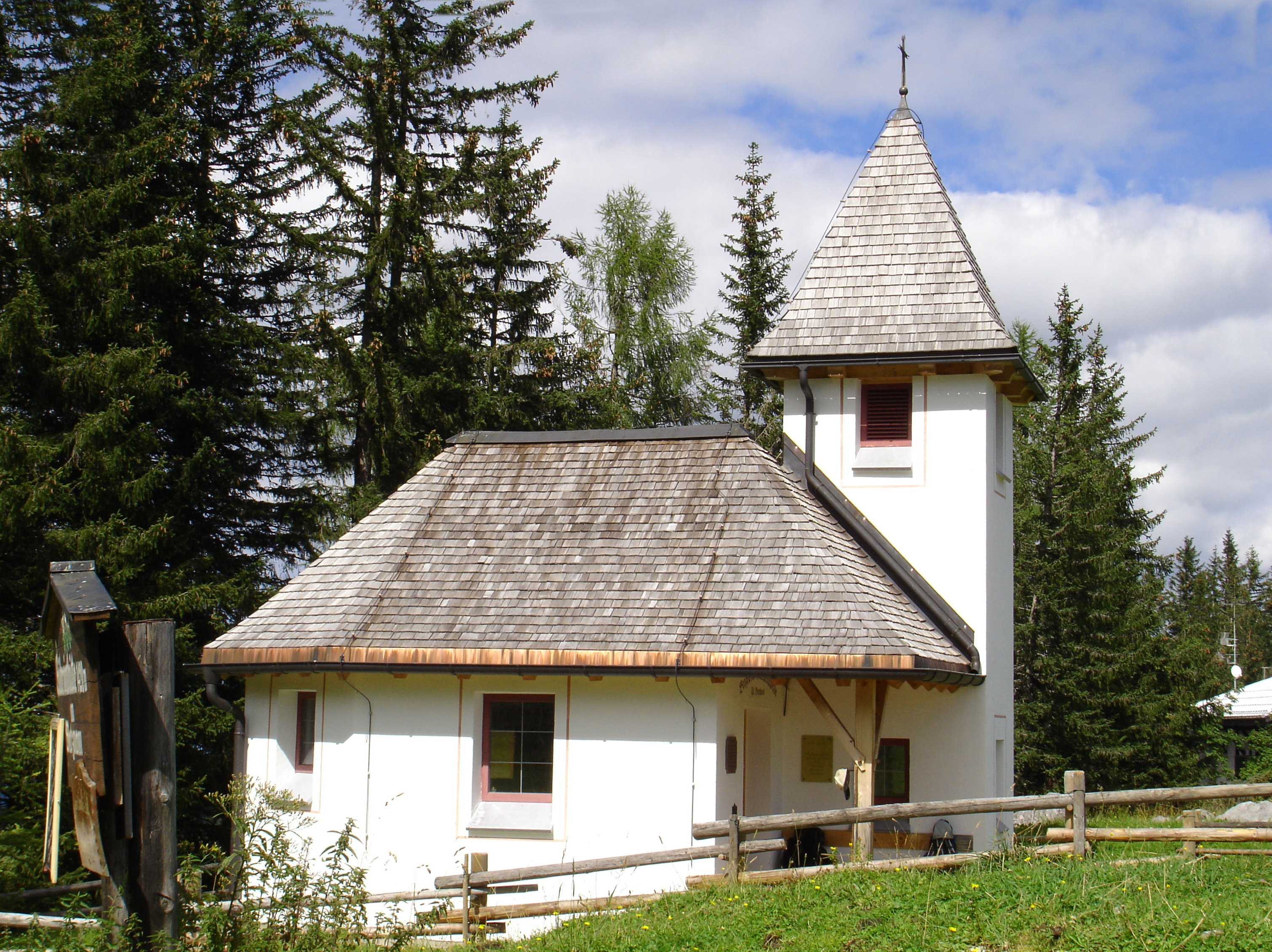
Bergopfer-Gedenkkapelle St. Bernhard auf der Kührointalm

### Museen
Museen gibt es innerhalb des Berchtesgadener Landes derzeit nur in Berchtesgaden.
Das 1614 am nördlichen Rand des Ortskerns von Stiftsdekan Degenhart Neuchinger erbaute Schloss Adelsheim war erst nobler Bürgerwohnsitz, ab 1795 Sitz des Kurfürstlich Bayerischen Hauptsalzamtes und 1803 für wenige Wochen bis zu seinem Tod Residenz des bereits abgedankten, letzten Fürstpropstes von Berchtesgaden, Joseph Konrad von Schroffenberg-Mös. Seit 1968 beherbergt es das volkskundliche Museum Schloss Adelsheim.
Das Königliche Schloss Berchtesgaden zeigt in seinen Räumen zwei Sammlungen. Die Ostasiensammlung umfasst japanisches, chinesisches und europäisches Porzellan der Manufakturen Nymphenburg, Frankenthal und Meißen aus dem 16. bis 20. Jahrhundert. Das Rehmuseum verfügt über eine wildwissenschaftliche Sammlung mit Ausstellungsstücken, die Herzog Albrecht von Bayern (1905–1996) überwiegend aus dem Revier Weichselboden persönlich zusammengetragen und bearbeitet hat. Besichtigungen sind nur im Rahmen einer Führung möglich. Daneben bietet das Schloss mit Kerzen beleuchtete Abendführungen an; jeden Freitag findet Eine kleine Schlossmusik statt.
Die 1999 eröffnete Dokumentation Obersalzberg sucht die Vergangenheit Obersalzbergs als „Führersperrgebiet“ zu beleuchten und die Verbindungen zur NS-Politik aufzuarbeiten. Sie zielt damit u. a. auch darauf, den bis dahin allein auf „kommerzielle Ausbeutung“ bedachten Fremdenverkehrsinteressen entgegenzuwirken, die den Kiosken an der Haltestelle zum Kehlsteinhaus seit Jahrzehnten auch den Verkauf von „Geschichtsmüll“ zubilligten, „Andenken mit idyllischen NS-Motiven und vor allem reißerische Hochglanzbroschüren, die scheinbar objektiv über das Geschehen auf dem Obersalzberg in der NS-Zeit informierten, tatsächlich aber die Geschichte verklärten und das nationalsozialistische Regime verharmlosten.“ (→ Siehe auch den Abschnitt: Nationalsozialismus und Zweiter Weltkrieg)
Im 2013 eröffneten Haus der Berge, einem Informations- und Bildungszentrum des Nationalparks Berchtesgaden in der Hanielstraße, steht neben Sonder- und Wechselausstellungen die rund 900 m² beanspruchende Ausstellung „Vertikale Wildnis“ im Mittelpunkt, in der auf einer stetig ansteigenden Wanderung durch die Lebensräume Wasser, Wald, Alm und Fels die Besucher die gesamte Bandbreite des Lebens im Nationalpark Berchtesgaden kennenlernen sollen.

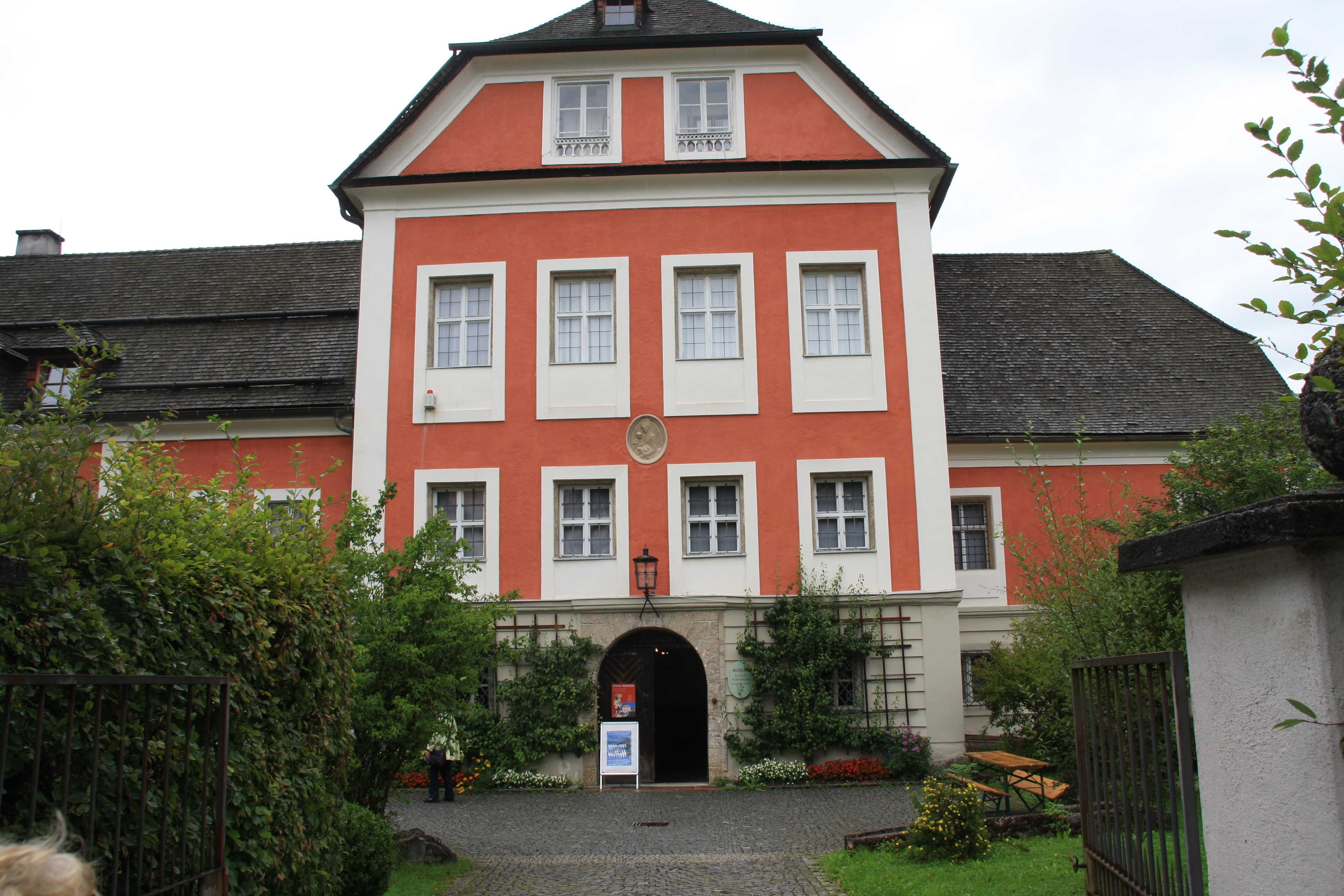
Schloss Adelsheim
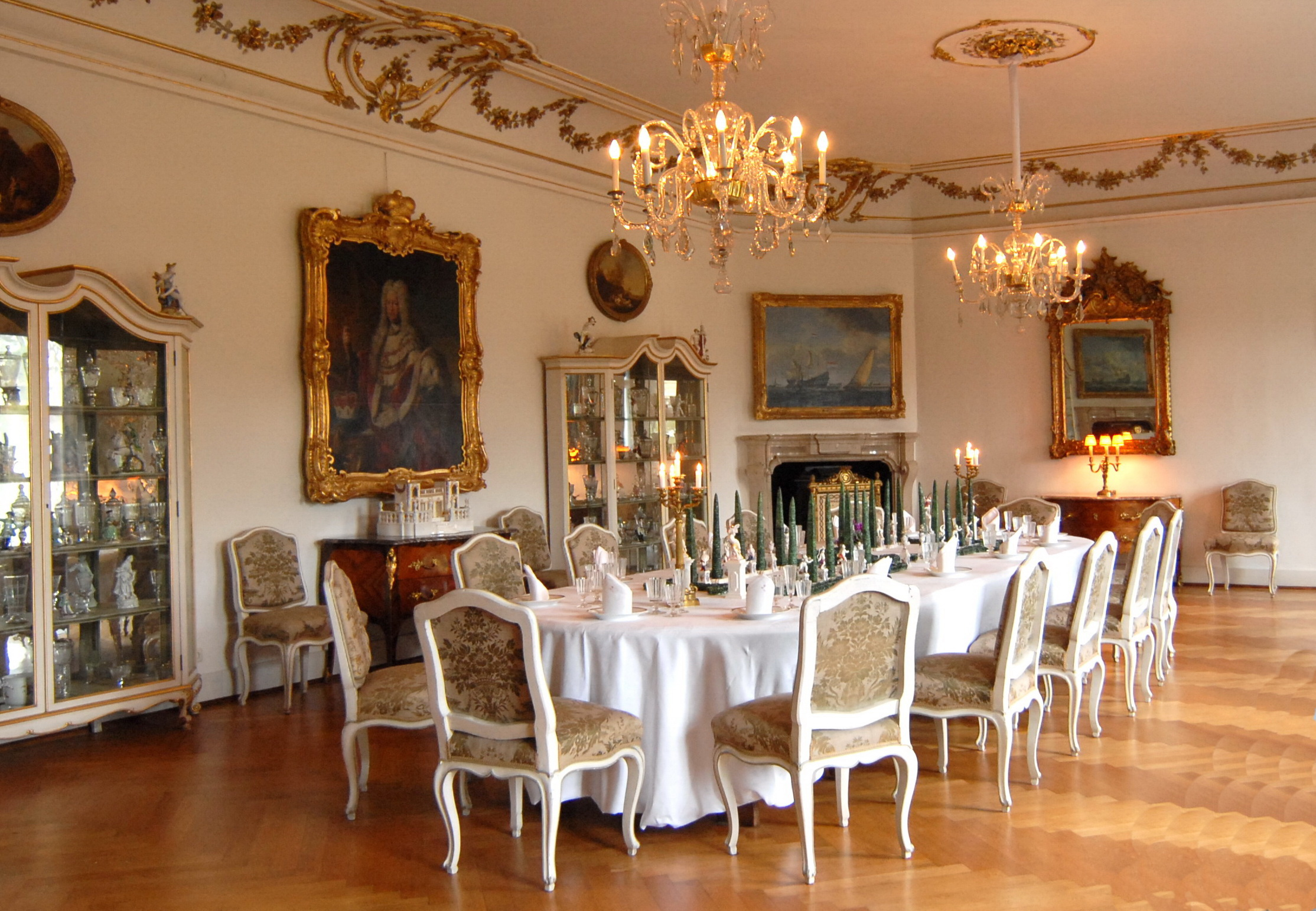
Großer Speisesaal im Königlichen Schloss
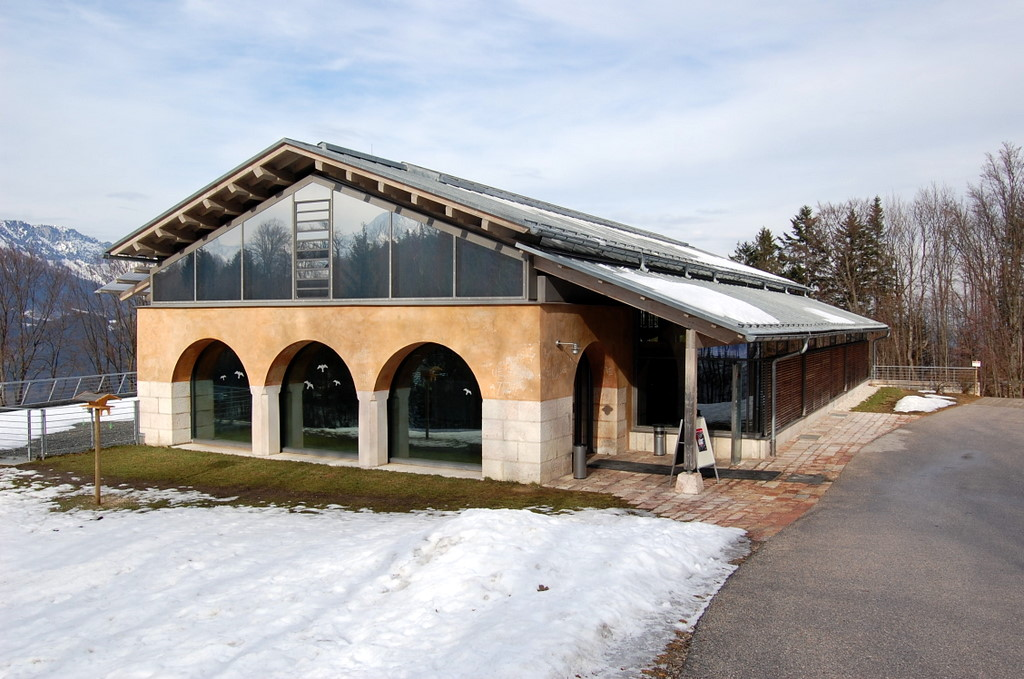
Dokumentation Obersalzberg
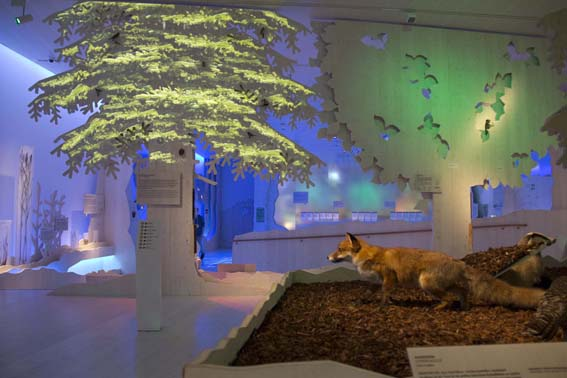
Lebensraum Wald, Teil der Ausstellung Vertikale Wildnis im Haus der Berge

### Naturdenkmäler und Geotope

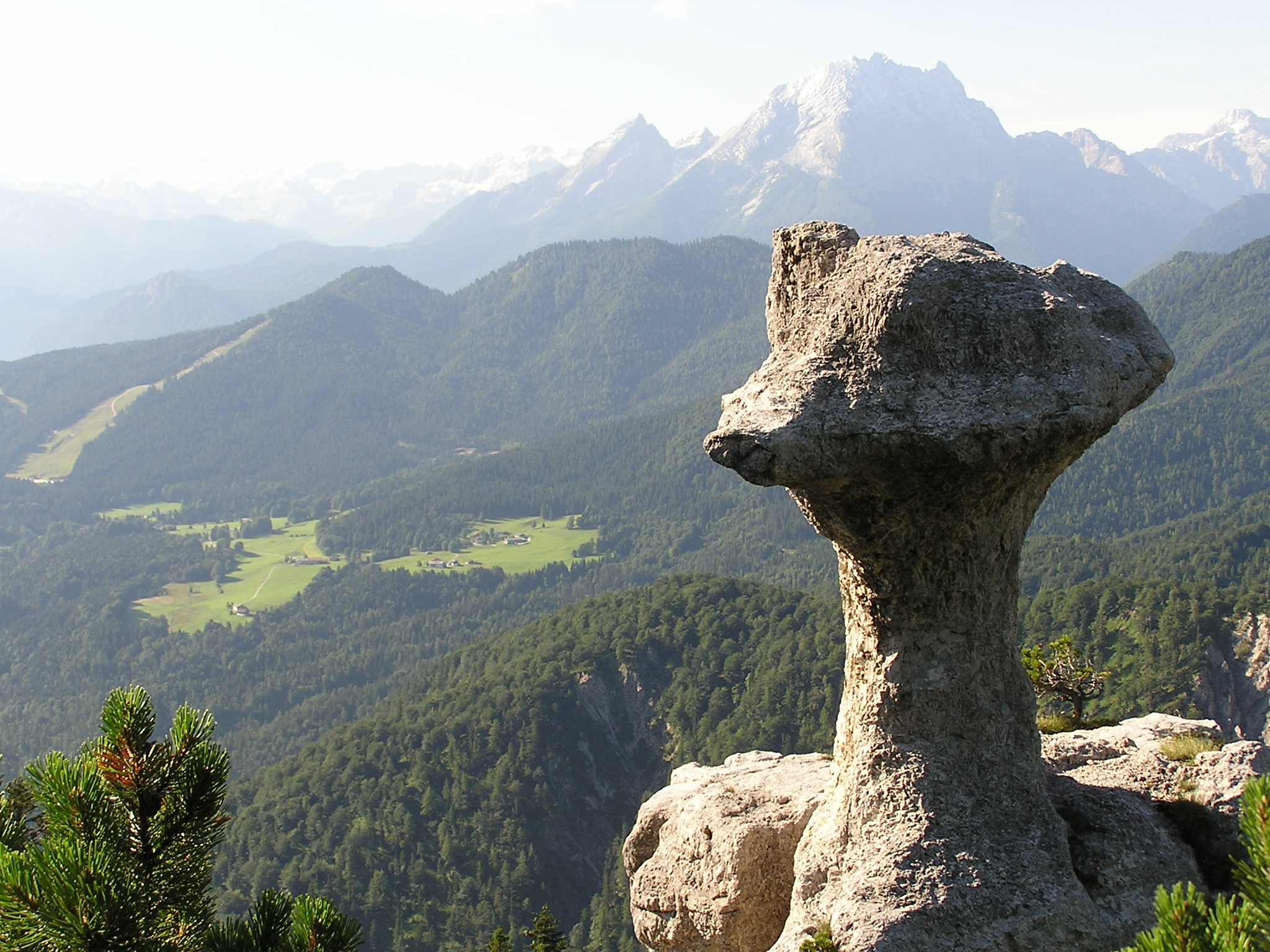
Blick von der Steinernen Agnes auf Loipl

Das Berchtesgadener Land ist reich an geologischen Besonderheiten, die vom Bayerischen Landesamt für Umwelt als Geotope ausgewiesen worden sind. Die markante Felsformation der Steinernen Agnes gehört zu den 77 Nationalen Geotopen Deutschlands, die neben dem Zauberwald in Hintersee und der Watzmann-Ostwand auch mit dem Prädikat Bayern schönstes Geotop ausgezeichnet wurde.
Im Berchtesgadener Land i. e. S. wurden 51 geologische Objekte als Geotope ausgewiesen. Neben markanten Felsformationen (wie der Steinernen Agnes, dem Großen und Kleinen Barmstein) wurden Schluchten und Klammen (u. a. Wimbachklamm, Almbachklamm), Seen (Taubensee, Funtensee), Quellen (Schwarzbachloch, Gletscherquellen in der Ramsau), Wasserfälle (u. a. Schrainbachfall, Königsbach-Wasserfall), Höhlen (Salzgrabenhöhle, Schellenberger Eishöhle, Eiskapelle am Watzmann), Verkarstungserscheinungen (Funtensee-Uvala, Karrenfelder am Steinernen Meer, Dolinenfelder bei Oberschönau), Bergstürze (Zauberwald, Bergsturz zwischen dem Königssee und Obersee), Spuren der Eiszeiten (Gletscherschliff an der Unterlahner Alm, die Findlinge Löwenstein, Großer Stangerstein und Schustersteine, Buckelwiesen bei Gschoßhäusl, die Gletschertöpfe am Kälberstein in Berchtesgaden) sowie Steinbrüche und Bergwerke als Geotope ausgewiesen.

Auswahl von Geotopen im Berchtesgadener Land
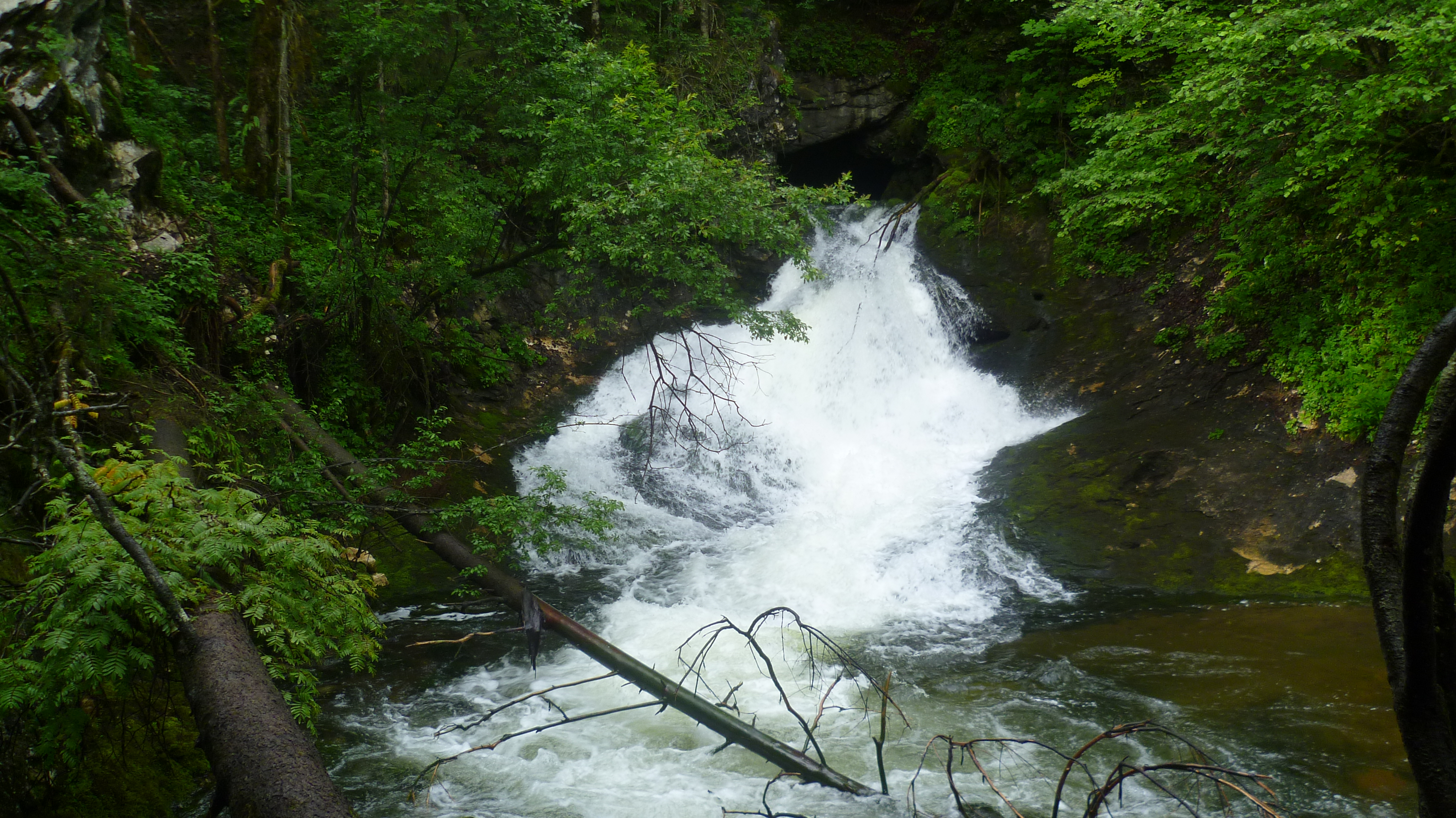
Karstquelle Schwarzbachloch
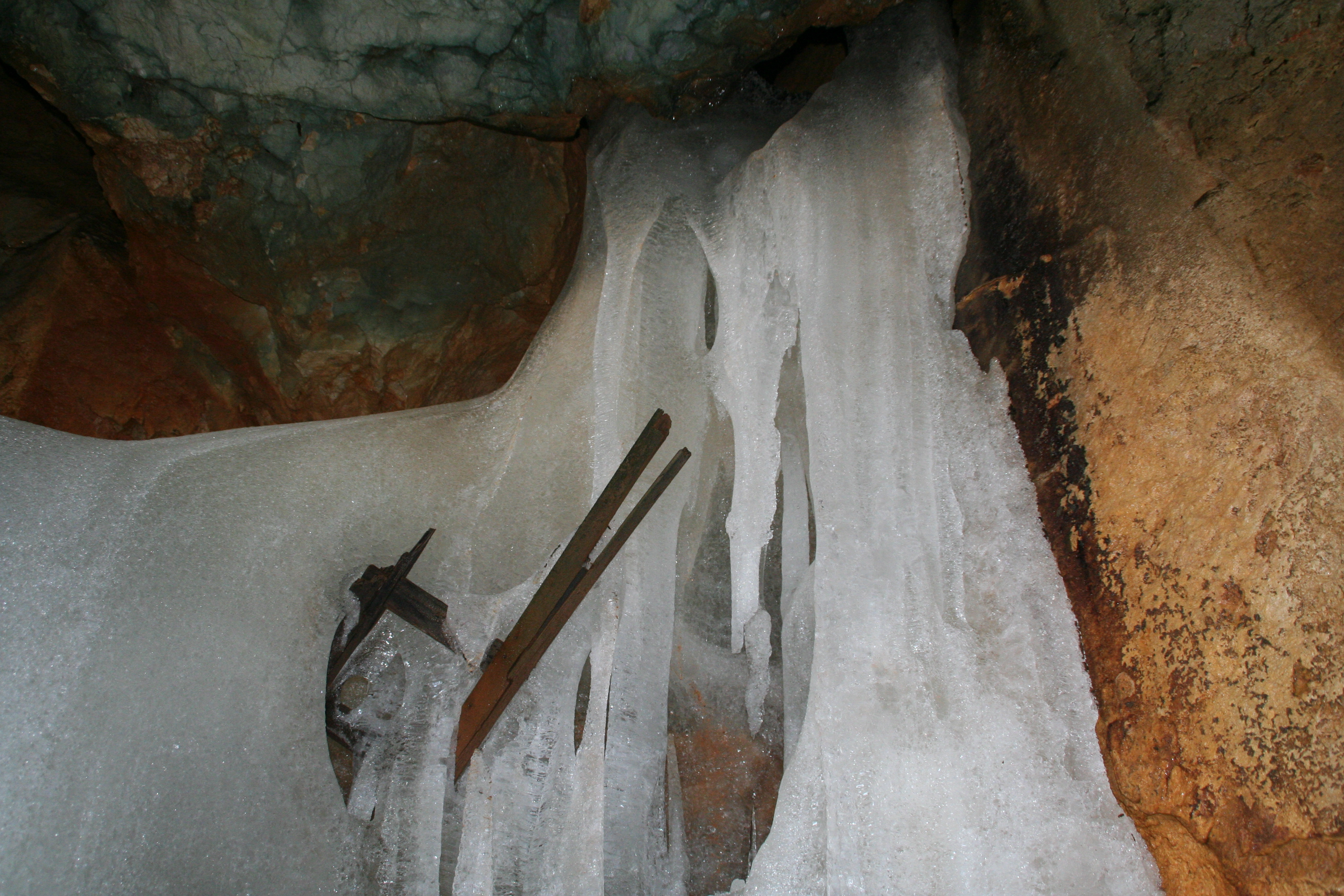
Schellenberger Eishöhle
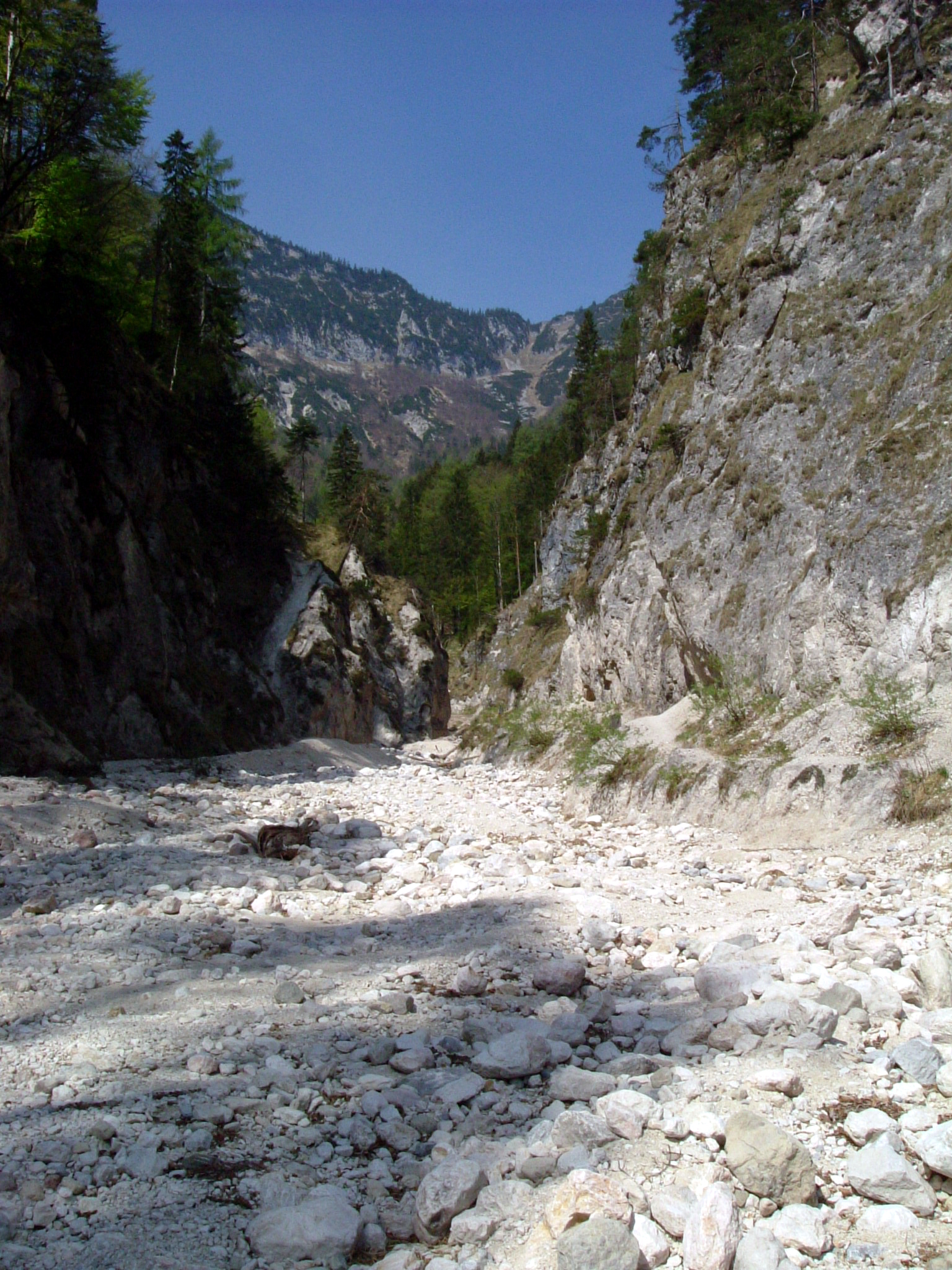
Almbachklamm
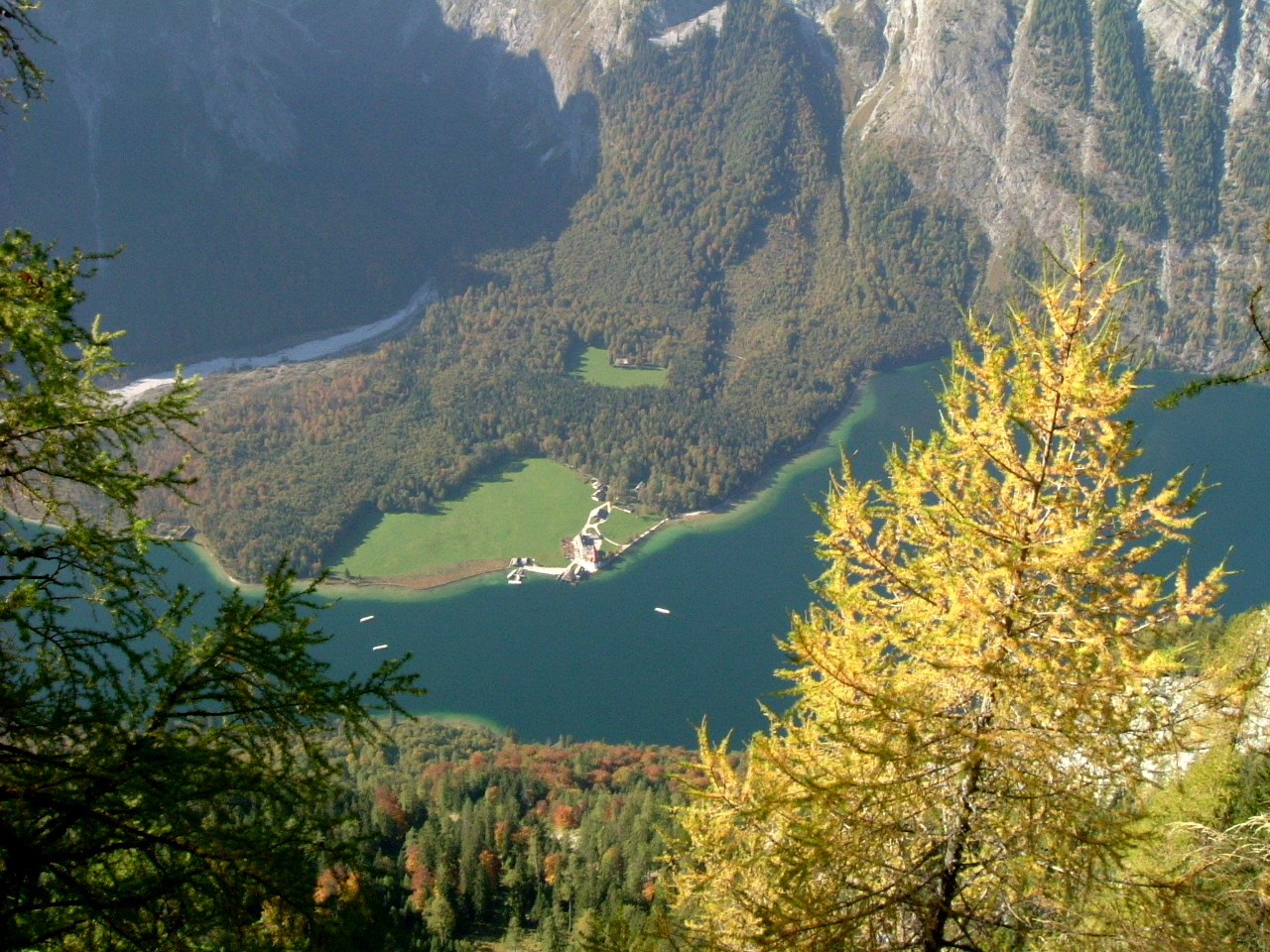
Schwemmfächer am Königssee
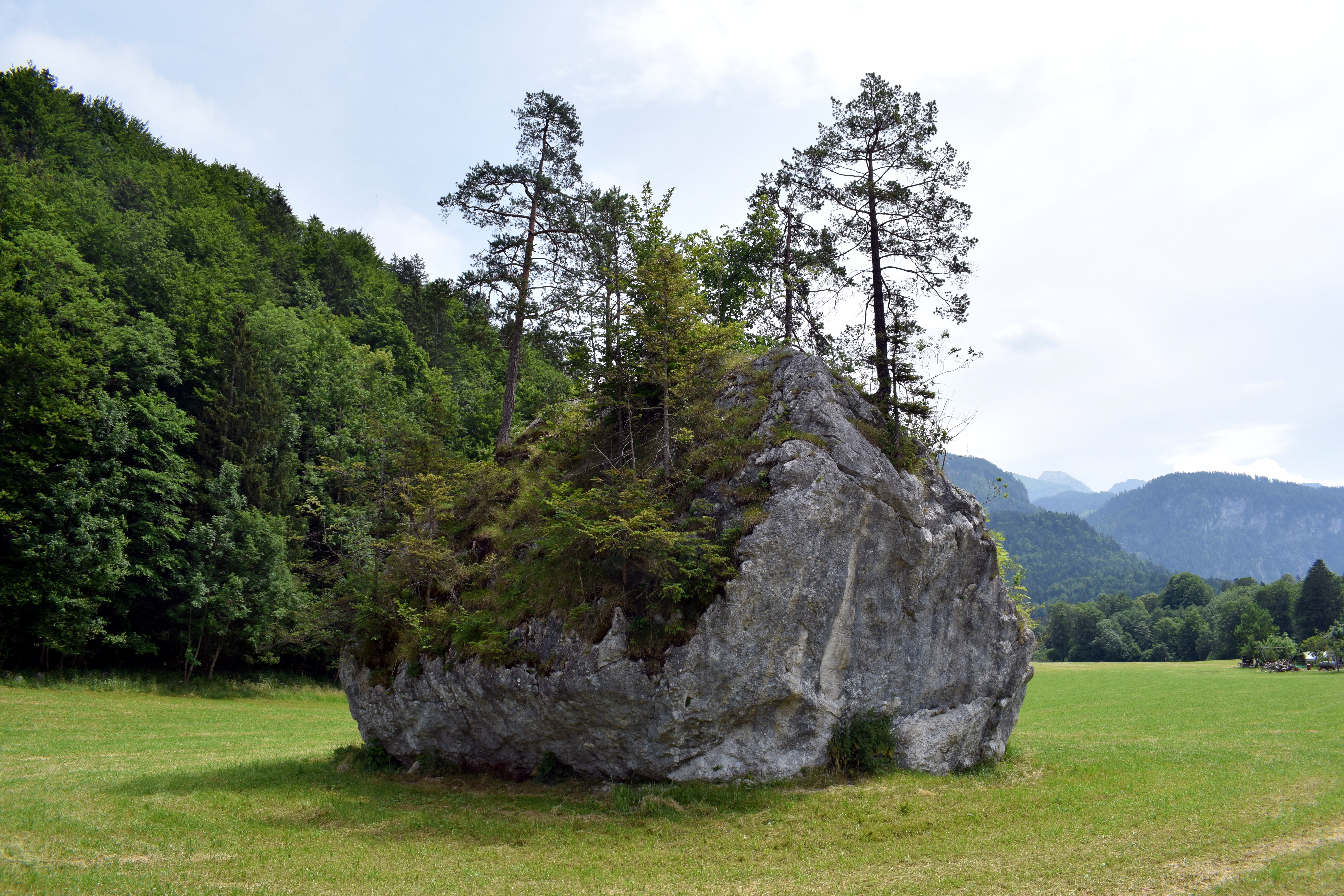
Schusterstein

## Wirtschaft und Infrastruktur

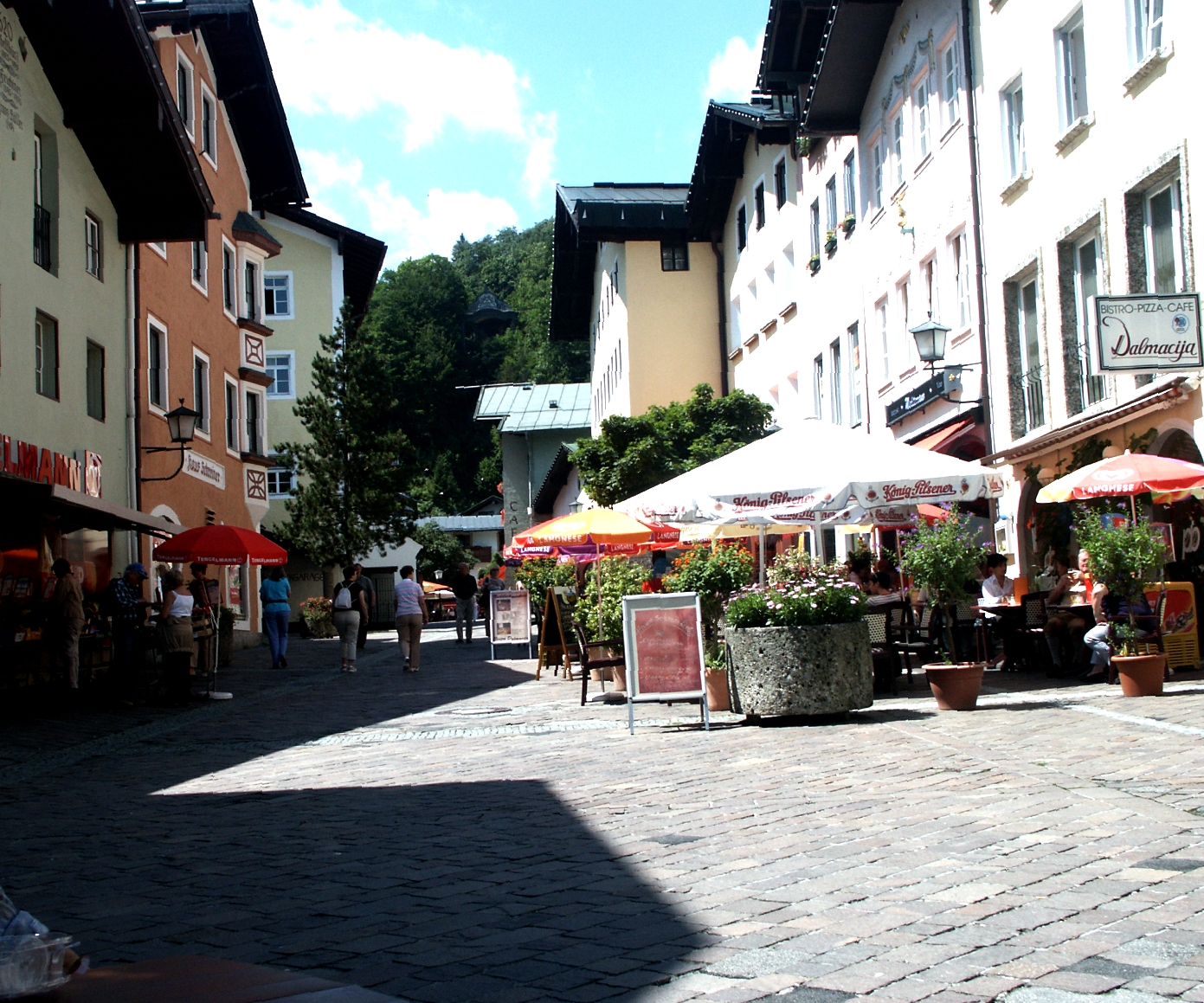
Blick auf Fußgängerzone am Marktplatz von Berchtesgaden

Laut eines Arbeitsberichts der ARL weist der „Beitrag des Tourismus zum Volkseinkommen (im Landkreis) Berchtesgadener Land […] Anteile von mehr als 10 bis über 15 % auf.“ Laut einer Dokumentation des Ö.T.E von 2005 sind (ohne Einbeziehung der Einkünfte durch Vermietung) 31,4 Prozent aller Erwerbstätigen im Landkreis in den für den Tourismus bedeutsamen Branchen Handel, Gastgewerbe und Verkehr tätig gewesen, wobei im Vergleich zum Branchenschwerpunkt im nördlichen Freilassing der „Großraum Berchtesgaden stark durch den Tourismus geprägt“ ist. Allerdings sind die Zahlen der Gäste und ihrer Verweildauer seit 1991 rückläufig, so dass die Gemeinden über die Berchtesgadener Tourismus Land GmbH neue Akzente setzen will und den Tourismus künftig umweltverträglicher zu gestalten sucht.

### Tourismus

#### Organisation
Organisiert und verwaltet wird der Tourismus im Berchtesgadener Land vom Zweckverband Bergerlebnis Berchtesgaden (bis 2004: Fremdenverkehrsverband Berchtesgadener Land; bis 2021: Zweckverband Tourismusregion Berchtesgaden-Königssee). Die in Berchtesgaden ansässige Kurdirektion Berchtesgaden ist nicht nur Verwaltungssitz dieses Zweckverbandes, sondern war u. a. auch Sitz der von 2005 bis 2021 erstmals landkreisweit um Gäste werbenden Marketinggesellschaft Berchtesgadener Land Tourismus GmbH.

#### Geschichte

##### Zu- und abnehmender Massentourismus
Seit Mitte des 19. Jahrhunderts sind die Gemeinden des Berchtesgadener Landes aufgrund ihrer → Sehenswürdigkeiten und → Naturdenkmale ein beliebtes Touristenziel – bis in die 1990er-Jahre mit wachsenden Gästezahlen. Seit Ende des Zweiten Weltkriegs bildet der Ortsteil Obersalzberg wegen seiner Rolle in der Zeit des Nationalsozialismus eine weitere „Attraktion“, jedoch keineswegs nur als „Wallfahrtsstätte für Ewiggestrige“. Obersalzberg gehört bis heute unter anderem regelmäßig zum Besuchsprogramm amerikanischer Salzburg-Touristen.
Noch bis in die 1990er-Jahre setzte man vorwiegend auf den Massentourismus als Wirtschaftsfaktor. Nach Angaben der Fremdenverkehrsverbände betrug die Zahl der Gästeankünfte im Jahr 2003 für den ganzen Landkreis 578.082, die der Übernachtungen 3.696.851 und die durchschnittliche Aufenthaltsdauer 6,4 Tage. Ihren Höhepunkt erreichten die Gästeankünfte 1991 mit 692.381 Gästen. Die enorme Zunahme um ca. 10 Prozent (von 1990 auf 1991) erklärte sich durch den erstmaligen Zustrom von Touristen aus den neuen Bundesländern. Ab 1991 nahmen die Zahlen, mit Ausnahme des Zeitraums von 1998 bis 2000, aber fortwährend ab.
Auch die im Nachfolgenden beschriebene Neuausrichtung hat diesen Trend bestenfalls verlangsamt, sodass für das Berchtesgadener Land im Jahr 2015 die Aufenthaltsdauer von 518 000 Gästen bei 2,3 Millionen bzw. durchschnittlich 4,47 Übernachtungen pro Gast tendenziell eher weiter sinkt.

##### Neuausrichtung
Das Motto „Natürlich – Sportlich – Erlebnisreich – Gesund“ der 2005 gegründeten Berchtesgadener Tourismus Land GmbH spiegelt die touristische (Neu-)Ausrichtung wider. Alle fünf Gemeinden des Berchtesgadener Landes führen das Prädikat „heilklimatische Gemeinde“, von denen Bayern insgesamt 16 aufweist, bzw. gemeinsam wegen ihres Reizklimas das „Prädikat eines Heilklimatischen Kurorts, und bilden zusammen mit dem Nationalpark Berchtesgaden das einzige zusammenhängende Heilklimatische Kurgebiet Deutschlands“.
Als Mitglied der Kooperation Alpine Pearls versucht Berchtesgaden, neue Akzente zu setzen und den Tourismus umweltverträglicher zu gestalten. So werden seitdem beliebte Sportaktivitäten wie Skitourengehen und die Kombination aus Schneeschuhwandern und Snowboarden innerhalb des Nationalparks als problematisch für die dort lebende Fauna angesehen, insbesondere dann, wenn sie auch nachts ausgeführt werden. Dem wurden allerdings bislang nur erste „lenkungswirkende Maßnahmen“ für die Besucher entgegengesetzt, wie eine Beschilderung und die ehrenamtliche Betreuung solcher Maßnahmen.

### Andere Wirtschaftszweige
Nach den Zahlen des Bayerischen Landesamtes für 2008 hat Berchtesgaden beispielhaft für die anderen Gemeinden des Berchtesgadener Landes von insgesamt 2936 sozialversicherungspflichtig beschäftigten Arbeitnehmern in Berchtesgaden 517 (17,6 Prozent) einen Arbeitsplatz im produzierenden Gewerbe. Daneben sind in der Land-, Forstwirtschaft und Fischerei 94 (3,2 Prozent), in Handel, Verkehr und Gastgewerbe 982 (33,5 Prozent), bei Unternehmensdienstleistern 277 (9,4 Prozent) und bei öffentlichen und privaten Dienstleistern 1066 Arbeitnehmer (36,3 Prozent) beschäftigt.
Es gibt in der Region keinen industriellen Großbetrieb, sondern lediglich kleinere Betriebseinheiten. Hellmut Schöner stellte bereits Anfang der 1980er-Jahre fest, dass es innerhalb des „inneren Landkreises Berchtesgaden“ nur wenige Betriebe mit mehr als 50 Beschäftigten gab. Für die Gemeinde wurde das Salzbergwerk mit 135 Arbeitnehmern als größter Arbeitgeber, an zweiter Stelle die Kurdirektion (einschließlich der Saisonkräfte) mit 100 und an dritter Stelle das Hofbrauhaus Berchtesgaden mit 65 Beschäftigten verzeichnet. Die Zahlen der Arbeitnehmer in den genannten Betrieben haben sich weiter reduziert: im Salzbergwerk auf 100 (Stand: 2013) in der Kurdirektion bzw. dem Zweckverband Bergerlebnis Berchtesgaden auf 65 und für das Hofbrauhaus Berchtesgaden auf ca. 30.
Im Vergleich zu den anderen vier Gemeinden spielen in Bischofswiesen immerhin mittelständische Gewerbe und Industrie-Unternehmen – insbesondere des Feinmechaniksektors – eine größere Rolle. So wurde 1973 im Stangenwald des Ortsteils Engedey eine Handwerkersiedlung ausgewiesen. Die etwa 30 hier angesiedelten Handwerks- und Handelsbetriebe haben für die Bischofswieser Wirtschaft „eine tragende Bedeutung“. Eine ähnliche Stärkung der Wirtschaftsstruktur erhofft sich die Gemeinde von dem 1998 in Winkl ausgewiesenen Gewerbegebiet Pfaffenfeld.

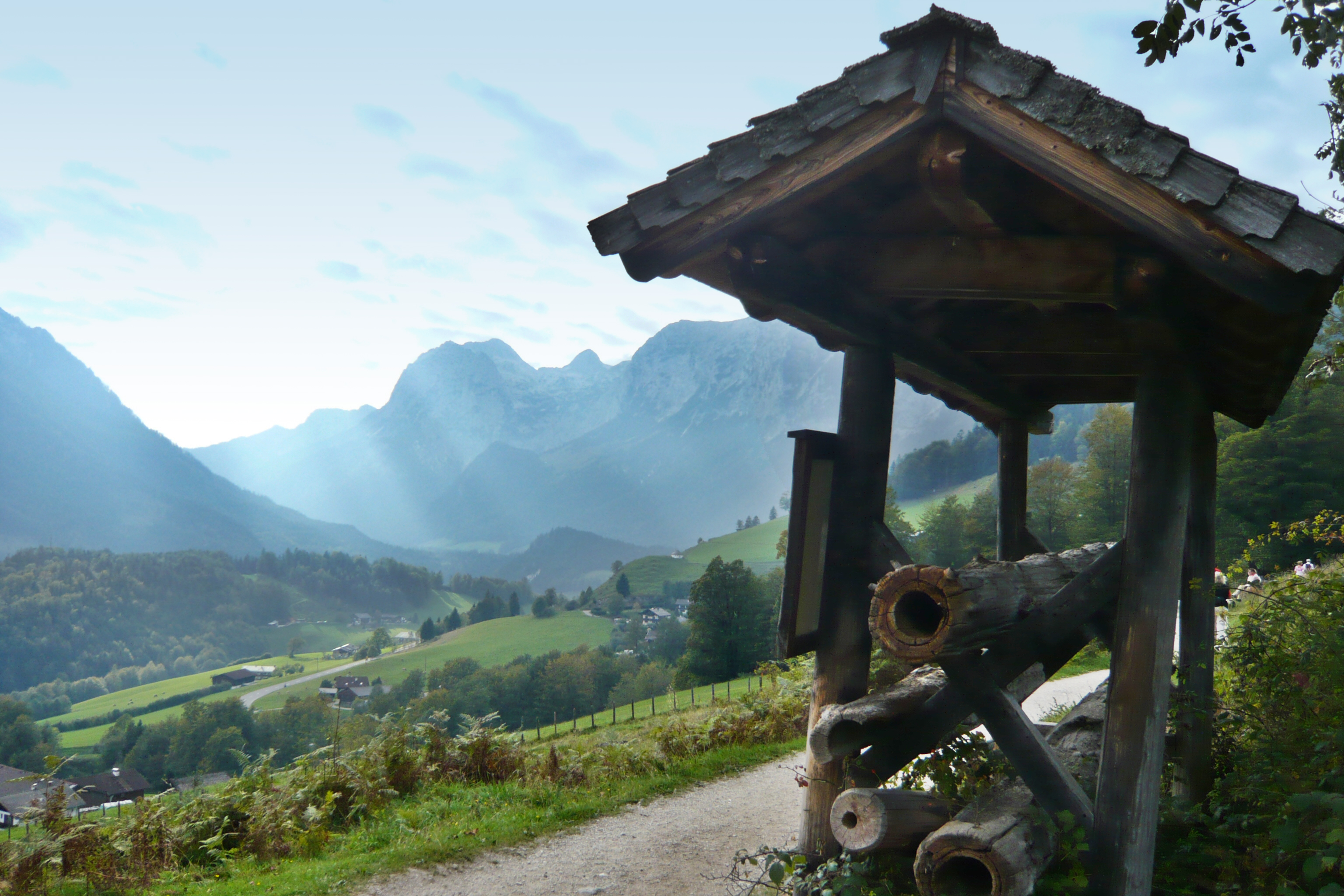
Hölzerne Soleleitung oberhalb Ramsau

Während im Raum Hallein schon die Kelten das Salz entdeckten und nutzten und im benachbarten Reichenhall auch schon seit mehr als 2000 Jahren Sole gewonnen wurde, begann die wirtschaftliche Nutzung von Salz im Raum Berchtesgaden – Marktschellenberg erst im 13. Jahrhundert. Im 16. Jahrhundert fand in der Region ein wirtschaftlicher Aufschwung statt, der auf die Salzgewinnung zurückzuführen ist. Der Berchtesgadener Salzstock wurde seit 1517 am Salzberg nordöstlich von Berchtesgaden bergmännisch abgebaut. Aufgrund der heterogenen Zusammensetzung des Haselgebirges, das aus einem Gemenge von Salztonen, Anhydrit und Dolomit aufgebaut ist, eignete sich das Salz nicht für einen Abbau des Gesteins. Daher wurde das permoskythische Salz in Sinkwerken aus dem Gestein gelaugt. Die so gewonnene Sole wurde über hölzerne Leitungen nach Reichenhall zur Versiedung gepumpt. Reste der alten Transporttrasse sind heute noch im so genannten Soleleitungsweg aufgeschlossen. Um das Salz zu versieden, war es notwendig große Mengen Wald einzuschlagen. Da das Holz im Berchtesgadener Talkessel nur begrenzt zur Verfügung stand, wurden Lieferverträge mit Österreich geschlossen, die im Gegenzug eine Salzgewinnung auf Berchtesgadener Gebiet gestatteten.
Heute wird im Salzbergwerk Berchtesgaden das Salz mit Hilfe von 30 Bohrspülwerken gewonnen. Die tägliche Lösungsrate eines Bohrspülwerkes im Hangenden einer Salzkaverne beträgt durchschnittlich 1 cm. Die Kavernen werden rund 30 Jahre gelaugt und dabei ungefähr 1,3 Millionen Kubikmeter Sole erzeugt. Die Soleleitung verläuft heute über den Pass Hallthurm nach Bad Reichenhall.

### Verkehr

#### Flughafen
Der dem Berchtesgadener Land nächstgelegene internationale Flughafen ist Salzburg, der am schnellsten mit Auto oder Bus über B 20, BAB 8 und ab Anschlussstelle Bad Reichenhall in ca. 20 km Entfernung über die West Autobahn (A1) oder über die B 305 und ab Grenzübergang in ca. 14 km Entfernung über die B 160 und West Autobahn (A1) zu erreichen ist.
Bis zum internationalen Flughafen München sind es ab Anschlussstelle Bad Reichenhall zur BAB 8 gut 160 km.

#### Fernstraßen

##### Bundesautobahnen
Vom Berchtesgadener Land aus sind die nächsten Anschlussstellen zu einer Autobahn der Abzweig Bad Reichenhall (115) zur BAB 8, der über die B 20 angefahren wird, sowie der Abzweig Salzburg Süd zur Tauern Autobahn (A10), der über die B 305 und hinter Marktschellenberg über die drei Kilometer lange österreichische Landesstraße B 160 bzw. die Berchtesgadener Straße angefahren wird und auch zur West Autobahn (A1) wiederum mit Anschlussmöglichkeit zur BAB 8 führt.

##### Bundesstraßen
Knotenpunkt der durchs Berchtesgadener Land von Nordwest nach Süden bzw. von West nach Ost führenden Bundesstraßen B 20 und B 305 ist seit 2006 der auf drei Brücken ruhende Kreisverkehr vor dem Hauptbahnhof Berchtesgaden. Von Nordwesten her treffen sich dort die B 20, die nach Süden und die B 305, die nach Osten weiterführt. Unter den Brücken fließen die Königsseer Ache und die Ramsauer Ache zusammen und bilden die Berchtesgadener Ache.
- : Grenzübergang Furth im Wald – … – Bad Reichenhall – Bayerisch Gmain – Hallthurm (Pass) – Bischofswiesen – Berchtesgaden – Königssee/Schönau am Königssee

Die B 20 ist Teil der quer durch Deutschland von Süden nach Norden führenden Deutschen Ferienroute Alpen–Ostsee, die rund fünf Kilometer südlich von Berchtesgaden am Königssee beginnt und rund 1730 km weiter in Puttgarden bzw. auf der Insel Fehmarn endet; die B 20 zweigt vorher in Richtung Furth im Wald ab und endet an der Grenze zu Tschechien. Die nächste größere Stadt auf dieser Route ist in 20 Kilometer Entfernung Bad Reichenhall. Wenige Kilometer hinter Reichenhall führt die Anschlussstelle zur BAB 8.
- : Bernau am Chiemsee – … – Schneizlreuth/Weißbach – Schwarzbachwacht (Pass) – Ramsau – Engedey – Berchtesgaden – Marktschellenberg – Grenzübergang –  – Grödig – Salzburg bzw. Salzburg-Süd (A 10)

Die B 305 ist Teil der Deutschen Alpenstraße, die ihren Anfang auf der Bodensee-Insel Lindau nimmt und von Westen nach Osten entlang der Alpen durchs Berchtesgadener Land die Berchtesgadener Ache entlang zum deutsch-österreichischen Grenzübergang und dann nach Salzburg und zur Anschlussstelle der österreichischen Autobahn A10 führt. Die B 305 wird auch als Umgehungsstraße zur Entlastung der Ortsmitte Berchtesgadens vom Durchgangsverkehr genutzt.
In der Zeit des Nationalsozialismus war als Endschleife der Alpenstraße die Roßfeldhöhenringstraße geplant, die heute über die Abzweigungen von der B 305 zur B 319 über die Berchtesgadener Ortsteile Obersalzberg oder Oberau angefahren werden kann.

#### Eisenbahn
Innerhalb des Berchtesgadener Landes durchquert ab Hallthurm die Bahnstrecke Bad Reichenhall–Berchtesgaden, die seit 1916 elektrifiziert und als Steilstrecke ausgewiesen ist, die Gemeinden Bischofswiesen und Berchtesgaden bis Berchtesgaden Hauptbahnhof. Dieser ist zugleich Zielbahnhof des InterCity/Regional-Express-Zugpaars Königssee von und nach Hamburg. Seit 2006 ist die Strecke auch in die S-Bahn Salzburg einbezogen, so verbindet die Linie S4 der BLB Berchtesgaden mit Freilassing, wo Anschluss Richtung Salzburg besteht.

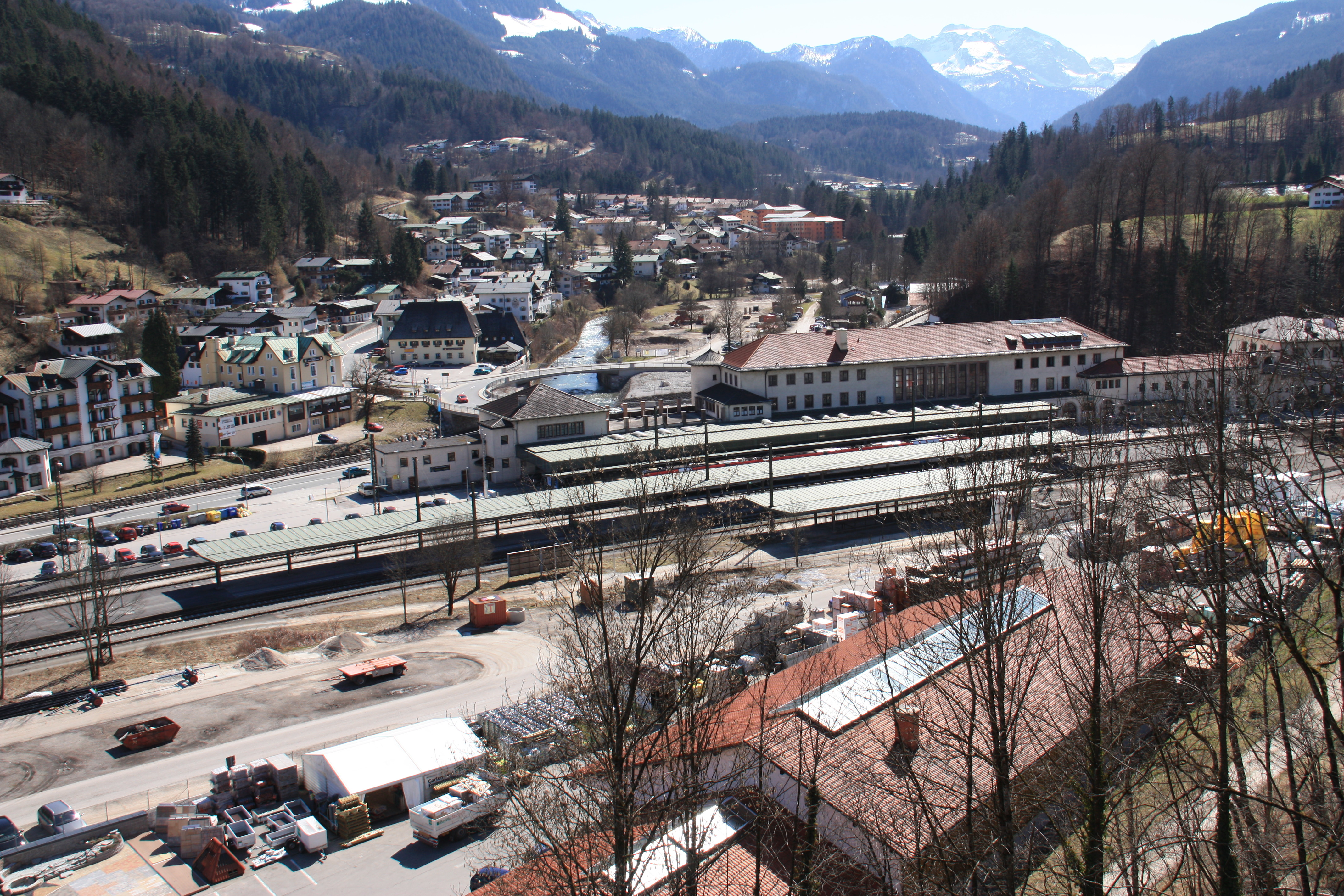
Berchtesgaden Hbf, Teilansicht Kreisverkehr B 20 u. B 305
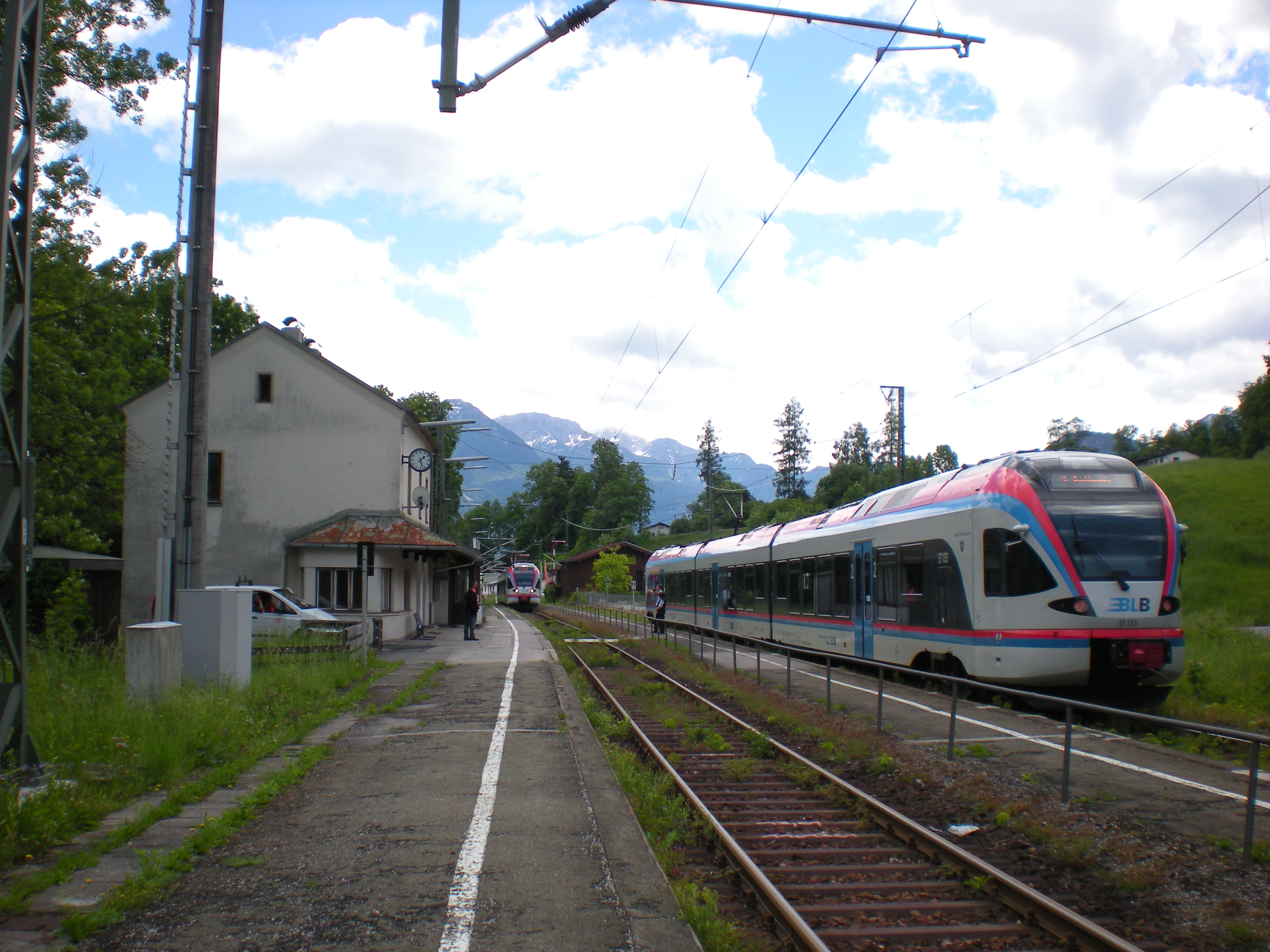
Bahnhof Bischofswiesen mit Zügen der BLB
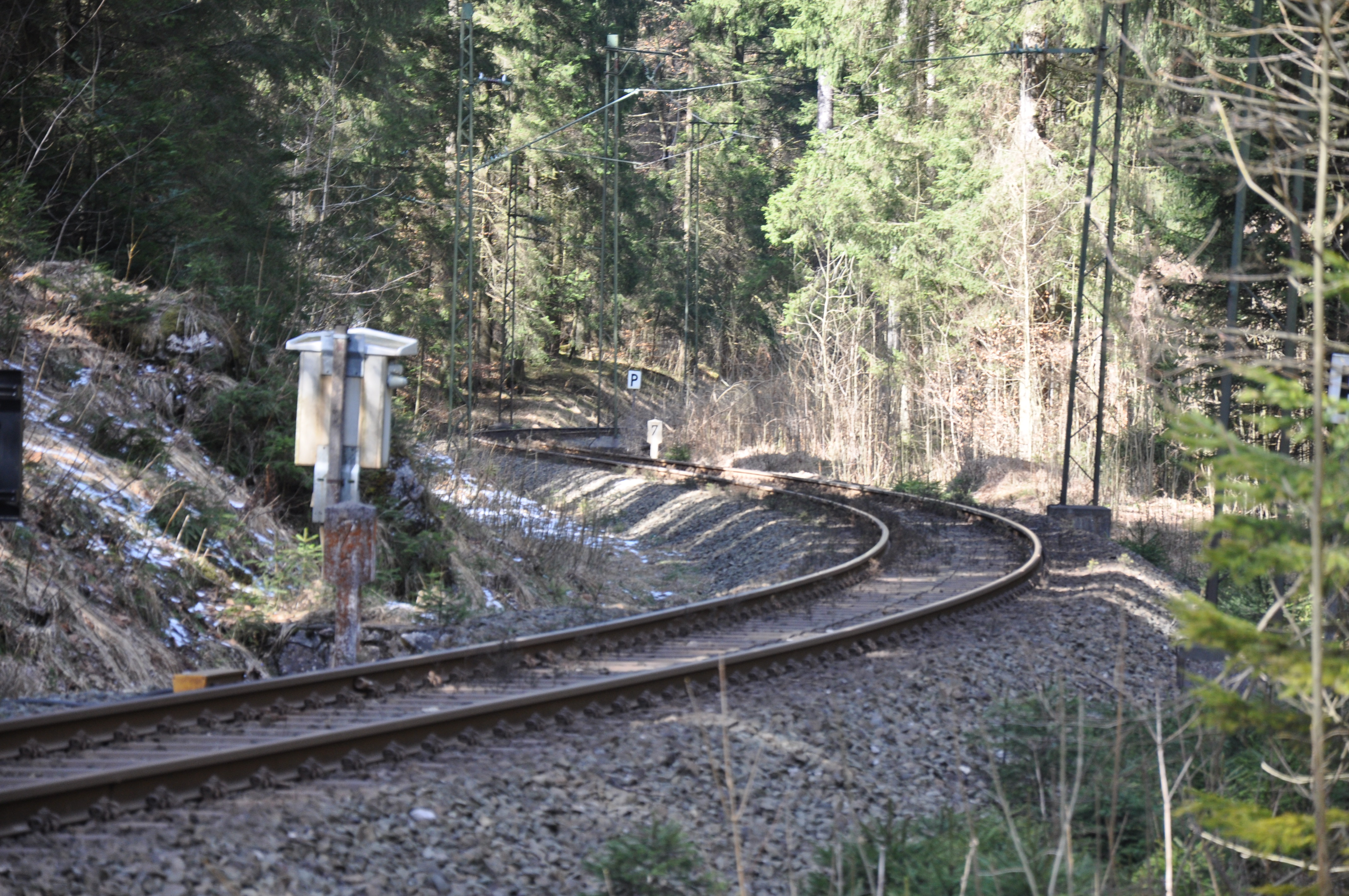
Steilstrecke über den Pass Hallthurm

#### ÖPNV
Den öffentlichen Personennahverkehr (ÖPNV) innerhalb des Berchtesgadener Landes besorgen derzeit die Buslinien des Regionalverkehrs Oberbayern (RVO), die im Stundentakt zur Minute 15 ab dem Zentralen Omnibus Bahnhof (Z.O.B.) auf dem Vorplatz des Hauptbahnhofs Berchtesgaden sternförmig in alle Richtungen zu bekannten Ausflugszielen sowie nach Salzburg und Bad Reichenhall verkehren.

#### Schifffahrt

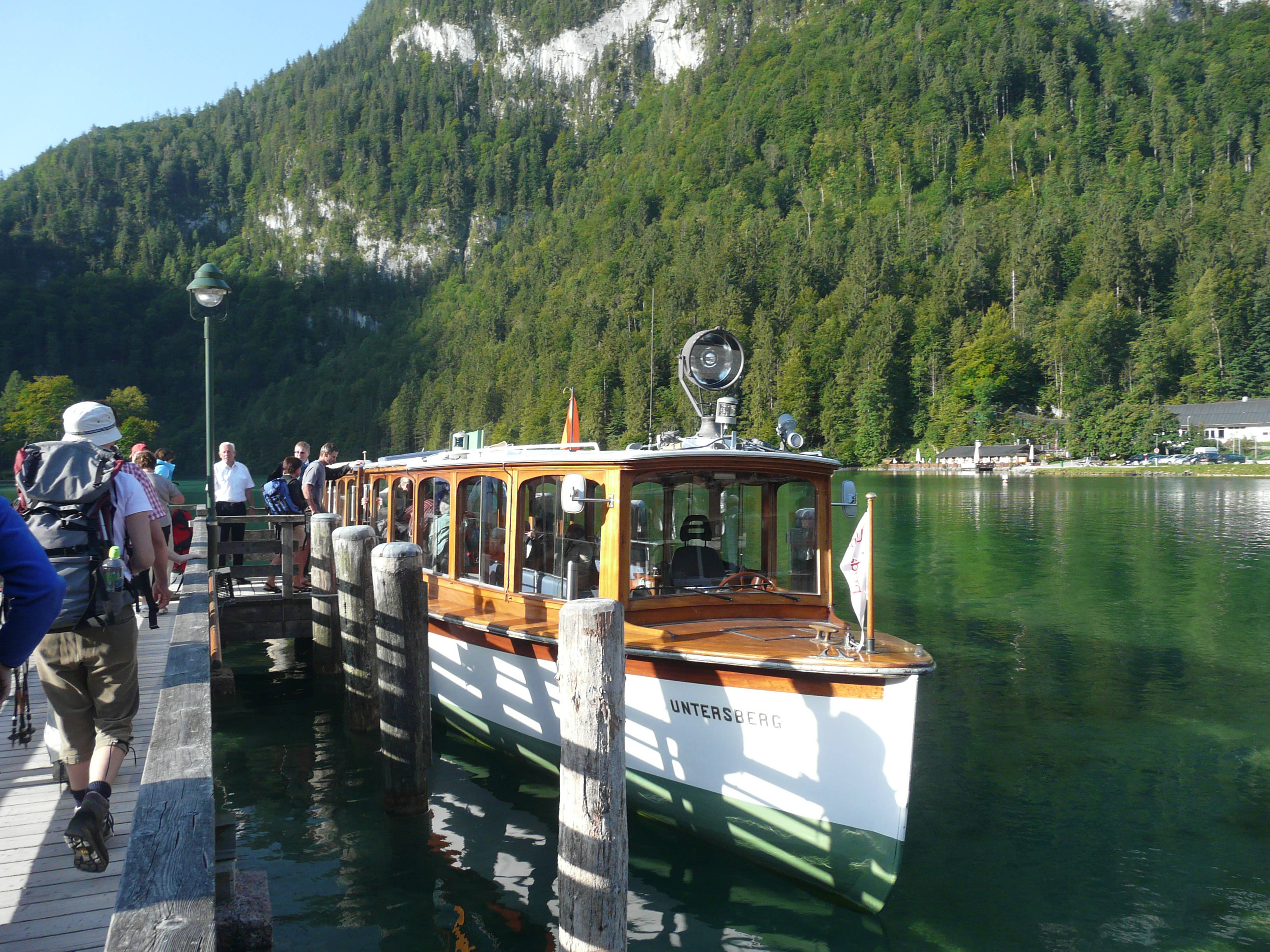
Am Bootssteg der Seelände

Innerhalb des Berchtesgadener Landes wird seit 1909 einzig der Königssee mit großen, ausschließlich mit Elektromotoren ausgestatteten Schiffen zur planmäßigen Personenbeförderung befahren. Betreiber ist seit 1997 in Nachfolge die Bayerische Seenschifffahrt mit 17 Elektromotorbooten. Eine Besonderheit ist, dass der Bootsführer auf etwa halber Fahrtstrecke nach St. Bartholomä den Gästen mit einem Flügelhorn oder einer Trompete demonstriert, das kurze Tonfolgen als meist einfaches, zuweilen aber auch zweifaches Echo von der Echowand widerhallen.
Anlegestellen sind:
- Ausgangspunkt Ortsteil Königssee (Seelände) ⊙
- St. Bartholomä ⊙
- Saletalm ⊙
- Kessel, Bedarfshaltestelle ⊙

#### Bergbahnen
Im Berchtesgadener Land gibt es neben zahlreichen Schleppliften für Skifahrer folgende, auch im Sommer genutzte Bergbahnen:
- Die Jennerbahn ist eine in zwei Sektionen als Einseilumlaufbahn ausgeführte Gondelbahn in Schönau am Königssee auf den Berg Jenner. Die 3.320 Meter lange Gondelbahn überwindet ab dem Ortsteil Königssee bis knapp unter den Jennergipfel einen Höhenunterschied von 1170 Meter.[278]
- Die Obersalzbergbahn überwindet als Luftseilbahn 490 Höhenmeter. Die Talstation (530 m ü. NHN) ist im Berchtesgadener Ortsteil Salzberg neben einer Brücke über die Berchtesgadener Ache, die Mittelstation liegt in 770 m und die Bergstation, unterhalb der Scharitzkehlstraße, in 1020 m Höhe in und in Obersalzberg.[279] Im Winter ist die Bergstation Ausgangspunkt einer Rodelbahn, die nahe der Talstation endet.
- Die Hochschwarzeck Bergbahn in Ramsau bei Berchtesgaden bietet u. a. einen Sessellift bis zum Gipfel des Toten Manns, der 390 Höhenmeter ab 1030 m ü. NHN überwindet.[280] Öffnungszeiten sind vom Wetter abhängig.

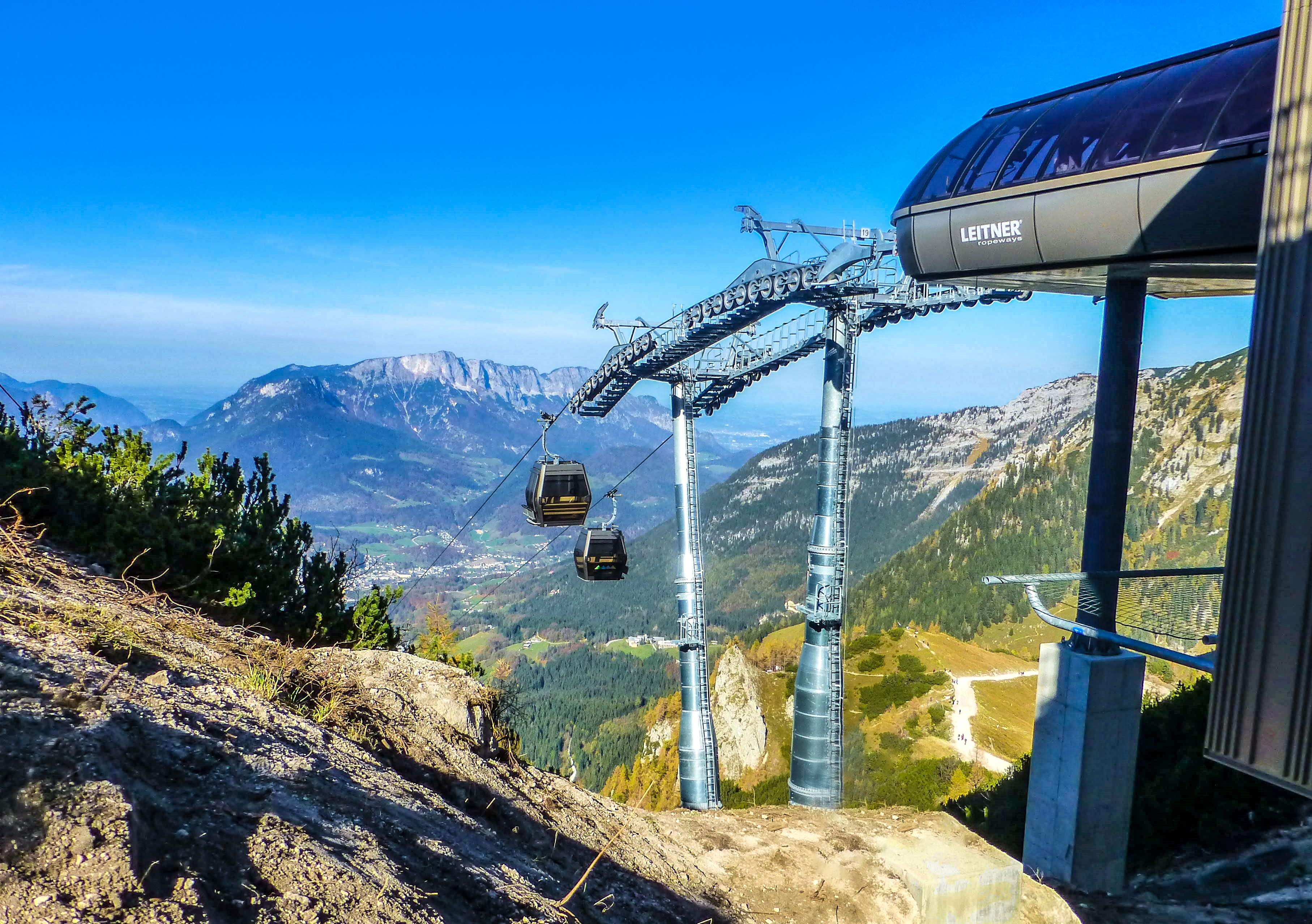
Gondeln der Jennerbahn kurz vor der Bergstation, im Hintergrund der Untersberg (2019)
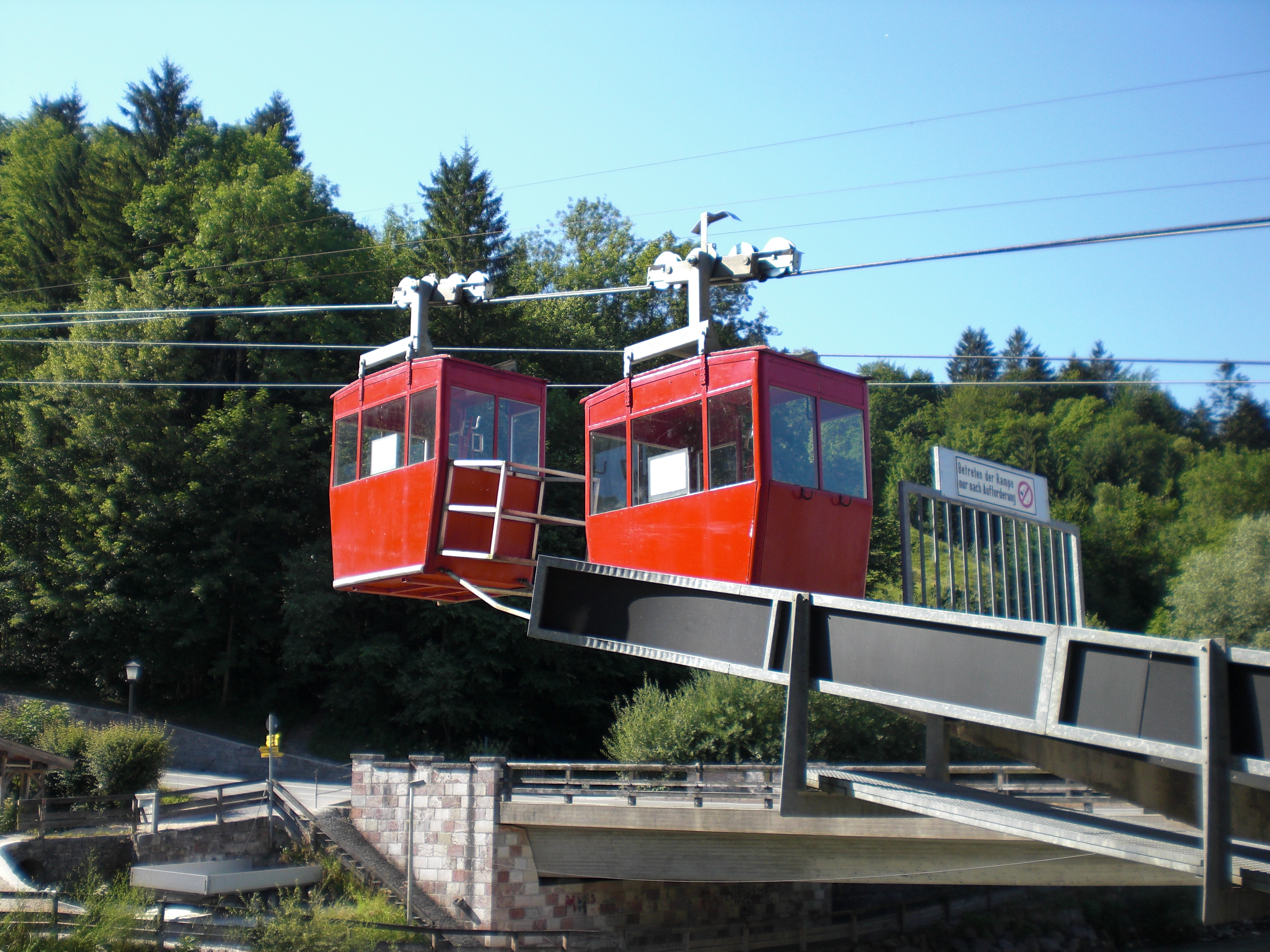
Obersalzbergbahn, Talstation Juli 2013

Daneben gibt es noch zwei weitere reine Skigebiete, die u. a. mit Sesselliften lange Abfahrten ermöglichen:
- Im Bischofswiesener Ortsteil Loipl auf dem Götschenkopf das Skigebiet Götschen,[225] in dem auch das Trainingszentrum Götschen für Ski Alpin und Snowboard als eine Trainingsstätte des Regionalzentrums Chiemgau / Berchtesgadener Land innerhalb des Olympiastützpunkts Bayern angesiedelt ist[224] und das auch für FIS-Abfahrten genutzt wird.
- Auf dem Roßfeld, zu dem ab dem Berchtesgadener Ortsteil Oberau regelmäßig Busse in die Gemarkung Eck zur Roßfeld-Skihütte fahren. Die Roßfeld-Skihütte bildet das Zentrum eines kleineren, mit Schleppliften erschlossenen Skigebietes, von dem aus der benachbarte, mit Sessellift befahrene Zinken im Halleiner Dürrnberg auf österreichischer Seite zu erreichen ist und man zudem bis ins Tal an der Busstation in Oberau vorbei bis nach Unterau abfahren kann.

### Medien
Seit 1882 publiziert der Berchtesgadener Anzeiger in eigener Redaktion Lokalnachrichten aus den fünf Gemeinden des Berchtesgadener Landes, überregionale und internationale Meldungen werden Presseagenturen entnommen.
Über den Sender Högl werden vier analoge Radiofrequenzen (UKW) sowie die über DVB-T verbreiteten Fernsehsender u. a. auch im Berchtesgadener Land ausgestrahlt. Der Sender Jenner ist eine Sendeanlage des Bayerischen Rundfunks auf dem Jenner bei Berchtesgaden. Die Anlage dient zur Verbreitung von Hörfunkprogrammen über DAB. Für das Sendegebiet Berchtesgaden, die nähere Umgebung von Schönau und den nördlichen Königssee werden die Hörfunk-Programme des Bayerischen Rundfunks über den Sender Berchtesgaden in Schönau am Königssee empfangen.

### Bildung

#### Berchtesgaden
Der Markt betreibt zwei Kindergärten.
Am Bacheifeld ist in einem Gebäudekomplex die Grundschule Berchtesgaden die Mittelschule Berchtesgaden sowie ein Jugendheim untergebracht.
Auf der Buchenhöhe im Ortsteil Resten eine weitere Grundschule und eine Mittelschule der CJD Christophorusschulen Berchtesgaden, in der auch Kinder mit Allergien bzw. Asthmaerkrankungen, Lernstörungen und Übergewicht gefördert werden.
Die gemeindliche Grundschule in der Au ist wegen ihres kleinen, relativ weitab gelegenen Einzugsgebietes eine Zwergschule.
Das Gymnasium Berchtesgaden war von 1921 bis 2004 in der Salzburger Straße und ist seit Sommer 2004 in einem neuen Gebäudekomplex Am Anzenbachfeld in Sichtweite des Salzbergwerks untergebracht.
Die Berufsfachschule für Holzschnitzerei und Schreinerei des Landkreises Berchtesgadener Land, vor Ort meist nur Schnitzschule genannt, bildet Holzbildhauer und Schreiner aus. Die Ausbildungszeit an dieser Berufsfachschule beträgt drei Jahre und endet nach erfolgreicher Gesellenprüfung mit der Freisprechung zum Gesellen. Besonders erfolgreiche Absolventen wurden für ihre an dieser Fachschule gefertigten Gesellenstücke mit dem Staatspreis der Regierung von Oberbayern ausgezeichnet.
Nach dem Ende 1946 gegründeten Kulturkreis im Rupertigau mit Sitz in Berchtesgaden als Vorläufer wurde am 30. Juni 1948 die Volkshochschule Berchtesgaden gegründet.

#### Bischofswiesen
In der Pfarrer-Gruber-Straße 8 wurde ein Haus für Kinder sowie ein Waldkindergarten eingerichtet, am Rathausplatz 3 ein Kinderhort. Des Weiteren bietet die „Lebenswelt Insula“ Ortsteil Strub einen Kindergarten, einen Kinderhort und eine Kinderkrippe an.
Am Rathausplatz 4 ist eine Grund- u. Mittelschule für insgesamt 295 Schüler.
Eine weitere Einrichtung auf dem Gelände der „Lebenswelt Insula“ ist eine Berufsfachschule für Altenpflege und Altenpflegehilfe.

#### Marktschellenberg
Hier gibt es den Pfarrkindergarten St. Nikolaus unter kirchlicher Trägerschaft und die Grundschule Marktschellenberg.

#### Ramsau bei Berchtesgaden
Die Gemeinde ist Träger eines Kindergartens und einer Grundschule.

#### Schönau am Königssee
Die Gemeinde unterhält die Kindertagesstätte Schönau a. Königssee und die Grundschule Schönau am Königssee („Schneewinklschule“), die CJD Christophorusschulen Berchtesgaden am Dürreck eine Realschule sowie bereits seit 1960 ein Gymnasium („Skigymnasium“, Eliteschule des Sports).

### Öffentliche Einrichtungen

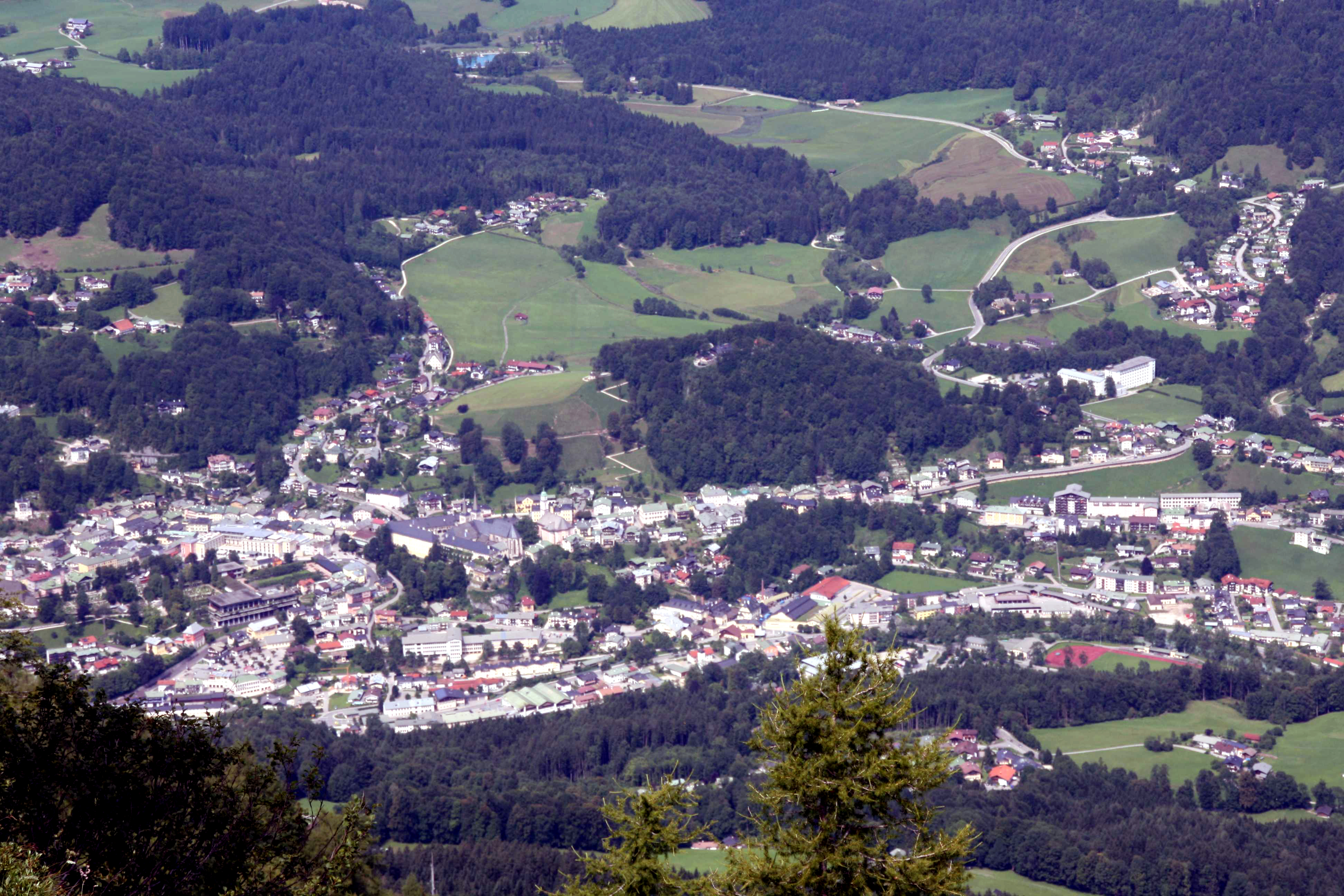
Berchtesgaden vom Kehlsteinhaus aus gesehen

#### Zentrale Einrichtungen in Berchtesgaden
Das Finanzamt ist das einzig in Berchtesgaden verbliebene Amt mit Aufgaben, die den ganzen Landkreis betreffen.
Der Landkreis unterhält in Berchtesgaden die Mehrfachturnhalle des Bundesleistungszentrums für Bob- und Rodeln, die auch für Schul- und Breitensport genutzt wird.
Die Kreisklinik Berchtesgaden im Ortsteil Salzberg ist ein Krankenhaus der Regelversorgung mit 118 Betten und 32 Reha-Betten. Sie gehört zum kommunalen Klinikverbund Kliniken Südostbayern AG. Die Klinik stellt unter anderem mit der Ambulanz die Notfallversorgung der Region für einfache Fälle sicher. Spezialisiert ist die Klinik auf Orthopädie.
In Berchtesgaden hat auch die Nationalparkverwaltung ihren Sitz wie auch die Kurdirektion als Verwaltung des Zweckverbands Bergerlebnis Berchtesgaden. Der Forstbetrieb Berchtesgaden der bayerischen Staatsforsten bewirtschaftet die Staatswälder der Region. Das kommunale Wohnbauwerk Berchtesgadener Land hat ebenfalls seinen Sitz in Berchtesgaden.
Der Tourismusverband unterhält im Ort das Kur- und Kongresshaus sowie das Wellness-Hallenbad Watzmann Therme, der Friedhofsverband als Zweckverband der Gemeinden Markt Berchtesgaden, Bischofswiesen und Schönau am Königssee den Alten Friedhof sowie im benachbarten Schönau am Königssee den Ende September 2015 bei einem landesweiten Wettbewerb als Sieger des Landkreises Berchtesgadener Land ausgezeichneten Bergfriedhof, auf dem der Großteil der Berchtesgadener Bürger beigesetzt wird.
Die Kläranlage des Marktes wird von den Gemeinden Bischofswiesen, Ramsau und Schönau am Königssee mitgenutzt, der Schlachthof des Marktes neben den vorgenannten Gemeinden auch von Marktschellenberg mitfinanziert. In die Berchtesgadener Gemeindeverwaltung integriert ist auch die Verwaltung des Friedhofszweckverbandes. Zudem ist das Standesamt der Gemeinde auch für die Nachbargemeinde Schönau am Königssee zuständig.

#### Berchtesgaden
Die Gemeinde ist Sitz einer eine Polizeiinspektion. Sie betreibt das Seniorenheim Martin-Beer-Haus und verwaltet die Stiftung Bürgerheim als Pflegeheim. Zu den gemeindeeigenen Sporteinrichtungen gehören ferner eine Eishalle, mehrere Turnhallen, ein Sportplatz sowie die auf dem Gebiet der Nachbargemeinde Bischofswiesen angelegten Sprungschanzen am Kälberstein. Die Gemeinde verfügt eine kleine Marktbücherei. Die Freiwillige Feuerwehr der Gemeinde sorgt für den Brandschutz und die allgemeine Hilfe; sie unterhält drei Feuerwehrhäuser.

#### Bischofswiesen
Die Gemeinde betreibt ein Naturbad am Aschauer Weiher nahe dem Rostwald.

#### Marktschellenberg
Der örtliche Friedhof und das Freibad Marktschellenberg sind Einrichtungen der Gemeinde Marktschellenberg.

#### Ramsau
Die Gemeinde Ramsau unterhält einen Bergkurgarten sowie einen 1973 angelegten Sportplatz und eine Turnhalle.
Der örtliche Friedhof mit dem seit 1938 erbauten Leichenhaus ist im Eigentum der römisch-katholischen Kirche und wird auch von ihr verwaltet.
1874 wurde die Freiwillige Feuerwehr Ramsau gegründet. Sie gehört dem Inspektionsbereich Süd der Kreisbrandinspektion Berchtesgadener Land an. 1980/81 wurden am alten Gemeindehaus das Feuerwehrhaus nebst Wohnungen errichtet.

#### Schönau am Königssee
Im Ortsteil Unterschönau befindet sich mit der Kunsteisbahn Königssee die weltweit erste Kunsteisbahn für Rennrodeln, Bob und Skeleton sowie das von der Gemeinde Schönau am Königssee betriebene Schornbad.

## Persönlichkeiten
Im Berchtesgadener Land sind nicht zuletzt viele namhafte Wintersportler wie Georg Hackl und Anja Huber Selbach, aber auch Bildende Künstler, Musiker und Schriftsteller zur Welt gekommen. Die Region war und ist zudem Wirkungsstätte und Wohnort vieler nicht aus der Gegend stammender Sportler, Wissenschaftler, Politiker und Schriftsteller wie zum Beispiel Carl von Linde, Georg Leber und Ludwig Ganghofer. Auch hatten einige der hochrangigsten Nationalsozialisten (u. a. Adolf Hitler, Martin Bormann, Hermann Göring und Albert Speer) während des so genannten „Dritten Reichs“ einen Wohnsitz innerhalb des „Führersperrgebiets“ auf der zu Berchtesgaden gehörenden Gnotschaft Obersalzberg – deren Wirken wird seit 1999 nun auch innerhalb Berchtesgadens ausführlich und kritisch in der Dokumentation Obersalzberg beleuchtet.

## Historische Karten
- 1579: Chorographia Bavariae ad illustriss et seneness principem … (lateinisch), Berchtesgaden (Schreibweise auf Karte: „Berchtolsgaden“) auf zoombarer Karte unten rechts zwischen Maßstab und Bavaria zu finden, Petrus Weinerus, 1579, Signatur:ark:/12148/btv1b72000983, Bibliothèque nationale de France, online unter gallica.bnf.fr.
- 1644: Matthäus Merian: Taffel des Stiffts Berchtersgaden (Klosterstift bzw. Fürstpropstei Berchtesgaden), zoombare Karte: Kupferdruck 28 × 34 cm, Kartenausrichtung South up (Süden oben). Titelschreibung siehe Wappen unten rechts. Merian, Frankfurt am Main (erstmals) 1644, In: Reihe Archiepiscopatus Salisburgensis, Falz 28, Topographia Bavariae, Standort: Bern UB Speichermagazin. Sektor E4 | Signatur: MUE Ryh 4706 : 28, online unter biblio.unibe.ch.
- 1706: Fürstpropstei Berchtesgaden – Stand von 1706, in: Dieter Albrecht: Fürstpropstei Berchtesgaden. Text und Karte in Historischer Atlas von Bayern. Teil Altbayern Heft 7, Laßleben, Kallmünz 1954, S. i.
- 1789: Thomas Höckmann: Historische Karte von Bayern 1789 (inkl. Fürstpropstei), erstellt 2005, online unter hoeckmann.de